# Fahrzeugproduktion nach Ländern
Die Daten für die weltweite Fahrzeugproduktion umfasst die Jahre 2007 und 2017 in Form von Diagrammen.

## Die 40 Länder mit der größten Fahrzeugproduktion im Jahr 2017
Die weltweite Fahrzeugproduktion im Jahr 2017 betrug 97.302.534 Einheiten. Das Diagramm listet alle Länder mit mehr als 90.000 Einheiten auf.
| Weltweite Fahrzeugproduktion nach Ländern im Jahr 2017 (in 1.000 Einheiten) | Weltweite Fahrzeugproduktion nach Ländern im Jahr 2017 (in 1.000 Einheiten) | Weltweite Fahrzeugproduktion nach Ländern im Jahr 2017 (in 1.000 Einheiten) | Weltweite Fahrzeugproduktion nach Ländern im Jahr 2017 (in 1.000 Einheiten) | Weltweite Fahrzeugproduktion nach Ländern im Jahr 2017 (in 1.000 Einheiten) | Weltweite Fahrzeugproduktion nach Ländern im Jahr 2017 (in 1.000 Einheiten) | Weltweite Fahrzeugproduktion nach Ländern im Jahr 2017 (in 1.000 Einheiten) | Weltweite Fahrzeugproduktion nach Ländern im Jahr 2017 (in 1.000 Einheiten) | Weltweite Fahrzeugproduktion nach Ländern im Jahr 2017 (in 1.000 Einheiten) | Weltweite Fahrzeugproduktion nach Ländern im Jahr 2017 (in 1.000 Einheiten) | Weltweite Fahrzeugproduktion nach Ländern im Jahr 2017 (in 1.000 Einheiten) | Weltweite Fahrzeugproduktion nach Ländern im Jahr 2017 (in 1.000 Einheiten) | Weltweite Fahrzeugproduktion nach Ländern im Jahr 2017 (in 1.000 Einheiten) | Weltweite Fahrzeugproduktion nach Ländern im Jahr 2017 (in 1.000 Einheiten) | Weltweite Fahrzeugproduktion nach Ländern im Jahr 2017 (in 1.000 Einheiten) | Weltweite Fahrzeugproduktion nach Ländern im Jahr 2017 (in 1.000 Einheiten) | Weltweite Fahrzeugproduktion nach Ländern im Jahr 2017 (in 1.000 Einheiten) | Weltweite Fahrzeugproduktion nach Ländern im Jahr 2017 (in 1.000 Einheiten) | Weltweite Fahrzeugproduktion nach Ländern im Jahr 2017 (in 1.000 Einheiten) | Weltweite Fahrzeugproduktion nach Ländern im Jahr 2017 (in 1.000 Einheiten) | Weltweite Fahrzeugproduktion nach Ländern im Jahr 2017 (in 1.000 Einheiten) | Weltweite Fahrzeugproduktion nach Ländern im Jahr 2017 (in 1.000 Einheiten) | Weltweite Fahrzeugproduktion nach Ländern im Jahr 2017 (in 1.000 Einheiten) | Weltweite Fahrzeugproduktion nach Ländern im Jahr 2017 (in 1.000 Einheiten) | Weltweite Fahrzeugproduktion nach Ländern im Jahr 2017 (in 1.000 Einheiten) | Weltweite Fahrzeugproduktion nach Ländern im Jahr 2017 (in 1.000 Einheiten) | Weltweite Fahrzeugproduktion nach Ländern im Jahr 2017 (in 1.000 Einheiten) | Weltweite Fahrzeugproduktion nach Ländern im Jahr 2017 (in 1.000 Einheiten) | Weltweite Fahrzeugproduktion nach Ländern im Jahr 2017 (in 1.000 Einheiten) | Weltweite Fahrzeugproduktion nach Ländern im Jahr 2017 (in 1.000 Einheiten) | Weltweite Fahrzeugproduktion nach Ländern im Jahr 2017 (in 1.000 Einheiten) | Weltweite Fahrzeugproduktion nach Ländern im Jahr 2017 (in 1.000 Einheiten) | Weltweite Fahrzeugproduktion nach Ländern im Jahr 2017 (in 1.000 Einheiten) | Weltweite Fahrzeugproduktion nach Ländern im Jahr 2017 (in 1.000 Einheiten) | Weltweite Fahrzeugproduktion nach Ländern im Jahr 2017 (in 1.000 Einheiten) | Weltweite Fahrzeugproduktion nach Ländern im Jahr 2017 (in 1.000 Einheiten) | Weltweite Fahrzeugproduktion nach Ländern im Jahr 2017 (in 1.000 Einheiten) | Weltweite Fahrzeugproduktion nach Ländern im Jahr 2017 (in 1.000 Einheiten) | Weltweite Fahrzeugproduktion nach Ländern im Jahr 2017 (in 1.000 Einheiten) | Weltweite Fahrzeugproduktion nach Ländern im Jahr 2017 (in 1.000 Einheiten) | Weltweite Fahrzeugproduktion nach Ländern im Jahr 2017 (in 1.000 Einheiten) | Weltweite Fahrzeugproduktion nach Ländern im Jahr 2017 (in 1.000 Einheiten) | Weltweite Fahrzeugproduktion nach Ländern im Jahr 2017 (in 1.000 Einheiten) | Weltweite Fahrzeugproduktion nach Ländern im Jahr 2017 (in 1.000 Einheiten) | Weltweite Fahrzeugproduktion nach Ländern im Jahr 2017 (in 1.000 Einheiten) | Weltweite Fahrzeugproduktion nach Ländern im Jahr 2017 (in 1.000 Einheiten) | Weltweite Fahrzeugproduktion nach Ländern im Jahr 2017 (in 1.000 Einheiten) | Weltweite Fahrzeugproduktion nach Ländern im Jahr 2017 (in 1.000 Einheiten) | Weltweite Fahrzeugproduktion nach Ländern im Jahr 2017 (in 1.000 Einheiten) | Weltweite Fahrzeugproduktion nach Ländern im Jahr 2017 (in 1.000 Einheiten) | Weltweite Fahrzeugproduktion nach Ländern im Jahr 2017 (in 1.000 Einheiten) | Weltweite Fahrzeugproduktion nach Ländern im Jahr 2017 (in 1.000 Einheiten) | Weltweite Fahrzeugproduktion nach Ländern im Jahr 2017 (in 1.000 Einheiten) | Weltweite Fahrzeugproduktion nach Ländern im Jahr 2017 (in 1.000 Einheiten) | Weltweite Fahrzeugproduktion nach Ländern im Jahr 2017 (in 1.000 Einheiten) | Weltweite Fahrzeugproduktion nach Ländern im Jahr 2017 (in 1.000 Einheiten) | Weltweite Fahrzeugproduktion nach Ländern im Jahr 2017 (in 1.000 Einheiten) | Weltweite Fahrzeugproduktion nach Ländern im Jahr 2017 (in 1.000 Einheiten) | Weltweite Fahrzeugproduktion nach Ländern im Jahr 2017 (in 1.000 Einheiten) | Weltweite Fahrzeugproduktion nach Ländern im Jahr 2017 (in 1.000 Einheiten) | Weltweite Fahrzeugproduktion nach Ländern im Jahr 2017 (in 1.000 Einheiten) | Weltweite Fahrzeugproduktion nach Ländern im Jahr 2017 (in 1.000 Einheiten) | Weltweite Fahrzeugproduktion nach Ländern im Jahr 2017 (in 1.000 Einheiten) | Weltweite Fahrzeugproduktion nach Ländern im Jahr 2017 (in 1.000 Einheiten) | Weltweite Fahrzeugproduktion nach Ländern im Jahr 2017 (in 1.000 Einheiten) | Weltweite Fahrzeugproduktion nach Ländern im Jahr 2017 (in 1.000 Einheiten) | Weltweite Fahrzeugproduktion nach Ländern im Jahr 2017 (in 1.000 Einheiten) | Weltweite Fahrzeugproduktion nach Ländern im Jahr 2017 (in 1.000 Einheiten) | Weltweite Fahrzeugproduktion nach Ländern im Jahr 2017 (in 1.000 Einheiten) | Weltweite Fahrzeugproduktion nach Ländern im Jahr 2017 (in 1.000 Einheiten) | Weltweite Fahrzeugproduktion nach Ländern im Jahr 2017 (in 1.000 Einheiten) | Weltweite Fahrzeugproduktion nach Ländern im Jahr 2017 (in 1.000 Einheiten) | Weltweite Fahrzeugproduktion nach Ländern im Jahr 2017 (in 1.000 Einheiten) | Weltweite Fahrzeugproduktion nach Ländern im Jahr 2017 (in 1.000 Einheiten) | Weltweite Fahrzeugproduktion nach Ländern im Jahr 2017 (in 1.000 Einheiten) | Weltweite Fahrzeugproduktion nach Ländern im Jahr 2017 (in 1.000 Einheiten) | Weltweite Fahrzeugproduktion nach Ländern im Jahr 2017 (in 1.000 Einheiten) | Weltweite Fahrzeugproduktion nach Ländern im Jahr 2017 (in 1.000 Einheiten) | Weltweite Fahrzeugproduktion nach Ländern im Jahr 2017 (in 1.000 Einheiten) | Weltweite Fahrzeugproduktion nach Ländern im Jahr 2017 (in 1.000 Einheiten) | Weltweite Fahrzeugproduktion nach Ländern im Jahr 2017 (in 1.000 Einheiten) | Weltweite Fahrzeugproduktion nach Ländern im Jahr 2017 (in 1.000 Einheiten) | Weltweite Fahrzeugproduktion nach Ländern im Jahr 2017 (in 1.000 Einheiten) | Weltweite Fahrzeugproduktion nach Ländern im Jahr 2017 (in 1.000 Einheiten) | Weltweite Fahrzeugproduktion nach Ländern im Jahr 2017 (in 1.000 Einheiten) | Weltweite Fahrzeugproduktion nach Ländern im Jahr 2017 (in 1.000 Einheiten) | Weltweite Fahrzeugproduktion nach Ländern im Jahr 2017 (in 1.000 Einheiten) | Weltweite Fahrzeugproduktion nach Ländern im Jahr 2017 (in 1.000 Einheiten) | Weltweite Fahrzeugproduktion nach Ländern im Jahr 2017 (in 1.000 Einheiten) | Weltweite Fahrzeugproduktion nach Ländern im Jahr 2017 (in 1.000 Einheiten) | Weltweite Fahrzeugproduktion nach Ländern im Jahr 2017 (in 1.000 Einheiten) | Weltweite Fahrzeugproduktion nach Ländern im Jahr 2017 (in 1.000 Einheiten) | Weltweite Fahrzeugproduktion nach Ländern im Jahr 2017 (in 1.000 Einheiten) | Weltweite Fahrzeugproduktion nach Ländern im Jahr 2017 (in 1.000 Einheiten) | Weltweite Fahrzeugproduktion nach Ländern im Jahr 2017 (in 1.000 Einheiten) | Weltweite Fahrzeugproduktion nach Ländern im Jahr 2017 (in 1.000 Einheiten) | Weltweite Fahrzeugproduktion nach Ländern im Jahr 2017 (in 1.000 Einheiten) | Weltweite Fahrzeugproduktion nach Ländern im Jahr 2017 (in 1.000 Einheiten) | Weltweite Fahrzeugproduktion nach Ländern im Jahr 2017 (in 1.000 Einheiten) | Weltweite Fahrzeugproduktion nach Ländern im Jahr 2017 (in 1.000 Einheiten) | Weltweite Fahrzeugproduktion nach Ländern im Jahr 2017 (in 1.000 Einheiten) | Weltweite Fahrzeugproduktion nach Ländern im Jahr 2017 (in 1.000 Einheiten) | Weltweite Fahrzeugproduktion nach Ländern im Jahr 2017 (in 1.000 Einheiten) | Weltweite Fahrzeugproduktion nach Ländern im Jahr 2017 (in 1.000 Einheiten) | Weltweite Fahrzeugproduktion nach Ländern im Jahr 2017 (in 1.000 Einheiten) | Weltweite Fahrzeugproduktion nach Ländern im Jahr 2017 (in 1.000 Einheiten) | Weltweite Fahrzeugproduktion nach Ländern im Jahr 2017 (in 1.000 Einheiten) | Weltweite Fahrzeugproduktion nach Ländern im Jahr 2017 (in 1.000 Einheiten) | Weltweite Fahrzeugproduktion nach Ländern im Jahr 2017 (in 1.000 Einheiten) | Weltweite Fahrzeugproduktion nach Ländern im Jahr 2017 (in 1.000 Einheiten) | Weltweite Fahrzeugproduktion nach Ländern im Jahr 2017 (in 1.000 Einheiten) | Weltweite Fahrzeugproduktion nach Ländern im Jahr 2017 (in 1.000 Einheiten) | Weltweite Fahrzeugproduktion nach Ländern im Jahr 2017 (in 1.000 Einheiten) | Weltweite Fahrzeugproduktion nach Ländern im Jahr 2017 (in 1.000 Einheiten) | Weltweite Fahrzeugproduktion nach Ländern im Jahr 2017 (in 1.000 Einheiten) | Weltweite Fahrzeugproduktion nach Ländern im Jahr 2017 (in 1.000 Einheiten) | Weltweite Fahrzeugproduktion nach Ländern im Jahr 2017 (in 1.000 Einheiten) | Weltweite Fahrzeugproduktion nach Ländern im Jahr 2017 (in 1.000 Einheiten) | Weltweite Fahrzeugproduktion nach Ländern im Jahr 2017 (in 1.000 Einheiten) | Weltweite Fahrzeugproduktion nach Ländern im Jahr 2017 (in 1.000 Einheiten) | Weltweite Fahrzeugproduktion nach Ländern im Jahr 2017 (in 1.000 Einheiten) | Weltweite Fahrzeugproduktion nach Ländern im Jahr 2017 (in 1.000 Einheiten) | Weltweite Fahrzeugproduktion nach Ländern im Jahr 2017 (in 1.000 Einheiten) | Weltweite Fahrzeugproduktion nach Ländern im Jahr 2017 (in 1.000 Einheiten) | Weltweite Fahrzeugproduktion nach Ländern im Jahr 2017 (in 1.000 Einheiten) | Weltweite Fahrzeugproduktion nach Ländern im Jahr 2017 (in 1.000 Einheiten) | Weltweite Fahrzeugproduktion nach Ländern im Jahr 2017 (in 1.000 Einheiten) | Weltweite Fahrzeugproduktion nach Ländern im Jahr 2017 (in 1.000 Einheiten) | Weltweite Fahrzeugproduktion nach Ländern im Jahr 2017 (in 1.000 Einheiten) | Weltweite Fahrzeugproduktion nach Ländern im Jahr 2017 (in 1.000 Einheiten) | Weltweite Fahrzeugproduktion nach Ländern im Jahr 2017 (in 1.000 Einheiten) | Weltweite Fahrzeugproduktion nach Ländern im Jahr 2017 (in 1.000 Einheiten) | Weltweite Fahrzeugproduktion nach Ländern im Jahr 2017 (in 1.000 Einheiten) | Weltweite Fahrzeugproduktion nach Ländern im Jahr 2017 (in 1.000 Einheiten) | Weltweite Fahrzeugproduktion nach Ländern im Jahr 2017 (in 1.000 Einheiten) | Weltweite Fahrzeugproduktion nach Ländern im Jahr 2017 (in 1.000 Einheiten) | Weltweite Fahrzeugproduktion nach Ländern im Jahr 2017 (in 1.000 Einheiten) | Weltweite Fahrzeugproduktion nach Ländern im Jahr 2017 (in 1.000 Einheiten) | Weltweite Fahrzeugproduktion nach Ländern im Jahr 2017 (in 1.000 Einheiten) | Weltweite Fahrzeugproduktion nach Ländern im Jahr 2017 (in 1.000 Einheiten) | Weltweite Fahrzeugproduktion nach Ländern im Jahr 2017 (in 1.000 Einheiten) | Weltweite Fahrzeugproduktion nach Ländern im Jahr 2017 (in 1.000 Einheiten) | Weltweite Fahrzeugproduktion nach Ländern im Jahr 2017 (in 1.000 Einheiten) | Weltweite Fahrzeugproduktion nach Ländern im Jahr 2017 (in 1.000 Einheiten) | Weltweite Fahrzeugproduktion nach Ländern im Jahr 2017 (in 1.000 Einheiten) | Weltweite Fahrzeugproduktion nach Ländern im Jahr 2017 (in 1.000 Einheiten) | Weltweite Fahrzeugproduktion nach Ländern im Jahr 2017 (in 1.000 Einheiten) | Weltweite Fahrzeugproduktion nach Ländern im Jahr 2017 (in 1.000 Einheiten) | Weltweite Fahrzeugproduktion nach Ländern im Jahr 2017 (in 1.000 Einheiten) | Weltweite Fahrzeugproduktion nach Ländern im Jahr 2017 (in 1.000 Einheiten) | Weltweite Fahrzeugproduktion nach Ländern im Jahr 2017 (in 1.000 Einheiten) | Weltweite Fahrzeugproduktion nach Ländern im Jahr 2017 (in 1.000 Einheiten) | Weltweite Fahrzeugproduktion nach Ländern im Jahr 2017 (in 1.000 Einheiten) | Weltweite Fahrzeugproduktion nach Ländern im Jahr 2017 (in 1.000 Einheiten) | Weltweite Fahrzeugproduktion nach Ländern im Jahr 2017 (in 1.000 Einheiten) | Weltweite Fahrzeugproduktion nach Ländern im Jahr 2017 (in 1.000 Einheiten) | Weltweite Fahrzeugproduktion nach Ländern im Jahr 2017 (in 1.000 Einheiten) | Weltweite Fahrzeugproduktion nach Ländern im Jahr 2017 (in 1.000 Einheiten) | Weltweite Fahrzeugproduktion nach Ländern im Jahr 2017 (in 1.000 Einheiten) | Weltweite Fahrzeugproduktion nach Ländern im Jahr 2017 (in 1.000 Einheiten) | Weltweite Fahrzeugproduktion nach Ländern im Jahr 2017 (in 1.000 Einheiten) | Weltweite Fahrzeugproduktion nach Ländern im Jahr 2017 (in 1.000 Einheiten) | Weltweite Fahrzeugproduktion nach Ländern im Jahr 2017 (in 1.000 Einheiten) | Weltweite Fahrzeugproduktion nach Ländern im Jahr 2017 (in 1.000 Einheiten) | Weltweite Fahrzeugproduktion nach Ländern im Jahr 2017 (in 1.000 Einheiten) | Weltweite Fahrzeugproduktion nach Ländern im Jahr 2017 (in 1.000 Einheiten) | Weltweite Fahrzeugproduktion nach Ländern im Jahr 2017 (in 1.000 Einheiten) | Weltweite Fahrzeugproduktion nach Ländern im Jahr 2017 (in 1.000 Einheiten) | Weltweite Fahrzeugproduktion nach Ländern im Jahr 2017 (in 1.000 Einheiten) | Weltweite Fahrzeugproduktion nach Ländern im Jahr 2017 (in 1.000 Einheiten) | Weltweite Fahrzeugproduktion nach Ländern im Jahr 2017 (in 1.000 Einheiten) | Weltweite Fahrzeugproduktion nach Ländern im Jahr 2017 (in 1.000 Einheiten) | Weltweite Fahrzeugproduktion nach Ländern im Jahr 2017 (in 1.000 Einheiten) | Weltweite Fahrzeugproduktion nach Ländern im Jahr 2017 (in 1.000 Einheiten) | Weltweite Fahrzeugproduktion nach Ländern im Jahr 2017 (in 1.000 Einheiten) | Weltweite Fahrzeugproduktion nach Ländern im Jahr 2017 (in 1.000 Einheiten) | Weltweite Fahrzeugproduktion nach Ländern im Jahr 2017 (in 1.000 Einheiten) | Weltweite Fahrzeugproduktion nach Ländern im Jahr 2017 (in 1.000 Einheiten) | Weltweite Fahrzeugproduktion nach Ländern im Jahr 2017 (in 1.000 Einheiten) | Weltweite Fahrzeugproduktion nach Ländern im Jahr 2017 (in 1.000 Einheiten) | Weltweite Fahrzeugproduktion nach Ländern im Jahr 2017 (in 1.000 Einheiten) | Weltweite Fahrzeugproduktion nach Ländern im Jahr 2017 (in 1.000 Einheiten) | Weltweite Fahrzeugproduktion nach Ländern im Jahr 2017 (in 1.000 Einheiten) | Weltweite Fahrzeugproduktion nach Ländern im Jahr 2017 (in 1.000 Einheiten) | Weltweite Fahrzeugproduktion nach Ländern im Jahr 2017 (in 1.000 Einheiten) | Weltweite Fahrzeugproduktion nach Ländern im Jahr 2017 (in 1.000 Einheiten) | Weltweite Fahrzeugproduktion nach Ländern im Jahr 2017 (in 1.000 Einheiten) | Weltweite Fahrzeugproduktion nach Ländern im Jahr 2017 (in 1.000 Einheiten) | Weltweite Fahrzeugproduktion nach Ländern im Jahr 2017 (in 1.000 Einheiten) | Weltweite Fahrzeugproduktion nach Ländern im Jahr 2017 (in 1.000 Einheiten) | Weltweite Fahrzeugproduktion nach Ländern im Jahr 2017 (in 1.000 Einheiten) | Weltweite Fahrzeugproduktion nach Ländern im Jahr 2017 (in 1.000 Einheiten) | Weltweite Fahrzeugproduktion nach Ländern im Jahr 2017 (in 1.000 Einheiten) | Weltweite Fahrzeugproduktion nach Ländern im Jahr 2017 (in 1.000 Einheiten) | Weltweite Fahrzeugproduktion nach Ländern im Jahr 2017 (in 1.000 Einheiten) | Weltweite Fahrzeugproduktion nach Ländern im Jahr 2017 (in 1.000 Einheiten) | Weltweite Fahrzeugproduktion nach Ländern im Jahr 2017 (in 1.000 Einheiten) | Weltweite Fahrzeugproduktion nach Ländern im Jahr 2017 (in 1.000 Einheiten) | Weltweite Fahrzeugproduktion nach Ländern im Jahr 2017 (in 1.000 Einheiten) | Weltweite Fahrzeugproduktion nach Ländern im Jahr 2017 (in 1.000 Einheiten) | Weltweite Fahrzeugproduktion nach Ländern im Jahr 2017 (in 1.000 Einheiten) | Weltweite Fahrzeugproduktion nach Ländern im Jahr 2017 (in 1.000 Einheiten) | Weltweite Fahrzeugproduktion nach Ländern im Jahr 2017 (in 1.000 Einheiten) | Weltweite Fahrzeugproduktion nach Ländern im Jahr 2017 (in 1.000 Einheiten) | Weltweite Fahrzeugproduktion nach Ländern im Jahr 2017 (in 1.000 Einheiten) | Weltweite Fahrzeugproduktion nach Ländern im Jahr 2017 (in 1.000 Einheiten) | Weltweite Fahrzeugproduktion nach Ländern im Jahr 2017 (in 1.000 Einheiten) | Weltweite Fahrzeugproduktion nach Ländern im Jahr 2017 (in 1.000 Einheiten) | Weltweite Fahrzeugproduktion nach Ländern im Jahr 2017 (in 1.000 Einheiten) | Weltweite Fahrzeugproduktion nach Ländern im Jahr 2017 (in 1.000 Einheiten) | Weltweite Fahrzeugproduktion nach Ländern im Jahr 2017 (in 1.000 Einheiten) | Weltweite Fahrzeugproduktion nach Ländern im Jahr 2017 (in 1.000 Einheiten) | Weltweite Fahrzeugproduktion nach Ländern im Jahr 2017 (in 1.000 Einheiten) | Weltweite Fahrzeugproduktion nach Ländern im Jahr 2017 (in 1.000 Einheiten) | Weltweite Fahrzeugproduktion nach Ländern im Jahr 2017 (in 1.000 Einheiten) | Weltweite Fahrzeugproduktion nach Ländern im Jahr 2017 (in 1.000 Einheiten) | Weltweite Fahrzeugproduktion nach Ländern im Jahr 2017 (in 1.000 Einheiten) | Weltweite Fahrzeugproduktion nach Ländern im Jahr 2017 (in 1.000 Einheiten) | Weltweite Fahrzeugproduktion nach Ländern im Jahr 2017 (in 1.000 Einheiten) | Weltweite Fahrzeugproduktion nach Ländern im Jahr 2017 (in 1.000 Einheiten) | Weltweite Fahrzeugproduktion nach Ländern im Jahr 2017 (in 1.000 Einheiten) | Weltweite Fahrzeugproduktion nach Ländern im Jahr 2017 (in 1.000 Einheiten) | Weltweite Fahrzeugproduktion nach Ländern im Jahr 2017 (in 1.000 Einheiten) | Weltweite Fahrzeugproduktion nach Ländern im Jahr 2017 (in 1.000 Einheiten) | Weltweite Fahrzeugproduktion nach Ländern im Jahr 2017 (in 1.000 Einheiten) | Weltweite Fahrzeugproduktion nach Ländern im Jahr 2017 (in 1.000 Einheiten) | Weltweite Fahrzeugproduktion nach Ländern im Jahr 2017 (in 1.000 Einheiten) | Weltweite Fahrzeugproduktion nach Ländern im Jahr 2017 (in 1.000 Einheiten) | Weltweite Fahrzeugproduktion nach Ländern im Jahr 2017 (in 1.000 Einheiten) | Weltweite Fahrzeugproduktion nach Ländern im Jahr 2017 (in 1.000 Einheiten) | Weltweite Fahrzeugproduktion nach Ländern im Jahr 2017 (in 1.000 Einheiten) | Weltweite Fahrzeugproduktion nach Ländern im Jahr 2017 (in 1.000 Einheiten) | Weltweite Fahrzeugproduktion nach Ländern im Jahr 2017 (in 1.000 Einheiten) | Weltweite Fahrzeugproduktion nach Ländern im Jahr 2017 (in 1.000 Einheiten) | Weltweite Fahrzeugproduktion nach Ländern im Jahr 2017 (in 1.000 Einheiten) | Weltweite Fahrzeugproduktion nach Ländern im Jahr 2017 (in 1.000 Einheiten) | Weltweite Fahrzeugproduktion nach Ländern im Jahr 2017 (in 1.000 Einheiten) | Weltweite Fahrzeugproduktion nach Ländern im Jahr 2017 (in 1.000 Einheiten) | Weltweite Fahrzeugproduktion nach Ländern im Jahr 2017 (in 1.000 Einheiten) | Weltweite Fahrzeugproduktion nach Ländern im Jahr 2017 (in 1.000 Einheiten) | Weltweite Fahrzeugproduktion nach Ländern im Jahr 2017 (in 1.000 Einheiten) | Weltweite Fahrzeugproduktion nach Ländern im Jahr 2017 (in 1.000 Einheiten) | Weltweite Fahrzeugproduktion nach Ländern im Jahr 2017 (in 1.000 Einheiten) | Weltweite Fahrzeugproduktion nach Ländern im Jahr 2017 (in 1.000 Einheiten) | Weltweite Fahrzeugproduktion nach Ländern im Jahr 2017 (in 1.000 Einheiten) | Weltweite Fahrzeugproduktion nach Ländern im Jahr 2017 (in 1.000 Einheiten) | Weltweite Fahrzeugproduktion nach Ländern im Jahr 2017 (in 1.000 Einheiten) | Weltweite Fahrzeugproduktion nach Ländern im Jahr 2017 (in 1.000 Einheiten) | Weltweite Fahrzeugproduktion nach Ländern im Jahr 2017 (in 1.000 Einheiten) | Weltweite Fahrzeugproduktion nach Ländern im Jahr 2017 (in 1.000 Einheiten) | Weltweite Fahrzeugproduktion nach Ländern im Jahr 2017 (in 1.000 Einheiten) | Weltweite Fahrzeugproduktion nach Ländern im Jahr 2017 (in 1.000 Einheiten) | Weltweite Fahrzeugproduktion nach Ländern im Jahr 2017 (in 1.000 Einheiten) | Weltweite Fahrzeugproduktion nach Ländern im Jahr 2017 (in 1.000 Einheiten) | Weltweite Fahrzeugproduktion nach Ländern im Jahr 2017 (in 1.000 Einheiten) | Weltweite Fahrzeugproduktion nach Ländern im Jahr 2017 (in 1.000 Einheiten) | Weltweite Fahrzeugproduktion nach Ländern im Jahr 2017 (in 1.000 Einheiten) | Weltweite Fahrzeugproduktion nach Ländern im Jahr 2017 (in 1.000 Einheiten) | Weltweite Fahrzeugproduktion nach Ländern im Jahr 2017 (in 1.000 Einheiten) | Weltweite Fahrzeugproduktion nach Ländern im Jahr 2017 (in 1.000 Einheiten) | Weltweite Fahrzeugproduktion nach Ländern im Jahr 2017 (in 1.000 Einheiten) | Weltweite Fahrzeugproduktion nach Ländern im Jahr 2017 (in 1.000 Einheiten) | Weltweite Fahrzeugproduktion nach Ländern im Jahr 2017 (in 1.000 Einheiten) | Weltweite Fahrzeugproduktion nach Ländern im Jahr 2017 (in 1.000 Einheiten) | Weltweite Fahrzeugproduktion nach Ländern im Jahr 2017 (in 1.000 Einheiten) | Weltweite Fahrzeugproduktion nach Ländern im Jahr 2017 (in 1.000 Einheiten) | Weltweite Fahrzeugproduktion nach Ländern im Jahr 2017 (in 1.000 Einheiten) | Weltweite Fahrzeugproduktion nach Ländern im Jahr 2017 (in 1.000 Einheiten) | Weltweite Fahrzeugproduktion nach Ländern im Jahr 2017 (in 1.000 Einheiten) | Weltweite Fahrzeugproduktion nach Ländern im Jahr 2017 (in 1.000 Einheiten) | Weltweite Fahrzeugproduktion nach Ländern im Jahr 2017 (in 1.000 Einheiten) | Weltweite Fahrzeugproduktion nach Ländern im Jahr 2017 (in 1.000 Einheiten) | Weltweite Fahrzeugproduktion nach Ländern im Jahr 2017 (in 1.000 Einheiten) | Weltweite Fahrzeugproduktion nach Ländern im Jahr 2017 (in 1.000 Einheiten) | Weltweite Fahrzeugproduktion nach Ländern im Jahr 2017 (in 1.000 Einheiten) | Weltweite Fahrzeugproduktion nach Ländern im Jahr 2017 (in 1.000 Einheiten) | Weltweite Fahrzeugproduktion nach Ländern im Jahr 2017 (in 1.000 Einheiten) | Weltweite Fahrzeugproduktion nach Ländern im Jahr 2017 (in 1.000 Einheiten) | Weltweite Fahrzeugproduktion nach Ländern im Jahr 2017 (in 1.000 Einheiten) | Weltweite Fahrzeugproduktion nach Ländern im Jahr 2017 (in 1.000 Einheiten) | Weltweite Fahrzeugproduktion nach Ländern im Jahr 2017 (in 1.000 Einheiten) | Weltweite Fahrzeugproduktion nach Ländern im Jahr 2017 (in 1.000 Einheiten) | Weltweite Fahrzeugproduktion nach Ländern im Jahr 2017 (in 1.000 Einheiten) | Weltweite Fahrzeugproduktion nach Ländern im Jahr 2017 (in 1.000 Einheiten) | Weltweite Fahrzeugproduktion nach Ländern im Jahr 2017 (in 1.000 Einheiten) | Weltweite Fahrzeugproduktion nach Ländern im Jahr 2017 (in 1.000 Einheiten) | Weltweite Fahrzeugproduktion nach Ländern im Jahr 2017 (in 1.000 Einheiten) | Weltweite Fahrzeugproduktion nach Ländern im Jahr 2017 (in 1.000 Einheiten) | Weltweite Fahrzeugproduktion nach Ländern im Jahr 2017 (in 1.000 Einheiten) | Weltweite Fahrzeugproduktion nach Ländern im Jahr 2017 (in 1.000 Einheiten) | Weltweite Fahrzeugproduktion nach Ländern im Jahr 2017 (in 1.000 Einheiten) | Weltweite Fahrzeugproduktion nach Ländern im Jahr 2017 (in 1.000 Einheiten) | Weltweite Fahrzeugproduktion nach Ländern im Jahr 2017 (in 1.000 Einheiten) | Weltweite Fahrzeugproduktion nach Ländern im Jahr 2017 (in 1.000 Einheiten) | Weltweite Fahrzeugproduktion nach Ländern im Jahr 2017 (in 1.000 Einheiten) | Weltweite Fahrzeugproduktion nach Ländern im Jahr 2017 (in 1.000 Einheiten) | Weltweite Fahrzeugproduktion nach Ländern im Jahr 2017 (in 1.000 Einheiten) | Weltweite Fahrzeugproduktion nach Ländern im Jahr 2017 (in 1.000 Einheiten) | Weltweite Fahrzeugproduktion nach Ländern im Jahr 2017 (in 1.000 Einheiten) | Weltweite Fahrzeugproduktion nach Ländern im Jahr 2017 (in 1.000 Einheiten) | Weltweite Fahrzeugproduktion nach Ländern im Jahr 2017 (in 1.000 Einheiten) | Weltweite Fahrzeugproduktion nach Ländern im Jahr 2017 (in 1.000 Einheiten) | Weltweite Fahrzeugproduktion nach Ländern im Jahr 2017 (in 1.000 Einheiten) | Weltweite Fahrzeugproduktion nach Ländern im Jahr 2017 (in 1.000 Einheiten) | Weltweite Fahrzeugproduktion nach Ländern im Jahr 2017 (in 1.000 Einheiten) | Weltweite Fahrzeugproduktion nach Ländern im Jahr 2017 (in 1.000 Einheiten) | Weltweite Fahrzeugproduktion nach Ländern im Jahr 2017 (in 1.000 Einheiten) | Weltweite Fahrzeugproduktion nach Ländern im Jahr 2017 (in 1.000 Einheiten) | Weltweite Fahrzeugproduktion nach Ländern im Jahr 2017 (in 1.000 Einheiten) | Weltweite Fahrzeugproduktion nach Ländern im Jahr 2017 (in 1.000 Einheiten) | Weltweite Fahrzeugproduktion nach Ländern im Jahr 2017 (in 1.000 Einheiten) | Weltweite Fahrzeugproduktion nach Ländern im Jahr 2017 (in 1.000 Einheiten) | Weltweite Fahrzeugproduktion nach Ländern im Jahr 2017 (in 1.000 Einheiten) | Weltweite Fahrzeugproduktion nach Ländern im Jahr 2017 (in 1.000 Einheiten) | Weltweite Fahrzeugproduktion nach Ländern im Jahr 2017 (in 1.000 Einheiten) | Weltweite Fahrzeugproduktion nach Ländern im Jahr 2017 (in 1.000 Einheiten) | Weltweite Fahrzeugproduktion nach Ländern im Jahr 2017 (in 1.000 Einheiten) | Weltweite Fahrzeugproduktion nach Ländern im Jahr 2017 (in 1.000 Einheiten) | Weltweite Fahrzeugproduktion nach Ländern im Jahr 2017 (in 1.000 Einheiten) | Weltweite Fahrzeugproduktion nach Ländern im Jahr 2017 (in 1.000 Einheiten) | Weltweite Fahrzeugproduktion nach Ländern im Jahr 2017 (in 1.000 Einheiten) | Weltweite Fahrzeugproduktion nach Ländern im Jahr 2017 (in 1.000 Einheiten) | Weltweite Fahrzeugproduktion nach Ländern im Jahr 2017 (in 1.000 Einheiten) | Weltweite Fahrzeugproduktion nach Ländern im Jahr 2017 (in 1.000 Einheiten) | Weltweite Fahrzeugproduktion nach Ländern im Jahr 2017 (in 1.000 Einheiten) | Weltweite Fahrzeugproduktion nach Ländern im Jahr 2017 (in 1.000 Einheiten) | Weltweite Fahrzeugproduktion nach Ländern im Jahr 2017 (in 1.000 Einheiten) | Weltweite Fahrzeugproduktion nach Ländern im Jahr 2017 (in 1.000 Einheiten) | Weltweite Fahrzeugproduktion nach Ländern im Jahr 2017 (in 1.000 Einheiten) | Weltweite Fahrzeugproduktion nach Ländern im Jahr 2017 (in 1.000 Einheiten) | Weltweite Fahrzeugproduktion nach Ländern im Jahr 2017 (in 1.000 Einheiten) | Weltweite Fahrzeugproduktion nach Ländern im Jahr 2017 (in 1.000 Einheiten) | Weltweite Fahrzeugproduktion nach Ländern im Jahr 2017 (in 1.000 Einheiten) | Weltweite Fahrzeugproduktion nach Ländern im Jahr 2017 (in 1.000 Einheiten) | Weltweite Fahrzeugproduktion nach Ländern im Jahr 2017 (in 1.000 Einheiten) | Weltweite Fahrzeugproduktion nach Ländern im Jahr 2017 (in 1.000 Einheiten) | Weltweite Fahrzeugproduktion nach Ländern im Jahr 2017 (in 1.000 Einheiten) | Weltweite Fahrzeugproduktion nach Ländern im Jahr 2017 (in 1.000 Einheiten) | Weltweite Fahrzeugproduktion nach Ländern im Jahr 2017 (in 1.000 Einheiten) | Weltweite Fahrzeugproduktion nach Ländern im Jahr 2017 (in 1.000 Einheiten) | Weltweite Fahrzeugproduktion nach Ländern im Jahr 2017 (in 1.000 Einheiten) | Weltweite Fahrzeugproduktion nach Ländern im Jahr 2017 (in 1.000 Einheiten) | Weltweite Fahrzeugproduktion nach Ländern im Jahr 2017 (in 1.000 Einheiten) | Weltweite Fahrzeugproduktion nach Ländern im Jahr 2017 (in 1.000 Einheiten) | Weltweite Fahrzeugproduktion nach Ländern im Jahr 2017 (in 1.000 Einheiten) | Weltweite Fahrzeugproduktion nach Ländern im Jahr 2017 (in 1.000 Einheiten) | Weltweite Fahrzeugproduktion nach Ländern im Jahr 2017 (in 1.000 Einheiten) | Weltweite Fahrzeugproduktion nach Ländern im Jahr 2017 (in 1.000 Einheiten) | Weltweite Fahrzeugproduktion nach Ländern im Jahr 2017 (in 1.000 Einheiten) | Weltweite Fahrzeugproduktion nach Ländern im Jahr 2017 (in 1.000 Einheiten) |
| Land                                                                        | Land                                                                        | Land                                                                        | Land                                                                        | Land                                                                        | Land                                                                        | Land                                                                        | Land                                                                        | Land                                                                        | Land                                                                        | Land                                                                        | Land                                                                        | Land                                                                        | Land                                                                        | Land                                                                        | Land                                                                        | Land                                                                        | Land                                                                        | Land                                                                        | Land                                                                        | Land                                                                        | Land                                                                        | Land                                                                        | Land                                                                        | Land                                                                        | Land                                                                        | Land                                                                        | Land                                                                        | Land                                                                        | Land                                                                        | Land                                                                        | Land                                                                        | Land                                                                        | Land                                                                        | Land                                                                        | Land                                                                        | Land                                                                        | Land                                                                        | Land                                                                        | Land                                                                        | Land                                                                        | Land                                                                        | Land                                                                        | Land                                                                        | Land                                                                        | Land                                                                        | Land                                                                        | Land                                                                        | Land                                                                        | Land                                                                        | 02.500                                                                      | 02.500                                                                      | 02.500                                                                      | 02.500                                                                      | 02.500                                                                      | 02.500                                                                      | 02.500                                                                      | 02.500                                                                      | 02.500                                                                      | 02.500                                                                      | 02.500                                                                      | 02.500                                                                      | 02.500                                                                      | 02.500                                                                      | 02.500                                                                      | 02.500                                                                      | 02.500                                                                      | 02.500                                                                      | 02.500                                                                      | 02.500                                                                      | 02.500                                                                      | 02.500                                                                      | 02.500                                                                      | 02.500                                                                      | 02.500                                                                      | 05.000                                                                      | 05.000                                                                      | 05.000                                                                      | 05.000                                                                      | 05.000                                                                      | 05.000                                                                      | 05.000                                                                      | 05.000                                                                      | 05.000                                                                      | 05.000                                                                      | 05.000                                                                      | 05.000                                                                      | 05.000                                                                      | 05.000                                                                      | 05.000                                                                      | 05.000                                                                      | 05.000                                                                      | 05.000                                                                      | 05.000                                                                      | 05.000                                                                      | 05.000                                                                      | 05.000                                                                      | 05.000                                                                      | 05.000                                                                      | 05.000                                                                      | 07.500                                                                      | 07.500                                                                      | 07.500                                                                      | 07.500                                                                      | 07.500                                                                      | 07.500                                                                      | 07.500                                                                      | 07.500                                                                      | 07.500                                                                      | 07.500                                                                      | 07.500                                                                      | 07.500                                                                      | 07.500                                                                      | 07.500                                                                      | 07.500                                                                      | 07.500                                                                      | 07.500                                                                      | 07.500                                                                      | 07.500                                                                      | 07.500                                                                      | 07.500                                                                      | 07.500                                                                      | 07.500                                                                      | 07.500                                                                      | 07.500                                                                      | 10.000                                                                      | 10.000                                                                      | 10.000                                                                      | 10.000                                                                      | 10.000                                                                      | 10.000                                                                      | 10.000                                                                      | 10.000                                                                      | 10.000                                                                      | 10.000                                                                      | 10.000                                                                      | 10.000                                                                      | 10.000                                                                      | 10.000                                                                      | 10.000                                                                      | 10.000                                                                      | 10.000                                                                      | 10.000                                                                      | 10.000                                                                      | 10.000                                                                      | 10.000                                                                      | 10.000                                                                      | 10.000                                                                      | 10.000                                                                      | 10.000                                                                      | 12.500                                                                      | 12.500                                                                      | 12.500                                                                      | 12.500                                                                      | 12.500                                                                      | 12.500                                                                      | 12.500                                                                      | 12.500                                                                      | 12.500                                                                      | 12.500                                                                      | 12.500                                                                      | 12.500                                                                      | 12.500                                                                      | 12.500                                                                      | 12.500                                                                      | 12.500                                                                      | 12.500                                                                      | 12.500                                                                      | 12.500                                                                      | 12.500                                                                      | 12.500                                                                      | 12.500                                                                      | 12.500                                                                      | 12.500                                                                      | 12.500                                                                      | 15.000                                                                      | 15.000                                                                      | 15.000                                                                      | 15.000                                                                      | 15.000                                                                      | 15.000                                                                      | 15.000                                                                      | 15.000                                                                      | 15.000                                                                      | 15.000                                                                      | 15.000                                                                      | 15.000                                                                      | 15.000                                                                      | 15.000                                                                      | 15.000                                                                      | 15.000                                                                      | 15.000                                                                      | 15.000                                                                      | 15.000                                                                      | 15.000                                                                      | 15.000                                                                      | 15.000                                                                      | 15.000                                                                      | 15.000                                                                      | 15.000                                                                      | 17.500                                                                      | 17.500                                                                      | 17.500                                                                      | 17.500                                                                      | 17.500                                                                      | 17.500                                                                      | 17.500                                                                      | 17.500                                                                      | 17.500                                                                      | 17.500                                                                      | 17.500                                                                      | 17.500                                                                      | 17.500                                                                      | 17.500                                                                      | 17.500                                                                      | 17.500                                                                      | 17.500                                                                      | 17.500                                                                      | 17.500                                                                      | 17.500                                                                      | 17.500                                                                      | 17.500                                                                      | 17.500                                                                      | 17.500                                                                      | 17.500                                                                      | 20.000                                                                      | 20.000                                                                      | 20.000                                                                      | 20.000                                                                      | 20.000                                                                      | 20.000                                                                      | 20.000                                                                      | 20.000                                                                      | 20.000                                                                      | 20.000                                                                      | 20.000                                                                      | 20.000                                                                      | 20.000                                                                      | 20.000                                                                      | 20.000                                                                      | 20.000                                                                      | 20.000                                                                      | 20.000                                                                      | 20.000                                                                      | 20.000                                                                      | 20.000                                                                      | 20.000                                                                      | 20.000                                                                      | 20.000                                                                      | 20.000                                                                      | 22.500                                                                      | 22.500                                                                      | 22.500                                                                      | 22.500                                                                      | 22.500                                                                      | 22.500                                                                      | 22.500                                                                      | 22.500                                                                      | 22.500                                                                      | 22.500                                                                      | 22.500                                                                      | 22.500                                                                      | 22.500                                                                      | 22.500                                                                      | 22.500                                                                      | 22.500                                                                      | 22.500                                                                      | 22.500                                                                      | 22.500                                                                      | 22.500                                                                      | 22.500                                                                      | 22.500                                                                      | 22.500                                                                      | 22.500                                                                      | 22.500                                                                      | 25.000                                                                      | 25.000                                                                      | 25.000                                                                      | 25.000                                                                      | 25.000                                                                      | 25.000                                                                      | 25.000                                                                      | 25.000                                                                      | 25.000                                                                      | 25.000                                                                      | 25.000                                                                      | 25.000                                                                      | 25.000                                                                      | 25.000                                                                      | 25.000                                                                      | 25.000                                                                      | 25.000                                                                      | 25.000                                                                      | 25.000                                                                      | 25.000                                                                      | 25.000                                                                      | 25.000                                                                      | 25.000                                                                      | 25.000                                                                      | 25.000                                                                      | 27.500                                                                      | 27.500                                                                      | 27.500                                                                      | 27.500                                                                      | 27.500                                                                      | 27.500                                                                      | 27.500                                                                      | 27.500                                                                      | 27.500                                                                      | 27.500                                                                      | 27.500                                                                      | 27.500                                                                      | 27.500                                                                      | 27.500                                                                      | 27.500                                                                      | 27.500                                                                      | 27.500                                                                      | 27.500                                                                      | 27.500                                                                      | 27.500                                                                      | 27.500                                                                      | 27.500                                                                      | 27.500                                                                      | 27.500                                                                      | 27.500                                                                      | 30.000                                                                      | 30.000                                                                      | 30.000                                                                      | 30.000                                                                      | 30.000                                                                      | 30.000                                                                      | 30.000                                                                      | 30.000                                                                      | 30.000                                                                      | 30.000                                                                      | 30.000                                                                      | 30.000                                                                      | 30.000                                                                      | 30.000                                                                      | 30.000                                                                      | 30.000                                                                      | 30.000                                                                      | 30.000                                                                      | 30.000                                                                      | 30.000                                                                      | 30.000                                                                      | 30.000                                                                      | 30.000                                                                      | 30.000                                                                      | 30.000                                                                      |
| --------------------------------------------------------------------------- | --------------------------------------------------------------------------- | --------------------------------------------------------------------------- | --------------------------------------------------------------------------- | --------------------------------------------------------------------------- | --------------------------------------------------------------------------- | --------------------------------------------------------------------------- | --------------------------------------------------------------------------- | --------------------------------------------------------------------------- | --------------------------------------------------------------------------- | --------------------------------------------------------------------------- | --------------------------------------------------------------------------- | --------------------------------------------------------------------------- | --------------------------------------------------------------------------- | --------------------------------------------------------------------------- | --------------------------------------------------------------------------- | --------------------------------------------------------------------------- | --------------------------------------------------------------------------- | --------------------------------------------------------------------------- | --------------------------------------------------------------------------- | --------------------------------------------------------------------------- | --------------------------------------------------------------------------- | --------------------------------------------------------------------------- | --------------------------------------------------------------------------- | --------------------------------------------------------------------------- | --------------------------------------------------------------------------- | --------------------------------------------------------------------------- | --------------------------------------------------------------------------- | --------------------------------------------------------------------------- | --------------------------------------------------------------------------- | --------------------------------------------------------------------------- | --------------------------------------------------------------------------- | --------------------------------------------------------------------------- | --------------------------------------------------------------------------- | --------------------------------------------------------------------------- | --------------------------------------------------------------------------- | --------------------------------------------------------------------------- | --------------------------------------------------------------------------- | --------------------------------------------------------------------------- | --------------------------------------------------------------------------- | --------------------------------------------------------------------------- | --------------------------------------------------------------------------- | --------------------------------------------------------------------------- | --------------------------------------------------------------------------- | --------------------------------------------------------------------------- | --------------------------------------------------------------------------- | --------------------------------------------------------------------------- | --------------------------------------------------------------------------- | --------------------------------------------------------------------------- | --------------------------------------------------------------------------- | --------------------------------------------------------------------------- | --------------------------------------------------------------------------- | --------------------------------------------------------------------------- | --------------------------------------------------------------------------- | --------------------------------------------------------------------------- | --------------------------------------------------------------------------- | --------------------------------------------------------------------------- | --------------------------------------------------------------------------- | --------------------------------------------------------------------------- | --------------------------------------------------------------------------- | --------------------------------------------------------------------------- | --------------------------------------------------------------------------- | --------------------------------------------------------------------------- | --------------------------------------------------------------------------- | --------------------------------------------------------------------------- | --------------------------------------------------------------------------- | --------------------------------------------------------------------------- | --------------------------------------------------------------------------- | --------------------------------------------------------------------------- | --------------------------------------------------------------------------- | --------------------------------------------------------------------------- | --------------------------------------------------------------------------- | --------------------------------------------------------------------------- | --------------------------------------------------------------------------- | --------------------------------------------------------------------------- | --------------------------------------------------------------------------- | --------------------------------------------------------------------------- | --------------------------------------------------------------------------- | --------------------------------------------------------------------------- | --------------------------------------------------------------------------- | --------------------------------------------------------------------------- | --------------------------------------------------------------------------- | --------------------------------------------------------------------------- | --------------------------------------------------------------------------- | --------------------------------------------------------------------------- | --------------------------------------------------------------------------- | --------------------------------------------------------------------------- | --------------------------------------------------------------------------- | --------------------------------------------------------------------------- | --------------------------------------------------------------------------- | --------------------------------------------------------------------------- | --------------------------------------------------------------------------- | --------------------------------------------------------------------------- | --------------------------------------------------------------------------- | --------------------------------------------------------------------------- | --------------------------------------------------------------------------- | --------------------------------------------------------------------------- | --------------------------------------------------------------------------- | --------------------------------------------------------------------------- | --------------------------------------------------------------------------- | --------------------------------------------------------------------------- | --------------------------------------------------------------------------- | --------------------------------------------------------------------------- | --------------------------------------------------------------------------- | --------------------------------------------------------------------------- | --------------------------------------------------------------------------- | --------------------------------------------------------------------------- | --------------------------------------------------------------------------- | --------------------------------------------------------------------------- | --------------------------------------------------------------------------- | --------------------------------------------------------------------------- | --------------------------------------------------------------------------- | --------------------------------------------------------------------------- | --------------------------------------------------------------------------- | --------------------------------------------------------------------------- | --------------------------------------------------------------------------- | --------------------------------------------------------------------------- | --------------------------------------------------------------------------- | --------------------------------------------------------------------------- | --------------------------------------------------------------------------- | --------------------------------------------------------------------------- | --------------------------------------------------------------------------- | --------------------------------------------------------------------------- | --------------------------------------------------------------------------- | --------------------------------------------------------------------------- | --------------------------------------------------------------------------- | --------------------------------------------------------------------------- | --------------------------------------------------------------------------- | --------------------------------------------------------------------------- | --------------------------------------------------------------------------- | --------------------------------------------------------------------------- | --------------------------------------------------------------------------- | --------------------------------------------------------------------------- | --------------------------------------------------------------------------- | --------------------------------------------------------------------------- | --------------------------------------------------------------------------- | --------------------------------------------------------------------------- | --------------------------------------------------------------------------- | --------------------------------------------------------------------------- | --------------------------------------------------------------------------- | --------------------------------------------------------------------------- | --------------------------------------------------------------------------- | --------------------------------------------------------------------------- | --------------------------------------------------------------------------- | --------------------------------------------------------------------------- | --------------------------------------------------------------------------- | --------------------------------------------------------------------------- | --------------------------------------------------------------------------- | --------------------------------------------------------------------------- | --------------------------------------------------------------------------- | --------------------------------------------------------------------------- | --------------------------------------------------------------------------- | --------------------------------------------------------------------------- | --------------------------------------------------------------------------- | --------------------------------------------------------------------------- | --------------------------------------------------------------------------- | --------------------------------------------------------------------------- | --------------------------------------------------------------------------- | --------------------------------------------------------------------------- | --------------------------------------------------------------------------- | --------------------------------------------------------------------------- | --------------------------------------------------------------------------- | --------------------------------------------------------------------------- | --------------------------------------------------------------------------- | --------------------------------------------------------------------------- | --------------------------------------------------------------------------- | --------------------------------------------------------------------------- | --------------------------------------------------------------------------- | --------------------------------------------------------------------------- | --------------------------------------------------------------------------- | --------------------------------------------------------------------------- | --------------------------------------------------------------------------- | --------------------------------------------------------------------------- | --------------------------------------------------------------------------- | --------------------------------------------------------------------------- | --------------------------------------------------------------------------- | --------------------------------------------------------------------------- | --------------------------------------------------------------------------- | --------------------------------------------------------------------------- | --------------------------------------------------------------------------- | --------------------------------------------------------------------------- | --------------------------------------------------------------------------- | --------------------------------------------------------------------------- | --------------------------------------------------------------------------- | --------------------------------------------------------------------------- | --------------------------------------------------------------------------- | --------------------------------------------------------------------------- | --------------------------------------------------------------------------- | --------------------------------------------------------------------------- | --------------------------------------------------------------------------- | --------------------------------------------------------------------------- | --------------------------------------------------------------------------- | --------------------------------------------------------------------------- | --------------------------------------------------------------------------- | --------------------------------------------------------------------------- | --------------------------------------------------------------------------- | --------------------------------------------------------------------------- | --------------------------------------------------------------------------- | --------------------------------------------------------------------------- | --------------------------------------------------------------------------- | --------------------------------------------------------------------------- | --------------------------------------------------------------------------- | --------------------------------------------------------------------------- | --------------------------------------------------------------------------- | --------------------------------------------------------------------------- | --------------------------------------------------------------------------- | --------------------------------------------------------------------------- | --------------------------------------------------------------------------- | --------------------------------------------------------------------------- | --------------------------------------------------------------------------- | --------------------------------------------------------------------------- | --------------------------------------------------------------------------- | --------------------------------------------------------------------------- | --------------------------------------------------------------------------- | --------------------------------------------------------------------------- | --------------------------------------------------------------------------- | --------------------------------------------------------------------------- | --------------------------------------------------------------------------- | --------------------------------------------------------------------------- | --------------------------------------------------------------------------- | --------------------------------------------------------------------------- | --------------------------------------------------------------------------- | --------------------------------------------------------------------------- | --------------------------------------------------------------------------- | --------------------------------------------------------------------------- | --------------------------------------------------------------------------- | --------------------------------------------------------------------------- | --------------------------------------------------------------------------- | --------------------------------------------------------------------------- | --------------------------------------------------------------------------- | --------------------------------------------------------------------------- | --------------------------------------------------------------------------- | --------------------------------------------------------------------------- | --------------------------------------------------------------------------- | --------------------------------------------------------------------------- | --------------------------------------------------------------------------- | --------------------------------------------------------------------------- | --------------------------------------------------------------------------- | --------------------------------------------------------------------------- | --------------------------------------------------------------------------- | --------------------------------------------------------------------------- | --------------------------------------------------------------------------- | --------------------------------------------------------------------------- | --------------------------------------------------------------------------- | --------------------------------------------------------------------------- | --------------------------------------------------------------------------- | --------------------------------------------------------------------------- | --------------------------------------------------------------------------- | --------------------------------------------------------------------------- | --------------------------------------------------------------------------- | --------------------------------------------------------------------------- | --------------------------------------------------------------------------- | --------------------------------------------------------------------------- | --------------------------------------------------------------------------- | --------------------------------------------------------------------------- | --------------------------------------------------------------------------- | --------------------------------------------------------------------------- | --------------------------------------------------------------------------- | --------------------------------------------------------------------------- | --------------------------------------------------------------------------- | --------------------------------------------------------------------------- | --------------------------------------------------------------------------- | --------------------------------------------------------------------------- | --------------------------------------------------------------------------- | --------------------------------------------------------------------------- | --------------------------------------------------------------------------- | --------------------------------------------------------------------------- | --------------------------------------------------------------------------- | --------------------------------------------------------------------------- | --------------------------------------------------------------------------- | --------------------------------------------------------------------------- | --------------------------------------------------------------------------- | --------------------------------------------------------------------------- | --------------------------------------------------------------------------- | --------------------------------------------------------------------------- | --------------------------------------------------------------------------- | --------------------------------------------------------------------------- | --------------------------------------------------------------------------- | --------------------------------------------------------------------------- | --------------------------------------------------------------------------- | --------------------------------------------------------------------------- | --------------------------------------------------------------------------- | --------------------------------------------------------------------------- | --------------------------------------------------------------------------- | --------------------------------------------------------------------------- | --------------------------------------------------------------------------- | --------------------------------------------------------------------------- | --------------------------------------------------------------------------- | --------------------------------------------------------------------------- | --------------------------------------------------------------------------- | --------------------------------------------------------------------------- | --------------------------------------------------------------------------- | --------------------------------------------------------------------------- | --------------------------------------------------------------------------- | --------------------------------------------------------------------------- | --------------------------------------------------------------------------- | --------------------------------------------------------------------------- | --------------------------------------------------------------------------- | --------------------------------------------------------------------------- | --------------------------------------------------------------------------- | --------------------------------------------------------------------------- | --------------------------------------------------------------------------- | --------------------------------------------------------------------------- | --------------------------------------------------------------------------- | --------------------------------------------------------------------------- | --------------------------------------------------------------------------- | --------------------------------------------------------------------------- | --------------------------------------------------------------------------- | --------------------------------------------------------------------------- | --------------------------------------------------------------------------- | --------------------------------------------------------------------------- | --------------------------------------------------------------------------- | --------------------------------------------------------------------------- | --------------------------------------------------------------------------- | --------------------------------------------------------------------------- | --------------------------------------------------------------------------- | --------------------------------------------------------------------------- | --------------------------------------------------------------------------- | --------------------------------------------------------------------------- | --------------------------------------------------------------------------- | --------------------------------------------------------------------------- | --------------------------------------------------------------------------- | --------------------------------------------------------------------------- | --------------------------------------------------------------------------- | --------------------------------------------------------------------------- | --------------------------------------------------------------------------- | --------------------------------------------------------------------------- | --------------------------------------------------------------------------- | --------------------------------------------------------------------------- | --------------------------------------------------------------------------- | --------------------------------------------------------------------------- | --------------------------------------------------------------------------- | --------------------------------------------------------------------------- | --------------------------------------------------------------------------- | --------------------------------------------------------------------------- | --------------------------------------------------------------------------- | --------------------------------------------------------------------------- | --------------------------------------------------------------------------- | --------------------------------------------------------------------------- | --------------------------------------------------------------------------- | --------------------------------------------------------------------------- | --------------------------------------------------------------------------- | --------------------------------------------------------------------------- | --------------------------------------------------------------------------- | --------------------------------------------------------------------------- | --------------------------------------------------------------------------- | --------------------------------------------------------------------------- | --------------------------------------------------------------------------- | --------------------------------------------------------------------------- | --------------------------------------------------------------------------- |
| Volksrepublik China                                                         | Volksrepublik China                                                         | Volksrepublik China                                                         | Volksrepublik China                                                         | Volksrepublik China                                                         | Volksrepublik China                                                         | Volksrepublik China                                                         | Volksrepublik China                                                         | Volksrepublik China                                                         | Volksrepublik China                                                         | Volksrepublik China                                                         | Volksrepublik China                                                         | Volksrepublik China                                                         | Volksrepublik China                                                         | Volksrepublik China                                                         | Volksrepublik China                                                         | Volksrepublik China                                                         | Volksrepublik China                                                         | Volksrepublik China                                                         | Volksrepublik China                                                         | Volksrepublik China                                                         | Volksrepublik China                                                         | Volksrepublik China                                                         | Volksrepublik China                                                         | Volksrepublik China                                                         | Volksrepublik China                                                         | Volksrepublik China                                                         | Volksrepublik China                                                         | Volksrepublik China                                                         | Volksrepublik China                                                         | Volksrepublik China                                                         | Volksrepublik China                                                         | Volksrepublik China                                                         | Volksrepublik China                                                         | Volksrepublik China                                                         | Volksrepublik China                                                         | Volksrepublik China                                                         | Volksrepublik China                                                         | Volksrepublik China                                                         | Volksrepublik China                                                         | Volksrepublik China                                                         | Volksrepublik China                                                         | Volksrepublik China                                                         | Volksrepublik China                                                         | Volksrepublik China                                                         | Volksrepublik China                                                         | Volksrepublik China                                                         | Volksrepublik China                                                         | Volksrepublik China                                                         | Volksrepublik China                                                         |                                                                             |                                                                             |                                                                             |                                                                             |                                                                             |                                                                             |                                                                             |                                                                             |                                                                             |                                                                             |                                                                             |                                                                             |                                                                             |                                                                             |                                                                             |                                                                             |                                                                             |                                                                             |                                                                             |                                                                             |                                                                             |                                                                             |                                                                             |                                                                             |                                                                             |                                                                             |                                                                             |                                                                             |                                                                             |                                                                             |                                                                             |                                                                             |                                                                             |                                                                             |                                                                             |                                                                             |                                                                             |                                                                             |                                                                             |                                                                             |                                                                             |                                                                             |                                                                             |                                                                             |                                                                             |                                                                             |                                                                             |                                                                             |                                                                             |                                                                             |                                                                             |                                                                             |                                                                             |                                                                             |                                                                             |                                                                             |                                                                             |                                                                             |                                                                             |                                                                             |                                                                             |                                                                             |                                                                             |                                                                             |                                                                             |                                                                             |                                                                             |                                                                             |                                                                             |                                                                             |                                                                             |                                                                             |                                                                             |                                                                             |                                                                             |                                                                             |                                                                             |                                                                             |                                                                             |                                                                             |                                                                             |                                                                             |                                                                             |                                                                             |                                                                             |                                                                             |                                                                             |                                                                             |                                                                             |                                                                             |                                                                             |                                                                             |                                                                             |                                                                             |                                                                             |                                                                             |                                                                             |                                                                             |                                                                             |                                                                             |                                                                             |                                                                             |                                                                             |                                                                             |                                                                             |                                                                             |                                                                             |                                                                             |                                                                             |                                                                             |                                                                             |                                                                             |                                                                             |                                                                             |                                                                             |                                                                             |                                                                             |                                                                             |                                                                             |                                                                             |                                                                             |                                                                             |                                                                             |                                                                             |                                                                             |                                                                             |                                                                             |                                                                             |                                                                             |                                                                             |                                                                             |                                                                             |                                                                             |                                                                             |                                                                             |                                                                             |                                                                             |                                                                             |                                                                             |                                                                             |                                                                             |                                                                             |                                                                             |                                                                             |                                                                             |                                                                             |                                                                             |                                                                             |                                                                             |                                                                             |                                                                             |                                                                             |                                                                             |                                                                             |                                                                             |                                                                             |                                                                             |                                                                             |                                                                             |                                                                             |                                                                             |                                                                             |                                                                             |                                                                             |                                                                             |                                                                             |                                                                             |                                                                             |                                                                             |                                                                             |                                                                             |                                                                             |                                                                             |                                                                             |                                                                             |                                                                             |                                                                             |                                                                             |                                                                             |                                                                             |                                                                             |                                                                             |                                                                             |                                                                             |                                                                             |                                                                             |                                                                             |                                                                             |                                                                             |                                                                             |                                                                             |                                                                             |                                                                             |                                                                             |                                                                             |                                                                             |                                                                             |                                                                             |                                                                             |                                                                             |                                                                             |                                                                             |                                                                             |                                                                             |                                                                             |                                                                             |                                                                             |                                                                             |                                                                             |                                                                             |                                                                             |                                                                             |                                                                             |                                                                             |                                                                             |                                                                             |                                                                             |                                                                             |                                                                             |                                                                             |                                                                             |                                                                             |                                                                             |                                                                             |                                                                             |                                                                             |                                                                             |                                                                             |                                                                             |                                                                             |                                                                             |                                                                             |                                                                             |                                                                             |                                                                             |                                                                             |                                                                             |                                                                             |                                                                             |                                                                             |                                                                             |                                                                             |                                                                             |                                                                             |                                                                             |                                                                             |                                                                             |                                                                             |                                                                             |                                                                             |                                                                             |                                                                             |                                                                             |                                                                             |                                                                             |                                                                             |                                                                             |                                                                             |                                                                             |                                                                             |                                                                             |                                                                             |                                                                             |                                                                             |                                                                             |                                                                             |                                                                             |                                                                             |                                                                             |                                                                             |                                                                             |                                                                             |                                                                             |                                                                             |                                                                             |                                                                             |                                                                             |                                                                             |                                                                             |                                                                             |                                                                             |                                                                             |                                                                             |                                                                             |                                                                             |                                                                             |                                                                             |                                                                             |                                                                             |                                                                             | 29.015                                                                      | 29.015                                                                      | 29.015                                                                      | 29.015                                                                      | 29.015                                                                      | 29.015                                                                      | 29.015                                                                      | 29.015                                                                      | 29.015                                                                      | 29.015                                                                      |
| Vereinigte Staaten                                                          | Vereinigte Staaten                                                          | Vereinigte Staaten                                                          | Vereinigte Staaten                                                          | Vereinigte Staaten                                                          | Vereinigte Staaten                                                          | Vereinigte Staaten                                                          | Vereinigte Staaten                                                          | Vereinigte Staaten                                                          | Vereinigte Staaten                                                          | Vereinigte Staaten                                                          | Vereinigte Staaten                                                          | Vereinigte Staaten                                                          | Vereinigte Staaten                                                          | Vereinigte Staaten                                                          | Vereinigte Staaten                                                          | Vereinigte Staaten                                                          | Vereinigte Staaten                                                          | Vereinigte Staaten                                                          | Vereinigte Staaten                                                          | Vereinigte Staaten                                                          | Vereinigte Staaten                                                          | Vereinigte Staaten                                                          | Vereinigte Staaten                                                          | Vereinigte Staaten                                                          | Vereinigte Staaten                                                          | Vereinigte Staaten                                                          | Vereinigte Staaten                                                          | Vereinigte Staaten                                                          | Vereinigte Staaten                                                          | Vereinigte Staaten                                                          | Vereinigte Staaten                                                          | Vereinigte Staaten                                                          | Vereinigte Staaten                                                          | Vereinigte Staaten                                                          | Vereinigte Staaten                                                          | Vereinigte Staaten                                                          | Vereinigte Staaten                                                          | Vereinigte Staaten                                                          | Vereinigte Staaten                                                          | Vereinigte Staaten                                                          | Vereinigte Staaten                                                          | Vereinigte Staaten                                                          | Vereinigte Staaten                                                          | Vereinigte Staaten                                                          | Vereinigte Staaten                                                          | Vereinigte Staaten                                                          | Vereinigte Staaten                                                          | Vereinigte Staaten                                                          | Vereinigte Staaten                                                          |                                                                             |                                                                             |                                                                             |                                                                             |                                                                             |                                                                             |                                                                             |                                                                             |                                                                             |                                                                             |                                                                             |                                                                             |                                                                             |                                                                             |                                                                             |                                                                             |                                                                             |                                                                             |                                                                             |                                                                             |                                                                             |                                                                             |                                                                             |                                                                             |                                                                             |                                                                             |                                                                             |                                                                             |                                                                             |                                                                             |                                                                             |                                                                             |                                                                             |                                                                             |                                                                             |                                                                             |                                                                             |                                                                             |                                                                             |                                                                             |                                                                             |                                                                             |                                                                             |                                                                             |                                                                             |                                                                             |                                                                             |                                                                             |                                                                             |                                                                             |                                                                             |                                                                             |                                                                             |                                                                             |                                                                             |                                                                             |                                                                             |                                                                             |                                                                             |                                                                             |                                                                             |                                                                             |                                                                             |                                                                             |                                                                             |                                                                             |                                                                             |                                                                             |                                                                             |                                                                             |                                                                             |                                                                             |                                                                             |                                                                             |                                                                             |                                                                             |                                                                             |                                                                             |                                                                             |                                                                             |                                                                             |                                                                             |                                                                             |                                                                             |                                                                             |                                                                             |                                                                             |                                                                             |                                                                             |                                                                             |                                                                             |                                                                             |                                                                             |                                                                             |                                                                             |                                                                             |                                                                             |                                                                             |                                                                             |                                                                             |                                                                             |                                                                             |                                                                             |                                                                             |                                                                             |                                                                             |                                                                             |                                                                             |                                                                             |                                                                             |                                                                             |                                                                             | 11.190                                                                      | 11.190                                                                      | 11.190                                                                      | 11.190                                                                      | 11.190                                                                      | 11.190                                                                      | 11.190                                                                      | 11.190                                                                      | 11.190                                                                      | 11.190                                                                      | 11.190                                                                      | 11.190                                                                      | 11.190                                                                      | 11.190                                                                      | 11.190                                                                      | 11.190                                                                      | 11.190                                                                      | 11.190                                                                      | 11.190                                                                      | 11.190                                                                      | 11.190                                                                      | 11.190                                                                      | 11.190                                                                      | 11.190                                                                      | 11.190                                                                      | 11.190                                                                      | 11.190                                                                      | 11.190                                                                      | 11.190                                                                      | 11.190                                                                      | 11.190                                                                      | 11.190                                                                      | 11.190                                                                      | 11.190                                                                      | 11.190                                                                      | 11.190                                                                      | 11.190                                                                      | 11.190                                                                      | 11.190                                                                      | 11.190                                                                      | 11.190                                                                      | 11.190                                                                      | 11.190                                                                      | 11.190                                                                      | 11.190                                                                      | 11.190                                                                      | 11.190                                                                      | 11.190                                                                      | 11.190                                                                      | 11.190                                                                      | 11.190                                                                      | 11.190                                                                      | 11.190                                                                      | 11.190                                                                      | 11.190                                                                      | 11.190                                                                      | 11.190                                                                      | 11.190                                                                      | 11.190                                                                      | 11.190                                                                      | 11.190                                                                      | 11.190                                                                      | 11.190                                                                      | 11.190                                                                      | 11.190                                                                      | 11.190                                                                      | 11.190                                                                      | 11.190                                                                      | 11.190                                                                      | 11.190                                                                      | 11.190                                                                      | 11.190                                                                      | 11.190                                                                      | 11.190                                                                      | 11.190                                                                      | 11.190                                                                      | 11.190                                                                      | 11.190                                                                      | 11.190                                                                      | 11.190                                                                      | 11.190                                                                      | 11.190                                                                      | 11.190                                                                      | 11.190                                                                      | 11.190                                                                      | 11.190                                                                      | 11.190                                                                      | 11.190                                                                      | 11.190                                                                      | 11.190                                                                      | 11.190                                                                      | 11.190                                                                      | 11.190                                                                      | 11.190                                                                      | 11.190                                                                      | 11.190                                                                      | 11.190                                                                      | 11.190                                                                      | 11.190                                                                      | 11.190                                                                      | 11.190                                                                      | 11.190                                                                      | 11.190                                                                      | 11.190                                                                      | 11.190                                                                      | 11.190                                                                      | 11.190                                                                      | 11.190                                                                      | 11.190                                                                      | 11.190                                                                      | 11.190                                                                      | 11.190                                                                      | 11.190                                                                      | 11.190                                                                      | 11.190                                                                      | 11.190                                                                      | 11.190                                                                      | 11.190                                                                      | 11.190                                                                      | 11.190                                                                      | 11.190                                                                      | 11.190                                                                      | 11.190                                                                      | 11.190                                                                      | 11.190                                                                      | 11.190                                                                      | 11.190                                                                      | 11.190                                                                      | 11.190                                                                      | 11.190                                                                      | 11.190                                                                      | 11.190                                                                      | 11.190                                                                      | 11.190                                                                      | 11.190                                                                      | 11.190                                                                      | 11.190                                                                      | 11.190                                                                      | 11.190                                                                      | 11.190                                                                      | 11.190                                                                      | 11.190                                                                      | 11.190                                                                      | 11.190                                                                      | 11.190                                                                      | 11.190                                                                      | 11.190                                                                      | 11.190                                                                      | 11.190                                                                      | 11.190                                                                      | 11.190                                                                      | 11.190                                                                      | 11.190                                                                      | 11.190                                                                      | 11.190                                                                      | 11.190                                                                      | 11.190                                                                      | 11.190                                                                      | 11.190                                                                      | 11.190                                                                      | 11.190                                                                      | 11.190                                                                      | 11.190                                                                      | 11.190                                                                      | 11.190                                                                      | 11.190                                                                      | 11.190                                                                      | 11.190                                                                      | 11.190                                                                      | 11.190                                                                      | 11.190                                                                      | 11.190                                                                      | 11.190                                                                      | 11.190                                                                      | 11.190                                                                      | 11.190                                                                      | 11.190                                                                      | 11.190                                                                      | 11.190                                                                      | 11.190                                                                      | 11.190                                                                      | 11.190                                                                      | 11.190                                                                      | 11.190                                                                      | 11.190                                                                      | 11.190                                                                      | 11.190                                                                      | 11.190                                                                      |
| Japan                                                                       | Japan                                                                       | Japan                                                                       | Japan                                                                       | Japan                                                                       | Japan                                                                       | Japan                                                                       | Japan                                                                       | Japan                                                                       | Japan                                                                       | Japan                                                                       | Japan                                                                       | Japan                                                                       | Japan                                                                       | Japan                                                                       | Japan                                                                       | Japan                                                                       | Japan                                                                       | Japan                                                                       | Japan                                                                       | Japan                                                                       | Japan                                                                       | Japan                                                                       | Japan                                                                       | Japan                                                                       | Japan                                                                       | Japan                                                                       | Japan                                                                       | Japan                                                                       | Japan                                                                       | Japan                                                                       | Japan                                                                       | Japan                                                                       | Japan                                                                       | Japan                                                                       | Japan                                                                       | Japan                                                                       | Japan                                                                       | Japan                                                                       | Japan                                                                       | Japan                                                                       | Japan                                                                       | Japan                                                                       | Japan                                                                       | Japan                                                                       | Japan                                                                       | Japan                                                                       | Japan                                                                       | Japan                                                                       | Japan                                                                       |                                                                             |                                                                             |                                                                             |                                                                             |                                                                             |                                                                             |                                                                             |                                                                             |                                                                             |                                                                             |                                                                             |                                                                             |                                                                             |                                                                             |                                                                             |                                                                             |                                                                             |                                                                             |                                                                             |                                                                             |                                                                             |                                                                             |                                                                             |                                                                             |                                                                             |                                                                             |                                                                             |                                                                             |                                                                             |                                                                             |                                                                             |                                                                             |                                                                             |                                                                             |                                                                             |                                                                             |                                                                             |                                                                             |                                                                             |                                                                             |                                                                             |                                                                             |                                                                             |                                                                             |                                                                             |                                                                             |                                                                             |                                                                             |                                                                             |                                                                             |                                                                             |                                                                             |                                                                             |                                                                             |                                                                             |                                                                             |                                                                             |                                                                             |                                                                             |                                                                             |                                                                             |                                                                             |                                                                             |                                                                             |                                                                             |                                                                             |                                                                             |                                                                             |                                                                             |                                                                             |                                                                             |                                                                             |                                                                             |                                                                             |                                                                             |                                                                             |                                                                             |                                                                             |                                                                             |                                                                             |                                                                             |                                                                             |                                                                             |                                                                             |                                                                             |                                                                             |                                                                             |                                                                             |                                                                             |                                                                             |                                                                             |                                                                             |                                                                             |                                                                             |                                                                             |                                                                             |                                                                             | 9.694                                                                       | 9.694                                                                       | 9.694                                                                       | 9.694                                                                       | 9.694                                                                       | 9.694                                                                       | 9.694                                                                       | 9.694                                                                       | 9.694                                                                       | 9.694                                                                       | 9.694                                                                       | 9.694                                                                       | 9.694                                                                       | 9.694                                                                       | 9.694                                                                       | 9.694                                                                       | 9.694                                                                       | 9.694                                                                       | 9.694                                                                       | 9.694                                                                       | 9.694                                                                       | 9.694                                                                       | 9.694                                                                       | 9.694                                                                       | 9.694                                                                       | 9.694                                                                       | 9.694                                                                       | 9.694                                                                       | 9.694                                                                       | 9.694                                                                       | 9.694                                                                       | 9.694                                                                       | 9.694                                                                       | 9.694                                                                       | 9.694                                                                       | 9.694                                                                       | 9.694                                                                       | 9.694                                                                       | 9.694                                                                       | 9.694                                                                       | 9.694                                                                       | 9.694                                                                       | 9.694                                                                       | 9.694                                                                       | 9.694                                                                       | 9.694                                                                       | 9.694                                                                       | 9.694                                                                       | 9.694                                                                       | 9.694                                                                       | 9.694                                                                       | 9.694                                                                       | 9.694                                                                       | 9.694                                                                       | 9.694                                                                       | 9.694                                                                       | 9.694                                                                       | 9.694                                                                       | 9.694                                                                       | 9.694                                                                       | 9.694                                                                       | 9.694                                                                       | 9.694                                                                       | 9.694                                                                       | 9.694                                                                       | 9.694                                                                       | 9.694                                                                       | 9.694                                                                       | 9.694                                                                       | 9.694                                                                       | 9.694                                                                       | 9.694                                                                       | 9.694                                                                       | 9.694                                                                       | 9.694                                                                       | 9.694                                                                       | 9.694                                                                       | 9.694                                                                       | 9.694                                                                       | 9.694                                                                       | 9.694                                                                       | 9.694                                                                       | 9.694                                                                       | 9.694                                                                       | 9.694                                                                       | 9.694                                                                       | 9.694                                                                       | 9.694                                                                       | 9.694                                                                       | 9.694                                                                       | 9.694                                                                       | 9.694                                                                       | 9.694                                                                       | 9.694                                                                       | 9.694                                                                       | 9.694                                                                       | 9.694                                                                       | 9.694                                                                       | 9.694                                                                       | 9.694                                                                       | 9.694                                                                       | 9.694                                                                       | 9.694                                                                       | 9.694                                                                       | 9.694                                                                       | 9.694                                                                       | 9.694                                                                       | 9.694                                                                       | 9.694                                                                       | 9.694                                                                       | 9.694                                                                       | 9.694                                                                       | 9.694                                                                       | 9.694                                                                       | 9.694                                                                       | 9.694                                                                       | 9.694                                                                       | 9.694                                                                       | 9.694                                                                       | 9.694                                                                       | 9.694                                                                       | 9.694                                                                       | 9.694                                                                       | 9.694                                                                       | 9.694                                                                       | 9.694                                                                       | 9.694                                                                       | 9.694                                                                       | 9.694                                                                       | 9.694                                                                       | 9.694                                                                       | 9.694                                                                       | 9.694                                                                       | 9.694                                                                       | 9.694                                                                       | 9.694                                                                       | 9.694                                                                       | 9.694                                                                       | 9.694                                                                       | 9.694                                                                       | 9.694                                                                       | 9.694                                                                       | 9.694                                                                       | 9.694                                                                       | 9.694                                                                       | 9.694                                                                       | 9.694                                                                       | 9.694                                                                       | 9.694                                                                       | 9.694                                                                       | 9.694                                                                       | 9.694                                                                       | 9.694                                                                       | 9.694                                                                       | 9.694                                                                       | 9.694                                                                       | 9.694                                                                       | 9.694                                                                       | 9.694                                                                       | 9.694                                                                       | 9.694                                                                       | 9.694                                                                       | 9.694                                                                       | 9.694                                                                       | 9.694                                                                       | 9.694                                                                       | 9.694                                                                       | 9.694                                                                       | 9.694                                                                       | 9.694                                                                       | 9.694                                                                       | 9.694                                                                       | 9.694                                                                       | 9.694                                                                       | 9.694                                                                       | 9.694                                                                       | 9.694                                                                       | 9.694                                                                       | 9.694                                                                       | 9.694                                                                       | 9.694                                                                       | 9.694                                                                       | 9.694                                                                       | 9.694                                                                       | 9.694                                                                       | 9.694                                                                       | 9.694                                                                       | 9.694                                                                       | 9.694                                                                       | 9.694                                                                       | 9.694                                                                       | 9.694                                                                       | 9.694                                                                       | 9.694                                                                       | 9.694                                                                       | 9.694                                                                       | 9.694                                                                       | 9.694                                                                       | 9.694                                                                       | 9.694                                                                       | 9.694                                                                       | 9.694                                                                       | 9.694                                                                       |
| Deutschland                                                                 | Deutschland                                                                 | Deutschland                                                                 | Deutschland                                                                 | Deutschland                                                                 | Deutschland                                                                 | Deutschland                                                                 | Deutschland                                                                 | Deutschland                                                                 | Deutschland                                                                 | Deutschland                                                                 | Deutschland                                                                 | Deutschland                                                                 | Deutschland                                                                 | Deutschland                                                                 | Deutschland                                                                 | Deutschland                                                                 | Deutschland                                                                 | Deutschland                                                                 | Deutschland                                                                 | Deutschland                                                                 | Deutschland                                                                 | Deutschland                                                                 | Deutschland                                                                 | Deutschland                                                                 | Deutschland                                                                 | Deutschland                                                                 | Deutschland                                                                 | Deutschland                                                                 | Deutschland                                                                 | Deutschland                                                                 | Deutschland                                                                 | Deutschland                                                                 | Deutschland                                                                 | Deutschland                                                                 | Deutschland                                                                 | Deutschland                                                                 | Deutschland                                                                 | Deutschland                                                                 | Deutschland                                                                 | Deutschland                                                                 | Deutschland                                                                 | Deutschland                                                                 | Deutschland                                                                 | Deutschland                                                                 | Deutschland                                                                 | Deutschland                                                                 | Deutschland                                                                 | Deutschland                                                                 | Deutschland                                                                 |                                                                             |                                                                             |                                                                             |                                                                             |                                                                             |                                                                             |                                                                             |                                                                             |                                                                             |                                                                             |                                                                             |                                                                             |                                                                             |                                                                             |                                                                             |                                                                             |                                                                             |                                                                             |                                                                             |                                                                             |                                                                             |                                                                             |                                                                             |                                                                             |                                                                             |                                                                             |                                                                             |                                                                             |                                                                             |                                                                             |                                                                             |                                                                             |                                                                             |                                                                             |                                                                             |                                                                             |                                                                             |                                                                             |                                                                             |                                                                             |                                                                             |                                                                             |                                                                             |                                                                             |                                                                             |                                                                             |                                                                             |                                                                             |                                                                             |                                                                             |                                                                             |                                                                             |                                                                             |                                                                             |                                                                             |                                                                             | 5.646 (Zahlen von 2016; nur Pkw)                                            | 5.646 (Zahlen von 2016; nur Pkw)                                            | 5.646 (Zahlen von 2016; nur Pkw)                                            | 5.646 (Zahlen von 2016; nur Pkw)                                            | 5.646 (Zahlen von 2016; nur Pkw)                                            | 5.646 (Zahlen von 2016; nur Pkw)                                            | 5.646 (Zahlen von 2016; nur Pkw)                                            | 5.646 (Zahlen von 2016; nur Pkw)                                            | 5.646 (Zahlen von 2016; nur Pkw)                                            | 5.646 (Zahlen von 2016; nur Pkw)                                            | 5.646 (Zahlen von 2016; nur Pkw)                                            | 5.646 (Zahlen von 2016; nur Pkw)                                            | 5.646 (Zahlen von 2016; nur Pkw)                                            | 5.646 (Zahlen von 2016; nur Pkw)                                            | 5.646 (Zahlen von 2016; nur Pkw)                                            | 5.646 (Zahlen von 2016; nur Pkw)                                            | 5.646 (Zahlen von 2016; nur Pkw)                                            | 5.646 (Zahlen von 2016; nur Pkw)                                            | 5.646 (Zahlen von 2016; nur Pkw)                                            | 5.646 (Zahlen von 2016; nur Pkw)                                            | 5.646 (Zahlen von 2016; nur Pkw)                                            | 5.646 (Zahlen von 2016; nur Pkw)                                            | 5.646 (Zahlen von 2016; nur Pkw)                                            | 5.646 (Zahlen von 2016; nur Pkw)                                            | 5.646 (Zahlen von 2016; nur Pkw)                                            | 5.646 (Zahlen von 2016; nur Pkw)                                            | 5.646 (Zahlen von 2016; nur Pkw)                                            | 5.646 (Zahlen von 2016; nur Pkw)                                            | 5.646 (Zahlen von 2016; nur Pkw)                                            | 5.646 (Zahlen von 2016; nur Pkw)                                            | 5.646 (Zahlen von 2016; nur Pkw)                                            | 5.646 (Zahlen von 2016; nur Pkw)                                            | 5.646 (Zahlen von 2016; nur Pkw)                                            | 5.646 (Zahlen von 2016; nur Pkw)                                            | 5.646 (Zahlen von 2016; nur Pkw)                                            | 5.646 (Zahlen von 2016; nur Pkw)                                            | 5.646 (Zahlen von 2016; nur Pkw)                                            | 5.646 (Zahlen von 2016; nur Pkw)                                            | 5.646 (Zahlen von 2016; nur Pkw)                                            | 5.646 (Zahlen von 2016; nur Pkw)                                            | 5.646 (Zahlen von 2016; nur Pkw)                                            | 5.646 (Zahlen von 2016; nur Pkw)                                            | 5.646 (Zahlen von 2016; nur Pkw)                                            | 5.646 (Zahlen von 2016; nur Pkw)                                            | 5.646 (Zahlen von 2016; nur Pkw)                                            | 5.646 (Zahlen von 2016; nur Pkw)                                            | 5.646 (Zahlen von 2016; nur Pkw)                                            | 5.646 (Zahlen von 2016; nur Pkw)                                            | 5.646 (Zahlen von 2016; nur Pkw)                                            | 5.646 (Zahlen von 2016; nur Pkw)                                            | 5.646 (Zahlen von 2016; nur Pkw)                                            | 5.646 (Zahlen von 2016; nur Pkw)                                            | 5.646 (Zahlen von 2016; nur Pkw)                                            | 5.646 (Zahlen von 2016; nur Pkw)                                            | 5.646 (Zahlen von 2016; nur Pkw)                                            | 5.646 (Zahlen von 2016; nur Pkw)                                            | 5.646 (Zahlen von 2016; nur Pkw)                                            | 5.646 (Zahlen von 2016; nur Pkw)                                            | 5.646 (Zahlen von 2016; nur Pkw)                                            | 5.646 (Zahlen von 2016; nur Pkw)                                            | 5.646 (Zahlen von 2016; nur Pkw)                                            | 5.646 (Zahlen von 2016; nur Pkw)                                            | 5.646 (Zahlen von 2016; nur Pkw)                                            | 5.646 (Zahlen von 2016; nur Pkw)                                            | 5.646 (Zahlen von 2016; nur Pkw)                                            | 5.646 (Zahlen von 2016; nur Pkw)                                            | 5.646 (Zahlen von 2016; nur Pkw)                                            | 5.646 (Zahlen von 2016; nur Pkw)                                            | 5.646 (Zahlen von 2016; nur Pkw)                                            | 5.646 (Zahlen von 2016; nur Pkw)                                            | 5.646 (Zahlen von 2016; nur Pkw)                                            | 5.646 (Zahlen von 2016; nur Pkw)                                            | 5.646 (Zahlen von 2016; nur Pkw)                                            | 5.646 (Zahlen von 2016; nur Pkw)                                            | 5.646 (Zahlen von 2016; nur Pkw)                                            | 5.646 (Zahlen von 2016; nur Pkw)                                            | 5.646 (Zahlen von 2016; nur Pkw)                                            | 5.646 (Zahlen von 2016; nur Pkw)                                            | 5.646 (Zahlen von 2016; nur Pkw)                                            | 5.646 (Zahlen von 2016; nur Pkw)                                            | 5.646 (Zahlen von 2016; nur Pkw)                                            | 5.646 (Zahlen von 2016; nur Pkw)                                            | 5.646 (Zahlen von 2016; nur Pkw)                                            | 5.646 (Zahlen von 2016; nur Pkw)                                            | 5.646 (Zahlen von 2016; nur Pkw)                                            | 5.646 (Zahlen von 2016; nur Pkw)                                            | 5.646 (Zahlen von 2016; nur Pkw)                                            | 5.646 (Zahlen von 2016; nur Pkw)                                            | 5.646 (Zahlen von 2016; nur Pkw)                                            | 5.646 (Zahlen von 2016; nur Pkw)                                            | 5.646 (Zahlen von 2016; nur Pkw)                                            | 5.646 (Zahlen von 2016; nur Pkw)                                            | 5.646 (Zahlen von 2016; nur Pkw)                                            | 5.646 (Zahlen von 2016; nur Pkw)                                            | 5.646 (Zahlen von 2016; nur Pkw)                                            | 5.646 (Zahlen von 2016; nur Pkw)                                            | 5.646 (Zahlen von 2016; nur Pkw)                                            | 5.646 (Zahlen von 2016; nur Pkw)                                            | 5.646 (Zahlen von 2016; nur Pkw)                                            | 5.646 (Zahlen von 2016; nur Pkw)                                            | 5.646 (Zahlen von 2016; nur Pkw)                                            | 5.646 (Zahlen von 2016; nur Pkw)                                            | 5.646 (Zahlen von 2016; nur Pkw)                                            | 5.646 (Zahlen von 2016; nur Pkw)                                            | 5.646 (Zahlen von 2016; nur Pkw)                                            | 5.646 (Zahlen von 2016; nur Pkw)                                            | 5.646 (Zahlen von 2016; nur Pkw)                                            | 5.646 (Zahlen von 2016; nur Pkw)                                            | 5.646 (Zahlen von 2016; nur Pkw)                                            | 5.646 (Zahlen von 2016; nur Pkw)                                            | 5.646 (Zahlen von 2016; nur Pkw)                                            | 5.646 (Zahlen von 2016; nur Pkw)                                            | 5.646 (Zahlen von 2016; nur Pkw)                                            | 5.646 (Zahlen von 2016; nur Pkw)                                            | 5.646 (Zahlen von 2016; nur Pkw)                                            | 5.646 (Zahlen von 2016; nur Pkw)                                            | 5.646 (Zahlen von 2016; nur Pkw)                                            | 5.646 (Zahlen von 2016; nur Pkw)                                            | 5.646 (Zahlen von 2016; nur Pkw)                                            | 5.646 (Zahlen von 2016; nur Pkw)                                            | 5.646 (Zahlen von 2016; nur Pkw)                                            | 5.646 (Zahlen von 2016; nur Pkw)                                            | 5.646 (Zahlen von 2016; nur Pkw)                                            | 5.646 (Zahlen von 2016; nur Pkw)                                            | 5.646 (Zahlen von 2016; nur Pkw)                                            | 5.646 (Zahlen von 2016; nur Pkw)                                            | 5.646 (Zahlen von 2016; nur Pkw)                                            | 5.646 (Zahlen von 2016; nur Pkw)                                            | 5.646 (Zahlen von 2016; nur Pkw)                                            | 5.646 (Zahlen von 2016; nur Pkw)                                            | 5.646 (Zahlen von 2016; nur Pkw)                                            | 5.646 (Zahlen von 2016; nur Pkw)                                            | 5.646 (Zahlen von 2016; nur Pkw)                                            | 5.646 (Zahlen von 2016; nur Pkw)                                            | 5.646 (Zahlen von 2016; nur Pkw)                                            | 5.646 (Zahlen von 2016; nur Pkw)                                            | 5.646 (Zahlen von 2016; nur Pkw)                                            | 5.646 (Zahlen von 2016; nur Pkw)                                            | 5.646 (Zahlen von 2016; nur Pkw)                                            | 5.646 (Zahlen von 2016; nur Pkw)                                            | 5.646 (Zahlen von 2016; nur Pkw)                                            | 5.646 (Zahlen von 2016; nur Pkw)                                            | 5.646 (Zahlen von 2016; nur Pkw)                                            | 5.646 (Zahlen von 2016; nur Pkw)                                            | 5.646 (Zahlen von 2016; nur Pkw)                                            | 5.646 (Zahlen von 2016; nur Pkw)                                            | 5.646 (Zahlen von 2016; nur Pkw)                                            | 5.646 (Zahlen von 2016; nur Pkw)                                            | 5.646 (Zahlen von 2016; nur Pkw)                                            | 5.646 (Zahlen von 2016; nur Pkw)                                            | 5.646 (Zahlen von 2016; nur Pkw)                                            | 5.646 (Zahlen von 2016; nur Pkw)                                            | 5.646 (Zahlen von 2016; nur Pkw)                                            | 5.646 (Zahlen von 2016; nur Pkw)                                            | 5.646 (Zahlen von 2016; nur Pkw)                                            | 5.646 (Zahlen von 2016; nur Pkw)                                            | 5.646 (Zahlen von 2016; nur Pkw)                                            | 5.646 (Zahlen von 2016; nur Pkw)                                            | 5.646 (Zahlen von 2016; nur Pkw)                                            | 5.646 (Zahlen von 2016; nur Pkw)                                            | 5.646 (Zahlen von 2016; nur Pkw)                                            | 5.646 (Zahlen von 2016; nur Pkw)                                            | 5.646 (Zahlen von 2016; nur Pkw)                                            | 5.646 (Zahlen von 2016; nur Pkw)                                            | 5.646 (Zahlen von 2016; nur Pkw)                                            | 5.646 (Zahlen von 2016; nur Pkw)                                            | 5.646 (Zahlen von 2016; nur Pkw)                                            | 5.646 (Zahlen von 2016; nur Pkw)                                            | 5.646 (Zahlen von 2016; nur Pkw)                                            | 5.646 (Zahlen von 2016; nur Pkw)                                            | 5.646 (Zahlen von 2016; nur Pkw)                                            | 5.646 (Zahlen von 2016; nur Pkw)                                            | 5.646 (Zahlen von 2016; nur Pkw)                                            | 5.646 (Zahlen von 2016; nur Pkw)                                            | 5.646 (Zahlen von 2016; nur Pkw)                                            | 5.646 (Zahlen von 2016; nur Pkw)                                            | 5.646 (Zahlen von 2016; nur Pkw)                                            | 5.646 (Zahlen von 2016; nur Pkw)                                            | 5.646 (Zahlen von 2016; nur Pkw)                                            | 5.646 (Zahlen von 2016; nur Pkw)                                            | 5.646 (Zahlen von 2016; nur Pkw)                                            | 5.646 (Zahlen von 2016; nur Pkw)                                            | 5.646 (Zahlen von 2016; nur Pkw)                                            | 5.646 (Zahlen von 2016; nur Pkw)                                            | 5.646 (Zahlen von 2016; nur Pkw)                                            | 5.646 (Zahlen von 2016; nur Pkw)                                            | 5.646 (Zahlen von 2016; nur Pkw)                                            | 5.646 (Zahlen von 2016; nur Pkw)                                            | 5.646 (Zahlen von 2016; nur Pkw)                                            | 5.646 (Zahlen von 2016; nur Pkw)                                            | 5.646 (Zahlen von 2016; nur Pkw)                                            | 5.646 (Zahlen von 2016; nur Pkw)                                            | 5.646 (Zahlen von 2016; nur Pkw)                                            | 5.646 (Zahlen von 2016; nur Pkw)                                            | 5.646 (Zahlen von 2016; nur Pkw)                                            | 5.646 (Zahlen von 2016; nur Pkw)                                            | 5.646 (Zahlen von 2016; nur Pkw)                                            | 5.646 (Zahlen von 2016; nur Pkw)                                            | 5.646 (Zahlen von 2016; nur Pkw)                                            | 5.646 (Zahlen von 2016; nur Pkw)                                            | 5.646 (Zahlen von 2016; nur Pkw)                                            | 5.646 (Zahlen von 2016; nur Pkw)                                            | 5.646 (Zahlen von 2016; nur Pkw)                                            | 5.646 (Zahlen von 2016; nur Pkw)                                            | 5.646 (Zahlen von 2016; nur Pkw)                                            | 5.646 (Zahlen von 2016; nur Pkw)                                            | 5.646 (Zahlen von 2016; nur Pkw)                                            | 5.646 (Zahlen von 2016; nur Pkw)                                            | 5.646 (Zahlen von 2016; nur Pkw)                                            | 5.646 (Zahlen von 2016; nur Pkw)                                            | 5.646 (Zahlen von 2016; nur Pkw)                                            | 5.646 (Zahlen von 2016; nur Pkw)                                            | 5.646 (Zahlen von 2016; nur Pkw)                                            | 5.646 (Zahlen von 2016; nur Pkw)                                            | 5.646 (Zahlen von 2016; nur Pkw)                                            | 5.646 (Zahlen von 2016; nur Pkw)                                            | 5.646 (Zahlen von 2016; nur Pkw)                                            | 5.646 (Zahlen von 2016; nur Pkw)                                            | 5.646 (Zahlen von 2016; nur Pkw)                                            | 5.646 (Zahlen von 2016; nur Pkw)                                            | 5.646 (Zahlen von 2016; nur Pkw)                                            | 5.646 (Zahlen von 2016; nur Pkw)                                            | 5.646 (Zahlen von 2016; nur Pkw)                                            | 5.646 (Zahlen von 2016; nur Pkw)                                            | 5.646 (Zahlen von 2016; nur Pkw)                                            | 5.646 (Zahlen von 2016; nur Pkw)                                            | 5.646 (Zahlen von 2016; nur Pkw)                                            | 5.646 (Zahlen von 2016; nur Pkw)                                            | 5.646 (Zahlen von 2016; nur Pkw)                                            | 5.646 (Zahlen von 2016; nur Pkw)                                            | 5.646 (Zahlen von 2016; nur Pkw)                                            | 5.646 (Zahlen von 2016; nur Pkw)                                            | 5.646 (Zahlen von 2016; nur Pkw)                                            | 5.646 (Zahlen von 2016; nur Pkw)                                            | 5.646 (Zahlen von 2016; nur Pkw)                                            | 5.646 (Zahlen von 2016; nur Pkw)                                            | 5.646 (Zahlen von 2016; nur Pkw)                                            | 5.646 (Zahlen von 2016; nur Pkw)                                            | 5.646 (Zahlen von 2016; nur Pkw)                                            | 5.646 (Zahlen von 2016; nur Pkw)                                            | 5.646 (Zahlen von 2016; nur Pkw)                                            | 5.646 (Zahlen von 2016; nur Pkw)                                            | 5.646 (Zahlen von 2016; nur Pkw)                                            | 5.646 (Zahlen von 2016; nur Pkw)                                            |
| Indien                                                                      | Indien                                                                      | Indien                                                                      | Indien                                                                      | Indien                                                                      | Indien                                                                      | Indien                                                                      | Indien                                                                      | Indien                                                                      | Indien                                                                      | Indien                                                                      | Indien                                                                      | Indien                                                                      | Indien                                                                      | Indien                                                                      | Indien                                                                      | Indien                                                                      | Indien                                                                      | Indien                                                                      | Indien                                                                      | Indien                                                                      | Indien                                                                      | Indien                                                                      | Indien                                                                      | Indien                                                                      | Indien                                                                      | Indien                                                                      | Indien                                                                      | Indien                                                                      | Indien                                                                      | Indien                                                                      | Indien                                                                      | Indien                                                                      | Indien                                                                      | Indien                                                                      | Indien                                                                      | Indien                                                                      | Indien                                                                      | Indien                                                                      | Indien                                                                      | Indien                                                                      | Indien                                                                      | Indien                                                                      | Indien                                                                      | Indien                                                                      | Indien                                                                      | Indien                                                                      | Indien                                                                      | Indien                                                                      | Indien                                                                      |                                                                             |                                                                             |                                                                             |                                                                             |                                                                             |                                                                             |                                                                             |                                                                             |                                                                             |                                                                             |                                                                             |                                                                             |                                                                             |                                                                             |                                                                             |                                                                             |                                                                             |                                                                             |                                                                             |                                                                             |                                                                             |                                                                             |                                                                             |                                                                             |                                                                             |                                                                             |                                                                             |                                                                             |                                                                             |                                                                             |                                                                             |                                                                             |                                                                             |                                                                             |                                                                             |                                                                             |                                                                             |                                                                             |                                                                             |                                                                             |                                                                             |                                                                             |                                                                             |                                                                             |                                                                             |                                                                             |                                                                             |                                                                             | 4.783                                                                       | 4.783                                                                       | 4.783                                                                       | 4.783                                                                       | 4.783                                                                       | 4.783                                                                       | 4.783                                                                       | 4.783                                                                       | 4.783                                                                       | 4.783                                                                       | 4.783                                                                       | 4.783                                                                       | 4.783                                                                       | 4.783                                                                       | 4.783                                                                       | 4.783                                                                       | 4.783                                                                       | 4.783                                                                       | 4.783                                                                       | 4.783                                                                       | 4.783                                                                       | 4.783                                                                       | 4.783                                                                       | 4.783                                                                       | 4.783                                                                       | 4.783                                                                       | 4.783                                                                       | 4.783                                                                       | 4.783                                                                       | 4.783                                                                       | 4.783                                                                       | 4.783                                                                       | 4.783                                                                       | 4.783                                                                       | 4.783                                                                       | 4.783                                                                       | 4.783                                                                       | 4.783                                                                       | 4.783                                                                       | 4.783                                                                       | 4.783                                                                       | 4.783                                                                       | 4.783                                                                       | 4.783                                                                       | 4.783                                                                       | 4.783                                                                       | 4.783                                                                       | 4.783                                                                       | 4.783                                                                       | 4.783                                                                       | 4.783                                                                       | 4.783                                                                       | 4.783                                                                       | 4.783                                                                       | 4.783                                                                       | 4.783                                                                       | 4.783                                                                       | 4.783                                                                       | 4.783                                                                       | 4.783                                                                       | 4.783                                                                       | 4.783                                                                       | 4.783                                                                       | 4.783                                                                       | 4.783                                                                       | 4.783                                                                       | 4.783                                                                       | 4.783                                                                       | 4.783                                                                       | 4.783                                                                       | 4.783                                                                       | 4.783                                                                       | 4.783                                                                       | 4.783                                                                       | 4.783                                                                       | 4.783                                                                       | 4.783                                                                       | 4.783                                                                       | 4.783                                                                       | 4.783                                                                       | 4.783                                                                       | 4.783                                                                       | 4.783                                                                       | 4.783                                                                       | 4.783                                                                       | 4.783                                                                       | 4.783                                                                       | 4.783                                                                       | 4.783                                                                       | 4.783                                                                       | 4.783                                                                       | 4.783                                                                       | 4.783                                                                       | 4.783                                                                       | 4.783                                                                       | 4.783                                                                       | 4.783                                                                       | 4.783                                                                       | 4.783                                                                       | 4.783                                                                       | 4.783                                                                       | 4.783                                                                       | 4.783                                                                       | 4.783                                                                       | 4.783                                                                       | 4.783                                                                       | 4.783                                                                       | 4.783                                                                       | 4.783                                                                       | 4.783                                                                       | 4.783                                                                       | 4.783                                                                       | 4.783                                                                       | 4.783                                                                       | 4.783                                                                       | 4.783                                                                       | 4.783                                                                       | 4.783                                                                       | 4.783                                                                       | 4.783                                                                       | 4.783                                                                       | 4.783                                                                       | 4.783                                                                       | 4.783                                                                       | 4.783                                                                       | 4.783                                                                       | 4.783                                                                       | 4.783                                                                       | 4.783                                                                       | 4.783                                                                       | 4.783                                                                       | 4.783                                                                       | 4.783                                                                       | 4.783                                                                       | 4.783                                                                       | 4.783                                                                       | 4.783                                                                       | 4.783                                                                       | 4.783                                                                       | 4.783                                                                       | 4.783                                                                       | 4.783                                                                       | 4.783                                                                       | 4.783                                                                       | 4.783                                                                       | 4.783                                                                       | 4.783                                                                       | 4.783                                                                       | 4.783                                                                       | 4.783                                                                       | 4.783                                                                       | 4.783                                                                       | 4.783                                                                       | 4.783                                                                       | 4.783                                                                       | 4.783                                                                       | 4.783                                                                       | 4.783                                                                       | 4.783                                                                       | 4.783                                                                       | 4.783                                                                       | 4.783                                                                       | 4.783                                                                       | 4.783                                                                       | 4.783                                                                       | 4.783                                                                       | 4.783                                                                       | 4.783                                                                       | 4.783                                                                       | 4.783                                                                       | 4.783                                                                       | 4.783                                                                       | 4.783                                                                       | 4.783                                                                       | 4.783                                                                       | 4.783                                                                       | 4.783                                                                       | 4.783                                                                       | 4.783                                                                       | 4.783                                                                       | 4.783                                                                       | 4.783                                                                       | 4.783                                                                       | 4.783                                                                       | 4.783                                                                       | 4.783                                                                       | 4.783                                                                       | 4.783                                                                       | 4.783                                                                       | 4.783                                                                       | 4.783                                                                       | 4.783                                                                       | 4.783                                                                       | 4.783                                                                       | 4.783                                                                       | 4.783                                                                       | 4.783                                                                       | 4.783                                                                       | 4.783                                                                       | 4.783                                                                       | 4.783                                                                       | 4.783                                                                       | 4.783                                                                       | 4.783                                                                       | 4.783                                                                       | 4.783                                                                       | 4.783                                                                       | 4.783                                                                       | 4.783                                                                       | 4.783                                                                       | 4.783                                                                       | 4.783                                                                       | 4.783                                                                       | 4.783                                                                       | 4.783                                                                       | 4.783                                                                       | 4.783                                                                       | 4.783                                                                       | 4.783                                                                       | 4.783                                                                       | 4.783                                                                       | 4.783                                                                       | 4.783                                                                       | 4.783                                                                       | 4.783                                                                       | 4.783                                                                       | 4.783                                                                       | 4.783                                                                       | 4.783                                                                       | 4.783                                                                       | 4.783                                                                       | 4.783                                                                       | 4.783                                                                       | 4.783                                                                       | 4.783                                                                       | 4.783                                                                       | 4.783                                                                       | 4.783                                                                       | 4.783                                                                       | 4.783                                                                       | 4.783                                                                       | 4.783                                                                       | 4.783                                                                       | 4.783                                                                       | 4.783                                                                       | 4.783                                                                       | 4.783                                                                       | 4.783                                                                       | 4.783                                                                       | 4.783                                                                       | 4.783                                                                       | 4.783                                                                       |
| Südkorea                                                                    | Südkorea                                                                    | Südkorea                                                                    | Südkorea                                                                    | Südkorea                                                                    | Südkorea                                                                    | Südkorea                                                                    | Südkorea                                                                    | Südkorea                                                                    | Südkorea                                                                    | Südkorea                                                                    | Südkorea                                                                    | Südkorea                                                                    | Südkorea                                                                    | Südkorea                                                                    | Südkorea                                                                    | Südkorea                                                                    | Südkorea                                                                    | Südkorea                                                                    | Südkorea                                                                    | Südkorea                                                                    | Südkorea                                                                    | Südkorea                                                                    | Südkorea                                                                    | Südkorea                                                                    | Südkorea                                                                    | Südkorea                                                                    | Südkorea                                                                    | Südkorea                                                                    | Südkorea                                                                    | Südkorea                                                                    | Südkorea                                                                    | Südkorea                                                                    | Südkorea                                                                    | Südkorea                                                                    | Südkorea                                                                    | Südkorea                                                                    | Südkorea                                                                    | Südkorea                                                                    | Südkorea                                                                    | Südkorea                                                                    | Südkorea                                                                    | Südkorea                                                                    | Südkorea                                                                    | Südkorea                                                                    | Südkorea                                                                    | Südkorea                                                                    | Südkorea                                                                    | Südkorea                                                                    | Südkorea                                                                    |                                                                             |                                                                             |                                                                             |                                                                             |                                                                             |                                                                             |                                                                             |                                                                             |                                                                             |                                                                             |                                                                             |                                                                             |                                                                             |                                                                             |                                                                             |                                                                             |                                                                             |                                                                             |                                                                             |                                                                             |                                                                             |                                                                             |                                                                             |                                                                             |                                                                             |                                                                             |                                                                             |                                                                             |                                                                             |                                                                             |                                                                             |                                                                             |                                                                             |                                                                             |                                                                             |                                                                             |                                                                             |                                                                             |                                                                             |                                                                             |                                                                             | 4.115                                                                       | 4.115                                                                       | 4.115                                                                       | 4.115                                                                       | 4.115                                                                       | 4.115                                                                       | 4.115                                                                       | 4.115                                                                       | 4.115                                                                       | 4.115                                                                       | 4.115                                                                       | 4.115                                                                       | 4.115                                                                       | 4.115                                                                       | 4.115                                                                       | 4.115                                                                       | 4.115                                                                       | 4.115                                                                       | 4.115                                                                       | 4.115                                                                       | 4.115                                                                       | 4.115                                                                       | 4.115                                                                       | 4.115                                                                       | 4.115                                                                       | 4.115                                                                       | 4.115                                                                       | 4.115                                                                       | 4.115                                                                       | 4.115                                                                       | 4.115                                                                       | 4.115                                                                       | 4.115                                                                       | 4.115                                                                       | 4.115                                                                       | 4.115                                                                       | 4.115                                                                       | 4.115                                                                       | 4.115                                                                       | 4.115                                                                       | 4.115                                                                       | 4.115                                                                       | 4.115                                                                       | 4.115                                                                       | 4.115                                                                       | 4.115                                                                       | 4.115                                                                       | 4.115                                                                       | 4.115                                                                       | 4.115                                                                       | 4.115                                                                       | 4.115                                                                       | 4.115                                                                       | 4.115                                                                       | 4.115                                                                       | 4.115                                                                       | 4.115                                                                       | 4.115                                                                       | 4.115                                                                       | 4.115                                                                       | 4.115                                                                       | 4.115                                                                       | 4.115                                                                       | 4.115                                                                       | 4.115                                                                       | 4.115                                                                       | 4.115                                                                       | 4.115                                                                       | 4.115                                                                       | 4.115                                                                       | 4.115                                                                       | 4.115                                                                       | 4.115                                                                       | 4.115                                                                       | 4.115                                                                       | 4.115                                                                       | 4.115                                                                       | 4.115                                                                       | 4.115                                                                       | 4.115                                                                       | 4.115                                                                       | 4.115                                                                       | 4.115                                                                       | 4.115                                                                       | 4.115                                                                       | 4.115                                                                       | 4.115                                                                       | 4.115                                                                       | 4.115                                                                       | 4.115                                                                       | 4.115                                                                       | 4.115                                                                       | 4.115                                                                       | 4.115                                                                       | 4.115                                                                       | 4.115                                                                       | 4.115                                                                       | 4.115                                                                       | 4.115                                                                       | 4.115                                                                       | 4.115                                                                       | 4.115                                                                       | 4.115                                                                       | 4.115                                                                       | 4.115                                                                       | 4.115                                                                       | 4.115                                                                       | 4.115                                                                       | 4.115                                                                       | 4.115                                                                       | 4.115                                                                       | 4.115                                                                       | 4.115                                                                       | 4.115                                                                       | 4.115                                                                       | 4.115                                                                       | 4.115                                                                       | 4.115                                                                       | 4.115                                                                       | 4.115                                                                       | 4.115                                                                       | 4.115                                                                       | 4.115                                                                       | 4.115                                                                       | 4.115                                                                       | 4.115                                                                       | 4.115                                                                       | 4.115                                                                       | 4.115                                                                       | 4.115                                                                       | 4.115                                                                       | 4.115                                                                       | 4.115                                                                       | 4.115                                                                       | 4.115                                                                       | 4.115                                                                       | 4.115                                                                       | 4.115                                                                       | 4.115                                                                       | 4.115                                                                       | 4.115                                                                       | 4.115                                                                       | 4.115                                                                       | 4.115                                                                       | 4.115                                                                       | 4.115                                                                       | 4.115                                                                       | 4.115                                                                       | 4.115                                                                       | 4.115                                                                       | 4.115                                                                       | 4.115                                                                       | 4.115                                                                       | 4.115                                                                       | 4.115                                                                       | 4.115                                                                       | 4.115                                                                       | 4.115                                                                       | 4.115                                                                       | 4.115                                                                       | 4.115                                                                       | 4.115                                                                       | 4.115                                                                       | 4.115                                                                       | 4.115                                                                       | 4.115                                                                       | 4.115                                                                       | 4.115                                                                       | 4.115                                                                       | 4.115                                                                       | 4.115                                                                       | 4.115                                                                       | 4.115                                                                       | 4.115                                                                       | 4.115                                                                       | 4.115                                                                       | 4.115                                                                       | 4.115                                                                       | 4.115                                                                       | 4.115                                                                       | 4.115                                                                       | 4.115                                                                       | 4.115                                                                       | 4.115                                                                       | 4.115                                                                       | 4.115                                                                       | 4.115                                                                       | 4.115                                                                       | 4.115                                                                       | 4.115                                                                       | 4.115                                                                       | 4.115                                                                       | 4.115                                                                       | 4.115                                                                       | 4.115                                                                       | 4.115                                                                       | 4.115                                                                       | 4.115                                                                       | 4.115                                                                       | 4.115                                                                       | 4.115                                                                       | 4.115                                                                       | 4.115                                                                       | 4.115                                                                       | 4.115                                                                       | 4.115                                                                       | 4.115                                                                       | 4.115                                                                       | 4.115                                                                       | 4.115                                                                       | 4.115                                                                       | 4.115                                                                       | 4.115                                                                       | 4.115                                                                       | 4.115                                                                       | 4.115                                                                       | 4.115                                                                       | 4.115                                                                       | 4.115                                                                       | 4.115                                                                       | 4.115                                                                       | 4.115                                                                       | 4.115                                                                       | 4.115                                                                       | 4.115                                                                       | 4.115                                                                       | 4.115                                                                       | 4.115                                                                       | 4.115                                                                       | 4.115                                                                       | 4.115                                                                       | 4.115                                                                       | 4.115                                                                       | 4.115                                                                       | 4.115                                                                       | 4.115                                                                       | 4.115                                                                       | 4.115                                                                       | 4.115                                                                       | 4.115                                                                       | 4.115                                                                       | 4.115                                                                       | 4.115                                                                       | 4.115                                                                       | 4.115                                                                       | 4.115                                                                       | 4.115                                                                       | 4.115                                                                       | 4.115                                                                       | 4.115                                                                       | 4.115                                                                       | 4.115                                                                       | 4.115                                                                       | 4.115                                                                       | 4.115                                                                       | 4.115                                                                       | 4.115                                                                       | 4.115                                                                       | 4.115                                                                       |
| Mexiko                                                                      | Mexiko                                                                      | Mexiko                                                                      | Mexiko                                                                      | Mexiko                                                                      | Mexiko                                                                      | Mexiko                                                                      | Mexiko                                                                      | Mexiko                                                                      | Mexiko                                                                      | Mexiko                                                                      | Mexiko                                                                      | Mexiko                                                                      | Mexiko                                                                      | Mexiko                                                                      | Mexiko                                                                      | Mexiko                                                                      | Mexiko                                                                      | Mexiko                                                                      | Mexiko                                                                      | Mexiko                                                                      | Mexiko                                                                      | Mexiko                                                                      | Mexiko                                                                      | Mexiko                                                                      | Mexiko                                                                      | Mexiko                                                                      | Mexiko                                                                      | Mexiko                                                                      | Mexiko                                                                      | Mexiko                                                                      | Mexiko                                                                      | Mexiko                                                                      | Mexiko                                                                      | Mexiko                                                                      | Mexiko                                                                      | Mexiko                                                                      | Mexiko                                                                      | Mexiko                                                                      | Mexiko                                                                      | Mexiko                                                                      | Mexiko                                                                      | Mexiko                                                                      | Mexiko                                                                      | Mexiko                                                                      | Mexiko                                                                      | Mexiko                                                                      | Mexiko                                                                      | Mexiko                                                                      | Mexiko                                                                      |                                                                             |                                                                             |                                                                             |                                                                             |                                                                             |                                                                             |                                                                             |                                                                             |                                                                             |                                                                             |                                                                             |                                                                             |                                                                             |                                                                             |                                                                             |                                                                             |                                                                             |                                                                             |                                                                             |                                                                             |                                                                             |                                                                             |                                                                             |                                                                             |                                                                             |                                                                             |                                                                             |                                                                             |                                                                             |                                                                             |                                                                             |                                                                             |                                                                             |                                                                             |                                                                             |                                                                             |                                                                             |                                                                             |                                                                             |                                                                             |                                                                             | 4.068                                                                       | 4.068                                                                       | 4.068                                                                       | 4.068                                                                       | 4.068                                                                       | 4.068                                                                       | 4.068                                                                       | 4.068                                                                       | 4.068                                                                       | 4.068                                                                       | 4.068                                                                       | 4.068                                                                       | 4.068                                                                       | 4.068                                                                       | 4.068                                                                       | 4.068                                                                       | 4.068                                                                       | 4.068                                                                       | 4.068                                                                       | 4.068                                                                       | 4.068                                                                       | 4.068                                                                       | 4.068                                                                       | 4.068                                                                       | 4.068                                                                       | 4.068                                                                       | 4.068                                                                       | 4.068                                                                       | 4.068                                                                       | 4.068                                                                       | 4.068                                                                       | 4.068                                                                       | 4.068                                                                       | 4.068                                                                       | 4.068                                                                       | 4.068                                                                       | 4.068                                                                       | 4.068                                                                       | 4.068                                                                       | 4.068                                                                       | 4.068                                                                       | 4.068                                                                       | 4.068                                                                       | 4.068                                                                       | 4.068                                                                       | 4.068                                                                       | 4.068                                                                       | 4.068                                                                       | 4.068                                                                       | 4.068                                                                       | 4.068                                                                       | 4.068                                                                       | 4.068                                                                       | 4.068                                                                       | 4.068                                                                       | 4.068                                                                       | 4.068                                                                       | 4.068                                                                       | 4.068                                                                       | 4.068                                                                       | 4.068                                                                       | 4.068                                                                       | 4.068                                                                       | 4.068                                                                       | 4.068                                                                       | 4.068                                                                       | 4.068                                                                       | 4.068                                                                       | 4.068                                                                       | 4.068                                                                       | 4.068                                                                       | 4.068                                                                       | 4.068                                                                       | 4.068                                                                       | 4.068                                                                       | 4.068                                                                       | 4.068                                                                       | 4.068                                                                       | 4.068                                                                       | 4.068                                                                       | 4.068                                                                       | 4.068                                                                       | 4.068                                                                       | 4.068                                                                       | 4.068                                                                       | 4.068                                                                       | 4.068                                                                       | 4.068                                                                       | 4.068                                                                       | 4.068                                                                       | 4.068                                                                       | 4.068                                                                       | 4.068                                                                       | 4.068                                                                       | 4.068                                                                       | 4.068                                                                       | 4.068                                                                       | 4.068                                                                       | 4.068                                                                       | 4.068                                                                       | 4.068                                                                       | 4.068                                                                       | 4.068                                                                       | 4.068                                                                       | 4.068                                                                       | 4.068                                                                       | 4.068                                                                       | 4.068                                                                       | 4.068                                                                       | 4.068                                                                       | 4.068                                                                       | 4.068                                                                       | 4.068                                                                       | 4.068                                                                       | 4.068                                                                       | 4.068                                                                       | 4.068                                                                       | 4.068                                                                       | 4.068                                                                       | 4.068                                                                       | 4.068                                                                       | 4.068                                                                       | 4.068                                                                       | 4.068                                                                       | 4.068                                                                       | 4.068                                                                       | 4.068                                                                       | 4.068                                                                       | 4.068                                                                       | 4.068                                                                       | 4.068                                                                       | 4.068                                                                       | 4.068                                                                       | 4.068                                                                       | 4.068                                                                       | 4.068                                                                       | 4.068                                                                       | 4.068                                                                       | 4.068                                                                       | 4.068                                                                       | 4.068                                                                       | 4.068                                                                       | 4.068                                                                       | 4.068                                                                       | 4.068                                                                       | 4.068                                                                       | 4.068                                                                       | 4.068                                                                       | 4.068                                                                       | 4.068                                                                       | 4.068                                                                       | 4.068                                                                       | 4.068                                                                       | 4.068                                                                       | 4.068                                                                       | 4.068                                                                       | 4.068                                                                       | 4.068                                                                       | 4.068                                                                       | 4.068                                                                       | 4.068                                                                       | 4.068                                                                       | 4.068                                                                       | 4.068                                                                       | 4.068                                                                       | 4.068                                                                       | 4.068                                                                       | 4.068                                                                       | 4.068                                                                       | 4.068                                                                       | 4.068                                                                       | 4.068                                                                       | 4.068                                                                       | 4.068                                                                       | 4.068                                                                       | 4.068                                                                       | 4.068                                                                       | 4.068                                                                       | 4.068                                                                       | 4.068                                                                       | 4.068                                                                       | 4.068                                                                       | 4.068                                                                       | 4.068                                                                       | 4.068                                                                       | 4.068                                                                       | 4.068                                                                       | 4.068                                                                       | 4.068                                                                       | 4.068                                                                       | 4.068                                                                       | 4.068                                                                       | 4.068                                                                       | 4.068                                                                       | 4.068                                                                       | 4.068                                                                       | 4.068                                                                       | 4.068                                                                       | 4.068                                                                       | 4.068                                                                       | 4.068                                                                       | 4.068                                                                       | 4.068                                                                       | 4.068                                                                       | 4.068                                                                       | 4.068                                                                       | 4.068                                                                       | 4.068                                                                       | 4.068                                                                       | 4.068                                                                       | 4.068                                                                       | 4.068                                                                       | 4.068                                                                       | 4.068                                                                       | 4.068                                                                       | 4.068                                                                       | 4.068                                                                       | 4.068                                                                       | 4.068                                                                       | 4.068                                                                       | 4.068                                                                       | 4.068                                                                       | 4.068                                                                       | 4.068                                                                       | 4.068                                                                       | 4.068                                                                       | 4.068                                                                       | 4.068                                                                       | 4.068                                                                       | 4.068                                                                       | 4.068                                                                       | 4.068                                                                       | 4.068                                                                       | 4.068                                                                       | 4.068                                                                       | 4.068                                                                       | 4.068                                                                       | 4.068                                                                       | 4.068                                                                       | 4.068                                                                       | 4.068                                                                       | 4.068                                                                       | 4.068                                                                       | 4.068                                                                       | 4.068                                                                       | 4.068                                                                       | 4.068                                                                       | 4.068                                                                       | 4.068                                                                       | 4.068                                                                       | 4.068                                                                       | 4.068                                                                       | 4.068                                                                       | 4.068                                                                       | 4.068                                                                       | 4.068                                                                       | 4.068                                                                       | 4.068                                                                       | 4.068                                                                       |
| Spanien                                                                     | Spanien                                                                     | Spanien                                                                     | Spanien                                                                     | Spanien                                                                     | Spanien                                                                     | Spanien                                                                     | Spanien                                                                     | Spanien                                                                     | Spanien                                                                     | Spanien                                                                     | Spanien                                                                     | Spanien                                                                     | Spanien                                                                     | Spanien                                                                     | Spanien                                                                     | Spanien                                                                     | Spanien                                                                     | Spanien                                                                     | Spanien                                                                     | Spanien                                                                     | Spanien                                                                     | Spanien                                                                     | Spanien                                                                     | Spanien                                                                     | Spanien                                                                     | Spanien                                                                     | Spanien                                                                     | Spanien                                                                     | Spanien                                                                     | Spanien                                                                     | Spanien                                                                     | Spanien                                                                     | Spanien                                                                     | Spanien                                                                     | Spanien                                                                     | Spanien                                                                     | Spanien                                                                     | Spanien                                                                     | Spanien                                                                     | Spanien                                                                     | Spanien                                                                     | Spanien                                                                     | Spanien                                                                     | Spanien                                                                     | Spanien                                                                     | Spanien                                                                     | Spanien                                                                     | Spanien                                                                     | Spanien                                                                     |                                                                             |                                                                             |                                                                             |                                                                             |                                                                             |                                                                             |                                                                             |                                                                             |                                                                             |                                                                             |                                                                             |                                                                             |                                                                             |                                                                             |                                                                             |                                                                             |                                                                             |                                                                             |                                                                             |                                                                             |                                                                             |                                                                             |                                                                             |                                                                             |                                                                             |                                                                             |                                                                             |                                                                             | 2.848                                                                       | 2.848                                                                       | 2.848                                                                       | 2.848                                                                       | 2.848                                                                       | 2.848                                                                       | 2.848                                                                       | 2.848                                                                       | 2.848                                                                       | 2.848                                                                       | 2.848                                                                       | 2.848                                                                       | 2.848                                                                       | 2.848                                                                       | 2.848                                                                       | 2.848                                                                       | 2.848                                                                       | 2.848                                                                       | 2.848                                                                       | 2.848                                                                       | 2.848                                                                       | 2.848                                                                       | 2.848                                                                       | 2.848                                                                       | 2.848                                                                       | 2.848                                                                       | 2.848                                                                       | 2.848                                                                       | 2.848                                                                       | 2.848                                                                       | 2.848                                                                       | 2.848                                                                       | 2.848                                                                       | 2.848                                                                       | 2.848                                                                       | 2.848                                                                       | 2.848                                                                       | 2.848                                                                       | 2.848                                                                       | 2.848                                                                       | 2.848                                                                       | 2.848                                                                       | 2.848                                                                       | 2.848                                                                       | 2.848                                                                       | 2.848                                                                       | 2.848                                                                       | 2.848                                                                       | 2.848                                                                       | 2.848                                                                       | 2.848                                                                       | 2.848                                                                       | 2.848                                                                       | 2.848                                                                       | 2.848                                                                       | 2.848                                                                       | 2.848                                                                       | 2.848                                                                       | 2.848                                                                       | 2.848                                                                       | 2.848                                                                       | 2.848                                                                       | 2.848                                                                       | 2.848                                                                       | 2.848                                                                       | 2.848                                                                       | 2.848                                                                       | 2.848                                                                       | 2.848                                                                       | 2.848                                                                       | 2.848                                                                       | 2.848                                                                       | 2.848                                                                       | 2.848                                                                       | 2.848                                                                       | 2.848                                                                       | 2.848                                                                       | 2.848                                                                       | 2.848                                                                       | 2.848                                                                       | 2.848                                                                       | 2.848                                                                       | 2.848                                                                       | 2.848                                                                       | 2.848                                                                       | 2.848                                                                       | 2.848                                                                       | 2.848                                                                       | 2.848                                                                       | 2.848                                                                       | 2.848                                                                       | 2.848                                                                       | 2.848                                                                       | 2.848                                                                       | 2.848                                                                       | 2.848                                                                       | 2.848                                                                       | 2.848                                                                       | 2.848                                                                       | 2.848                                                                       | 2.848                                                                       | 2.848                                                                       | 2.848                                                                       | 2.848                                                                       | 2.848                                                                       | 2.848                                                                       | 2.848                                                                       | 2.848                                                                       | 2.848                                                                       | 2.848                                                                       | 2.848                                                                       | 2.848                                                                       | 2.848                                                                       | 2.848                                                                       | 2.848                                                                       | 2.848                                                                       | 2.848                                                                       | 2.848                                                                       | 2.848                                                                       | 2.848                                                                       | 2.848                                                                       | 2.848                                                                       | 2.848                                                                       | 2.848                                                                       | 2.848                                                                       | 2.848                                                                       | 2.848                                                                       | 2.848                                                                       | 2.848                                                                       | 2.848                                                                       | 2.848                                                                       | 2.848                                                                       | 2.848                                                                       | 2.848                                                                       | 2.848                                                                       | 2.848                                                                       | 2.848                                                                       | 2.848                                                                       | 2.848                                                                       | 2.848                                                                       | 2.848                                                                       | 2.848                                                                       | 2.848                                                                       | 2.848                                                                       | 2.848                                                                       | 2.848                                                                       | 2.848                                                                       | 2.848                                                                       | 2.848                                                                       | 2.848                                                                       | 2.848                                                                       | 2.848                                                                       | 2.848                                                                       | 2.848                                                                       | 2.848                                                                       | 2.848                                                                       | 2.848                                                                       | 2.848                                                                       | 2.848                                                                       | 2.848                                                                       | 2.848                                                                       | 2.848                                                                       | 2.848                                                                       | 2.848                                                                       | 2.848                                                                       | 2.848                                                                       | 2.848                                                                       | 2.848                                                                       | 2.848                                                                       | 2.848                                                                       | 2.848                                                                       | 2.848                                                                       | 2.848                                                                       | 2.848                                                                       | 2.848                                                                       | 2.848                                                                       | 2.848                                                                       | 2.848                                                                       | 2.848                                                                       | 2.848                                                                       | 2.848                                                                       | 2.848                                                                       | 2.848                                                                       | 2.848                                                                       | 2.848                                                                       | 2.848                                                                       | 2.848                                                                       | 2.848                                                                       | 2.848                                                                       | 2.848                                                                       | 2.848                                                                       | 2.848                                                                       | 2.848                                                                       | 2.848                                                                       | 2.848                                                                       | 2.848                                                                       | 2.848                                                                       | 2.848                                                                       | 2.848                                                                       | 2.848                                                                       | 2.848                                                                       | 2.848                                                                       | 2.848                                                                       | 2.848                                                                       | 2.848                                                                       | 2.848                                                                       | 2.848                                                                       | 2.848                                                                       | 2.848                                                                       | 2.848                                                                       | 2.848                                                                       | 2.848                                                                       | 2.848                                                                       | 2.848                                                                       | 2.848                                                                       | 2.848                                                                       | 2.848                                                                       | 2.848                                                                       | 2.848                                                                       | 2.848                                                                       | 2.848                                                                       | 2.848                                                                       | 2.848                                                                       | 2.848                                                                       | 2.848                                                                       | 2.848                                                                       | 2.848                                                                       | 2.848                                                                       | 2.848                                                                       | 2.848                                                                       | 2.848                                                                       | 2.848                                                                       | 2.848                                                                       | 2.848                                                                       | 2.848                                                                       | 2.848                                                                       | 2.848                                                                       | 2.848                                                                       | 2.848                                                                       | 2.848                                                                       | 2.848                                                                       | 2.848                                                                       | 2.848                                                                       | 2.848                                                                       | 2.848                                                                       | 2.848                                                                       | 2.848                                                                       | 2.848                                                                       | 2.848                                                                       | 2.848                                                                       | 2.848                                                                       | 2.848                                                                       | 2.848                                                                       | 2.848                                                                       | 2.848                                                                       | 2.848                                                                       | 2.848                                                                       | 2.848                                                                       | 2.848                                                                       | 2.848                                                                       | 2.848                                                                       | 2.848                                                                       | 2.848                                                                       | 2.848                                                                       | 2.848                                                                       | 2.848                                                                       | 2.848                                                                       | 2.848                                                                       | 2.848                                                                       | 2.848                                                                       | 2.848                                                                       | 2.848                                                                       |
| Brasilien                                                                   | Brasilien                                                                   | Brasilien                                                                   | Brasilien                                                                   | Brasilien                                                                   | Brasilien                                                                   | Brasilien                                                                   | Brasilien                                                                   | Brasilien                                                                   | Brasilien                                                                   | Brasilien                                                                   | Brasilien                                                                   | Brasilien                                                                   | Brasilien                                                                   | Brasilien                                                                   | Brasilien                                                                   | Brasilien                                                                   | Brasilien                                                                   | Brasilien                                                                   | Brasilien                                                                   | Brasilien                                                                   | Brasilien                                                                   | Brasilien                                                                   | Brasilien                                                                   | Brasilien                                                                   | Brasilien                                                                   | Brasilien                                                                   | Brasilien                                                                   | Brasilien                                                                   | Brasilien                                                                   | Brasilien                                                                   | Brasilien                                                                   | Brasilien                                                                   | Brasilien                                                                   | Brasilien                                                                   | Brasilien                                                                   | Brasilien                                                                   | Brasilien                                                                   | Brasilien                                                                   | Brasilien                                                                   | Brasilien                                                                   | Brasilien                                                                   | Brasilien                                                                   | Brasilien                                                                   | Brasilien                                                                   | Brasilien                                                                   | Brasilien                                                                   | Brasilien                                                                   | Brasilien                                                                   | Brasilien                                                                   |                                                                             |                                                                             |                                                                             |                                                                             |                                                                             |                                                                             |                                                                             |                                                                             |                                                                             |                                                                             |                                                                             |                                                                             |                                                                             |                                                                             |                                                                             |                                                                             |                                                                             |                                                                             |                                                                             |                                                                             |                                                                             |                                                                             |                                                                             |                                                                             |                                                                             |                                                                             |                                                                             | 2.700                                                                       | 2.700                                                                       | 2.700                                                                       | 2.700                                                                       | 2.700                                                                       | 2.700                                                                       | 2.700                                                                       | 2.700                                                                       | 2.700                                                                       | 2.700                                                                       | 2.700                                                                       | 2.700                                                                       | 2.700                                                                       | 2.700                                                                       | 2.700                                                                       | 2.700                                                                       | 2.700                                                                       | 2.700                                                                       | 2.700                                                                       | 2.700                                                                       | 2.700                                                                       | 2.700                                                                       | 2.700                                                                       | 2.700                                                                       | 2.700                                                                       | 2.700                                                                       | 2.700                                                                       | 2.700                                                                       | 2.700                                                                       | 2.700                                                                       | 2.700                                                                       | 2.700                                                                       | 2.700                                                                       | 2.700                                                                       | 2.700                                                                       | 2.700                                                                       | 2.700                                                                       | 2.700                                                                       | 2.700                                                                       | 2.700                                                                       | 2.700                                                                       | 2.700                                                                       | 2.700                                                                       | 2.700                                                                       | 2.700                                                                       | 2.700                                                                       | 2.700                                                                       | 2.700                                                                       | 2.700                                                                       | 2.700                                                                       | 2.700                                                                       | 2.700                                                                       | 2.700                                                                       | 2.700                                                                       | 2.700                                                                       | 2.700                                                                       | 2.700                                                                       | 2.700                                                                       | 2.700                                                                       | 2.700                                                                       | 2.700                                                                       | 2.700                                                                       | 2.700                                                                       | 2.700                                                                       | 2.700                                                                       | 2.700                                                                       | 2.700                                                                       | 2.700                                                                       | 2.700                                                                       | 2.700                                                                       | 2.700                                                                       | 2.700                                                                       | 2.700                                                                       | 2.700                                                                       | 2.700                                                                       | 2.700                                                                       | 2.700                                                                       | 2.700                                                                       | 2.700                                                                       | 2.700                                                                       | 2.700                                                                       | 2.700                                                                       | 2.700                                                                       | 2.700                                                                       | 2.700                                                                       | 2.700                                                                       | 2.700                                                                       | 2.700                                                                       | 2.700                                                                       | 2.700                                                                       | 2.700                                                                       | 2.700                                                                       | 2.700                                                                       | 2.700                                                                       | 2.700                                                                       | 2.700                                                                       | 2.700                                                                       | 2.700                                                                       | 2.700                                                                       | 2.700                                                                       | 2.700                                                                       | 2.700                                                                       | 2.700                                                                       | 2.700                                                                       | 2.700                                                                       | 2.700                                                                       | 2.700                                                                       | 2.700                                                                       | 2.700                                                                       | 2.700                                                                       | 2.700                                                                       | 2.700                                                                       | 2.700                                                                       | 2.700                                                                       | 2.700                                                                       | 2.700                                                                       | 2.700                                                                       | 2.700                                                                       | 2.700                                                                       | 2.700                                                                       | 2.700                                                                       | 2.700                                                                       | 2.700                                                                       | 2.700                                                                       | 2.700                                                                       | 2.700                                                                       | 2.700                                                                       | 2.700                                                                       | 2.700                                                                       | 2.700                                                                       | 2.700                                                                       | 2.700                                                                       | 2.700                                                                       | 2.700                                                                       | 2.700                                                                       | 2.700                                                                       | 2.700                                                                       | 2.700                                                                       | 2.700                                                                       | 2.700                                                                       | 2.700                                                                       | 2.700                                                                       | 2.700                                                                       | 2.700                                                                       | 2.700                                                                       | 2.700                                                                       | 2.700                                                                       | 2.700                                                                       | 2.700                                                                       | 2.700                                                                       | 2.700                                                                       | 2.700                                                                       | 2.700                                                                       | 2.700                                                                       | 2.700                                                                       | 2.700                                                                       | 2.700                                                                       | 2.700                                                                       | 2.700                                                                       | 2.700                                                                       | 2.700                                                                       | 2.700                                                                       | 2.700                                                                       | 2.700                                                                       | 2.700                                                                       | 2.700                                                                       | 2.700                                                                       | 2.700                                                                       | 2.700                                                                       | 2.700                                                                       | 2.700                                                                       | 2.700                                                                       | 2.700                                                                       | 2.700                                                                       | 2.700                                                                       | 2.700                                                                       | 2.700                                                                       | 2.700                                                                       | 2.700                                                                       | 2.700                                                                       | 2.700                                                                       | 2.700                                                                       | 2.700                                                                       | 2.700                                                                       | 2.700                                                                       | 2.700                                                                       | 2.700                                                                       | 2.700                                                                       | 2.700                                                                       | 2.700                                                                       | 2.700                                                                       | 2.700                                                                       | 2.700                                                                       | 2.700                                                                       | 2.700                                                                       | 2.700                                                                       | 2.700                                                                       | 2.700                                                                       | 2.700                                                                       | 2.700                                                                       | 2.700                                                                       | 2.700                                                                       | 2.700                                                                       | 2.700                                                                       | 2.700                                                                       | 2.700                                                                       | 2.700                                                                       | 2.700                                                                       | 2.700                                                                       | 2.700                                                                       | 2.700                                                                       | 2.700                                                                       | 2.700                                                                       | 2.700                                                                       | 2.700                                                                       | 2.700                                                                       | 2.700                                                                       | 2.700                                                                       | 2.700                                                                       | 2.700                                                                       | 2.700                                                                       | 2.700                                                                       | 2.700                                                                       | 2.700                                                                       | 2.700                                                                       | 2.700                                                                       | 2.700                                                                       | 2.700                                                                       | 2.700                                                                       | 2.700                                                                       | 2.700                                                                       | 2.700                                                                       | 2.700                                                                       | 2.700                                                                       | 2.700                                                                       | 2.700                                                                       | 2.700                                                                       | 2.700                                                                       | 2.700                                                                       | 2.700                                                                       | 2.700                                                                       | 2.700                                                                       | 2.700                                                                       | 2.700                                                                       | 2.700                                                                       | 2.700                                                                       | 2.700                                                                       | 2.700                                                                       | 2.700                                                                       | 2.700                                                                       | 2.700                                                                       | 2.700                                                                       | 2.700                                                                       | 2.700                                                                       | 2.700                                                                       | 2.700                                                                       | 2.700                                                                       | 2.700                                                                       | 2.700                                                                       | 2.700                                                                       | 2.700                                                                       | 2.700                                                                       | 2.700                                                                       | 2.700                                                                       | 2.700                                                                       | 2.700                                                                       | 2.700                                                                       | 2.700                                                                       | 2.700                                                                       | 2.700                                                                       | 2.700                                                                       | 2.700                                                                       | 2.700                                                                       |
| Frankreich                                                                  | Frankreich                                                                  | Frankreich                                                                  | Frankreich                                                                  | Frankreich                                                                  | Frankreich                                                                  | Frankreich                                                                  | Frankreich                                                                  | Frankreich                                                                  | Frankreich                                                                  | Frankreich                                                                  | Frankreich                                                                  | Frankreich                                                                  | Frankreich                                                                  | Frankreich                                                                  | Frankreich                                                                  | Frankreich                                                                  | Frankreich                                                                  | Frankreich                                                                  | Frankreich                                                                  | Frankreich                                                                  | Frankreich                                                                  | Frankreich                                                                  | Frankreich                                                                  | Frankreich                                                                  | Frankreich                                                                  | Frankreich                                                                  | Frankreich                                                                  | Frankreich                                                                  | Frankreich                                                                  | Frankreich                                                                  | Frankreich                                                                  | Frankreich                                                                  | Frankreich                                                                  | Frankreich                                                                  | Frankreich                                                                  | Frankreich                                                                  | Frankreich                                                                  | Frankreich                                                                  | Frankreich                                                                  | Frankreich                                                                  | Frankreich                                                                  | Frankreich                                                                  | Frankreich                                                                  | Frankreich                                                                  | Frankreich                                                                  | Frankreich                                                                  | Frankreich                                                                  | Frankreich                                                                  | Frankreich                                                                  |                                                                             |                                                                             |                                                                             |                                                                             |                                                                             |                                                                             |                                                                             |                                                                             |                                                                             |                                                                             |                                                                             |                                                                             |                                                                             |                                                                             |                                                                             |                                                                             |                                                                             |                                                                             |                                                                             |                                                                             |                                                                             |                                                                             | 2.227 (Zahlen von 2011; nur Pkw und Klein-Lkw)                              | 2.227 (Zahlen von 2011; nur Pkw und Klein-Lkw)                              | 2.227 (Zahlen von 2011; nur Pkw und Klein-Lkw)                              | 2.227 (Zahlen von 2011; nur Pkw und Klein-Lkw)                              | 2.227 (Zahlen von 2011; nur Pkw und Klein-Lkw)                              | 2.227 (Zahlen von 2011; nur Pkw und Klein-Lkw)                              | 2.227 (Zahlen von 2011; nur Pkw und Klein-Lkw)                              | 2.227 (Zahlen von 2011; nur Pkw und Klein-Lkw)                              | 2.227 (Zahlen von 2011; nur Pkw und Klein-Lkw)                              | 2.227 (Zahlen von 2011; nur Pkw und Klein-Lkw)                              | 2.227 (Zahlen von 2011; nur Pkw und Klein-Lkw)                              | 2.227 (Zahlen von 2011; nur Pkw und Klein-Lkw)                              | 2.227 (Zahlen von 2011; nur Pkw und Klein-Lkw)                              | 2.227 (Zahlen von 2011; nur Pkw und Klein-Lkw)                              | 2.227 (Zahlen von 2011; nur Pkw und Klein-Lkw)                              | 2.227 (Zahlen von 2011; nur Pkw und Klein-Lkw)                              | 2.227 (Zahlen von 2011; nur Pkw und Klein-Lkw)                              | 2.227 (Zahlen von 2011; nur Pkw und Klein-Lkw)                              | 2.227 (Zahlen von 2011; nur Pkw und Klein-Lkw)                              | 2.227 (Zahlen von 2011; nur Pkw und Klein-Lkw)                              | 2.227 (Zahlen von 2011; nur Pkw und Klein-Lkw)                              | 2.227 (Zahlen von 2011; nur Pkw und Klein-Lkw)                              | 2.227 (Zahlen von 2011; nur Pkw und Klein-Lkw)                              | 2.227 (Zahlen von 2011; nur Pkw und Klein-Lkw)                              | 2.227 (Zahlen von 2011; nur Pkw und Klein-Lkw)                              | 2.227 (Zahlen von 2011; nur Pkw und Klein-Lkw)                              | 2.227 (Zahlen von 2011; nur Pkw und Klein-Lkw)                              | 2.227 (Zahlen von 2011; nur Pkw und Klein-Lkw)                              | 2.227 (Zahlen von 2011; nur Pkw und Klein-Lkw)                              | 2.227 (Zahlen von 2011; nur Pkw und Klein-Lkw)                              | 2.227 (Zahlen von 2011; nur Pkw und Klein-Lkw)                              | 2.227 (Zahlen von 2011; nur Pkw und Klein-Lkw)                              | 2.227 (Zahlen von 2011; nur Pkw und Klein-Lkw)                              | 2.227 (Zahlen von 2011; nur Pkw und Klein-Lkw)                              | 2.227 (Zahlen von 2011; nur Pkw und Klein-Lkw)                              | 2.227 (Zahlen von 2011; nur Pkw und Klein-Lkw)                              | 2.227 (Zahlen von 2011; nur Pkw und Klein-Lkw)                              | 2.227 (Zahlen von 2011; nur Pkw und Klein-Lkw)                              | 2.227 (Zahlen von 2011; nur Pkw und Klein-Lkw)                              | 2.227 (Zahlen von 2011; nur Pkw und Klein-Lkw)                              | 2.227 (Zahlen von 2011; nur Pkw und Klein-Lkw)                              | 2.227 (Zahlen von 2011; nur Pkw und Klein-Lkw)                              | 2.227 (Zahlen von 2011; nur Pkw und Klein-Lkw)                              | 2.227 (Zahlen von 2011; nur Pkw und Klein-Lkw)                              | 2.227 (Zahlen von 2011; nur Pkw und Klein-Lkw)                              | 2.227 (Zahlen von 2011; nur Pkw und Klein-Lkw)                              | 2.227 (Zahlen von 2011; nur Pkw und Klein-Lkw)                              | 2.227 (Zahlen von 2011; nur Pkw und Klein-Lkw)                              | 2.227 (Zahlen von 2011; nur Pkw und Klein-Lkw)                              | 2.227 (Zahlen von 2011; nur Pkw und Klein-Lkw)                              | 2.227 (Zahlen von 2011; nur Pkw und Klein-Lkw)                              | 2.227 (Zahlen von 2011; nur Pkw und Klein-Lkw)                              | 2.227 (Zahlen von 2011; nur Pkw und Klein-Lkw)                              | 2.227 (Zahlen von 2011; nur Pkw und Klein-Lkw)                              | 2.227 (Zahlen von 2011; nur Pkw und Klein-Lkw)                              | 2.227 (Zahlen von 2011; nur Pkw und Klein-Lkw)                              | 2.227 (Zahlen von 2011; nur Pkw und Klein-Lkw)                              | 2.227 (Zahlen von 2011; nur Pkw und Klein-Lkw)                              | 2.227 (Zahlen von 2011; nur Pkw und Klein-Lkw)                              | 2.227 (Zahlen von 2011; nur Pkw und Klein-Lkw)                              | 2.227 (Zahlen von 2011; nur Pkw und Klein-Lkw)                              | 2.227 (Zahlen von 2011; nur Pkw und Klein-Lkw)                              | 2.227 (Zahlen von 2011; nur Pkw und Klein-Lkw)                              | 2.227 (Zahlen von 2011; nur Pkw und Klein-Lkw)                              | 2.227 (Zahlen von 2011; nur Pkw und Klein-Lkw)                              | 2.227 (Zahlen von 2011; nur Pkw und Klein-Lkw)                              | 2.227 (Zahlen von 2011; nur Pkw und Klein-Lkw)                              | 2.227 (Zahlen von 2011; nur Pkw und Klein-Lkw)                              | 2.227 (Zahlen von 2011; nur Pkw und Klein-Lkw)                              | 2.227 (Zahlen von 2011; nur Pkw und Klein-Lkw)                              | 2.227 (Zahlen von 2011; nur Pkw und Klein-Lkw)                              | 2.227 (Zahlen von 2011; nur Pkw und Klein-Lkw)                              | 2.227 (Zahlen von 2011; nur Pkw und Klein-Lkw)                              | 2.227 (Zahlen von 2011; nur Pkw und Klein-Lkw)                              | 2.227 (Zahlen von 2011; nur Pkw und Klein-Lkw)                              | 2.227 (Zahlen von 2011; nur Pkw und Klein-Lkw)                              | 2.227 (Zahlen von 2011; nur Pkw und Klein-Lkw)                              | 2.227 (Zahlen von 2011; nur Pkw und Klein-Lkw)                              | 2.227 (Zahlen von 2011; nur Pkw und Klein-Lkw)                              | 2.227 (Zahlen von 2011; nur Pkw und Klein-Lkw)                              | 2.227 (Zahlen von 2011; nur Pkw und Klein-Lkw)                              | 2.227 (Zahlen von 2011; nur Pkw und Klein-Lkw)                              | 2.227 (Zahlen von 2011; nur Pkw und Klein-Lkw)                              | 2.227 (Zahlen von 2011; nur Pkw und Klein-Lkw)                              | 2.227 (Zahlen von 2011; nur Pkw und Klein-Lkw)                              | 2.227 (Zahlen von 2011; nur Pkw und Klein-Lkw)                              | 2.227 (Zahlen von 2011; nur Pkw und Klein-Lkw)                              | 2.227 (Zahlen von 2011; nur Pkw und Klein-Lkw)                              | 2.227 (Zahlen von 2011; nur Pkw und Klein-Lkw)                              | 2.227 (Zahlen von 2011; nur Pkw und Klein-Lkw)                              | 2.227 (Zahlen von 2011; nur Pkw und Klein-Lkw)                              | 2.227 (Zahlen von 2011; nur Pkw und Klein-Lkw)                              | 2.227 (Zahlen von 2011; nur Pkw und Klein-Lkw)                              | 2.227 (Zahlen von 2011; nur Pkw und Klein-Lkw)                              | 2.227 (Zahlen von 2011; nur Pkw und Klein-Lkw)                              | 2.227 (Zahlen von 2011; nur Pkw und Klein-Lkw)                              | 2.227 (Zahlen von 2011; nur Pkw und Klein-Lkw)                              | 2.227 (Zahlen von 2011; nur Pkw und Klein-Lkw)                              | 2.227 (Zahlen von 2011; nur Pkw und Klein-Lkw)                              | 2.227 (Zahlen von 2011; nur Pkw und Klein-Lkw)                              | 2.227 (Zahlen von 2011; nur Pkw und Klein-Lkw)                              | 2.227 (Zahlen von 2011; nur Pkw und Klein-Lkw)                              | 2.227 (Zahlen von 2011; nur Pkw und Klein-Lkw)                              | 2.227 (Zahlen von 2011; nur Pkw und Klein-Lkw)                              | 2.227 (Zahlen von 2011; nur Pkw und Klein-Lkw)                              | 2.227 (Zahlen von 2011; nur Pkw und Klein-Lkw)                              | 2.227 (Zahlen von 2011; nur Pkw und Klein-Lkw)                              | 2.227 (Zahlen von 2011; nur Pkw und Klein-Lkw)                              | 2.227 (Zahlen von 2011; nur Pkw und Klein-Lkw)                              | 2.227 (Zahlen von 2011; nur Pkw und Klein-Lkw)                              | 2.227 (Zahlen von 2011; nur Pkw und Klein-Lkw)                              | 2.227 (Zahlen von 2011; nur Pkw und Klein-Lkw)                              | 2.227 (Zahlen von 2011; nur Pkw und Klein-Lkw)                              | 2.227 (Zahlen von 2011; nur Pkw und Klein-Lkw)                              | 2.227 (Zahlen von 2011; nur Pkw und Klein-Lkw)                              | 2.227 (Zahlen von 2011; nur Pkw und Klein-Lkw)                              | 2.227 (Zahlen von 2011; nur Pkw und Klein-Lkw)                              | 2.227 (Zahlen von 2011; nur Pkw und Klein-Lkw)                              | 2.227 (Zahlen von 2011; nur Pkw und Klein-Lkw)                              | 2.227 (Zahlen von 2011; nur Pkw und Klein-Lkw)                              | 2.227 (Zahlen von 2011; nur Pkw und Klein-Lkw)                              | 2.227 (Zahlen von 2011; nur Pkw und Klein-Lkw)                              | 2.227 (Zahlen von 2011; nur Pkw und Klein-Lkw)                              | 2.227 (Zahlen von 2011; nur Pkw und Klein-Lkw)                              | 2.227 (Zahlen von 2011; nur Pkw und Klein-Lkw)                              | 2.227 (Zahlen von 2011; nur Pkw und Klein-Lkw)                              | 2.227 (Zahlen von 2011; nur Pkw und Klein-Lkw)                              | 2.227 (Zahlen von 2011; nur Pkw und Klein-Lkw)                              | 2.227 (Zahlen von 2011; nur Pkw und Klein-Lkw)                              | 2.227 (Zahlen von 2011; nur Pkw und Klein-Lkw)                              | 2.227 (Zahlen von 2011; nur Pkw und Klein-Lkw)                              | 2.227 (Zahlen von 2011; nur Pkw und Klein-Lkw)                              | 2.227 (Zahlen von 2011; nur Pkw und Klein-Lkw)                              | 2.227 (Zahlen von 2011; nur Pkw und Klein-Lkw)                              | 2.227 (Zahlen von 2011; nur Pkw und Klein-Lkw)                              | 2.227 (Zahlen von 2011; nur Pkw und Klein-Lkw)                              | 2.227 (Zahlen von 2011; nur Pkw und Klein-Lkw)                              | 2.227 (Zahlen von 2011; nur Pkw und Klein-Lkw)                              | 2.227 (Zahlen von 2011; nur Pkw und Klein-Lkw)                              | 2.227 (Zahlen von 2011; nur Pkw und Klein-Lkw)                              | 2.227 (Zahlen von 2011; nur Pkw und Klein-Lkw)                              | 2.227 (Zahlen von 2011; nur Pkw und Klein-Lkw)                              | 2.227 (Zahlen von 2011; nur Pkw und Klein-Lkw)                              | 2.227 (Zahlen von 2011; nur Pkw und Klein-Lkw)                              | 2.227 (Zahlen von 2011; nur Pkw und Klein-Lkw)                              | 2.227 (Zahlen von 2011; nur Pkw und Klein-Lkw)                              | 2.227 (Zahlen von 2011; nur Pkw und Klein-Lkw)                              | 2.227 (Zahlen von 2011; nur Pkw und Klein-Lkw)                              | 2.227 (Zahlen von 2011; nur Pkw und Klein-Lkw)                              | 2.227 (Zahlen von 2011; nur Pkw und Klein-Lkw)                              | 2.227 (Zahlen von 2011; nur Pkw und Klein-Lkw)                              | 2.227 (Zahlen von 2011; nur Pkw und Klein-Lkw)                              | 2.227 (Zahlen von 2011; nur Pkw und Klein-Lkw)                              | 2.227 (Zahlen von 2011; nur Pkw und Klein-Lkw)                              | 2.227 (Zahlen von 2011; nur Pkw und Klein-Lkw)                              | 2.227 (Zahlen von 2011; nur Pkw und Klein-Lkw)                              | 2.227 (Zahlen von 2011; nur Pkw und Klein-Lkw)                              | 2.227 (Zahlen von 2011; nur Pkw und Klein-Lkw)                              | 2.227 (Zahlen von 2011; nur Pkw und Klein-Lkw)                              | 2.227 (Zahlen von 2011; nur Pkw und Klein-Lkw)                              | 2.227 (Zahlen von 2011; nur Pkw und Klein-Lkw)                              | 2.227 (Zahlen von 2011; nur Pkw und Klein-Lkw)                              | 2.227 (Zahlen von 2011; nur Pkw und Klein-Lkw)                              | 2.227 (Zahlen von 2011; nur Pkw und Klein-Lkw)                              | 2.227 (Zahlen von 2011; nur Pkw und Klein-Lkw)                              | 2.227 (Zahlen von 2011; nur Pkw und Klein-Lkw)                              | 2.227 (Zahlen von 2011; nur Pkw und Klein-Lkw)                              | 2.227 (Zahlen von 2011; nur Pkw und Klein-Lkw)                              | 2.227 (Zahlen von 2011; nur Pkw und Klein-Lkw)                              | 2.227 (Zahlen von 2011; nur Pkw und Klein-Lkw)                              | 2.227 (Zahlen von 2011; nur Pkw und Klein-Lkw)                              | 2.227 (Zahlen von 2011; nur Pkw und Klein-Lkw)                              | 2.227 (Zahlen von 2011; nur Pkw und Klein-Lkw)                              | 2.227 (Zahlen von 2011; nur Pkw und Klein-Lkw)                              | 2.227 (Zahlen von 2011; nur Pkw und Klein-Lkw)                              | 2.227 (Zahlen von 2011; nur Pkw und Klein-Lkw)                              | 2.227 (Zahlen von 2011; nur Pkw und Klein-Lkw)                              | 2.227 (Zahlen von 2011; nur Pkw und Klein-Lkw)                              | 2.227 (Zahlen von 2011; nur Pkw und Klein-Lkw)                              | 2.227 (Zahlen von 2011; nur Pkw und Klein-Lkw)                              | 2.227 (Zahlen von 2011; nur Pkw und Klein-Lkw)                              | 2.227 (Zahlen von 2011; nur Pkw und Klein-Lkw)                              | 2.227 (Zahlen von 2011; nur Pkw und Klein-Lkw)                              | 2.227 (Zahlen von 2011; nur Pkw und Klein-Lkw)                              | 2.227 (Zahlen von 2011; nur Pkw und Klein-Lkw)                              | 2.227 (Zahlen von 2011; nur Pkw und Klein-Lkw)                              | 2.227 (Zahlen von 2011; nur Pkw und Klein-Lkw)                              | 2.227 (Zahlen von 2011; nur Pkw und Klein-Lkw)                              | 2.227 (Zahlen von 2011; nur Pkw und Klein-Lkw)                              | 2.227 (Zahlen von 2011; nur Pkw und Klein-Lkw)                              | 2.227 (Zahlen von 2011; nur Pkw und Klein-Lkw)                              | 2.227 (Zahlen von 2011; nur Pkw und Klein-Lkw)                              | 2.227 (Zahlen von 2011; nur Pkw und Klein-Lkw)                              | 2.227 (Zahlen von 2011; nur Pkw und Klein-Lkw)                              | 2.227 (Zahlen von 2011; nur Pkw und Klein-Lkw)                              | 2.227 (Zahlen von 2011; nur Pkw und Klein-Lkw)                              | 2.227 (Zahlen von 2011; nur Pkw und Klein-Lkw)                              | 2.227 (Zahlen von 2011; nur Pkw und Klein-Lkw)                              | 2.227 (Zahlen von 2011; nur Pkw und Klein-Lkw)                              | 2.227 (Zahlen von 2011; nur Pkw und Klein-Lkw)                              | 2.227 (Zahlen von 2011; nur Pkw und Klein-Lkw)                              | 2.227 (Zahlen von 2011; nur Pkw und Klein-Lkw)                              | 2.227 (Zahlen von 2011; nur Pkw und Klein-Lkw)                              | 2.227 (Zahlen von 2011; nur Pkw und Klein-Lkw)                              | 2.227 (Zahlen von 2011; nur Pkw und Klein-Lkw)                              | 2.227 (Zahlen von 2011; nur Pkw und Klein-Lkw)                              | 2.227 (Zahlen von 2011; nur Pkw und Klein-Lkw)                              | 2.227 (Zahlen von 2011; nur Pkw und Klein-Lkw)                              | 2.227 (Zahlen von 2011; nur Pkw und Klein-Lkw)                              | 2.227 (Zahlen von 2011; nur Pkw und Klein-Lkw)                              | 2.227 (Zahlen von 2011; nur Pkw und Klein-Lkw)                              | 2.227 (Zahlen von 2011; nur Pkw und Klein-Lkw)                              | 2.227 (Zahlen von 2011; nur Pkw und Klein-Lkw)                              | 2.227 (Zahlen von 2011; nur Pkw und Klein-Lkw)                              | 2.227 (Zahlen von 2011; nur Pkw und Klein-Lkw)                              | 2.227 (Zahlen von 2011; nur Pkw und Klein-Lkw)                              | 2.227 (Zahlen von 2011; nur Pkw und Klein-Lkw)                              | 2.227 (Zahlen von 2011; nur Pkw und Klein-Lkw)                              | 2.227 (Zahlen von 2011; nur Pkw und Klein-Lkw)                              | 2.227 (Zahlen von 2011; nur Pkw und Klein-Lkw)                              | 2.227 (Zahlen von 2011; nur Pkw und Klein-Lkw)                              | 2.227 (Zahlen von 2011; nur Pkw und Klein-Lkw)                              | 2.227 (Zahlen von 2011; nur Pkw und Klein-Lkw)                              | 2.227 (Zahlen von 2011; nur Pkw und Klein-Lkw)                              | 2.227 (Zahlen von 2011; nur Pkw und Klein-Lkw)                              | 2.227 (Zahlen von 2011; nur Pkw und Klein-Lkw)                              | 2.227 (Zahlen von 2011; nur Pkw und Klein-Lkw)                              | 2.227 (Zahlen von 2011; nur Pkw und Klein-Lkw)                              | 2.227 (Zahlen von 2011; nur Pkw und Klein-Lkw)                              | 2.227 (Zahlen von 2011; nur Pkw und Klein-Lkw)                              | 2.227 (Zahlen von 2011; nur Pkw und Klein-Lkw)                              | 2.227 (Zahlen von 2011; nur Pkw und Klein-Lkw)                              | 2.227 (Zahlen von 2011; nur Pkw und Klein-Lkw)                              | 2.227 (Zahlen von 2011; nur Pkw und Klein-Lkw)                              | 2.227 (Zahlen von 2011; nur Pkw und Klein-Lkw)                              | 2.227 (Zahlen von 2011; nur Pkw und Klein-Lkw)                              | 2.227 (Zahlen von 2011; nur Pkw und Klein-Lkw)                              | 2.227 (Zahlen von 2011; nur Pkw und Klein-Lkw)                              | 2.227 (Zahlen von 2011; nur Pkw und Klein-Lkw)                              | 2.227 (Zahlen von 2011; nur Pkw und Klein-Lkw)                              | 2.227 (Zahlen von 2011; nur Pkw und Klein-Lkw)                              | 2.227 (Zahlen von 2011; nur Pkw und Klein-Lkw)                              | 2.227 (Zahlen von 2011; nur Pkw und Klein-Lkw)                              | 2.227 (Zahlen von 2011; nur Pkw und Klein-Lkw)                              | 2.227 (Zahlen von 2011; nur Pkw und Klein-Lkw)                              | 2.227 (Zahlen von 2011; nur Pkw und Klein-Lkw)                              | 2.227 (Zahlen von 2011; nur Pkw und Klein-Lkw)                              | 2.227 (Zahlen von 2011; nur Pkw und Klein-Lkw)                              | 2.227 (Zahlen von 2011; nur Pkw und Klein-Lkw)                              | 2.227 (Zahlen von 2011; nur Pkw und Klein-Lkw)                              | 2.227 (Zahlen von 2011; nur Pkw und Klein-Lkw)                              | 2.227 (Zahlen von 2011; nur Pkw und Klein-Lkw)                              | 2.227 (Zahlen von 2011; nur Pkw und Klein-Lkw)                              | 2.227 (Zahlen von 2011; nur Pkw und Klein-Lkw)                              | 2.227 (Zahlen von 2011; nur Pkw und Klein-Lkw)                              | 2.227 (Zahlen von 2011; nur Pkw und Klein-Lkw)                              | 2.227 (Zahlen von 2011; nur Pkw und Klein-Lkw)                              | 2.227 (Zahlen von 2011; nur Pkw und Klein-Lkw)                              | 2.227 (Zahlen von 2011; nur Pkw und Klein-Lkw)                              | 2.227 (Zahlen von 2011; nur Pkw und Klein-Lkw)                              | 2.227 (Zahlen von 2011; nur Pkw und Klein-Lkw)                              | 2.227 (Zahlen von 2011; nur Pkw und Klein-Lkw)                              | 2.227 (Zahlen von 2011; nur Pkw und Klein-Lkw)                              | 2.227 (Zahlen von 2011; nur Pkw und Klein-Lkw)                              | 2.227 (Zahlen von 2011; nur Pkw und Klein-Lkw)                              | 2.227 (Zahlen von 2011; nur Pkw und Klein-Lkw)                              | 2.227 (Zahlen von 2011; nur Pkw und Klein-Lkw)                              | 2.227 (Zahlen von 2011; nur Pkw und Klein-Lkw)                              | 2.227 (Zahlen von 2011; nur Pkw und Klein-Lkw)                              | 2.227 (Zahlen von 2011; nur Pkw und Klein-Lkw)                              | 2.227 (Zahlen von 2011; nur Pkw und Klein-Lkw)                              | 2.227 (Zahlen von 2011; nur Pkw und Klein-Lkw)                              | 2.227 (Zahlen von 2011; nur Pkw und Klein-Lkw)                              | 2.227 (Zahlen von 2011; nur Pkw und Klein-Lkw)                              | 2.227 (Zahlen von 2011; nur Pkw und Klein-Lkw)                              | 2.227 (Zahlen von 2011; nur Pkw und Klein-Lkw)                              | 2.227 (Zahlen von 2011; nur Pkw und Klein-Lkw)                              | 2.227 (Zahlen von 2011; nur Pkw und Klein-Lkw)                              |
| Kanada                                                                      | Kanada                                                                      | Kanada                                                                      | Kanada                                                                      | Kanada                                                                      | Kanada                                                                      | Kanada                                                                      | Kanada                                                                      | Kanada                                                                      | Kanada                                                                      | Kanada                                                                      | Kanada                                                                      | Kanada                                                                      | Kanada                                                                      | Kanada                                                                      | Kanada                                                                      | Kanada                                                                      | Kanada                                                                      | Kanada                                                                      | Kanada                                                                      | Kanada                                                                      | Kanada                                                                      | Kanada                                                                      | Kanada                                                                      | Kanada                                                                      | Kanada                                                                      | Kanada                                                                      | Kanada                                                                      | Kanada                                                                      | Kanada                                                                      | Kanada                                                                      | Kanada                                                                      | Kanada                                                                      | Kanada                                                                      | Kanada                                                                      | Kanada                                                                      | Kanada                                                                      | Kanada                                                                      | Kanada                                                                      | Kanada                                                                      | Kanada                                                                      | Kanada                                                                      | Kanada                                                                      | Kanada                                                                      | Kanada                                                                      | Kanada                                                                      | Kanada                                                                      | Kanada                                                                      | Kanada                                                                      | Kanada                                                                      |                                                                             |                                                                             |                                                                             |                                                                             |                                                                             |                                                                             |                                                                             |                                                                             |                                                                             |                                                                             |                                                                             |                                                                             |                                                                             |                                                                             |                                                                             |                                                                             |                                                                             |                                                                             |                                                                             |                                                                             |                                                                             |                                                                             | 2.200                                                                       | 2.200                                                                       | 2.200                                                                       | 2.200                                                                       | 2.200                                                                       | 2.200                                                                       | 2.200                                                                       | 2.200                                                                       | 2.200                                                                       | 2.200                                                                       | 2.200                                                                       | 2.200                                                                       | 2.200                                                                       | 2.200                                                                       | 2.200                                                                       | 2.200                                                                       | 2.200                                                                       | 2.200                                                                       | 2.200                                                                       | 2.200                                                                       | 2.200                                                                       | 2.200                                                                       | 2.200                                                                       | 2.200                                                                       | 2.200                                                                       | 2.200                                                                       | 2.200                                                                       | 2.200                                                                       | 2.200                                                                       | 2.200                                                                       | 2.200                                                                       | 2.200                                                                       | 2.200                                                                       | 2.200                                                                       | 2.200                                                                       | 2.200                                                                       | 2.200                                                                       | 2.200                                                                       | 2.200                                                                       | 2.200                                                                       | 2.200                                                                       | 2.200                                                                       | 2.200                                                                       | 2.200                                                                       | 2.200                                                                       | 2.200                                                                       | 2.200                                                                       | 2.200                                                                       | 2.200                                                                       | 2.200                                                                       | 2.200                                                                       | 2.200                                                                       | 2.200                                                                       | 2.200                                                                       | 2.200                                                                       | 2.200                                                                       | 2.200                                                                       | 2.200                                                                       | 2.200                                                                       | 2.200                                                                       | 2.200                                                                       | 2.200                                                                       | 2.200                                                                       | 2.200                                                                       | 2.200                                                                       | 2.200                                                                       | 2.200                                                                       | 2.200                                                                       | 2.200                                                                       | 2.200                                                                       | 2.200                                                                       | 2.200                                                                       | 2.200                                                                       | 2.200                                                                       | 2.200                                                                       | 2.200                                                                       | 2.200                                                                       | 2.200                                                                       | 2.200                                                                       | 2.200                                                                       | 2.200                                                                       | 2.200                                                                       | 2.200                                                                       | 2.200                                                                       | 2.200                                                                       | 2.200                                                                       | 2.200                                                                       | 2.200                                                                       | 2.200                                                                       | 2.200                                                                       | 2.200                                                                       | 2.200                                                                       | 2.200                                                                       | 2.200                                                                       | 2.200                                                                       | 2.200                                                                       | 2.200                                                                       | 2.200                                                                       | 2.200                                                                       | 2.200                                                                       | 2.200                                                                       | 2.200                                                                       | 2.200                                                                       | 2.200                                                                       | 2.200                                                                       | 2.200                                                                       | 2.200                                                                       | 2.200                                                                       | 2.200                                                                       | 2.200                                                                       | 2.200                                                                       | 2.200                                                                       | 2.200                                                                       | 2.200                                                                       | 2.200                                                                       | 2.200                                                                       | 2.200                                                                       | 2.200                                                                       | 2.200                                                                       | 2.200                                                                       | 2.200                                                                       | 2.200                                                                       | 2.200                                                                       | 2.200                                                                       | 2.200                                                                       | 2.200                                                                       | 2.200                                                                       | 2.200                                                                       | 2.200                                                                       | 2.200                                                                       | 2.200                                                                       | 2.200                                                                       | 2.200                                                                       | 2.200                                                                       | 2.200                                                                       | 2.200                                                                       | 2.200                                                                       | 2.200                                                                       | 2.200                                                                       | 2.200                                                                       | 2.200                                                                       | 2.200                                                                       | 2.200                                                                       | 2.200                                                                       | 2.200                                                                       | 2.200                                                                       | 2.200                                                                       | 2.200                                                                       | 2.200                                                                       | 2.200                                                                       | 2.200                                                                       | 2.200                                                                       | 2.200                                                                       | 2.200                                                                       | 2.200                                                                       | 2.200                                                                       | 2.200                                                                       | 2.200                                                                       | 2.200                                                                       | 2.200                                                                       | 2.200                                                                       | 2.200                                                                       | 2.200                                                                       | 2.200                                                                       | 2.200                                                                       | 2.200                                                                       | 2.200                                                                       | 2.200                                                                       | 2.200                                                                       | 2.200                                                                       | 2.200                                                                       | 2.200                                                                       | 2.200                                                                       | 2.200                                                                       | 2.200                                                                       | 2.200                                                                       | 2.200                                                                       | 2.200                                                                       | 2.200                                                                       | 2.200                                                                       | 2.200                                                                       | 2.200                                                                       | 2.200                                                                       | 2.200                                                                       | 2.200                                                                       | 2.200                                                                       | 2.200                                                                       | 2.200                                                                       | 2.200                                                                       | 2.200                                                                       | 2.200                                                                       | 2.200                                                                       | 2.200                                                                       | 2.200                                                                       | 2.200                                                                       | 2.200                                                                       | 2.200                                                                       | 2.200                                                                       | 2.200                                                                       | 2.200                                                                       | 2.200                                                                       | 2.200                                                                       | 2.200                                                                       | 2.200                                                                       | 2.200                                                                       | 2.200                                                                       | 2.200                                                                       | 2.200                                                                       | 2.200                                                                       | 2.200                                                                       | 2.200                                                                       | 2.200                                                                       | 2.200                                                                       | 2.200                                                                       | 2.200                                                                       | 2.200                                                                       | 2.200                                                                       | 2.200                                                                       | 2.200                                                                       | 2.200                                                                       | 2.200                                                                       | 2.200                                                                       | 2.200                                                                       | 2.200                                                                       | 2.200                                                                       | 2.200                                                                       | 2.200                                                                       | 2.200                                                                       | 2.200                                                                       | 2.200                                                                       | 2.200                                                                       | 2.200                                                                       | 2.200                                                                       | 2.200                                                                       | 2.200                                                                       | 2.200                                                                       | 2.200                                                                       | 2.200                                                                       | 2.200                                                                       | 2.200                                                                       | 2.200                                                                       | 2.200                                                                       | 2.200                                                                       | 2.200                                                                       | 2.200                                                                       | 2.200                                                                       | 2.200                                                                       | 2.200                                                                       | 2.200                                                                       | 2.200                                                                       | 2.200                                                                       | 2.200                                                                       | 2.200                                                                       | 2.200                                                                       | 2.200                                                                       | 2.200                                                                       | 2.200                                                                       | 2.200                                                                       | 2.200                                                                       | 2.200                                                                       | 2.200                                                                       | 2.200                                                                       | 2.200                                                                       | 2.200                                                                       | 2.200                                                                       | 2.200                                                                       | 2.200                                                                       | 2.200                                                                       | 2.200                                                                       | 2.200                                                                       | 2.200                                                                       | 2.200                                                                       | 2.200                                                                       | 2.200                                                                       | 2.200                                                                       | 2.200                                                                       | 2.200                                                                       | 2.200                                                                       |
| Thailand                                                                    | Thailand                                                                    | Thailand                                                                    | Thailand                                                                    | Thailand                                                                    | Thailand                                                                    | Thailand                                                                    | Thailand                                                                    | Thailand                                                                    | Thailand                                                                    | Thailand                                                                    | Thailand                                                                    | Thailand                                                                    | Thailand                                                                    | Thailand                                                                    | Thailand                                                                    | Thailand                                                                    | Thailand                                                                    | Thailand                                                                    | Thailand                                                                    | Thailand                                                                    | Thailand                                                                    | Thailand                                                                    | Thailand                                                                    | Thailand                                                                    | Thailand                                                                    | Thailand                                                                    | Thailand                                                                    | Thailand                                                                    | Thailand                                                                    | Thailand                                                                    | Thailand                                                                    | Thailand                                                                    | Thailand                                                                    | Thailand                                                                    | Thailand                                                                    | Thailand                                                                    | Thailand                                                                    | Thailand                                                                    | Thailand                                                                    | Thailand                                                                    | Thailand                                                                    | Thailand                                                                    | Thailand                                                                    | Thailand                                                                    | Thailand                                                                    | Thailand                                                                    | Thailand                                                                    | Thailand                                                                    | Thailand                                                                    |                                                                             |                                                                             |                                                                             |                                                                             |                                                                             |                                                                             |                                                                             |                                                                             |                                                                             |                                                                             |                                                                             |                                                                             |                                                                             |                                                                             |                                                                             |                                                                             |                                                                             |                                                                             |                                                                             |                                                                             | 1.989                                                                       | 1.989                                                                       | 1.989                                                                       | 1.989                                                                       | 1.989                                                                       | 1.989                                                                       | 1.989                                                                       | 1.989                                                                       | 1.989                                                                       | 1.989                                                                       | 1.989                                                                       | 1.989                                                                       | 1.989                                                                       | 1.989                                                                       | 1.989                                                                       | 1.989                                                                       | 1.989                                                                       | 1.989                                                                       | 1.989                                                                       | 1.989                                                                       | 1.989                                                                       | 1.989                                                                       | 1.989                                                                       | 1.989                                                                       | 1.989                                                                       | 1.989                                                                       | 1.989                                                                       | 1.989                                                                       | 1.989                                                                       | 1.989                                                                       | 1.989                                                                       | 1.989                                                                       | 1.989                                                                       | 1.989                                                                       | 1.989                                                                       | 1.989                                                                       | 1.989                                                                       | 1.989                                                                       | 1.989                                                                       | 1.989                                                                       | 1.989                                                                       | 1.989                                                                       | 1.989                                                                       | 1.989                                                                       | 1.989                                                                       | 1.989                                                                       | 1.989                                                                       | 1.989                                                                       | 1.989                                                                       | 1.989                                                                       | 1.989                                                                       | 1.989                                                                       | 1.989                                                                       | 1.989                                                                       | 1.989                                                                       | 1.989                                                                       | 1.989                                                                       | 1.989                                                                       | 1.989                                                                       | 1.989                                                                       | 1.989                                                                       | 1.989                                                                       | 1.989                                                                       | 1.989                                                                       | 1.989                                                                       | 1.989                                                                       | 1.989                                                                       | 1.989                                                                       | 1.989                                                                       | 1.989                                                                       | 1.989                                                                       | 1.989                                                                       | 1.989                                                                       | 1.989                                                                       | 1.989                                                                       | 1.989                                                                       | 1.989                                                                       | 1.989                                                                       | 1.989                                                                       | 1.989                                                                       | 1.989                                                                       | 1.989                                                                       | 1.989                                                                       | 1.989                                                                       | 1.989                                                                       | 1.989                                                                       | 1.989                                                                       | 1.989                                                                       | 1.989                                                                       | 1.989                                                                       | 1.989                                                                       | 1.989                                                                       | 1.989                                                                       | 1.989                                                                       | 1.989                                                                       | 1.989                                                                       | 1.989                                                                       | 1.989                                                                       | 1.989                                                                       | 1.989                                                                       | 1.989                                                                       | 1.989                                                                       | 1.989                                                                       | 1.989                                                                       | 1.989                                                                       | 1.989                                                                       | 1.989                                                                       | 1.989                                                                       | 1.989                                                                       | 1.989                                                                       | 1.989                                                                       | 1.989                                                                       | 1.989                                                                       | 1.989                                                                       | 1.989                                                                       | 1.989                                                                       | 1.989                                                                       | 1.989                                                                       | 1.989                                                                       | 1.989                                                                       | 1.989                                                                       | 1.989                                                                       | 1.989                                                                       | 1.989                                                                       | 1.989                                                                       | 1.989                                                                       | 1.989                                                                       | 1.989                                                                       | 1.989                                                                       | 1.989                                                                       | 1.989                                                                       | 1.989                                                                       | 1.989                                                                       | 1.989                                                                       | 1.989                                                                       | 1.989                                                                       | 1.989                                                                       | 1.989                                                                       | 1.989                                                                       | 1.989                                                                       | 1.989                                                                       | 1.989                                                                       | 1.989                                                                       | 1.989                                                                       | 1.989                                                                       | 1.989                                                                       | 1.989                                                                       | 1.989                                                                       | 1.989                                                                       | 1.989                                                                       | 1.989                                                                       | 1.989                                                                       | 1.989                                                                       | 1.989                                                                       | 1.989                                                                       | 1.989                                                                       | 1.989                                                                       | 1.989                                                                       | 1.989                                                                       | 1.989                                                                       | 1.989                                                                       | 1.989                                                                       | 1.989                                                                       | 1.989                                                                       | 1.989                                                                       | 1.989                                                                       | 1.989                                                                       | 1.989                                                                       | 1.989                                                                       | 1.989                                                                       | 1.989                                                                       | 1.989                                                                       | 1.989                                                                       | 1.989                                                                       | 1.989                                                                       | 1.989                                                                       | 1.989                                                                       | 1.989                                                                       | 1.989                                                                       | 1.989                                                                       | 1.989                                                                       | 1.989                                                                       | 1.989                                                                       | 1.989                                                                       | 1.989                                                                       | 1.989                                                                       | 1.989                                                                       | 1.989                                                                       | 1.989                                                                       | 1.989                                                                       | 1.989                                                                       | 1.989                                                                       | 1.989                                                                       | 1.989                                                                       | 1.989                                                                       | 1.989                                                                       | 1.989                                                                       | 1.989                                                                       | 1.989                                                                       | 1.989                                                                       | 1.989                                                                       | 1.989                                                                       | 1.989                                                                       | 1.989                                                                       | 1.989                                                                       | 1.989                                                                       | 1.989                                                                       | 1.989                                                                       | 1.989                                                                       | 1.989                                                                       | 1.989                                                                       | 1.989                                                                       | 1.989                                                                       | 1.989                                                                       | 1.989                                                                       | 1.989                                                                       | 1.989                                                                       | 1.989                                                                       | 1.989                                                                       | 1.989                                                                       | 1.989                                                                       | 1.989                                                                       | 1.989                                                                       | 1.989                                                                       | 1.989                                                                       | 1.989                                                                       | 1.989                                                                       | 1.989                                                                       | 1.989                                                                       | 1.989                                                                       | 1.989                                                                       | 1.989                                                                       | 1.989                                                                       | 1.989                                                                       | 1.989                                                                       | 1.989                                                                       | 1.989                                                                       | 1.989                                                                       | 1.989                                                                       | 1.989                                                                       | 1.989                                                                       | 1.989                                                                       | 1.989                                                                       | 1.989                                                                       | 1.989                                                                       | 1.989                                                                       | 1.989                                                                       | 1.989                                                                       | 1.989                                                                       | 1.989                                                                       | 1.989                                                                       | 1.989                                                                       | 1.989                                                                       | 1.989                                                                       | 1.989                                                                       | 1.989                                                                       | 1.989                                                                       | 1.989                                                                       | 1.989                                                                       | 1.989                                                                       | 1.989                                                                       | 1.989                                                                       | 1.989                                                                       | 1.989                                                                       | 1.989                                                                       | 1.989                                                                       | 1.989                                                                       | 1.989                                                                       | 1.989                                                                       | 1.989                                                                       | 1.989                                                                       | 1.989                                                                       | 1.989                                                                       | 1.989                                                                       | 1.989                                                                       | 1.989                                                                       | 1.989                                                                       | 1.989                                                                       | 1.989                                                                       | 1.989                                                                       |
| Vereinigtes Königreich                                                      | Vereinigtes Königreich                                                      | Vereinigtes Königreich                                                      | Vereinigtes Königreich                                                      | Vereinigtes Königreich                                                      | Vereinigtes Königreich                                                      | Vereinigtes Königreich                                                      | Vereinigtes Königreich                                                      | Vereinigtes Königreich                                                      | Vereinigtes Königreich                                                      | Vereinigtes Königreich                                                      | Vereinigtes Königreich                                                      | Vereinigtes Königreich                                                      | Vereinigtes Königreich                                                      | Vereinigtes Königreich                                                      | Vereinigtes Königreich                                                      | Vereinigtes Königreich                                                      | Vereinigtes Königreich                                                      | Vereinigtes Königreich                                                      | Vereinigtes Königreich                                                      | Vereinigtes Königreich                                                      | Vereinigtes Königreich                                                      | Vereinigtes Königreich                                                      | Vereinigtes Königreich                                                      | Vereinigtes Königreich                                                      | Vereinigtes Königreich                                                      | Vereinigtes Königreich                                                      | Vereinigtes Königreich                                                      | Vereinigtes Königreich                                                      | Vereinigtes Königreich                                                      | Vereinigtes Königreich                                                      | Vereinigtes Königreich                                                      | Vereinigtes Königreich                                                      | Vereinigtes Königreich                                                      | Vereinigtes Königreich                                                      | Vereinigtes Königreich                                                      | Vereinigtes Königreich                                                      | Vereinigtes Königreich                                                      | Vereinigtes Königreich                                                      | Vereinigtes Königreich                                                      | Vereinigtes Königreich                                                      | Vereinigtes Königreich                                                      | Vereinigtes Königreich                                                      | Vereinigtes Königreich                                                      | Vereinigtes Königreich                                                      | Vereinigtes Königreich                                                      | Vereinigtes Königreich                                                      | Vereinigtes Königreich                                                      | Vereinigtes Königreich                                                      | Vereinigtes Königreich                                                      |                                                                             |                                                                             |                                                                             |                                                                             |                                                                             |                                                                             |                                                                             |                                                                             |                                                                             |                                                                             |                                                                             |                                                                             |                                                                             |                                                                             |                                                                             |                                                                             |                                                                             | 1.749                                                                       | 1.749                                                                       | 1.749                                                                       | 1.749                                                                       | 1.749                                                                       | 1.749                                                                       | 1.749                                                                       | 1.749                                                                       | 1.749                                                                       | 1.749                                                                       | 1.749                                                                       | 1.749                                                                       | 1.749                                                                       | 1.749                                                                       | 1.749                                                                       | 1.749                                                                       | 1.749                                                                       | 1.749                                                                       | 1.749                                                                       | 1.749                                                                       | 1.749                                                                       | 1.749                                                                       | 1.749                                                                       | 1.749                                                                       | 1.749                                                                       | 1.749                                                                       | 1.749                                                                       | 1.749                                                                       | 1.749                                                                       | 1.749                                                                       | 1.749                                                                       | 1.749                                                                       | 1.749                                                                       | 1.749                                                                       | 1.749                                                                       | 1.749                                                                       | 1.749                                                                       | 1.749                                                                       | 1.749                                                                       | 1.749                                                                       | 1.749                                                                       | 1.749                                                                       | 1.749                                                                       | 1.749                                                                       | 1.749                                                                       | 1.749                                                                       | 1.749                                                                       | 1.749                                                                       | 1.749                                                                       | 1.749                                                                       | 1.749                                                                       | 1.749                                                                       | 1.749                                                                       | 1.749                                                                       | 1.749                                                                       | 1.749                                                                       | 1.749                                                                       | 1.749                                                                       | 1.749                                                                       | 1.749                                                                       | 1.749                                                                       | 1.749                                                                       | 1.749                                                                       | 1.749                                                                       | 1.749                                                                       | 1.749                                                                       | 1.749                                                                       | 1.749                                                                       | 1.749                                                                       | 1.749                                                                       | 1.749                                                                       | 1.749                                                                       | 1.749                                                                       | 1.749                                                                       | 1.749                                                                       | 1.749                                                                       | 1.749                                                                       | 1.749                                                                       | 1.749                                                                       | 1.749                                                                       | 1.749                                                                       | 1.749                                                                       | 1.749                                                                       | 1.749                                                                       | 1.749                                                                       | 1.749                                                                       | 1.749                                                                       | 1.749                                                                       | 1.749                                                                       | 1.749                                                                       | 1.749                                                                       | 1.749                                                                       | 1.749                                                                       | 1.749                                                                       | 1.749                                                                       | 1.749                                                                       | 1.749                                                                       | 1.749                                                                       | 1.749                                                                       | 1.749                                                                       | 1.749                                                                       | 1.749                                                                       | 1.749                                                                       | 1.749                                                                       | 1.749                                                                       | 1.749                                                                       | 1.749                                                                       | 1.749                                                                       | 1.749                                                                       | 1.749                                                                       | 1.749                                                                       | 1.749                                                                       | 1.749                                                                       | 1.749                                                                       | 1.749                                                                       | 1.749                                                                       | 1.749                                                                       | 1.749                                                                       | 1.749                                                                       | 1.749                                                                       | 1.749                                                                       | 1.749                                                                       | 1.749                                                                       | 1.749                                                                       | 1.749                                                                       | 1.749                                                                       | 1.749                                                                       | 1.749                                                                       | 1.749                                                                       | 1.749                                                                       | 1.749                                                                       | 1.749                                                                       | 1.749                                                                       | 1.749                                                                       | 1.749                                                                       | 1.749                                                                       | 1.749                                                                       | 1.749                                                                       | 1.749                                                                       | 1.749                                                                       | 1.749                                                                       | 1.749                                                                       | 1.749                                                                       | 1.749                                                                       | 1.749                                                                       | 1.749                                                                       | 1.749                                                                       | 1.749                                                                       | 1.749                                                                       | 1.749                                                                       | 1.749                                                                       | 1.749                                                                       | 1.749                                                                       | 1.749                                                                       | 1.749                                                                       | 1.749                                                                       | 1.749                                                                       | 1.749                                                                       | 1.749                                                                       | 1.749                                                                       | 1.749                                                                       | 1.749                                                                       | 1.749                                                                       | 1.749                                                                       | 1.749                                                                       | 1.749                                                                       | 1.749                                                                       | 1.749                                                                       | 1.749                                                                       | 1.749                                                                       | 1.749                                                                       | 1.749                                                                       | 1.749                                                                       | 1.749                                                                       | 1.749                                                                       | 1.749                                                                       | 1.749                                                                       | 1.749                                                                       | 1.749                                                                       | 1.749                                                                       | 1.749                                                                       | 1.749                                                                       | 1.749                                                                       | 1.749                                                                       | 1.749                                                                       | 1.749                                                                       | 1.749                                                                       | 1.749                                                                       | 1.749                                                                       | 1.749                                                                       | 1.749                                                                       | 1.749                                                                       | 1.749                                                                       | 1.749                                                                       | 1.749                                                                       | 1.749                                                                       | 1.749                                                                       | 1.749                                                                       | 1.749                                                                       | 1.749                                                                       | 1.749                                                                       | 1.749                                                                       | 1.749                                                                       | 1.749                                                                       | 1.749                                                                       | 1.749                                                                       | 1.749                                                                       | 1.749                                                                       | 1.749                                                                       | 1.749                                                                       | 1.749                                                                       | 1.749                                                                       | 1.749                                                                       | 1.749                                                                       | 1.749                                                                       | 1.749                                                                       | 1.749                                                                       | 1.749                                                                       | 1.749                                                                       | 1.749                                                                       | 1.749                                                                       | 1.749                                                                       | 1.749                                                                       | 1.749                                                                       | 1.749                                                                       | 1.749                                                                       | 1.749                                                                       | 1.749                                                                       | 1.749                                                                       | 1.749                                                                       | 1.749                                                                       | 1.749                                                                       | 1.749                                                                       | 1.749                                                                       | 1.749                                                                       | 1.749                                                                       | 1.749                                                                       | 1.749                                                                       | 1.749                                                                       | 1.749                                                                       | 1.749                                                                       | 1.749                                                                       | 1.749                                                                       | 1.749                                                                       | 1.749                                                                       | 1.749                                                                       | 1.749                                                                       | 1.749                                                                       | 1.749                                                                       | 1.749                                                                       | 1.749                                                                       | 1.749                                                                       | 1.749                                                                       | 1.749                                                                       | 1.749                                                                       | 1.749                                                                       | 1.749                                                                       | 1.749                                                                       | 1.749                                                                       | 1.749                                                                       | 1.749                                                                       | 1.749                                                                       | 1.749                                                                       | 1.749                                                                       | 1.749                                                                       | 1.749                                                                       | 1.749                                                                       | 1.749                                                                       | 1.749                                                                       | 1.749                                                                       | 1.749                                                                       | 1.749                                                                       | 1.749                                                                       | 1.749                                                                       | 1.749                                                                       | 1.749                                                                       | 1.749                                                                       | 1.749                                                                       | 1.749                                                                       | 1.749                                                                       | 1.749                                                                       | 1.749                                                                       | 1.749                                                                       |
| Türkei                                                                      | Türkei                                                                      | Türkei                                                                      | Türkei                                                                      | Türkei                                                                      | Türkei                                                                      | Türkei                                                                      | Türkei                                                                      | Türkei                                                                      | Türkei                                                                      | Türkei                                                                      | Türkei                                                                      | Türkei                                                                      | Türkei                                                                      | Türkei                                                                      | Türkei                                                                      | Türkei                                                                      | Türkei                                                                      | Türkei                                                                      | Türkei                                                                      | Türkei                                                                      | Türkei                                                                      | Türkei                                                                      | Türkei                                                                      | Türkei                                                                      | Türkei                                                                      | Türkei                                                                      | Türkei                                                                      | Türkei                                                                      | Türkei                                                                      | Türkei                                                                      | Türkei                                                                      | Türkei                                                                      | Türkei                                                                      | Türkei                                                                      | Türkei                                                                      | Türkei                                                                      | Türkei                                                                      | Türkei                                                                      | Türkei                                                                      | Türkei                                                                      | Türkei                                                                      | Türkei                                                                      | Türkei                                                                      | Türkei                                                                      | Türkei                                                                      | Türkei                                                                      | Türkei                                                                      | Türkei                                                                      | Türkei                                                                      |                                                                             |                                                                             |                                                                             |                                                                             |                                                                             |                                                                             |                                                                             |                                                                             |                                                                             |                                                                             |                                                                             |                                                                             |                                                                             |                                                                             |                                                                             |                                                                             |                                                                             | 1.696                                                                       | 1.696                                                                       | 1.696                                                                       | 1.696                                                                       | 1.696                                                                       | 1.696                                                                       | 1.696                                                                       | 1.696                                                                       | 1.696                                                                       | 1.696                                                                       | 1.696                                                                       | 1.696                                                                       | 1.696                                                                       | 1.696                                                                       | 1.696                                                                       | 1.696                                                                       | 1.696                                                                       | 1.696                                                                       | 1.696                                                                       | 1.696                                                                       | 1.696                                                                       | 1.696                                                                       | 1.696                                                                       | 1.696                                                                       | 1.696                                                                       | 1.696                                                                       | 1.696                                                                       | 1.696                                                                       | 1.696                                                                       | 1.696                                                                       | 1.696                                                                       | 1.696                                                                       | 1.696                                                                       | 1.696                                                                       | 1.696                                                                       | 1.696                                                                       | 1.696                                                                       | 1.696                                                                       | 1.696                                                                       | 1.696                                                                       | 1.696                                                                       | 1.696                                                                       | 1.696                                                                       | 1.696                                                                       | 1.696                                                                       | 1.696                                                                       | 1.696                                                                       | 1.696                                                                       | 1.696                                                                       | 1.696                                                                       | 1.696                                                                       | 1.696                                                                       | 1.696                                                                       | 1.696                                                                       | 1.696                                                                       | 1.696                                                                       | 1.696                                                                       | 1.696                                                                       | 1.696                                                                       | 1.696                                                                       | 1.696                                                                       | 1.696                                                                       | 1.696                                                                       | 1.696                                                                       | 1.696                                                                       | 1.696                                                                       | 1.696                                                                       | 1.696                                                                       | 1.696                                                                       | 1.696                                                                       | 1.696                                                                       | 1.696                                                                       | 1.696                                                                       | 1.696                                                                       | 1.696                                                                       | 1.696                                                                       | 1.696                                                                       | 1.696                                                                       | 1.696                                                                       | 1.696                                                                       | 1.696                                                                       | 1.696                                                                       | 1.696                                                                       | 1.696                                                                       | 1.696                                                                       | 1.696                                                                       | 1.696                                                                       | 1.696                                                                       | 1.696                                                                       | 1.696                                                                       | 1.696                                                                       | 1.696                                                                       | 1.696                                                                       | 1.696                                                                       | 1.696                                                                       | 1.696                                                                       | 1.696                                                                       | 1.696                                                                       | 1.696                                                                       | 1.696                                                                       | 1.696                                                                       | 1.696                                                                       | 1.696                                                                       | 1.696                                                                       | 1.696                                                                       | 1.696                                                                       | 1.696                                                                       | 1.696                                                                       | 1.696                                                                       | 1.696                                                                       | 1.696                                                                       | 1.696                                                                       | 1.696                                                                       | 1.696                                                                       | 1.696                                                                       | 1.696                                                                       | 1.696                                                                       | 1.696                                                                       | 1.696                                                                       | 1.696                                                                       | 1.696                                                                       | 1.696                                                                       | 1.696                                                                       | 1.696                                                                       | 1.696                                                                       | 1.696                                                                       | 1.696                                                                       | 1.696                                                                       | 1.696                                                                       | 1.696                                                                       | 1.696                                                                       | 1.696                                                                       | 1.696                                                                       | 1.696                                                                       | 1.696                                                                       | 1.696                                                                       | 1.696                                                                       | 1.696                                                                       | 1.696                                                                       | 1.696                                                                       | 1.696                                                                       | 1.696                                                                       | 1.696                                                                       | 1.696                                                                       | 1.696                                                                       | 1.696                                                                       | 1.696                                                                       | 1.696                                                                       | 1.696                                                                       | 1.696                                                                       | 1.696                                                                       | 1.696                                                                       | 1.696                                                                       | 1.696                                                                       | 1.696                                                                       | 1.696                                                                       | 1.696                                                                       | 1.696                                                                       | 1.696                                                                       | 1.696                                                                       | 1.696                                                                       | 1.696                                                                       | 1.696                                                                       | 1.696                                                                       | 1.696                                                                       | 1.696                                                                       | 1.696                                                                       | 1.696                                                                       | 1.696                                                                       | 1.696                                                                       | 1.696                                                                       | 1.696                                                                       | 1.696                                                                       | 1.696                                                                       | 1.696                                                                       | 1.696                                                                       | 1.696                                                                       | 1.696                                                                       | 1.696                                                                       | 1.696                                                                       | 1.696                                                                       | 1.696                                                                       | 1.696                                                                       | 1.696                                                                       | 1.696                                                                       | 1.696                                                                       | 1.696                                                                       | 1.696                                                                       | 1.696                                                                       | 1.696                                                                       | 1.696                                                                       | 1.696                                                                       | 1.696                                                                       | 1.696                                                                       | 1.696                                                                       | 1.696                                                                       | 1.696                                                                       | 1.696                                                                       | 1.696                                                                       | 1.696                                                                       | 1.696                                                                       | 1.696                                                                       | 1.696                                                                       | 1.696                                                                       | 1.696                                                                       | 1.696                                                                       | 1.696                                                                       | 1.696                                                                       | 1.696                                                                       | 1.696                                                                       | 1.696                                                                       | 1.696                                                                       | 1.696                                                                       | 1.696                                                                       | 1.696                                                                       | 1.696                                                                       | 1.696                                                                       | 1.696                                                                       | 1.696                                                                       | 1.696                                                                       | 1.696                                                                       | 1.696                                                                       | 1.696                                                                       | 1.696                                                                       | 1.696                                                                       | 1.696                                                                       | 1.696                                                                       | 1.696                                                                       | 1.696                                                                       | 1.696                                                                       | 1.696                                                                       | 1.696                                                                       | 1.696                                                                       | 1.696                                                                       | 1.696                                                                       | 1.696                                                                       | 1.696                                                                       | 1.696                                                                       | 1.696                                                                       | 1.696                                                                       | 1.696                                                                       | 1.696                                                                       | 1.696                                                                       | 1.696                                                                       | 1.696                                                                       | 1.696                                                                       | 1.696                                                                       | 1.696                                                                       | 1.696                                                                       | 1.696                                                                       | 1.696                                                                       | 1.696                                                                       | 1.696                                                                       | 1.696                                                                       | 1.696                                                                       | 1.696                                                                       | 1.696                                                                       | 1.696                                                                       | 1.696                                                                       | 1.696                                                                       | 1.696                                                                       | 1.696                                                                       | 1.696                                                                       | 1.696                                                                       | 1.696                                                                       | 1.696                                                                       | 1.696                                                                       | 1.696                                                                       | 1.696                                                                       | 1.696                                                                       | 1.696                                                                       | 1.696                                                                       | 1.696                                                                       | 1.696                                                                       | 1.696                                                                       | 1.696                                                                       | 1.696                                                                       | 1.696                                                                       | 1.696                                                                       | 1.696                                                                       | 1.696                                                                       | 1.696                                                                       | 1.696                                                                       |
| Russland                                                                    | Russland                                                                    | Russland                                                                    | Russland                                                                    | Russland                                                                    | Russland                                                                    | Russland                                                                    | Russland                                                                    | Russland                                                                    | Russland                                                                    | Russland                                                                    | Russland                                                                    | Russland                                                                    | Russland                                                                    | Russland                                                                    | Russland                                                                    | Russland                                                                    | Russland                                                                    | Russland                                                                    | Russland                                                                    | Russland                                                                    | Russland                                                                    | Russland                                                                    | Russland                                                                    | Russland                                                                    | Russland                                                                    | Russland                                                                    | Russland                                                                    | Russland                                                                    | Russland                                                                    | Russland                                                                    | Russland                                                                    | Russland                                                                    | Russland                                                                    | Russland                                                                    | Russland                                                                    | Russland                                                                    | Russland                                                                    | Russland                                                                    | Russland                                                                    | Russland                                                                    | Russland                                                                    | Russland                                                                    | Russland                                                                    | Russland                                                                    | Russland                                                                    | Russland                                                                    | Russland                                                                    | Russland                                                                    | Russland                                                                    |                                                                             |                                                                             |                                                                             |                                                                             |                                                                             |                                                                             |                                                                             |                                                                             |                                                                             |                                                                             |                                                                             |                                                                             |                                                                             |                                                                             |                                                                             |                                                                             | 1.551                                                                       | 1.551                                                                       | 1.551                                                                       | 1.551                                                                       | 1.551                                                                       | 1.551                                                                       | 1.551                                                                       | 1.551                                                                       | 1.551                                                                       | 1.551                                                                       | 1.551                                                                       | 1.551                                                                       | 1.551                                                                       | 1.551                                                                       | 1.551                                                                       | 1.551                                                                       | 1.551                                                                       | 1.551                                                                       | 1.551                                                                       | 1.551                                                                       | 1.551                                                                       | 1.551                                                                       | 1.551                                                                       | 1.551                                                                       | 1.551                                                                       | 1.551                                                                       | 1.551                                                                       | 1.551                                                                       | 1.551                                                                       | 1.551                                                                       | 1.551                                                                       | 1.551                                                                       | 1.551                                                                       | 1.551                                                                       | 1.551                                                                       | 1.551                                                                       | 1.551                                                                       | 1.551                                                                       | 1.551                                                                       | 1.551                                                                       | 1.551                                                                       | 1.551                                                                       | 1.551                                                                       | 1.551                                                                       | 1.551                                                                       | 1.551                                                                       | 1.551                                                                       | 1.551                                                                       | 1.551                                                                       | 1.551                                                                       | 1.551                                                                       | 1.551                                                                       | 1.551                                                                       | 1.551                                                                       | 1.551                                                                       | 1.551                                                                       | 1.551                                                                       | 1.551                                                                       | 1.551                                                                       | 1.551                                                                       | 1.551                                                                       | 1.551                                                                       | 1.551                                                                       | 1.551                                                                       | 1.551                                                                       | 1.551                                                                       | 1.551                                                                       | 1.551                                                                       | 1.551                                                                       | 1.551                                                                       | 1.551                                                                       | 1.551                                                                       | 1.551                                                                       | 1.551                                                                       | 1.551                                                                       | 1.551                                                                       | 1.551                                                                       | 1.551                                                                       | 1.551                                                                       | 1.551                                                                       | 1.551                                                                       | 1.551                                                                       | 1.551                                                                       | 1.551                                                                       | 1.551                                                                       | 1.551                                                                       | 1.551                                                                       | 1.551                                                                       | 1.551                                                                       | 1.551                                                                       | 1.551                                                                       | 1.551                                                                       | 1.551                                                                       | 1.551                                                                       | 1.551                                                                       | 1.551                                                                       | 1.551                                                                       | 1.551                                                                       | 1.551                                                                       | 1.551                                                                       | 1.551                                                                       | 1.551                                                                       | 1.551                                                                       | 1.551                                                                       | 1.551                                                                       | 1.551                                                                       | 1.551                                                                       | 1.551                                                                       | 1.551                                                                       | 1.551                                                                       | 1.551                                                                       | 1.551                                                                       | 1.551                                                                       | 1.551                                                                       | 1.551                                                                       | 1.551                                                                       | 1.551                                                                       | 1.551                                                                       | 1.551                                                                       | 1.551                                                                       | 1.551                                                                       | 1.551                                                                       | 1.551                                                                       | 1.551                                                                       | 1.551                                                                       | 1.551                                                                       | 1.551                                                                       | 1.551                                                                       | 1.551                                                                       | 1.551                                                                       | 1.551                                                                       | 1.551                                                                       | 1.551                                                                       | 1.551                                                                       | 1.551                                                                       | 1.551                                                                       | 1.551                                                                       | 1.551                                                                       | 1.551                                                                       | 1.551                                                                       | 1.551                                                                       | 1.551                                                                       | 1.551                                                                       | 1.551                                                                       | 1.551                                                                       | 1.551                                                                       | 1.551                                                                       | 1.551                                                                       | 1.551                                                                       | 1.551                                                                       | 1.551                                                                       | 1.551                                                                       | 1.551                                                                       | 1.551                                                                       | 1.551                                                                       | 1.551                                                                       | 1.551                                                                       | 1.551                                                                       | 1.551                                                                       | 1.551                                                                       | 1.551                                                                       | 1.551                                                                       | 1.551                                                                       | 1.551                                                                       | 1.551                                                                       | 1.551                                                                       | 1.551                                                                       | 1.551                                                                       | 1.551                                                                       | 1.551                                                                       | 1.551                                                                       | 1.551                                                                       | 1.551                                                                       | 1.551                                                                       | 1.551                                                                       | 1.551                                                                       | 1.551                                                                       | 1.551                                                                       | 1.551                                                                       | 1.551                                                                       | 1.551                                                                       | 1.551                                                                       | 1.551                                                                       | 1.551                                                                       | 1.551                                                                       | 1.551                                                                       | 1.551                                                                       | 1.551                                                                       | 1.551                                                                       | 1.551                                                                       | 1.551                                                                       | 1.551                                                                       | 1.551                                                                       | 1.551                                                                       | 1.551                                                                       | 1.551                                                                       | 1.551                                                                       | 1.551                                                                       | 1.551                                                                       | 1.551                                                                       | 1.551                                                                       | 1.551                                                                       | 1.551                                                                       | 1.551                                                                       | 1.551                                                                       | 1.551                                                                       | 1.551                                                                       | 1.551                                                                       | 1.551                                                                       | 1.551                                                                       | 1.551                                                                       | 1.551                                                                       | 1.551                                                                       | 1.551                                                                       | 1.551                                                                       | 1.551                                                                       | 1.551                                                                       | 1.551                                                                       | 1.551                                                                       | 1.551                                                                       | 1.551                                                                       | 1.551                                                                       | 1.551                                                                       | 1.551                                                                       | 1.551                                                                       | 1.551                                                                       | 1.551                                                                       | 1.551                                                                       | 1.551                                                                       | 1.551                                                                       | 1.551                                                                       | 1.551                                                                       | 1.551                                                                       | 1.551                                                                       | 1.551                                                                       | 1.551                                                                       | 1.551                                                                       | 1.551                                                                       | 1.551                                                                       | 1.551                                                                       | 1.551                                                                       | 1.551                                                                       | 1.551                                                                       | 1.551                                                                       | 1.551                                                                       | 1.551                                                                       | 1.551                                                                       | 1.551                                                                       | 1.551                                                                       | 1.551                                                                       | 1.551                                                                       | 1.551                                                                       | 1.551                                                                       | 1.551                                                                       | 1.551                                                                       | 1.551                                                                       | 1.551                                                                       | 1.551                                                                       | 1.551                                                                       | 1.551                                                                       | 1.551                                                                       | 1.551                                                                       | 1.551                                                                       | 1.551                                                                       | 1.551                                                                       | 1.551                                                                       | 1.551                                                                       | 1.551                                                                       | 1.551                                                                       | 1.551                                                                       | 1.551                                                                       | 1.551                                                                       | 1.551                                                                       | 1.551                                                                       | 1.551                                                                       | 1.551                                                                       | 1.551                                                                       | 1.551                                                                       | 1.551                                                                       | 1.551                                                                       | 1.551                                                                       | 1.551                                                                       | 1.551                                                                       | 1.551                                                                       |
| Iran                                                                        | Iran                                                                        | Iran                                                                        | Iran                                                                        | Iran                                                                        | Iran                                                                        | Iran                                                                        | Iran                                                                        | Iran                                                                        | Iran                                                                        | Iran                                                                        | Iran                                                                        | Iran                                                                        | Iran                                                                        | Iran                                                                        | Iran                                                                        | Iran                                                                        | Iran                                                                        | Iran                                                                        | Iran                                                                        | Iran                                                                        | Iran                                                                        | Iran                                                                        | Iran                                                                        | Iran                                                                        | Iran                                                                        | Iran                                                                        | Iran                                                                        | Iran                                                                        | Iran                                                                        | Iran                                                                        | Iran                                                                        | Iran                                                                        | Iran                                                                        | Iran                                                                        | Iran                                                                        | Iran                                                                        | Iran                                                                        | Iran                                                                        | Iran                                                                        | Iran                                                                        | Iran                                                                        | Iran                                                                        | Iran                                                                        | Iran                                                                        | Iran                                                                        | Iran                                                                        | Iran                                                                        | Iran                                                                        | Iran                                                                        |                                                                             |                                                                             |                                                                             |                                                                             |                                                                             |                                                                             |                                                                             |                                                                             |                                                                             |                                                                             |                                                                             |                                                                             |                                                                             |                                                                             |                                                                             | 1.515                                                                       | 1.515                                                                       | 1.515                                                                       | 1.515                                                                       | 1.515                                                                       | 1.515                                                                       | 1.515                                                                       | 1.515                                                                       | 1.515                                                                       | 1.515                                                                       | 1.515                                                                       | 1.515                                                                       | 1.515                                                                       | 1.515                                                                       | 1.515                                                                       | 1.515                                                                       | 1.515                                                                       | 1.515                                                                       | 1.515                                                                       | 1.515                                                                       | 1.515                                                                       | 1.515                                                                       | 1.515                                                                       | 1.515                                                                       | 1.515                                                                       | 1.515                                                                       | 1.515                                                                       | 1.515                                                                       | 1.515                                                                       | 1.515                                                                       | 1.515                                                                       | 1.515                                                                       | 1.515                                                                       | 1.515                                                                       | 1.515                                                                       | 1.515                                                                       | 1.515                                                                       | 1.515                                                                       | 1.515                                                                       | 1.515                                                                       | 1.515                                                                       | 1.515                                                                       | 1.515                                                                       | 1.515                                                                       | 1.515                                                                       | 1.515                                                                       | 1.515                                                                       | 1.515                                                                       | 1.515                                                                       | 1.515                                                                       | 1.515                                                                       | 1.515                                                                       | 1.515                                                                       | 1.515                                                                       | 1.515                                                                       | 1.515                                                                       | 1.515                                                                       | 1.515                                                                       | 1.515                                                                       | 1.515                                                                       | 1.515                                                                       | 1.515                                                                       | 1.515                                                                       | 1.515                                                                       | 1.515                                                                       | 1.515                                                                       | 1.515                                                                       | 1.515                                                                       | 1.515                                                                       | 1.515                                                                       | 1.515                                                                       | 1.515                                                                       | 1.515                                                                       | 1.515                                                                       | 1.515                                                                       | 1.515                                                                       | 1.515                                                                       | 1.515                                                                       | 1.515                                                                       | 1.515                                                                       | 1.515                                                                       | 1.515                                                                       | 1.515                                                                       | 1.515                                                                       | 1.515                                                                       | 1.515                                                                       | 1.515                                                                       | 1.515                                                                       | 1.515                                                                       | 1.515                                                                       | 1.515                                                                       | 1.515                                                                       | 1.515                                                                       | 1.515                                                                       | 1.515                                                                       | 1.515                                                                       | 1.515                                                                       | 1.515                                                                       | 1.515                                                                       | 1.515                                                                       | 1.515                                                                       | 1.515                                                                       | 1.515                                                                       | 1.515                                                                       | 1.515                                                                       | 1.515                                                                       | 1.515                                                                       | 1.515                                                                       | 1.515                                                                       | 1.515                                                                       | 1.515                                                                       | 1.515                                                                       | 1.515                                                                       | 1.515                                                                       | 1.515                                                                       | 1.515                                                                       | 1.515                                                                       | 1.515                                                                       | 1.515                                                                       | 1.515                                                                       | 1.515                                                                       | 1.515                                                                       | 1.515                                                                       | 1.515                                                                       | 1.515                                                                       | 1.515                                                                       | 1.515                                                                       | 1.515                                                                       | 1.515                                                                       | 1.515                                                                       | 1.515                                                                       | 1.515                                                                       | 1.515                                                                       | 1.515                                                                       | 1.515                                                                       | 1.515                                                                       | 1.515                                                                       | 1.515                                                                       | 1.515                                                                       | 1.515                                                                       | 1.515                                                                       | 1.515                                                                       | 1.515                                                                       | 1.515                                                                       | 1.515                                                                       | 1.515                                                                       | 1.515                                                                       | 1.515                                                                       | 1.515                                                                       | 1.515                                                                       | 1.515                                                                       | 1.515                                                                       | 1.515                                                                       | 1.515                                                                       | 1.515                                                                       | 1.515                                                                       | 1.515                                                                       | 1.515                                                                       | 1.515                                                                       | 1.515                                                                       | 1.515                                                                       | 1.515                                                                       | 1.515                                                                       | 1.515                                                                       | 1.515                                                                       | 1.515                                                                       | 1.515                                                                       | 1.515                                                                       | 1.515                                                                       | 1.515                                                                       | 1.515                                                                       | 1.515                                                                       | 1.515                                                                       | 1.515                                                                       | 1.515                                                                       | 1.515                                                                       | 1.515                                                                       | 1.515                                                                       | 1.515                                                                       | 1.515                                                                       | 1.515                                                                       | 1.515                                                                       | 1.515                                                                       | 1.515                                                                       | 1.515                                                                       | 1.515                                                                       | 1.515                                                                       | 1.515                                                                       | 1.515                                                                       | 1.515                                                                       | 1.515                                                                       | 1.515                                                                       | 1.515                                                                       | 1.515                                                                       | 1.515                                                                       | 1.515                                                                       | 1.515                                                                       | 1.515                                                                       | 1.515                                                                       | 1.515                                                                       | 1.515                                                                       | 1.515                                                                       | 1.515                                                                       | 1.515                                                                       | 1.515                                                                       | 1.515                                                                       | 1.515                                                                       | 1.515                                                                       | 1.515                                                                       | 1.515                                                                       | 1.515                                                                       | 1.515                                                                       | 1.515                                                                       | 1.515                                                                       | 1.515                                                                       | 1.515                                                                       | 1.515                                                                       | 1.515                                                                       | 1.515                                                                       | 1.515                                                                       | 1.515                                                                       | 1.515                                                                       | 1.515                                                                       | 1.515                                                                       | 1.515                                                                       | 1.515                                                                       | 1.515                                                                       | 1.515                                                                       | 1.515                                                                       | 1.515                                                                       | 1.515                                                                       | 1.515                                                                       | 1.515                                                                       | 1.515                                                                       | 1.515                                                                       | 1.515                                                                       | 1.515                                                                       | 1.515                                                                       | 1.515                                                                       | 1.515                                                                       | 1.515                                                                       | 1.515                                                                       | 1.515                                                                       | 1.515                                                                       | 1.515                                                                       | 1.515                                                                       | 1.515                                                                       | 1.515                                                                       | 1.515                                                                       | 1.515                                                                       | 1.515                                                                       | 1.515                                                                       | 1.515                                                                       | 1.515                                                                       | 1.515                                                                       | 1.515                                                                       | 1.515                                                                       | 1.515                                                                       | 1.515                                                                       | 1.515                                                                       | 1.515                                                                       | 1.515                                                                       | 1.515                                                                       | 1.515                                                                       | 1.515                                                                       | 1.515                                                                       | 1.515                                                                       | 1.515                                                                       | 1.515                                                                       | 1.515                                                                       | 1.515                                                                       | 1.515                                                                       | 1.515                                                                       | 1.515                                                                       | 1.515                                                                       | 1.515                                                                       | 1.515                                                                       | 1.515                                                                       | 1.515                                                                       | 1.515                                                                       | 1.515                                                                       | 1.515                                                                       | 1.515                                                                       | 1.515                                                                       | 1.515                                                                       |
| Tschechien                                                                  | Tschechien                                                                  | Tschechien                                                                  | Tschechien                                                                  | Tschechien                                                                  | Tschechien                                                                  | Tschechien                                                                  | Tschechien                                                                  | Tschechien                                                                  | Tschechien                                                                  | Tschechien                                                                  | Tschechien                                                                  | Tschechien                                                                  | Tschechien                                                                  | Tschechien                                                                  | Tschechien                                                                  | Tschechien                                                                  | Tschechien                                                                  | Tschechien                                                                  | Tschechien                                                                  | Tschechien                                                                  | Tschechien                                                                  | Tschechien                                                                  | Tschechien                                                                  | Tschechien                                                                  | Tschechien                                                                  | Tschechien                                                                  | Tschechien                                                                  | Tschechien                                                                  | Tschechien                                                                  | Tschechien                                                                  | Tschechien                                                                  | Tschechien                                                                  | Tschechien                                                                  | Tschechien                                                                  | Tschechien                                                                  | Tschechien                                                                  | Tschechien                                                                  | Tschechien                                                                  | Tschechien                                                                  | Tschechien                                                                  | Tschechien                                                                  | Tschechien                                                                  | Tschechien                                                                  | Tschechien                                                                  | Tschechien                                                                  | Tschechien                                                                  | Tschechien                                                                  | Tschechien                                                                  | Tschechien                                                                  |                                                                             |                                                                             |                                                                             |                                                                             |                                                                             |                                                                             |                                                                             |                                                                             |                                                                             |                                                                             |                                                                             |                                                                             |                                                                             |                                                                             | 1.420                                                                       | 1.420                                                                       | 1.420                                                                       | 1.420                                                                       | 1.420                                                                       | 1.420                                                                       | 1.420                                                                       | 1.420                                                                       | 1.420                                                                       | 1.420                                                                       | 1.420                                                                       | 1.420                                                                       | 1.420                                                                       | 1.420                                                                       | 1.420                                                                       | 1.420                                                                       | 1.420                                                                       | 1.420                                                                       | 1.420                                                                       | 1.420                                                                       | 1.420                                                                       | 1.420                                                                       | 1.420                                                                       | 1.420                                                                       | 1.420                                                                       | 1.420                                                                       | 1.420                                                                       | 1.420                                                                       | 1.420                                                                       | 1.420                                                                       | 1.420                                                                       | 1.420                                                                       | 1.420                                                                       | 1.420                                                                       | 1.420                                                                       | 1.420                                                                       | 1.420                                                                       | 1.420                                                                       | 1.420                                                                       | 1.420                                                                       | 1.420                                                                       | 1.420                                                                       | 1.420                                                                       | 1.420                                                                       | 1.420                                                                       | 1.420                                                                       | 1.420                                                                       | 1.420                                                                       | 1.420                                                                       | 1.420                                                                       | 1.420                                                                       | 1.420                                                                       | 1.420                                                                       | 1.420                                                                       | 1.420                                                                       | 1.420                                                                       | 1.420                                                                       | 1.420                                                                       | 1.420                                                                       | 1.420                                                                       | 1.420                                                                       | 1.420                                                                       | 1.420                                                                       | 1.420                                                                       | 1.420                                                                       | 1.420                                                                       | 1.420                                                                       | 1.420                                                                       | 1.420                                                                       | 1.420                                                                       | 1.420                                                                       | 1.420                                                                       | 1.420                                                                       | 1.420                                                                       | 1.420                                                                       | 1.420                                                                       | 1.420                                                                       | 1.420                                                                       | 1.420                                                                       | 1.420                                                                       | 1.420                                                                       | 1.420                                                                       | 1.420                                                                       | 1.420                                                                       | 1.420                                                                       | 1.420                                                                       | 1.420                                                                       | 1.420                                                                       | 1.420                                                                       | 1.420                                                                       | 1.420                                                                       | 1.420                                                                       | 1.420                                                                       | 1.420                                                                       | 1.420                                                                       | 1.420                                                                       | 1.420                                                                       | 1.420                                                                       | 1.420                                                                       | 1.420                                                                       | 1.420                                                                       | 1.420                                                                       | 1.420                                                                       | 1.420                                                                       | 1.420                                                                       | 1.420                                                                       | 1.420                                                                       | 1.420                                                                       | 1.420                                                                       | 1.420                                                                       | 1.420                                                                       | 1.420                                                                       | 1.420                                                                       | 1.420                                                                       | 1.420                                                                       | 1.420                                                                       | 1.420                                                                       | 1.420                                                                       | 1.420                                                                       | 1.420                                                                       | 1.420                                                                       | 1.420                                                                       | 1.420                                                                       | 1.420                                                                       | 1.420                                                                       | 1.420                                                                       | 1.420                                                                       | 1.420                                                                       | 1.420                                                                       | 1.420                                                                       | 1.420                                                                       | 1.420                                                                       | 1.420                                                                       | 1.420                                                                       | 1.420                                                                       | 1.420                                                                       | 1.420                                                                       | 1.420                                                                       | 1.420                                                                       | 1.420                                                                       | 1.420                                                                       | 1.420                                                                       | 1.420                                                                       | 1.420                                                                       | 1.420                                                                       | 1.420                                                                       | 1.420                                                                       | 1.420                                                                       | 1.420                                                                       | 1.420                                                                       | 1.420                                                                       | 1.420                                                                       | 1.420                                                                       | 1.420                                                                       | 1.420                                                                       | 1.420                                                                       | 1.420                                                                       | 1.420                                                                       | 1.420                                                                       | 1.420                                                                       | 1.420                                                                       | 1.420                                                                       | 1.420                                                                       | 1.420                                                                       | 1.420                                                                       | 1.420                                                                       | 1.420                                                                       | 1.420                                                                       | 1.420                                                                       | 1.420                                                                       | 1.420                                                                       | 1.420                                                                       | 1.420                                                                       | 1.420                                                                       | 1.420                                                                       | 1.420                                                                       | 1.420                                                                       | 1.420                                                                       | 1.420                                                                       | 1.420                                                                       | 1.420                                                                       | 1.420                                                                       | 1.420                                                                       | 1.420                                                                       | 1.420                                                                       | 1.420                                                                       | 1.420                                                                       | 1.420                                                                       | 1.420                                                                       | 1.420                                                                       | 1.420                                                                       | 1.420                                                                       | 1.420                                                                       | 1.420                                                                       | 1.420                                                                       | 1.420                                                                       | 1.420                                                                       | 1.420                                                                       | 1.420                                                                       | 1.420                                                                       | 1.420                                                                       | 1.420                                                                       | 1.420                                                                       | 1.420                                                                       | 1.420                                                                       | 1.420                                                                       | 1.420                                                                       | 1.420                                                                       | 1.420                                                                       | 1.420                                                                       | 1.420                                                                       | 1.420                                                                       | 1.420                                                                       | 1.420                                                                       | 1.420                                                                       | 1.420                                                                       | 1.420                                                                       | 1.420                                                                       | 1.420                                                                       | 1.420                                                                       | 1.420                                                                       | 1.420                                                                       | 1.420                                                                       | 1.420                                                                       | 1.420                                                                       | 1.420                                                                       | 1.420                                                                       | 1.420                                                                       | 1.420                                                                       | 1.420                                                                       | 1.420                                                                       | 1.420                                                                       | 1.420                                                                       | 1.420                                                                       | 1.420                                                                       | 1.420                                                                       | 1.420                                                                       | 1.420                                                                       | 1.420                                                                       | 1.420                                                                       | 1.420                                                                       | 1.420                                                                       | 1.420                                                                       | 1.420                                                                       | 1.420                                                                       | 1.420                                                                       | 1.420                                                                       | 1.420                                                                       | 1.420                                                                       | 1.420                                                                       | 1.420                                                                       | 1.420                                                                       | 1.420                                                                       | 1.420                                                                       | 1.420                                                                       | 1.420                                                                       | 1.420                                                                       | 1.420                                                                       | 1.420                                                                       | 1.420                                                                       | 1.420                                                                       | 1.420                                                                       | 1.420                                                                       | 1.420                                                                       | 1.420                                                                       | 1.420                                                                       | 1.420                                                                       | 1.420                                                                       | 1.420                                                                       | 1.420                                                                       | 1.420                                                                       | 1.420                                                                       | 1.420                                                                       | 1.420                                                                       | 1.420                                                                       | 1.420                                                                       | 1.420                                                                       | 1.420                                                                       | 1.420                                                                       | 1.420                                                                       | 1.420                                                                       | 1.420                                                                       | 1.420                                                                       | 1.420                                                                       | 1.420                                                                       | 1.420                                                                       |
| Indonesien                                                                  | Indonesien                                                                  | Indonesien                                                                  | Indonesien                                                                  | Indonesien                                                                  | Indonesien                                                                  | Indonesien                                                                  | Indonesien                                                                  | Indonesien                                                                  | Indonesien                                                                  | Indonesien                                                                  | Indonesien                                                                  | Indonesien                                                                  | Indonesien                                                                  | Indonesien                                                                  | Indonesien                                                                  | Indonesien                                                                  | Indonesien                                                                  | Indonesien                                                                  | Indonesien                                                                  | Indonesien                                                                  | Indonesien                                                                  | Indonesien                                                                  | Indonesien                                                                  | Indonesien                                                                  | Indonesien                                                                  | Indonesien                                                                  | Indonesien                                                                  | Indonesien                                                                  | Indonesien                                                                  | Indonesien                                                                  | Indonesien                                                                  | Indonesien                                                                  | Indonesien                                                                  | Indonesien                                                                  | Indonesien                                                                  | Indonesien                                                                  | Indonesien                                                                  | Indonesien                                                                  | Indonesien                                                                  | Indonesien                                                                  | Indonesien                                                                  | Indonesien                                                                  | Indonesien                                                                  | Indonesien                                                                  | Indonesien                                                                  | Indonesien                                                                  | Indonesien                                                                  | Indonesien                                                                  | Indonesien                                                                  |                                                                             |                                                                             |                                                                             |                                                                             |                                                                             |                                                                             |                                                                             |                                                                             |                                                                             |                                                                             |                                                                             |                                                                             | 1.217                                                                       | 1.217                                                                       | 1.217                                                                       | 1.217                                                                       | 1.217                                                                       | 1.217                                                                       | 1.217                                                                       | 1.217                                                                       | 1.217                                                                       | 1.217                                                                       | 1.217                                                                       | 1.217                                                                       | 1.217                                                                       | 1.217                                                                       | 1.217                                                                       | 1.217                                                                       | 1.217                                                                       | 1.217                                                                       | 1.217                                                                       | 1.217                                                                       | 1.217                                                                       | 1.217                                                                       | 1.217                                                                       | 1.217                                                                       | 1.217                                                                       | 1.217                                                                       | 1.217                                                                       | 1.217                                                                       | 1.217                                                                       | 1.217                                                                       | 1.217                                                                       | 1.217                                                                       | 1.217                                                                       | 1.217                                                                       | 1.217                                                                       | 1.217                                                                       | 1.217                                                                       | 1.217                                                                       | 1.217                                                                       | 1.217                                                                       | 1.217                                                                       | 1.217                                                                       | 1.217                                                                       | 1.217                                                                       | 1.217                                                                       | 1.217                                                                       | 1.217                                                                       | 1.217                                                                       | 1.217                                                                       | 1.217                                                                       | 1.217                                                                       | 1.217                                                                       | 1.217                                                                       | 1.217                                                                       | 1.217                                                                       | 1.217                                                                       | 1.217                                                                       | 1.217                                                                       | 1.217                                                                       | 1.217                                                                       | 1.217                                                                       | 1.217                                                                       | 1.217                                                                       | 1.217                                                                       | 1.217                                                                       | 1.217                                                                       | 1.217                                                                       | 1.217                                                                       | 1.217                                                                       | 1.217                                                                       | 1.217                                                                       | 1.217                                                                       | 1.217                                                                       | 1.217                                                                       | 1.217                                                                       | 1.217                                                                       | 1.217                                                                       | 1.217                                                                       | 1.217                                                                       | 1.217                                                                       | 1.217                                                                       | 1.217                                                                       | 1.217                                                                       | 1.217                                                                       | 1.217                                                                       | 1.217                                                                       | 1.217                                                                       | 1.217                                                                       | 1.217                                                                       | 1.217                                                                       | 1.217                                                                       | 1.217                                                                       | 1.217                                                                       | 1.217                                                                       | 1.217                                                                       | 1.217                                                                       | 1.217                                                                       | 1.217                                                                       | 1.217                                                                       | 1.217                                                                       | 1.217                                                                       | 1.217                                                                       | 1.217                                                                       | 1.217                                                                       | 1.217                                                                       | 1.217                                                                       | 1.217                                                                       | 1.217                                                                       | 1.217                                                                       | 1.217                                                                       | 1.217                                                                       | 1.217                                                                       | 1.217                                                                       | 1.217                                                                       | 1.217                                                                       | 1.217                                                                       | 1.217                                                                       | 1.217                                                                       | 1.217                                                                       | 1.217                                                                       | 1.217                                                                       | 1.217                                                                       | 1.217                                                                       | 1.217                                                                       | 1.217                                                                       | 1.217                                                                       | 1.217                                                                       | 1.217                                                                       | 1.217                                                                       | 1.217                                                                       | 1.217                                                                       | 1.217                                                                       | 1.217                                                                       | 1.217                                                                       | 1.217                                                                       | 1.217                                                                       | 1.217                                                                       | 1.217                                                                       | 1.217                                                                       | 1.217                                                                       | 1.217                                                                       | 1.217                                                                       | 1.217                                                                       | 1.217                                                                       | 1.217                                                                       | 1.217                                                                       | 1.217                                                                       | 1.217                                                                       | 1.217                                                                       | 1.217                                                                       | 1.217                                                                       | 1.217                                                                       | 1.217                                                                       | 1.217                                                                       | 1.217                                                                       | 1.217                                                                       | 1.217                                                                       | 1.217                                                                       | 1.217                                                                       | 1.217                                                                       | 1.217                                                                       | 1.217                                                                       | 1.217                                                                       | 1.217                                                                       | 1.217                                                                       | 1.217                                                                       | 1.217                                                                       | 1.217                                                                       | 1.217                                                                       | 1.217                                                                       | 1.217                                                                       | 1.217                                                                       | 1.217                                                                       | 1.217                                                                       | 1.217                                                                       | 1.217                                                                       | 1.217                                                                       | 1.217                                                                       | 1.217                                                                       | 1.217                                                                       | 1.217                                                                       | 1.217                                                                       | 1.217                                                                       | 1.217                                                                       | 1.217                                                                       | 1.217                                                                       | 1.217                                                                       | 1.217                                                                       | 1.217                                                                       | 1.217                                                                       | 1.217                                                                       | 1.217                                                                       | 1.217                                                                       | 1.217                                                                       | 1.217                                                                       | 1.217                                                                       | 1.217                                                                       | 1.217                                                                       | 1.217                                                                       | 1.217                                                                       | 1.217                                                                       | 1.217                                                                       | 1.217                                                                       | 1.217                                                                       | 1.217                                                                       | 1.217                                                                       | 1.217                                                                       | 1.217                                                                       | 1.217                                                                       | 1.217                                                                       | 1.217                                                                       | 1.217                                                                       | 1.217                                                                       | 1.217                                                                       | 1.217                                                                       | 1.217                                                                       | 1.217                                                                       | 1.217                                                                       | 1.217                                                                       | 1.217                                                                       | 1.217                                                                       | 1.217                                                                       | 1.217                                                                       | 1.217                                                                       | 1.217                                                                       | 1.217                                                                       | 1.217                                                                       | 1.217                                                                       | 1.217                                                                       | 1.217                                                                       | 1.217                                                                       | 1.217                                                                       | 1.217                                                                       | 1.217                                                                       | 1.217                                                                       | 1.217                                                                       | 1.217                                                                       | 1.217                                                                       | 1.217                                                                       | 1.217                                                                       | 1.217                                                                       | 1.217                                                                       | 1.217                                                                       | 1.217                                                                       | 1.217                                                                       | 1.217                                                                       | 1.217                                                                       | 1.217                                                                       | 1.217                                                                       | 1.217                                                                       | 1.217                                                                       | 1.217                                                                       | 1.217                                                                       | 1.217                                                                       | 1.217                                                                       | 1.217                                                                       | 1.217                                                                       | 1.217                                                                       | 1.217                                                                       | 1.217                                                                       | 1.217                                                                       | 1.217                                                                       | 1.217                                                                       | 1.217                                                                       | 1.217                                                                       | 1.217                                                                       | 1.217                                                                       | 1.217                                                                       | 1.217                                                                       | 1.217                                                                       | 1.217                                                                       | 1.217                                                                       | 1.217                                                                       | 1.217                                                                       | 1.217                                                                       | 1.217                                                                       | 1.217                                                                       | 1.217                                                                       | 1.217                                                                       | 1.217                                                                       | 1.217                                                                       | 1.217                                                                       | 1.217                                                                       | 1.217                                                                       | 1.217                                                                       | 1.217                                                                       | 1.217                                                                       | 1.217                                                                       |
| Italien                                                                     | Italien                                                                     | Italien                                                                     | Italien                                                                     | Italien                                                                     | Italien                                                                     | Italien                                                                     | Italien                                                                     | Italien                                                                     | Italien                                                                     | Italien                                                                     | Italien                                                                     | Italien                                                                     | Italien                                                                     | Italien                                                                     | Italien                                                                     | Italien                                                                     | Italien                                                                     | Italien                                                                     | Italien                                                                     | Italien                                                                     | Italien                                                                     | Italien                                                                     | Italien                                                                     | Italien                                                                     | Italien                                                                     | Italien                                                                     | Italien                                                                     | Italien                                                                     | Italien                                                                     | Italien                                                                     | Italien                                                                     | Italien                                                                     | Italien                                                                     | Italien                                                                     | Italien                                                                     | Italien                                                                     | Italien                                                                     | Italien                                                                     | Italien                                                                     | Italien                                                                     | Italien                                                                     | Italien                                                                     | Italien                                                                     | Italien                                                                     | Italien                                                                     | Italien                                                                     | Italien                                                                     | Italien                                                                     | Italien                                                                     |                                                                             |                                                                             |                                                                             |                                                                             |                                                                             |                                                                             |                                                                             |                                                                             |                                                                             |                                                                             |                                                                             | 1.142                                                                       | 1.142                                                                       | 1.142                                                                       | 1.142                                                                       | 1.142                                                                       | 1.142                                                                       | 1.142                                                                       | 1.142                                                                       | 1.142                                                                       | 1.142                                                                       | 1.142                                                                       | 1.142                                                                       | 1.142                                                                       | 1.142                                                                       | 1.142                                                                       | 1.142                                                                       | 1.142                                                                       | 1.142                                                                       | 1.142                                                                       | 1.142                                                                       | 1.142                                                                       | 1.142                                                                       | 1.142                                                                       | 1.142                                                                       | 1.142                                                                       | 1.142                                                                       | 1.142                                                                       | 1.142                                                                       | 1.142                                                                       | 1.142                                                                       | 1.142                                                                       | 1.142                                                                       | 1.142                                                                       | 1.142                                                                       | 1.142                                                                       | 1.142                                                                       | 1.142                                                                       | 1.142                                                                       | 1.142                                                                       | 1.142                                                                       | 1.142                                                                       | 1.142                                                                       | 1.142                                                                       | 1.142                                                                       | 1.142                                                                       | 1.142                                                                       | 1.142                                                                       | 1.142                                                                       | 1.142                                                                       | 1.142                                                                       | 1.142                                                                       | 1.142                                                                       | 1.142                                                                       | 1.142                                                                       | 1.142                                                                       | 1.142                                                                       | 1.142                                                                       | 1.142                                                                       | 1.142                                                                       | 1.142                                                                       | 1.142                                                                       | 1.142                                                                       | 1.142                                                                       | 1.142                                                                       | 1.142                                                                       | 1.142                                                                       | 1.142                                                                       | 1.142                                                                       | 1.142                                                                       | 1.142                                                                       | 1.142                                                                       | 1.142                                                                       | 1.142                                                                       | 1.142                                                                       | 1.142                                                                       | 1.142                                                                       | 1.142                                                                       | 1.142                                                                       | 1.142                                                                       | 1.142                                                                       | 1.142                                                                       | 1.142                                                                       | 1.142                                                                       | 1.142                                                                       | 1.142                                                                       | 1.142                                                                       | 1.142                                                                       | 1.142                                                                       | 1.142                                                                       | 1.142                                                                       | 1.142                                                                       | 1.142                                                                       | 1.142                                                                       | 1.142                                                                       | 1.142                                                                       | 1.142                                                                       | 1.142                                                                       | 1.142                                                                       | 1.142                                                                       | 1.142                                                                       | 1.142                                                                       | 1.142                                                                       | 1.142                                                                       | 1.142                                                                       | 1.142                                                                       | 1.142                                                                       | 1.142                                                                       | 1.142                                                                       | 1.142                                                                       | 1.142                                                                       | 1.142                                                                       | 1.142                                                                       | 1.142                                                                       | 1.142                                                                       | 1.142                                                                       | 1.142                                                                       | 1.142                                                                       | 1.142                                                                       | 1.142                                                                       | 1.142                                                                       | 1.142                                                                       | 1.142                                                                       | 1.142                                                                       | 1.142                                                                       | 1.142                                                                       | 1.142                                                                       | 1.142                                                                       | 1.142                                                                       | 1.142                                                                       | 1.142                                                                       | 1.142                                                                       | 1.142                                                                       | 1.142                                                                       | 1.142                                                                       | 1.142                                                                       | 1.142                                                                       | 1.142                                                                       | 1.142                                                                       | 1.142                                                                       | 1.142                                                                       | 1.142                                                                       | 1.142                                                                       | 1.142                                                                       | 1.142                                                                       | 1.142                                                                       | 1.142                                                                       | 1.142                                                                       | 1.142                                                                       | 1.142                                                                       | 1.142                                                                       | 1.142                                                                       | 1.142                                                                       | 1.142                                                                       | 1.142                                                                       | 1.142                                                                       | 1.142                                                                       | 1.142                                                                       | 1.142                                                                       | 1.142                                                                       | 1.142                                                                       | 1.142                                                                       | 1.142                                                                       | 1.142                                                                       | 1.142                                                                       | 1.142                                                                       | 1.142                                                                       | 1.142                                                                       | 1.142                                                                       | 1.142                                                                       | 1.142                                                                       | 1.142                                                                       | 1.142                                                                       | 1.142                                                                       | 1.142                                                                       | 1.142                                                                       | 1.142                                                                       | 1.142                                                                       | 1.142                                                                       | 1.142                                                                       | 1.142                                                                       | 1.142                                                                       | 1.142                                                                       | 1.142                                                                       | 1.142                                                                       | 1.142                                                                       | 1.142                                                                       | 1.142                                                                       | 1.142                                                                       | 1.142                                                                       | 1.142                                                                       | 1.142                                                                       | 1.142                                                                       | 1.142                                                                       | 1.142                                                                       | 1.142                                                                       | 1.142                                                                       | 1.142                                                                       | 1.142                                                                       | 1.142                                                                       | 1.142                                                                       | 1.142                                                                       | 1.142                                                                       | 1.142                                                                       | 1.142                                                                       | 1.142                                                                       | 1.142                                                                       | 1.142                                                                       | 1.142                                                                       | 1.142                                                                       | 1.142                                                                       | 1.142                                                                       | 1.142                                                                       | 1.142                                                                       | 1.142                                                                       | 1.142                                                                       | 1.142                                                                       | 1.142                                                                       | 1.142                                                                       | 1.142                                                                       | 1.142                                                                       | 1.142                                                                       | 1.142                                                                       | 1.142                                                                       | 1.142                                                                       | 1.142                                                                       | 1.142                                                                       | 1.142                                                                       | 1.142                                                                       | 1.142                                                                       | 1.142                                                                       | 1.142                                                                       | 1.142                                                                       | 1.142                                                                       | 1.142                                                                       | 1.142                                                                       | 1.142                                                                       | 1.142                                                                       | 1.142                                                                       | 1.142                                                                       | 1.142                                                                       | 1.142                                                                       | 1.142                                                                       | 1.142                                                                       | 1.142                                                                       | 1.142                                                                       | 1.142                                                                       | 1.142                                                                       | 1.142                                                                       | 1.142                                                                       | 1.142                                                                       | 1.142                                                                       | 1.142                                                                       | 1.142                                                                       | 1.142                                                                       | 1.142                                                                       | 1.142                                                                       | 1.142                                                                       | 1.142                                                                       | 1.142                                                                       | 1.142                                                                       | 1.142                                                                       | 1.142                                                                       | 1.142                                                                       | 1.142                                                                       | 1.142                                                                       | 1.142                                                                       | 1.142                                                                       | 1.142                                                                       | 1.142                                                                       | 1.142                                                                       | 1.142                                                                       | 1.142                                                                       | 1.142                                                                       | 1.142                                                                       | 1.142                                                                       | 1.142                                                                       | 1.142                                                                       | 1.142                                                                       | 1.142                                                                       | 1.142                                                                       | 1.142                                                                       | 1.142                                                                       | 1.142                                                                       | 1.142                                                                       | 1.142                                                                       | 1.142                                                                       | 1.142                                                                       | 1.142                                                                       | 1.142                                                                       |
| Slowakei                                                                    | Slowakei                                                                    | Slowakei                                                                    | Slowakei                                                                    | Slowakei                                                                    | Slowakei                                                                    | Slowakei                                                                    | Slowakei                                                                    | Slowakei                                                                    | Slowakei                                                                    | Slowakei                                                                    | Slowakei                                                                    | Slowakei                                                                    | Slowakei                                                                    | Slowakei                                                                    | Slowakei                                                                    | Slowakei                                                                    | Slowakei                                                                    | Slowakei                                                                    | Slowakei                                                                    | Slowakei                                                                    | Slowakei                                                                    | Slowakei                                                                    | Slowakei                                                                    | Slowakei                                                                    | Slowakei                                                                    | Slowakei                                                                    | Slowakei                                                                    | Slowakei                                                                    | Slowakei                                                                    | Slowakei                                                                    | Slowakei                                                                    | Slowakei                                                                    | Slowakei                                                                    | Slowakei                                                                    | Slowakei                                                                    | Slowakei                                                                    | Slowakei                                                                    | Slowakei                                                                    | Slowakei                                                                    | Slowakei                                                                    | Slowakei                                                                    | Slowakei                                                                    | Slowakei                                                                    | Slowakei                                                                    | Slowakei                                                                    | Slowakei                                                                    | Slowakei                                                                    | Slowakei                                                                    | Slowakei                                                                    |                                                                             |                                                                             |                                                                             |                                                                             |                                                                             |                                                                             |                                                                             |                                                                             |                                                                             |                                                                             | 1.001                                                                       | 1.001                                                                       | 1.001                                                                       | 1.001                                                                       | 1.001                                                                       | 1.001                                                                       | 1.001                                                                       | 1.001                                                                       | 1.001                                                                       | 1.001                                                                       | 1.001                                                                       | 1.001                                                                       | 1.001                                                                       | 1.001                                                                       | 1.001                                                                       | 1.001                                                                       | 1.001                                                                       | 1.001                                                                       | 1.001                                                                       | 1.001                                                                       | 1.001                                                                       | 1.001                                                                       | 1.001                                                                       | 1.001                                                                       | 1.001                                                                       | 1.001                                                                       | 1.001                                                                       | 1.001                                                                       | 1.001                                                                       | 1.001                                                                       | 1.001                                                                       | 1.001                                                                       | 1.001                                                                       | 1.001                                                                       | 1.001                                                                       | 1.001                                                                       | 1.001                                                                       | 1.001                                                                       | 1.001                                                                       | 1.001                                                                       | 1.001                                                                       | 1.001                                                                       | 1.001                                                                       | 1.001                                                                       | 1.001                                                                       | 1.001                                                                       | 1.001                                                                       | 1.001                                                                       | 1.001                                                                       | 1.001                                                                       | 1.001                                                                       | 1.001                                                                       | 1.001                                                                       | 1.001                                                                       | 1.001                                                                       | 1.001                                                                       | 1.001                                                                       | 1.001                                                                       | 1.001                                                                       | 1.001                                                                       | 1.001                                                                       | 1.001                                                                       | 1.001                                                                       | 1.001                                                                       | 1.001                                                                       | 1.001                                                                       | 1.001                                                                       | 1.001                                                                       | 1.001                                                                       | 1.001                                                                       | 1.001                                                                       | 1.001                                                                       | 1.001                                                                       | 1.001                                                                       | 1.001                                                                       | 1.001                                                                       | 1.001                                                                       | 1.001                                                                       | 1.001                                                                       | 1.001                                                                       | 1.001                                                                       | 1.001                                                                       | 1.001                                                                       | 1.001                                                                       | 1.001                                                                       | 1.001                                                                       | 1.001                                                                       | 1.001                                                                       | 1.001                                                                       | 1.001                                                                       | 1.001                                                                       | 1.001                                                                       | 1.001                                                                       | 1.001                                                                       | 1.001                                                                       | 1.001                                                                       | 1.001                                                                       | 1.001                                                                       | 1.001                                                                       | 1.001                                                                       | 1.001                                                                       | 1.001                                                                       | 1.001                                                                       | 1.001                                                                       | 1.001                                                                       | 1.001                                                                       | 1.001                                                                       | 1.001                                                                       | 1.001                                                                       | 1.001                                                                       | 1.001                                                                       | 1.001                                                                       | 1.001                                                                       | 1.001                                                                       | 1.001                                                                       | 1.001                                                                       | 1.001                                                                       | 1.001                                                                       | 1.001                                                                       | 1.001                                                                       | 1.001                                                                       | 1.001                                                                       | 1.001                                                                       | 1.001                                                                       | 1.001                                                                       | 1.001                                                                       | 1.001                                                                       | 1.001                                                                       | 1.001                                                                       | 1.001                                                                       | 1.001                                                                       | 1.001                                                                       | 1.001                                                                       | 1.001                                                                       | 1.001                                                                       | 1.001                                                                       | 1.001                                                                       | 1.001                                                                       | 1.001                                                                       | 1.001                                                                       | 1.001                                                                       | 1.001                                                                       | 1.001                                                                       | 1.001                                                                       | 1.001                                                                       | 1.001                                                                       | 1.001                                                                       | 1.001                                                                       | 1.001                                                                       | 1.001                                                                       | 1.001                                                                       | 1.001                                                                       | 1.001                                                                       | 1.001                                                                       | 1.001                                                                       | 1.001                                                                       | 1.001                                                                       | 1.001                                                                       | 1.001                                                                       | 1.001                                                                       | 1.001                                                                       | 1.001                                                                       | 1.001                                                                       | 1.001                                                                       | 1.001                                                                       | 1.001                                                                       | 1.001                                                                       | 1.001                                                                       | 1.001                                                                       | 1.001                                                                       | 1.001                                                                       | 1.001                                                                       | 1.001                                                                       | 1.001                                                                       | 1.001                                                                       | 1.001                                                                       | 1.001                                                                       | 1.001                                                                       | 1.001                                                                       | 1.001                                                                       | 1.001                                                                       | 1.001                                                                       | 1.001                                                                       | 1.001                                                                       | 1.001                                                                       | 1.001                                                                       | 1.001                                                                       | 1.001                                                                       | 1.001                                                                       | 1.001                                                                       | 1.001                                                                       | 1.001                                                                       | 1.001                                                                       | 1.001                                                                       | 1.001                                                                       | 1.001                                                                       | 1.001                                                                       | 1.001                                                                       | 1.001                                                                       | 1.001                                                                       | 1.001                                                                       | 1.001                                                                       | 1.001                                                                       | 1.001                                                                       | 1.001                                                                       | 1.001                                                                       | 1.001                                                                       | 1.001                                                                       | 1.001                                                                       | 1.001                                                                       | 1.001                                                                       | 1.001                                                                       | 1.001                                                                       | 1.001                                                                       | 1.001                                                                       | 1.001                                                                       | 1.001                                                                       | 1.001                                                                       | 1.001                                                                       | 1.001                                                                       | 1.001                                                                       | 1.001                                                                       | 1.001                                                                       | 1.001                                                                       | 1.001                                                                       | 1.001                                                                       | 1.001                                                                       | 1.001                                                                       | 1.001                                                                       | 1.001                                                                       | 1.001                                                                       | 1.001                                                                       | 1.001                                                                       | 1.001                                                                       | 1.001                                                                       | 1.001                                                                       | 1.001                                                                       | 1.001                                                                       | 1.001                                                                       | 1.001                                                                       | 1.001                                                                       | 1.001                                                                       | 1.001                                                                       | 1.001                                                                       | 1.001                                                                       | 1.001                                                                       | 1.001                                                                       | 1.001                                                                       | 1.001                                                                       | 1.001                                                                       | 1.001                                                                       | 1.001                                                                       | 1.001                                                                       | 1.001                                                                       | 1.001                                                                       | 1.001                                                                       | 1.001                                                                       | 1.001                                                                       | 1.001                                                                       | 1.001                                                                       | 1.001                                                                       | 1.001                                                                       | 1.001                                                                       | 1.001                                                                       | 1.001                                                                       | 1.001                                                                       | 1.001                                                                       | 1.001                                                                       | 1.001                                                                       | 1.001                                                                       | 1.001                                                                       | 1.001                                                                       | 1.001                                                                       | 1.001                                                                       | 1.001                                                                       | 1.001                                                                       | 1.001                                                                       | 1.001                                                                       | 1.001                                                                       | 1.001                                                                       | 1.001                                                                       | 1.001                                                                       | 1.001                                                                       | 1.001                                                                       | 1.001                                                                       | 1.001                                                                       | 1.001                                                                       | 1.001                                                                       | 1.001                                                                       | 1.001                                                                       |
| Polen                                                                       | Polen                                                                       | Polen                                                                       | Polen                                                                       | Polen                                                                       | Polen                                                                       | Polen                                                                       | Polen                                                                       | Polen                                                                       | Polen                                                                       | Polen                                                                       | Polen                                                                       | Polen                                                                       | Polen                                                                       | Polen                                                                       | Polen                                                                       | Polen                                                                       | Polen                                                                       | Polen                                                                       | Polen                                                                       | Polen                                                                       | Polen                                                                       | Polen                                                                       | Polen                                                                       | Polen                                                                       | Polen                                                                       | Polen                                                                       | Polen                                                                       | Polen                                                                       | Polen                                                                       | Polen                                                                       | Polen                                                                       | Polen                                                                       | Polen                                                                       | Polen                                                                       | Polen                                                                       | Polen                                                                       | Polen                                                                       | Polen                                                                       | Polen                                                                       | Polen                                                                       | Polen                                                                       | Polen                                                                       | Polen                                                                       | Polen                                                                       | Polen                                                                       | Polen                                                                       | Polen                                                                       | Polen                                                                       | Polen                                                                       |                                                                             |                                                                             |                                                                             |                                                                             |                                                                             |                                                                             |                                                                             | 690                                                                         | 690                                                                         | 690                                                                         | 690                                                                         | 690                                                                         | 690                                                                         | 690                                                                         | 690                                                                         | 690                                                                         | 690                                                                         | 690                                                                         | 690                                                                         | 690                                                                         | 690                                                                         | 690                                                                         | 690                                                                         | 690                                                                         | 690                                                                         | 690                                                                         | 690                                                                         | 690                                                                         | 690                                                                         | 690                                                                         | 690                                                                         | 690                                                                         | 690                                                                         | 690                                                                         | 690                                                                         | 690                                                                         | 690                                                                         | 690                                                                         | 690                                                                         | 690                                                                         | 690                                                                         | 690                                                                         | 690                                                                         | 690                                                                         | 690                                                                         | 690                                                                         | 690                                                                         | 690                                                                         | 690                                                                         | 690                                                                         | 690                                                                         | 690                                                                         | 690                                                                         | 690                                                                         | 690                                                                         | 690                                                                         | 690                                                                         | 690                                                                         | 690                                                                         | 690                                                                         | 690                                                                         | 690                                                                         | 690                                                                         | 690                                                                         | 690                                                                         | 690                                                                         | 690                                                                         | 690                                                                         | 690                                                                         | 690                                                                         | 690                                                                         | 690                                                                         | 690                                                                         | 690                                                                         | 690                                                                         | 690                                                                         | 690                                                                         | 690                                                                         | 690                                                                         | 690                                                                         | 690                                                                         | 690                                                                         | 690                                                                         | 690                                                                         | 690                                                                         | 690                                                                         | 690                                                                         | 690                                                                         | 690                                                                         | 690                                                                         | 690                                                                         | 690                                                                         | 690                                                                         | 690                                                                         | 690                                                                         | 690                                                                         | 690                                                                         | 690                                                                         | 690                                                                         | 690                                                                         | 690                                                                         | 690                                                                         | 690                                                                         | 690                                                                         | 690                                                                         | 690                                                                         | 690                                                                         | 690                                                                         | 690                                                                         | 690                                                                         | 690                                                                         | 690                                                                         | 690                                                                         | 690                                                                         | 690                                                                         | 690                                                                         | 690                                                                         | 690                                                                         | 690                                                                         | 690                                                                         | 690                                                                         | 690                                                                         | 690                                                                         | 690                                                                         | 690                                                                         | 690                                                                         | 690                                                                         | 690                                                                         | 690                                                                         | 690                                                                         | 690                                                                         | 690                                                                         | 690                                                                         | 690                                                                         | 690                                                                         | 690                                                                         | 690                                                                         | 690                                                                         | 690                                                                         | 690                                                                         | 690                                                                         | 690                                                                         | 690                                                                         | 690                                                                         | 690                                                                         | 690                                                                         | 690                                                                         | 690                                                                         | 690                                                                         | 690                                                                         | 690                                                                         | 690                                                                         | 690                                                                         | 690                                                                         | 690                                                                         | 690                                                                         | 690                                                                         | 690                                                                         | 690                                                                         | 690                                                                         | 690                                                                         | 690                                                                         | 690                                                                         | 690                                                                         | 690                                                                         | 690                                                                         | 690                                                                         | 690                                                                         | 690                                                                         | 690                                                                         | 690                                                                         | 690                                                                         | 690                                                                         | 690                                                                         | 690                                                                         | 690                                                                         | 690                                                                         | 690                                                                         | 690                                                                         | 690                                                                         | 690                                                                         | 690                                                                         | 690                                                                         | 690                                                                         | 690                                                                         | 690                                                                         | 690                                                                         | 690                                                                         | 690                                                                         | 690                                                                         | 690                                                                         | 690                                                                         | 690                                                                         | 690                                                                         | 690                                                                         | 690                                                                         | 690                                                                         | 690                                                                         | 690                                                                         | 690                                                                         | 690                                                                         | 690                                                                         | 690                                                                         | 690                                                                         | 690                                                                         | 690                                                                         | 690                                                                         | 690                                                                         | 690                                                                         | 690                                                                         | 690                                                                         | 690                                                                         | 690                                                                         | 690                                                                         | 690                                                                         | 690                                                                         | 690                                                                         | 690                                                                         | 690                                                                         | 690                                                                         | 690                                                                         | 690                                                                         | 690                                                                         | 690                                                                         | 690                                                                         | 690                                                                         | 690                                                                         | 690                                                                         | 690                                                                         | 690                                                                         | 690                                                                         | 690                                                                         | 690                                                                         | 690                                                                         | 690                                                                         | 690                                                                         | 690                                                                         | 690                                                                         | 690                                                                         | 690                                                                         | 690                                                                         | 690                                                                         | 690                                                                         | 690                                                                         | 690                                                                         | 690                                                                         | 690                                                                         | 690                                                                         | 690                                                                         | 690                                                                         | 690                                                                         | 690                                                                         | 690                                                                         | 690                                                                         | 690                                                                         | 690                                                                         | 690                                                                         | 690                                                                         | 690                                                                         | 690                                                                         | 690                                                                         | 690                                                                         | 690                                                                         | 690                                                                         | 690                                                                         | 690                                                                         | 690                                                                         | 690                                                                         | 690                                                                         | 690                                                                         | 690                                                                         | 690                                                                         | 690                                                                         | 690                                                                         | 690                                                                         | 690                                                                         | 690                                                                         | 690                                                                         | 690                                                                         | 690                                                                         | 690                                                                         | 690                                                                         | 690                                                                         | 690                                                                         | 690                                                                         | 690                                                                         | 690                                                                         | 690                                                                         | 690                                                                         | 690                                                                         | 690                                                                         | 690                                                                         | 690                                                                         | 690                                                                         | 690                                                                         | 690                                                                         | 690                                                                         | 690                                                                         | 690                                                                         | 690                                                                         |
| Südafrika                                                                   | Südafrika                                                                   | Südafrika                                                                   | Südafrika                                                                   | Südafrika                                                                   | Südafrika                                                                   | Südafrika                                                                   | Südafrika                                                                   | Südafrika                                                                   | Südafrika                                                                   | Südafrika                                                                   | Südafrika                                                                   | Südafrika                                                                   | Südafrika                                                                   | Südafrika                                                                   | Südafrika                                                                   | Südafrika                                                                   | Südafrika                                                                   | Südafrika                                                                   | Südafrika                                                                   | Südafrika                                                                   | Südafrika                                                                   | Südafrika                                                                   | Südafrika                                                                   | Südafrika                                                                   | Südafrika                                                                   | Südafrika                                                                   | Südafrika                                                                   | Südafrika                                                                   | Südafrika                                                                   | Südafrika                                                                   | Südafrika                                                                   | Südafrika                                                                   | Südafrika                                                                   | Südafrika                                                                   | Südafrika                                                                   | Südafrika                                                                   | Südafrika                                                                   | Südafrika                                                                   | Südafrika                                                                   | Südafrika                                                                   | Südafrika                                                                   | Südafrika                                                                   | Südafrika                                                                   | Südafrika                                                                   | Südafrika                                                                   | Südafrika                                                                   | Südafrika                                                                   | Südafrika                                                                   | Südafrika                                                                   |                                                                             |                                                                             |                                                                             |                                                                             |                                                                             |                                                                             | 590                                                                         | 590                                                                         | 590                                                                         | 590                                                                         | 590                                                                         | 590                                                                         | 590                                                                         | 590                                                                         | 590                                                                         | 590                                                                         | 590                                                                         | 590                                                                         | 590                                                                         | 590                                                                         | 590                                                                         | 590                                                                         | 590                                                                         | 590                                                                         | 590                                                                         | 590                                                                         | 590                                                                         | 590                                                                         | 590                                                                         | 590                                                                         | 590                                                                         | 590                                                                         | 590                                                                         | 590                                                                         | 590                                                                         | 590                                                                         | 590                                                                         | 590                                                                         | 590                                                                         | 590                                                                         | 590                                                                         | 590                                                                         | 590                                                                         | 590                                                                         | 590                                                                         | 590                                                                         | 590                                                                         | 590                                                                         | 590                                                                         | 590                                                                         | 590                                                                         | 590                                                                         | 590                                                                         | 590                                                                         | 590                                                                         | 590                                                                         | 590                                                                         | 590                                                                         | 590                                                                         | 590                                                                         | 590                                                                         | 590                                                                         | 590                                                                         | 590                                                                         | 590                                                                         | 590                                                                         | 590                                                                         | 590                                                                         | 590                                                                         | 590                                                                         | 590                                                                         | 590                                                                         | 590                                                                         | 590                                                                         | 590                                                                         | 590                                                                         | 590                                                                         | 590                                                                         | 590                                                                         | 590                                                                         | 590                                                                         | 590                                                                         | 590                                                                         | 590                                                                         | 590                                                                         | 590                                                                         | 590                                                                         | 590                                                                         | 590                                                                         | 590                                                                         | 590                                                                         | 590                                                                         | 590                                                                         | 590                                                                         | 590                                                                         | 590                                                                         | 590                                                                         | 590                                                                         | 590                                                                         | 590                                                                         | 590                                                                         | 590                                                                         | 590                                                                         | 590                                                                         | 590                                                                         | 590                                                                         | 590                                                                         | 590                                                                         | 590                                                                         | 590                                                                         | 590                                                                         | 590                                                                         | 590                                                                         | 590                                                                         | 590                                                                         | 590                                                                         | 590                                                                         | 590                                                                         | 590                                                                         | 590                                                                         | 590                                                                         | 590                                                                         | 590                                                                         | 590                                                                         | 590                                                                         | 590                                                                         | 590                                                                         | 590                                                                         | 590                                                                         | 590                                                                         | 590                                                                         | 590                                                                         | 590                                                                         | 590                                                                         | 590                                                                         | 590                                                                         | 590                                                                         | 590                                                                         | 590                                                                         | 590                                                                         | 590                                                                         | 590                                                                         | 590                                                                         | 590                                                                         | 590                                                                         | 590                                                                         | 590                                                                         | 590                                                                         | 590                                                                         | 590                                                                         | 590                                                                         | 590                                                                         | 590                                                                         | 590                                                                         | 590                                                                         | 590                                                                         | 590                                                                         | 590                                                                         | 590                                                                         | 590                                                                         | 590                                                                         | 590                                                                         | 590                                                                         | 590                                                                         | 590                                                                         | 590                                                                         | 590                                                                         | 590                                                                         | 590                                                                         | 590                                                                         | 590                                                                         | 590                                                                         | 590                                                                         | 590                                                                         | 590                                                                         | 590                                                                         | 590                                                                         | 590                                                                         | 590                                                                         | 590                                                                         | 590                                                                         | 590                                                                         | 590                                                                         | 590                                                                         | 590                                                                         | 590                                                                         | 590                                                                         | 590                                                                         | 590                                                                         | 590                                                                         | 590                                                                         | 590                                                                         | 590                                                                         | 590                                                                         | 590                                                                         | 590                                                                         | 590                                                                         | 590                                                                         | 590                                                                         | 590                                                                         | 590                                                                         | 590                                                                         | 590                                                                         | 590                                                                         | 590                                                                         | 590                                                                         | 590                                                                         | 590                                                                         | 590                                                                         | 590                                                                         | 590                                                                         | 590                                                                         | 590                                                                         | 590                                                                         | 590                                                                         | 590                                                                         | 590                                                                         | 590                                                                         | 590                                                                         | 590                                                                         | 590                                                                         | 590                                                                         | 590                                                                         | 590                                                                         | 590                                                                         | 590                                                                         | 590                                                                         | 590                                                                         | 590                                                                         | 590                                                                         | 590                                                                         | 590                                                                         | 590                                                                         | 590                                                                         | 590                                                                         | 590                                                                         | 590                                                                         | 590                                                                         | 590                                                                         | 590                                                                         | 590                                                                         | 590                                                                         | 590                                                                         | 590                                                                         | 590                                                                         | 590                                                                         | 590                                                                         | 590                                                                         | 590                                                                         | 590                                                                         | 590                                                                         | 590                                                                         | 590                                                                         | 590                                                                         | 590                                                                         | 590                                                                         | 590                                                                         | 590                                                                         | 590                                                                         | 590                                                                         | 590                                                                         | 590                                                                         | 590                                                                         | 590                                                                         | 590                                                                         | 590                                                                         | 590                                                                         | 590                                                                         | 590                                                                         | 590                                                                         | 590                                                                         | 590                                                                         | 590                                                                         | 590                                                                         | 590                                                                         | 590                                                                         | 590                                                                         | 590                                                                         | 590                                                                         | 590                                                                         | 590                                                                         | 590                                                                         | 590                                                                         | 590                                                                         | 590                                                                         | 590                                                                         | 590                                                                         | 590                                                                         | 590                                                                         | 590                                                                         | 590                                                                         | 590                                                                         | 590                                                                         | 590                                                                         | 590                                                                         | 590                                                                         | 590                                                                         | 590                                                                         | 590                                                                         | 590                                                                         |
| Ungarn                                                                      | Ungarn                                                                      | Ungarn                                                                      | Ungarn                                                                      | Ungarn                                                                      | Ungarn                                                                      | Ungarn                                                                      | Ungarn                                                                      | Ungarn                                                                      | Ungarn                                                                      | Ungarn                                                                      | Ungarn                                                                      | Ungarn                                                                      | Ungarn                                                                      | Ungarn                                                                      | Ungarn                                                                      | Ungarn                                                                      | Ungarn                                                                      | Ungarn                                                                      | Ungarn                                                                      | Ungarn                                                                      | Ungarn                                                                      | Ungarn                                                                      | Ungarn                                                                      | Ungarn                                                                      | Ungarn                                                                      | Ungarn                                                                      | Ungarn                                                                      | Ungarn                                                                      | Ungarn                                                                      | Ungarn                                                                      | Ungarn                                                                      | Ungarn                                                                      | Ungarn                                                                      | Ungarn                                                                      | Ungarn                                                                      | Ungarn                                                                      | Ungarn                                                                      | Ungarn                                                                      | Ungarn                                                                      | Ungarn                                                                      | Ungarn                                                                      | Ungarn                                                                      | Ungarn                                                                      | Ungarn                                                                      | Ungarn                                                                      | Ungarn                                                                      | Ungarn                                                                      | Ungarn                                                                      | Ungarn                                                                      |                                                                             |                                                                             |                                                                             |                                                                             |                                                                             | 505                                                                         | 505                                                                         | 505                                                                         | 505                                                                         | 505                                                                         | 505                                                                         | 505                                                                         | 505                                                                         | 505                                                                         | 505                                                                         | 505                                                                         | 505                                                                         | 505                                                                         | 505                                                                         | 505                                                                         | 505                                                                         | 505                                                                         | 505                                                                         | 505                                                                         | 505                                                                         | 505                                                                         | 505                                                                         | 505                                                                         | 505                                                                         | 505                                                                         | 505                                                                         | 505                                                                         | 505                                                                         | 505                                                                         | 505                                                                         | 505                                                                         | 505                                                                         | 505                                                                         | 505                                                                         | 505                                                                         | 505                                                                         | 505                                                                         | 505                                                                         | 505                                                                         | 505                                                                         | 505                                                                         | 505                                                                         | 505                                                                         | 505                                                                         | 505                                                                         | 505                                                                         | 505                                                                         | 505                                                                         | 505                                                                         | 505                                                                         | 505                                                                         | 505                                                                         | 505                                                                         | 505                                                                         | 505                                                                         | 505                                                                         | 505                                                                         | 505                                                                         | 505                                                                         | 505                                                                         | 505                                                                         | 505                                                                         | 505                                                                         | 505                                                                         | 505                                                                         | 505                                                                         | 505                                                                         | 505                                                                         | 505                                                                         | 505                                                                         | 505                                                                         | 505                                                                         | 505                                                                         | 505                                                                         | 505                                                                         | 505                                                                         | 505                                                                         | 505                                                                         | 505                                                                         | 505                                                                         | 505                                                                         | 505                                                                         | 505                                                                         | 505                                                                         | 505                                                                         | 505                                                                         | 505                                                                         | 505                                                                         | 505                                                                         | 505                                                                         | 505                                                                         | 505                                                                         | 505                                                                         | 505                                                                         | 505                                                                         | 505                                                                         | 505                                                                         | 505                                                                         | 505                                                                         | 505                                                                         | 505                                                                         | 505                                                                         | 505                                                                         | 505                                                                         | 505                                                                         | 505                                                                         | 505                                                                         | 505                                                                         | 505                                                                         | 505                                                                         | 505                                                                         | 505                                                                         | 505                                                                         | 505                                                                         | 505                                                                         | 505                                                                         | 505                                                                         | 505                                                                         | 505                                                                         | 505                                                                         | 505                                                                         | 505                                                                         | 505                                                                         | 505                                                                         | 505                                                                         | 505                                                                         | 505                                                                         | 505                                                                         | 505                                                                         | 505                                                                         | 505                                                                         | 505                                                                         | 505                                                                         | 505                                                                         | 505                                                                         | 505                                                                         | 505                                                                         | 505                                                                         | 505                                                                         | 505                                                                         | 505                                                                         | 505                                                                         | 505                                                                         | 505                                                                         | 505                                                                         | 505                                                                         | 505                                                                         | 505                                                                         | 505                                                                         | 505                                                                         | 505                                                                         | 505                                                                         | 505                                                                         | 505                                                                         | 505                                                                         | 505                                                                         | 505                                                                         | 505                                                                         | 505                                                                         | 505                                                                         | 505                                                                         | 505                                                                         | 505                                                                         | 505                                                                         | 505                                                                         | 505                                                                         | 505                                                                         | 505                                                                         | 505                                                                         | 505                                                                         | 505                                                                         | 505                                                                         | 505                                                                         | 505                                                                         | 505                                                                         | 505                                                                         | 505                                                                         | 505                                                                         | 505                                                                         | 505                                                                         | 505                                                                         | 505                                                                         | 505                                                                         | 505                                                                         | 505                                                                         | 505                                                                         | 505                                                                         | 505                                                                         | 505                                                                         | 505                                                                         | 505                                                                         | 505                                                                         | 505                                                                         | 505                                                                         | 505                                                                         | 505                                                                         | 505                                                                         | 505                                                                         | 505                                                                         | 505                                                                         | 505                                                                         | 505                                                                         | 505                                                                         | 505                                                                         | 505                                                                         | 505                                                                         | 505                                                                         | 505                                                                         | 505                                                                         | 505                                                                         | 505                                                                         | 505                                                                         | 505                                                                         | 505                                                                         | 505                                                                         | 505                                                                         | 505                                                                         | 505                                                                         | 505                                                                         | 505                                                                         | 505                                                                         | 505                                                                         | 505                                                                         | 505                                                                         | 505                                                                         | 505                                                                         | 505                                                                         | 505                                                                         | 505                                                                         | 505                                                                         | 505                                                                         | 505                                                                         | 505                                                                         | 505                                                                         | 505                                                                         | 505                                                                         | 505                                                                         | 505                                                                         | 505                                                                         | 505                                                                         | 505                                                                         | 505                                                                         | 505                                                                         | 505                                                                         | 505                                                                         | 505                                                                         | 505                                                                         | 505                                                                         | 505                                                                         | 505                                                                         | 505                                                                         | 505                                                                         | 505                                                                         | 505                                                                         | 505                                                                         | 505                                                                         | 505                                                                         | 505                                                                         | 505                                                                         | 505                                                                         | 505                                                                         | 505                                                                         | 505                                                                         | 505                                                                         | 505                                                                         | 505                                                                         | 505                                                                         | 505                                                                         | 505                                                                         | 505                                                                         | 505                                                                         | 505                                                                         | 505                                                                         | 505                                                                         | 505                                                                         | 505                                                                         | 505                                                                         | 505                                                                         | 505                                                                         | 505                                                                         | 505                                                                         | 505                                                                         | 505                                                                         | 505                                                                         | 505                                                                         | 505                                                                         | 505                                                                         | 505                                                                         | 505                                                                         | 505                                                                         | 505                                                                         | 505                                                                         | 505                                                                         | 505                                                                         | 505                                                                         |
| Argentinien                                                                 | Argentinien                                                                 | Argentinien                                                                 | Argentinien                                                                 | Argentinien                                                                 | Argentinien                                                                 | Argentinien                                                                 | Argentinien                                                                 | Argentinien                                                                 | Argentinien                                                                 | Argentinien                                                                 | Argentinien                                                                 | Argentinien                                                                 | Argentinien                                                                 | Argentinien                                                                 | Argentinien                                                                 | Argentinien                                                                 | Argentinien                                                                 | Argentinien                                                                 | Argentinien                                                                 | Argentinien                                                                 | Argentinien                                                                 | Argentinien                                                                 | Argentinien                                                                 | Argentinien                                                                 | Argentinien                                                                 | Argentinien                                                                 | Argentinien                                                                 | Argentinien                                                                 | Argentinien                                                                 | Argentinien                                                                 | Argentinien                                                                 | Argentinien                                                                 | Argentinien                                                                 | Argentinien                                                                 | Argentinien                                                                 | Argentinien                                                                 | Argentinien                                                                 | Argentinien                                                                 | Argentinien                                                                 | Argentinien                                                                 | Argentinien                                                                 | Argentinien                                                                 | Argentinien                                                                 | Argentinien                                                                 | Argentinien                                                                 | Argentinien                                                                 | Argentinien                                                                 | Argentinien                                                                 | Argentinien                                                                 |                                                                             |                                                                             |                                                                             |                                                                             |                                                                             | 472 (Zahlen von 2016; nur Pkw und Klein-Lkw)                                | 472 (Zahlen von 2016; nur Pkw und Klein-Lkw)                                | 472 (Zahlen von 2016; nur Pkw und Klein-Lkw)                                | 472 (Zahlen von 2016; nur Pkw und Klein-Lkw)                                | 472 (Zahlen von 2016; nur Pkw und Klein-Lkw)                                | 472 (Zahlen von 2016; nur Pkw und Klein-Lkw)                                | 472 (Zahlen von 2016; nur Pkw und Klein-Lkw)                                | 472 (Zahlen von 2016; nur Pkw und Klein-Lkw)                                | 472 (Zahlen von 2016; nur Pkw und Klein-Lkw)                                | 472 (Zahlen von 2016; nur Pkw und Klein-Lkw)                                | 472 (Zahlen von 2016; nur Pkw und Klein-Lkw)                                | 472 (Zahlen von 2016; nur Pkw und Klein-Lkw)                                | 472 (Zahlen von 2016; nur Pkw und Klein-Lkw)                                | 472 (Zahlen von 2016; nur Pkw und Klein-Lkw)                                | 472 (Zahlen von 2016; nur Pkw und Klein-Lkw)                                | 472 (Zahlen von 2016; nur Pkw und Klein-Lkw)                                | 472 (Zahlen von 2016; nur Pkw und Klein-Lkw)                                | 472 (Zahlen von 2016; nur Pkw und Klein-Lkw)                                | 472 (Zahlen von 2016; nur Pkw und Klein-Lkw)                                | 472 (Zahlen von 2016; nur Pkw und Klein-Lkw)                                | 472 (Zahlen von 2016; nur Pkw und Klein-Lkw)                                | 472 (Zahlen von 2016; nur Pkw und Klein-Lkw)                                | 472 (Zahlen von 2016; nur Pkw und Klein-Lkw)                                | 472 (Zahlen von 2016; nur Pkw und Klein-Lkw)                                | 472 (Zahlen von 2016; nur Pkw und Klein-Lkw)                                | 472 (Zahlen von 2016; nur Pkw und Klein-Lkw)                                | 472 (Zahlen von 2016; nur Pkw und Klein-Lkw)                                | 472 (Zahlen von 2016; nur Pkw und Klein-Lkw)                                | 472 (Zahlen von 2016; nur Pkw und Klein-Lkw)                                | 472 (Zahlen von 2016; nur Pkw und Klein-Lkw)                                | 472 (Zahlen von 2016; nur Pkw und Klein-Lkw)                                | 472 (Zahlen von 2016; nur Pkw und Klein-Lkw)                                | 472 (Zahlen von 2016; nur Pkw und Klein-Lkw)                                | 472 (Zahlen von 2016; nur Pkw und Klein-Lkw)                                | 472 (Zahlen von 2016; nur Pkw und Klein-Lkw)                                | 472 (Zahlen von 2016; nur Pkw und Klein-Lkw)                                | 472 (Zahlen von 2016; nur Pkw und Klein-Lkw)                                | 472 (Zahlen von 2016; nur Pkw und Klein-Lkw)                                | 472 (Zahlen von 2016; nur Pkw und Klein-Lkw)                                | 472 (Zahlen von 2016; nur Pkw und Klein-Lkw)                                | 472 (Zahlen von 2016; nur Pkw und Klein-Lkw)                                | 472 (Zahlen von 2016; nur Pkw und Klein-Lkw)                                | 472 (Zahlen von 2016; nur Pkw und Klein-Lkw)                                | 472 (Zahlen von 2016; nur Pkw und Klein-Lkw)                                | 472 (Zahlen von 2016; nur Pkw und Klein-Lkw)                                | 472 (Zahlen von 2016; nur Pkw und Klein-Lkw)                                | 472 (Zahlen von 2016; nur Pkw und Klein-Lkw)                                | 472 (Zahlen von 2016; nur Pkw und Klein-Lkw)                                | 472 (Zahlen von 2016; nur Pkw und Klein-Lkw)                                | 472 (Zahlen von 2016; nur Pkw und Klein-Lkw)                                | 472 (Zahlen von 2016; nur Pkw und Klein-Lkw)                                | 472 (Zahlen von 2016; nur Pkw und Klein-Lkw)                                | 472 (Zahlen von 2016; nur Pkw und Klein-Lkw)                                | 472 (Zahlen von 2016; nur Pkw und Klein-Lkw)                                | 472 (Zahlen von 2016; nur Pkw und Klein-Lkw)                                | 472 (Zahlen von 2016; nur Pkw und Klein-Lkw)                                | 472 (Zahlen von 2016; nur Pkw und Klein-Lkw)                                | 472 (Zahlen von 2016; nur Pkw und Klein-Lkw)                                | 472 (Zahlen von 2016; nur Pkw und Klein-Lkw)                                | 472 (Zahlen von 2016; nur Pkw und Klein-Lkw)                                | 472 (Zahlen von 2016; nur Pkw und Klein-Lkw)                                | 472 (Zahlen von 2016; nur Pkw und Klein-Lkw)                                | 472 (Zahlen von 2016; nur Pkw und Klein-Lkw)                                | 472 (Zahlen von 2016; nur Pkw und Klein-Lkw)                                | 472 (Zahlen von 2016; nur Pkw und Klein-Lkw)                                | 472 (Zahlen von 2016; nur Pkw und Klein-Lkw)                                | 472 (Zahlen von 2016; nur Pkw und Klein-Lkw)                                | 472 (Zahlen von 2016; nur Pkw und Klein-Lkw)                                | 472 (Zahlen von 2016; nur Pkw und Klein-Lkw)                                | 472 (Zahlen von 2016; nur Pkw und Klein-Lkw)                                | 472 (Zahlen von 2016; nur Pkw und Klein-Lkw)                                | 472 (Zahlen von 2016; nur Pkw und Klein-Lkw)                                | 472 (Zahlen von 2016; nur Pkw und Klein-Lkw)                                | 472 (Zahlen von 2016; nur Pkw und Klein-Lkw)                                | 472 (Zahlen von 2016; nur Pkw und Klein-Lkw)                                | 472 (Zahlen von 2016; nur Pkw und Klein-Lkw)                                | 472 (Zahlen von 2016; nur Pkw und Klein-Lkw)                                | 472 (Zahlen von 2016; nur Pkw und Klein-Lkw)                                | 472 (Zahlen von 2016; nur Pkw und Klein-Lkw)                                | 472 (Zahlen von 2016; nur Pkw und Klein-Lkw)                                | 472 (Zahlen von 2016; nur Pkw und Klein-Lkw)                                | 472 (Zahlen von 2016; nur Pkw und Klein-Lkw)                                | 472 (Zahlen von 2016; nur Pkw und Klein-Lkw)                                | 472 (Zahlen von 2016; nur Pkw und Klein-Lkw)                                | 472 (Zahlen von 2016; nur Pkw und Klein-Lkw)                                | 472 (Zahlen von 2016; nur Pkw und Klein-Lkw)                                | 472 (Zahlen von 2016; nur Pkw und Klein-Lkw)                                | 472 (Zahlen von 2016; nur Pkw und Klein-Lkw)                                | 472 (Zahlen von 2016; nur Pkw und Klein-Lkw)                                | 472 (Zahlen von 2016; nur Pkw und Klein-Lkw)                                | 472 (Zahlen von 2016; nur Pkw und Klein-Lkw)                                | 472 (Zahlen von 2016; nur Pkw und Klein-Lkw)                                | 472 (Zahlen von 2016; nur Pkw und Klein-Lkw)                                | 472 (Zahlen von 2016; nur Pkw und Klein-Lkw)                                | 472 (Zahlen von 2016; nur Pkw und Klein-Lkw)                                | 472 (Zahlen von 2016; nur Pkw und Klein-Lkw)                                | 472 (Zahlen von 2016; nur Pkw und Klein-Lkw)                                | 472 (Zahlen von 2016; nur Pkw und Klein-Lkw)                                | 472 (Zahlen von 2016; nur Pkw und Klein-Lkw)                                | 472 (Zahlen von 2016; nur Pkw und Klein-Lkw)                                | 472 (Zahlen von 2016; nur Pkw und Klein-Lkw)                                | 472 (Zahlen von 2016; nur Pkw und Klein-Lkw)                                | 472 (Zahlen von 2016; nur Pkw und Klein-Lkw)                                | 472 (Zahlen von 2016; nur Pkw und Klein-Lkw)                                | 472 (Zahlen von 2016; nur Pkw und Klein-Lkw)                                | 472 (Zahlen von 2016; nur Pkw und Klein-Lkw)                                | 472 (Zahlen von 2016; nur Pkw und Klein-Lkw)                                | 472 (Zahlen von 2016; nur Pkw und Klein-Lkw)                                | 472 (Zahlen von 2016; nur Pkw und Klein-Lkw)                                | 472 (Zahlen von 2016; nur Pkw und Klein-Lkw)                                | 472 (Zahlen von 2016; nur Pkw und Klein-Lkw)                                | 472 (Zahlen von 2016; nur Pkw und Klein-Lkw)                                | 472 (Zahlen von 2016; nur Pkw und Klein-Lkw)                                | 472 (Zahlen von 2016; nur Pkw und Klein-Lkw)                                | 472 (Zahlen von 2016; nur Pkw und Klein-Lkw)                                | 472 (Zahlen von 2016; nur Pkw und Klein-Lkw)                                | 472 (Zahlen von 2016; nur Pkw und Klein-Lkw)                                | 472 (Zahlen von 2016; nur Pkw und Klein-Lkw)                                | 472 (Zahlen von 2016; nur Pkw und Klein-Lkw)                                | 472 (Zahlen von 2016; nur Pkw und Klein-Lkw)                                | 472 (Zahlen von 2016; nur Pkw und Klein-Lkw)                                | 472 (Zahlen von 2016; nur Pkw und Klein-Lkw)                                | 472 (Zahlen von 2016; nur Pkw und Klein-Lkw)                                | 472 (Zahlen von 2016; nur Pkw und Klein-Lkw)                                | 472 (Zahlen von 2016; nur Pkw und Klein-Lkw)                                | 472 (Zahlen von 2016; nur Pkw und Klein-Lkw)                                | 472 (Zahlen von 2016; nur Pkw und Klein-Lkw)                                | 472 (Zahlen von 2016; nur Pkw und Klein-Lkw)                                | 472 (Zahlen von 2016; nur Pkw und Klein-Lkw)                                | 472 (Zahlen von 2016; nur Pkw und Klein-Lkw)                                | 472 (Zahlen von 2016; nur Pkw und Klein-Lkw)                                | 472 (Zahlen von 2016; nur Pkw und Klein-Lkw)                                | 472 (Zahlen von 2016; nur Pkw und Klein-Lkw)                                | 472 (Zahlen von 2016; nur Pkw und Klein-Lkw)                                | 472 (Zahlen von 2016; nur Pkw und Klein-Lkw)                                | 472 (Zahlen von 2016; nur Pkw und Klein-Lkw)                                | 472 (Zahlen von 2016; nur Pkw und Klein-Lkw)                                | 472 (Zahlen von 2016; nur Pkw und Klein-Lkw)                                | 472 (Zahlen von 2016; nur Pkw und Klein-Lkw)                                | 472 (Zahlen von 2016; nur Pkw und Klein-Lkw)                                | 472 (Zahlen von 2016; nur Pkw und Klein-Lkw)                                | 472 (Zahlen von 2016; nur Pkw und Klein-Lkw)                                | 472 (Zahlen von 2016; nur Pkw und Klein-Lkw)                                | 472 (Zahlen von 2016; nur Pkw und Klein-Lkw)                                | 472 (Zahlen von 2016; nur Pkw und Klein-Lkw)                                | 472 (Zahlen von 2016; nur Pkw und Klein-Lkw)                                | 472 (Zahlen von 2016; nur Pkw und Klein-Lkw)                                | 472 (Zahlen von 2016; nur Pkw und Klein-Lkw)                                | 472 (Zahlen von 2016; nur Pkw und Klein-Lkw)                                | 472 (Zahlen von 2016; nur Pkw und Klein-Lkw)                                | 472 (Zahlen von 2016; nur Pkw und Klein-Lkw)                                | 472 (Zahlen von 2016; nur Pkw und Klein-Lkw)                                | 472 (Zahlen von 2016; nur Pkw und Klein-Lkw)                                | 472 (Zahlen von 2016; nur Pkw und Klein-Lkw)                                | 472 (Zahlen von 2016; nur Pkw und Klein-Lkw)                                | 472 (Zahlen von 2016; nur Pkw und Klein-Lkw)                                | 472 (Zahlen von 2016; nur Pkw und Klein-Lkw)                                | 472 (Zahlen von 2016; nur Pkw und Klein-Lkw)                                | 472 (Zahlen von 2016; nur Pkw und Klein-Lkw)                                | 472 (Zahlen von 2016; nur Pkw und Klein-Lkw)                                | 472 (Zahlen von 2016; nur Pkw und Klein-Lkw)                                | 472 (Zahlen von 2016; nur Pkw und Klein-Lkw)                                | 472 (Zahlen von 2016; nur Pkw und Klein-Lkw)                                | 472 (Zahlen von 2016; nur Pkw und Klein-Lkw)                                | 472 (Zahlen von 2016; nur Pkw und Klein-Lkw)                                | 472 (Zahlen von 2016; nur Pkw und Klein-Lkw)                                | 472 (Zahlen von 2016; nur Pkw und Klein-Lkw)                                | 472 (Zahlen von 2016; nur Pkw und Klein-Lkw)                                | 472 (Zahlen von 2016; nur Pkw und Klein-Lkw)                                | 472 (Zahlen von 2016; nur Pkw und Klein-Lkw)                                | 472 (Zahlen von 2016; nur Pkw und Klein-Lkw)                                | 472 (Zahlen von 2016; nur Pkw und Klein-Lkw)                                | 472 (Zahlen von 2016; nur Pkw und Klein-Lkw)                                | 472 (Zahlen von 2016; nur Pkw und Klein-Lkw)                                | 472 (Zahlen von 2016; nur Pkw und Klein-Lkw)                                | 472 (Zahlen von 2016; nur Pkw und Klein-Lkw)                                | 472 (Zahlen von 2016; nur Pkw und Klein-Lkw)                                | 472 (Zahlen von 2016; nur Pkw und Klein-Lkw)                                | 472 (Zahlen von 2016; nur Pkw und Klein-Lkw)                                | 472 (Zahlen von 2016; nur Pkw und Klein-Lkw)                                | 472 (Zahlen von 2016; nur Pkw und Klein-Lkw)                                | 472 (Zahlen von 2016; nur Pkw und Klein-Lkw)                                | 472 (Zahlen von 2016; nur Pkw und Klein-Lkw)                                | 472 (Zahlen von 2016; nur Pkw und Klein-Lkw)                                | 472 (Zahlen von 2016; nur Pkw und Klein-Lkw)                                | 472 (Zahlen von 2016; nur Pkw und Klein-Lkw)                                | 472 (Zahlen von 2016; nur Pkw und Klein-Lkw)                                | 472 (Zahlen von 2016; nur Pkw und Klein-Lkw)                                | 472 (Zahlen von 2016; nur Pkw und Klein-Lkw)                                | 472 (Zahlen von 2016; nur Pkw und Klein-Lkw)                                | 472 (Zahlen von 2016; nur Pkw und Klein-Lkw)                                | 472 (Zahlen von 2016; nur Pkw und Klein-Lkw)                                | 472 (Zahlen von 2016; nur Pkw und Klein-Lkw)                                | 472 (Zahlen von 2016; nur Pkw und Klein-Lkw)                                | 472 (Zahlen von 2016; nur Pkw und Klein-Lkw)                                | 472 (Zahlen von 2016; nur Pkw und Klein-Lkw)                                | 472 (Zahlen von 2016; nur Pkw und Klein-Lkw)                                | 472 (Zahlen von 2016; nur Pkw und Klein-Lkw)                                | 472 (Zahlen von 2016; nur Pkw und Klein-Lkw)                                | 472 (Zahlen von 2016; nur Pkw und Klein-Lkw)                                | 472 (Zahlen von 2016; nur Pkw und Klein-Lkw)                                | 472 (Zahlen von 2016; nur Pkw und Klein-Lkw)                                | 472 (Zahlen von 2016; nur Pkw und Klein-Lkw)                                | 472 (Zahlen von 2016; nur Pkw und Klein-Lkw)                                | 472 (Zahlen von 2016; nur Pkw und Klein-Lkw)                                | 472 (Zahlen von 2016; nur Pkw und Klein-Lkw)                                | 472 (Zahlen von 2016; nur Pkw und Klein-Lkw)                                | 472 (Zahlen von 2016; nur Pkw und Klein-Lkw)                                | 472 (Zahlen von 2016; nur Pkw und Klein-Lkw)                                | 472 (Zahlen von 2016; nur Pkw und Klein-Lkw)                                | 472 (Zahlen von 2016; nur Pkw und Klein-Lkw)                                | 472 (Zahlen von 2016; nur Pkw und Klein-Lkw)                                | 472 (Zahlen von 2016; nur Pkw und Klein-Lkw)                                | 472 (Zahlen von 2016; nur Pkw und Klein-Lkw)                                | 472 (Zahlen von 2016; nur Pkw und Klein-Lkw)                                | 472 (Zahlen von 2016; nur Pkw und Klein-Lkw)                                | 472 (Zahlen von 2016; nur Pkw und Klein-Lkw)                                | 472 (Zahlen von 2016; nur Pkw und Klein-Lkw)                                | 472 (Zahlen von 2016; nur Pkw und Klein-Lkw)                                | 472 (Zahlen von 2016; nur Pkw und Klein-Lkw)                                | 472 (Zahlen von 2016; nur Pkw und Klein-Lkw)                                | 472 (Zahlen von 2016; nur Pkw und Klein-Lkw)                                | 472 (Zahlen von 2016; nur Pkw und Klein-Lkw)                                | 472 (Zahlen von 2016; nur Pkw und Klein-Lkw)                                | 472 (Zahlen von 2016; nur Pkw und Klein-Lkw)                                | 472 (Zahlen von 2016; nur Pkw und Klein-Lkw)                                | 472 (Zahlen von 2016; nur Pkw und Klein-Lkw)                                | 472 (Zahlen von 2016; nur Pkw und Klein-Lkw)                                | 472 (Zahlen von 2016; nur Pkw und Klein-Lkw)                                | 472 (Zahlen von 2016; nur Pkw und Klein-Lkw)                                | 472 (Zahlen von 2016; nur Pkw und Klein-Lkw)                                | 472 (Zahlen von 2016; nur Pkw und Klein-Lkw)                                | 472 (Zahlen von 2016; nur Pkw und Klein-Lkw)                                | 472 (Zahlen von 2016; nur Pkw und Klein-Lkw)                                | 472 (Zahlen von 2016; nur Pkw und Klein-Lkw)                                | 472 (Zahlen von 2016; nur Pkw und Klein-Lkw)                                | 472 (Zahlen von 2016; nur Pkw und Klein-Lkw)                                | 472 (Zahlen von 2016; nur Pkw und Klein-Lkw)                                | 472 (Zahlen von 2016; nur Pkw und Klein-Lkw)                                | 472 (Zahlen von 2016; nur Pkw und Klein-Lkw)                                | 472 (Zahlen von 2016; nur Pkw und Klein-Lkw)                                | 472 (Zahlen von 2016; nur Pkw und Klein-Lkw)                                | 472 (Zahlen von 2016; nur Pkw und Klein-Lkw)                                | 472 (Zahlen von 2016; nur Pkw und Klein-Lkw)                                | 472 (Zahlen von 2016; nur Pkw und Klein-Lkw)                                | 472 (Zahlen von 2016; nur Pkw und Klein-Lkw)                                | 472 (Zahlen von 2016; nur Pkw und Klein-Lkw)                                | 472 (Zahlen von 2016; nur Pkw und Klein-Lkw)                                | 472 (Zahlen von 2016; nur Pkw und Klein-Lkw)                                | 472 (Zahlen von 2016; nur Pkw und Klein-Lkw)                                | 472 (Zahlen von 2016; nur Pkw und Klein-Lkw)                                | 472 (Zahlen von 2016; nur Pkw und Klein-Lkw)                                | 472 (Zahlen von 2016; nur Pkw und Klein-Lkw)                                | 472 (Zahlen von 2016; nur Pkw und Klein-Lkw)                                | 472 (Zahlen von 2016; nur Pkw und Klein-Lkw)                                | 472 (Zahlen von 2016; nur Pkw und Klein-Lkw)                                | 472 (Zahlen von 2016; nur Pkw und Klein-Lkw)                                | 472 (Zahlen von 2016; nur Pkw und Klein-Lkw)                                | 472 (Zahlen von 2016; nur Pkw und Klein-Lkw)                                | 472 (Zahlen von 2016; nur Pkw und Klein-Lkw)                                | 472 (Zahlen von 2016; nur Pkw und Klein-Lkw)                                | 472 (Zahlen von 2016; nur Pkw und Klein-Lkw)                                | 472 (Zahlen von 2016; nur Pkw und Klein-Lkw)                                | 472 (Zahlen von 2016; nur Pkw und Klein-Lkw)                                | 472 (Zahlen von 2016; nur Pkw und Klein-Lkw)                                | 472 (Zahlen von 2016; nur Pkw und Klein-Lkw)                                | 472 (Zahlen von 2016; nur Pkw und Klein-Lkw)                                | 472 (Zahlen von 2016; nur Pkw und Klein-Lkw)                                | 472 (Zahlen von 2016; nur Pkw und Klein-Lkw)                                | 472 (Zahlen von 2016; nur Pkw und Klein-Lkw)                                | 472 (Zahlen von 2016; nur Pkw und Klein-Lkw)                                | 472 (Zahlen von 2016; nur Pkw und Klein-Lkw)                                | 472 (Zahlen von 2016; nur Pkw und Klein-Lkw)                                | 472 (Zahlen von 2016; nur Pkw und Klein-Lkw)                                | 472 (Zahlen von 2016; nur Pkw und Klein-Lkw)                                | 472 (Zahlen von 2016; nur Pkw und Klein-Lkw)                                | 472 (Zahlen von 2016; nur Pkw und Klein-Lkw)                                | 472 (Zahlen von 2016; nur Pkw und Klein-Lkw)                                | 472 (Zahlen von 2016; nur Pkw und Klein-Lkw)                                | 472 (Zahlen von 2016; nur Pkw und Klein-Lkw)                                | 472 (Zahlen von 2016; nur Pkw und Klein-Lkw)                                | 472 (Zahlen von 2016; nur Pkw und Klein-Lkw)                                | 472 (Zahlen von 2016; nur Pkw und Klein-Lkw)                                | 472 (Zahlen von 2016; nur Pkw und Klein-Lkw)                                | 472 (Zahlen von 2016; nur Pkw und Klein-Lkw)                                | 472 (Zahlen von 2016; nur Pkw und Klein-Lkw)                                | 472 (Zahlen von 2016; nur Pkw und Klein-Lkw)                                | 472 (Zahlen von 2016; nur Pkw und Klein-Lkw)                                | 472 (Zahlen von 2016; nur Pkw und Klein-Lkw)                                | 472 (Zahlen von 2016; nur Pkw und Klein-Lkw)                                | 472 (Zahlen von 2016; nur Pkw und Klein-Lkw)                                | 472 (Zahlen von 2016; nur Pkw und Klein-Lkw)                                | 472 (Zahlen von 2016; nur Pkw und Klein-Lkw)                                | 472 (Zahlen von 2016; nur Pkw und Klein-Lkw)                                | 472 (Zahlen von 2016; nur Pkw und Klein-Lkw)                                |
| Malaysia                                                                    | Malaysia                                                                    | Malaysia                                                                    | Malaysia                                                                    | Malaysia                                                                    | Malaysia                                                                    | Malaysia                                                                    | Malaysia                                                                    | Malaysia                                                                    | Malaysia                                                                    | Malaysia                                                                    | Malaysia                                                                    | Malaysia                                                                    | Malaysia                                                                    | Malaysia                                                                    | Malaysia                                                                    | Malaysia                                                                    | Malaysia                                                                    | Malaysia                                                                    | Malaysia                                                                    | Malaysia                                                                    | Malaysia                                                                    | Malaysia                                                                    | Malaysia                                                                    | Malaysia                                                                    | Malaysia                                                                    | Malaysia                                                                    | Malaysia                                                                    | Malaysia                                                                    | Malaysia                                                                    | Malaysia                                                                    | Malaysia                                                                    | Malaysia                                                                    | Malaysia                                                                    | Malaysia                                                                    | Malaysia                                                                    | Malaysia                                                                    | Malaysia                                                                    | Malaysia                                                                    | Malaysia                                                                    | Malaysia                                                                    | Malaysia                                                                    | Malaysia                                                                    | Malaysia                                                                    | Malaysia                                                                    | Malaysia                                                                    | Malaysia                                                                    | Malaysia                                                                    | Malaysia                                                                    | Malaysia                                                                    |                                                                             |                                                                             |                                                                             |                                                                             |                                                                             | 460                                                                         | 460                                                                         | 460                                                                         | 460                                                                         | 460                                                                         | 460                                                                         | 460                                                                         | 460                                                                         | 460                                                                         | 460                                                                         | 460                                                                         | 460                                                                         | 460                                                                         | 460                                                                         | 460                                                                         | 460                                                                         | 460                                                                         | 460                                                                         | 460                                                                         | 460                                                                         | 460                                                                         | 460                                                                         | 460                                                                         | 460                                                                         | 460                                                                         | 460                                                                         | 460                                                                         | 460                                                                         | 460                                                                         | 460                                                                         | 460                                                                         | 460                                                                         | 460                                                                         | 460                                                                         | 460                                                                         | 460                                                                         | 460                                                                         | 460                                                                         | 460                                                                         | 460                                                                         | 460                                                                         | 460                                                                         | 460                                                                         | 460                                                                         | 460                                                                         | 460                                                                         | 460                                                                         | 460                                                                         | 460                                                                         | 460                                                                         | 460                                                                         | 460                                                                         | 460                                                                         | 460                                                                         | 460                                                                         | 460                                                                         | 460                                                                         | 460                                                                         | 460                                                                         | 460                                                                         | 460                                                                         | 460                                                                         | 460                                                                         | 460                                                                         | 460                                                                         | 460                                                                         | 460                                                                         | 460                                                                         | 460                                                                         | 460                                                                         | 460                                                                         | 460                                                                         | 460                                                                         | 460                                                                         | 460                                                                         | 460                                                                         | 460                                                                         | 460                                                                         | 460                                                                         | 460                                                                         | 460                                                                         | 460                                                                         | 460                                                                         | 460                                                                         | 460                                                                         | 460                                                                         | 460                                                                         | 460                                                                         | 460                                                                         | 460                                                                         | 460                                                                         | 460                                                                         | 460                                                                         | 460                                                                         | 460                                                                         | 460                                                                         | 460                                                                         | 460                                                                         | 460                                                                         | 460                                                                         | 460                                                                         | 460                                                                         | 460                                                                         | 460                                                                         | 460                                                                         | 460                                                                         | 460                                                                         | 460                                                                         | 460                                                                         | 460                                                                         | 460                                                                         | 460                                                                         | 460                                                                         | 460                                                                         | 460                                                                         | 460                                                                         | 460                                                                         | 460                                                                         | 460                                                                         | 460                                                                         | 460                                                                         | 460                                                                         | 460                                                                         | 460                                                                         | 460                                                                         | 460                                                                         | 460                                                                         | 460                                                                         | 460                                                                         | 460                                                                         | 460                                                                         | 460                                                                         | 460                                                                         | 460                                                                         | 460                                                                         | 460                                                                         | 460                                                                         | 460                                                                         | 460                                                                         | 460                                                                         | 460                                                                         | 460                                                                         | 460                                                                         | 460                                                                         | 460                                                                         | 460                                                                         | 460                                                                         | 460                                                                         | 460                                                                         | 460                                                                         | 460                                                                         | 460                                                                         | 460                                                                         | 460                                                                         | 460                                                                         | 460                                                                         | 460                                                                         | 460                                                                         | 460                                                                         | 460                                                                         | 460                                                                         | 460                                                                         | 460                                                                         | 460                                                                         | 460                                                                         | 460                                                                         | 460                                                                         | 460                                                                         | 460                                                                         | 460                                                                         | 460                                                                         | 460                                                                         | 460                                                                         | 460                                                                         | 460                                                                         | 460                                                                         | 460                                                                         | 460                                                                         | 460                                                                         | 460                                                                         | 460                                                                         | 460                                                                         | 460                                                                         | 460                                                                         | 460                                                                         | 460                                                                         | 460                                                                         | 460                                                                         | 460                                                                         | 460                                                                         | 460                                                                         | 460                                                                         | 460                                                                         | 460                                                                         | 460                                                                         | 460                                                                         | 460                                                                         | 460                                                                         | 460                                                                         | 460                                                                         | 460                                                                         | 460                                                                         | 460                                                                         | 460                                                                         | 460                                                                         | 460                                                                         | 460                                                                         | 460                                                                         | 460                                                                         | 460                                                                         | 460                                                                         | 460                                                                         | 460                                                                         | 460                                                                         | 460                                                                         | 460                                                                         | 460                                                                         | 460                                                                         | 460                                                                         | 460                                                                         | 460                                                                         | 460                                                                         | 460                                                                         | 460                                                                         | 460                                                                         | 460                                                                         | 460                                                                         | 460                                                                         | 460                                                                         | 460                                                                         | 460                                                                         | 460                                                                         | 460                                                                         | 460                                                                         | 460                                                                         | 460                                                                         | 460                                                                         | 460                                                                         | 460                                                                         | 460                                                                         | 460                                                                         | 460                                                                         | 460                                                                         | 460                                                                         | 460                                                                         | 460                                                                         | 460                                                                         | 460                                                                         | 460                                                                         | 460                                                                         | 460                                                                         | 460                                                                         | 460                                                                         | 460                                                                         | 460                                                                         | 460                                                                         | 460                                                                         | 460                                                                         | 460                                                                         | 460                                                                         | 460                                                                         | 460                                                                         | 460                                                                         | 460                                                                         | 460                                                                         | 460                                                                         | 460                                                                         | 460                                                                         | 460                                                                         | 460                                                                         | 460                                                                         | 460                                                                         | 460                                                                         | 460                                                                         | 460                                                                         | 460                                                                         | 460                                                                         | 460                                                                         | 460                                                                         | 460                                                                         | 460                                                                         | 460                                                                         | 460                                                                         | 460                                                                         | 460                                                                         | 460                                                                         | 460                                                                         | 460                                                                         | 460                                                                         | 460                                                                         | 460                                                                         | 460                                                                         | 460                                                                         | 460                                                                         | 460                                                                         |
| Belgien                                                                     | Belgien                                                                     | Belgien                                                                     | Belgien                                                                     | Belgien                                                                     | Belgien                                                                     | Belgien                                                                     | Belgien                                                                     | Belgien                                                                     | Belgien                                                                     | Belgien                                                                     | Belgien                                                                     | Belgien                                                                     | Belgien                                                                     | Belgien                                                                     | Belgien                                                                     | Belgien                                                                     | Belgien                                                                     | Belgien                                                                     | Belgien                                                                     | Belgien                                                                     | Belgien                                                                     | Belgien                                                                     | Belgien                                                                     | Belgien                                                                     | Belgien                                                                     | Belgien                                                                     | Belgien                                                                     | Belgien                                                                     | Belgien                                                                     | Belgien                                                                     | Belgien                                                                     | Belgien                                                                     | Belgien                                                                     | Belgien                                                                     | Belgien                                                                     | Belgien                                                                     | Belgien                                                                     | Belgien                                                                     | Belgien                                                                     | Belgien                                                                     | Belgien                                                                     | Belgien                                                                     | Belgien                                                                     | Belgien                                                                     | Belgien                                                                     | Belgien                                                                     | Belgien                                                                     | Belgien                                                                     | Belgien                                                                     |                                                                             |                                                                             |                                                                             |                                                                             | 379                                                                         | 379                                                                         | 379                                                                         | 379                                                                         | 379                                                                         | 379                                                                         | 379                                                                         | 379                                                                         | 379                                                                         | 379                                                                         | 379                                                                         | 379                                                                         | 379                                                                         | 379                                                                         | 379                                                                         | 379                                                                         | 379                                                                         | 379                                                                         | 379                                                                         | 379                                                                         | 379                                                                         | 379                                                                         | 379                                                                         | 379                                                                         | 379                                                                         | 379                                                                         | 379                                                                         | 379                                                                         | 379                                                                         | 379                                                                         | 379                                                                         | 379                                                                         | 379                                                                         | 379                                                                         | 379                                                                         | 379                                                                         | 379                                                                         | 379                                                                         | 379                                                                         | 379                                                                         | 379                                                                         | 379                                                                         | 379                                                                         | 379                                                                         | 379                                                                         | 379                                                                         | 379                                                                         | 379                                                                         | 379                                                                         | 379                                                                         | 379                                                                         | 379                                                                         | 379                                                                         | 379                                                                         | 379                                                                         | 379                                                                         | 379                                                                         | 379                                                                         | 379                                                                         | 379                                                                         | 379                                                                         | 379                                                                         | 379                                                                         | 379                                                                         | 379                                                                         | 379                                                                         | 379                                                                         | 379                                                                         | 379                                                                         | 379                                                                         | 379                                                                         | 379                                                                         | 379                                                                         | 379                                                                         | 379                                                                         | 379                                                                         | 379                                                                         | 379                                                                         | 379                                                                         | 379                                                                         | 379                                                                         | 379                                                                         | 379                                                                         | 379                                                                         | 379                                                                         | 379                                                                         | 379                                                                         | 379                                                                         | 379                                                                         | 379                                                                         | 379                                                                         | 379                                                                         | 379                                                                         | 379                                                                         | 379                                                                         | 379                                                                         | 379                                                                         | 379                                                                         | 379                                                                         | 379                                                                         | 379                                                                         | 379                                                                         | 379                                                                         | 379                                                                         | 379                                                                         | 379                                                                         | 379                                                                         | 379                                                                         | 379                                                                         | 379                                                                         | 379                                                                         | 379                                                                         | 379                                                                         | 379                                                                         | 379                                                                         | 379                                                                         | 379                                                                         | 379                                                                         | 379                                                                         | 379                                                                         | 379                                                                         | 379                                                                         | 379                                                                         | 379                                                                         | 379                                                                         | 379                                                                         | 379                                                                         | 379                                                                         | 379                                                                         | 379                                                                         | 379                                                                         | 379                                                                         | 379                                                                         | 379                                                                         | 379                                                                         | 379                                                                         | 379                                                                         | 379                                                                         | 379                                                                         | 379                                                                         | 379                                                                         | 379                                                                         | 379                                                                         | 379                                                                         | 379                                                                         | 379                                                                         | 379                                                                         | 379                                                                         | 379                                                                         | 379                                                                         | 379                                                                         | 379                                                                         | 379                                                                         | 379                                                                         | 379                                                                         | 379                                                                         | 379                                                                         | 379                                                                         | 379                                                                         | 379                                                                         | 379                                                                         | 379                                                                         | 379                                                                         | 379                                                                         | 379                                                                         | 379                                                                         | 379                                                                         | 379                                                                         | 379                                                                         | 379                                                                         | 379                                                                         | 379                                                                         | 379                                                                         | 379                                                                         | 379                                                                         | 379                                                                         | 379                                                                         | 379                                                                         | 379                                                                         | 379                                                                         | 379                                                                         | 379                                                                         | 379                                                                         | 379                                                                         | 379                                                                         | 379                                                                         | 379                                                                         | 379                                                                         | 379                                                                         | 379                                                                         | 379                                                                         | 379                                                                         | 379                                                                         | 379                                                                         | 379                                                                         | 379                                                                         | 379                                                                         | 379                                                                         | 379                                                                         | 379                                                                         | 379                                                                         | 379                                                                         | 379                                                                         | 379                                                                         | 379                                                                         | 379                                                                         | 379                                                                         | 379                                                                         | 379                                                                         | 379                                                                         | 379                                                                         | 379                                                                         | 379                                                                         | 379                                                                         | 379                                                                         | 379                                                                         | 379                                                                         | 379                                                                         | 379                                                                         | 379                                                                         | 379                                                                         | 379                                                                         | 379                                                                         | 379                                                                         | 379                                                                         | 379                                                                         | 379                                                                         | 379                                                                         | 379                                                                         | 379                                                                         | 379                                                                         | 379                                                                         | 379                                                                         | 379                                                                         | 379                                                                         | 379                                                                         | 379                                                                         | 379                                                                         | 379                                                                         | 379                                                                         | 379                                                                         | 379                                                                         | 379                                                                         | 379                                                                         | 379                                                                         | 379                                                                         | 379                                                                         | 379                                                                         | 379                                                                         | 379                                                                         | 379                                                                         | 379                                                                         | 379                                                                         | 379                                                                         | 379                                                                         | 379                                                                         | 379                                                                         | 379                                                                         | 379                                                                         | 379                                                                         | 379                                                                         | 379                                                                         | 379                                                                         | 379                                                                         | 379                                                                         | 379                                                                         | 379                                                                         | 379                                                                         | 379                                                                         | 379                                                                         | 379                                                                         | 379                                                                         | 379                                                                         | 379                                                                         | 379                                                                         | 379                                                                         | 379                                                                         | 379                                                                         | 379                                                                         | 379                                                                         | 379                                                                         | 379                                                                         | 379                                                                         | 379                                                                         | 379                                                                         | 379                                                                         | 379                                                                         | 379                                                                         | 379                                                                         | 379                                                                         | 379                                                                         | 379                                                                         | 379                                                                         | 379                                                                         | 379                                                                         | 379                                                                         |
| Marokko                                                                     | Marokko                                                                     | Marokko                                                                     | Marokko                                                                     | Marokko                                                                     | Marokko                                                                     | Marokko                                                                     | Marokko                                                                     | Marokko                                                                     | Marokko                                                                     | Marokko                                                                     | Marokko                                                                     | Marokko                                                                     | Marokko                                                                     | Marokko                                                                     | Marokko                                                                     | Marokko                                                                     | Marokko                                                                     | Marokko                                                                     | Marokko                                                                     | Marokko                                                                     | Marokko                                                                     | Marokko                                                                     | Marokko                                                                     | Marokko                                                                     | Marokko                                                                     | Marokko                                                                     | Marokko                                                                     | Marokko                                                                     | Marokko                                                                     | Marokko                                                                     | Marokko                                                                     | Marokko                                                                     | Marokko                                                                     | Marokko                                                                     | Marokko                                                                     | Marokko                                                                     | Marokko                                                                     | Marokko                                                                     | Marokko                                                                     | Marokko                                                                     | Marokko                                                                     | Marokko                                                                     | Marokko                                                                     | Marokko                                                                     | Marokko                                                                     | Marokko                                                                     | Marokko                                                                     | Marokko                                                                     | Marokko                                                                     |                                                                             |                                                                             |                                                                             |                                                                             | 376                                                                         | 376                                                                         | 376                                                                         | 376                                                                         | 376                                                                         | 376                                                                         | 376                                                                         | 376                                                                         | 376                                                                         | 376                                                                         | 376                                                                         | 376                                                                         | 376                                                                         | 376                                                                         | 376                                                                         | 376                                                                         | 376                                                                         | 376                                                                         | 376                                                                         | 376                                                                         | 376                                                                         | 376                                                                         | 376                                                                         | 376                                                                         | 376                                                                         | 376                                                                         | 376                                                                         | 376                                                                         | 376                                                                         | 376                                                                         | 376                                                                         | 376                                                                         | 376                                                                         | 376                                                                         | 376                                                                         | 376                                                                         | 376                                                                         | 376                                                                         | 376                                                                         | 376                                                                         | 376                                                                         | 376                                                                         | 376                                                                         | 376                                                                         | 376                                                                         | 376                                                                         | 376                                                                         | 376                                                                         | 376                                                                         | 376                                                                         | 376                                                                         | 376                                                                         | 376                                                                         | 376                                                                         | 376                                                                         | 376                                                                         | 376                                                                         | 376                                                                         | 376                                                                         | 376                                                                         | 376                                                                         | 376                                                                         | 376                                                                         | 376                                                                         | 376                                                                         | 376                                                                         | 376                                                                         | 376                                                                         | 376                                                                         | 376                                                                         | 376                                                                         | 376                                                                         | 376                                                                         | 376                                                                         | 376                                                                         | 376                                                                         | 376                                                                         | 376                                                                         | 376                                                                         | 376                                                                         | 376                                                                         | 376                                                                         | 376                                                                         | 376                                                                         | 376                                                                         | 376                                                                         | 376                                                                         | 376                                                                         | 376                                                                         | 376                                                                         | 376                                                                         | 376                                                                         | 376                                                                         | 376                                                                         | 376                                                                         | 376                                                                         | 376                                                                         | 376                                                                         | 376                                                                         | 376                                                                         | 376                                                                         | 376                                                                         | 376                                                                         | 376                                                                         | 376                                                                         | 376                                                                         | 376                                                                         | 376                                                                         | 376                                                                         | 376                                                                         | 376                                                                         | 376                                                                         | 376                                                                         | 376                                                                         | 376                                                                         | 376                                                                         | 376                                                                         | 376                                                                         | 376                                                                         | 376                                                                         | 376                                                                         | 376                                                                         | 376                                                                         | 376                                                                         | 376                                                                         | 376                                                                         | 376                                                                         | 376                                                                         | 376                                                                         | 376                                                                         | 376                                                                         | 376                                                                         | 376                                                                         | 376                                                                         | 376                                                                         | 376                                                                         | 376                                                                         | 376                                                                         | 376                                                                         | 376                                                                         | 376                                                                         | 376                                                                         | 376                                                                         | 376                                                                         | 376                                                                         | 376                                                                         | 376                                                                         | 376                                                                         | 376                                                                         | 376                                                                         | 376                                                                         | 376                                                                         | 376                                                                         | 376                                                                         | 376                                                                         | 376                                                                         | 376                                                                         | 376                                                                         | 376                                                                         | 376                                                                         | 376                                                                         | 376                                                                         | 376                                                                         | 376                                                                         | 376                                                                         | 376                                                                         | 376                                                                         | 376                                                                         | 376                                                                         | 376                                                                         | 376                                                                         | 376                                                                         | 376                                                                         | 376                                                                         | 376                                                                         | 376                                                                         | 376                                                                         | 376                                                                         | 376                                                                         | 376                                                                         | 376                                                                         | 376                                                                         | 376                                                                         | 376                                                                         | 376                                                                         | 376                                                                         | 376                                                                         | 376                                                                         | 376                                                                         | 376                                                                         | 376                                                                         | 376                                                                         | 376                                                                         | 376                                                                         | 376                                                                         | 376                                                                         | 376                                                                         | 376                                                                         | 376                                                                         | 376                                                                         | 376                                                                         | 376                                                                         | 376                                                                         | 376                                                                         | 376                                                                         | 376                                                                         | 376                                                                         | 376                                                                         | 376                                                                         | 376                                                                         | 376                                                                         | 376                                                                         | 376                                                                         | 376                                                                         | 376                                                                         | 376                                                                         | 376                                                                         | 376                                                                         | 376                                                                         | 376                                                                         | 376                                                                         | 376                                                                         | 376                                                                         | 376                                                                         | 376                                                                         | 376                                                                         | 376                                                                         | 376                                                                         | 376                                                                         | 376                                                                         | 376                                                                         | 376                                                                         | 376                                                                         | 376                                                                         | 376                                                                         | 376                                                                         | 376                                                                         | 376                                                                         | 376                                                                         | 376                                                                         | 376                                                                         | 376                                                                         | 376                                                                         | 376                                                                         | 376                                                                         | 376                                                                         | 376                                                                         | 376                                                                         | 376                                                                         | 376                                                                         | 376                                                                         | 376                                                                         | 376                                                                         | 376                                                                         | 376                                                                         | 376                                                                         | 376                                                                         | 376                                                                         | 376                                                                         | 376                                                                         | 376                                                                         | 376                                                                         | 376                                                                         | 376                                                                         | 376                                                                         | 376                                                                         | 376                                                                         | 376                                                                         | 376                                                                         | 376                                                                         | 376                                                                         | 376                                                                         | 376                                                                         | 376                                                                         | 376                                                                         | 376                                                                         | 376                                                                         | 376                                                                         | 376                                                                         | 376                                                                         | 376                                                                         | 376                                                                         | 376                                                                         | 376                                                                         | 376                                                                         | 376                                                                         | 376                                                                         | 376                                                                         | 376                                                                         | 376                                                                         | 376                                                                         | 376                                                                         | 376                                                                         | 376                                                                         | 376                                                                         | 376                                                                         |
| Rumänien                                                                    | Rumänien                                                                    | Rumänien                                                                    | Rumänien                                                                    | Rumänien                                                                    | Rumänien                                                                    | Rumänien                                                                    | Rumänien                                                                    | Rumänien                                                                    | Rumänien                                                                    | Rumänien                                                                    | Rumänien                                                                    | Rumänien                                                                    | Rumänien                                                                    | Rumänien                                                                    | Rumänien                                                                    | Rumänien                                                                    | Rumänien                                                                    | Rumänien                                                                    | Rumänien                                                                    | Rumänien                                                                    | Rumänien                                                                    | Rumänien                                                                    | Rumänien                                                                    | Rumänien                                                                    | Rumänien                                                                    | Rumänien                                                                    | Rumänien                                                                    | Rumänien                                                                    | Rumänien                                                                    | Rumänien                                                                    | Rumänien                                                                    | Rumänien                                                                    | Rumänien                                                                    | Rumänien                                                                    | Rumänien                                                                    | Rumänien                                                                    | Rumänien                                                                    | Rumänien                                                                    | Rumänien                                                                    | Rumänien                                                                    | Rumänien                                                                    | Rumänien                                                                    | Rumänien                                                                    | Rumänien                                                                    | Rumänien                                                                    | Rumänien                                                                    | Rumänien                                                                    | Rumänien                                                                    | Rumänien                                                                    |                                                                             |                                                                             |                                                                             |                                                                             | 359                                                                         | 359                                                                         | 359                                                                         | 359                                                                         | 359                                                                         | 359                                                                         | 359                                                                         | 359                                                                         | 359                                                                         | 359                                                                         | 359                                                                         | 359                                                                         | 359                                                                         | 359                                                                         | 359                                                                         | 359                                                                         | 359                                                                         | 359                                                                         | 359                                                                         | 359                                                                         | 359                                                                         | 359                                                                         | 359                                                                         | 359                                                                         | 359                                                                         | 359                                                                         | 359                                                                         | 359                                                                         | 359                                                                         | 359                                                                         | 359                                                                         | 359                                                                         | 359                                                                         | 359                                                                         | 359                                                                         | 359                                                                         | 359                                                                         | 359                                                                         | 359                                                                         | 359                                                                         | 359                                                                         | 359                                                                         | 359                                                                         | 359                                                                         | 359                                                                         | 359                                                                         | 359                                                                         | 359                                                                         | 359                                                                         | 359                                                                         | 359                                                                         | 359                                                                         | 359                                                                         | 359                                                                         | 359                                                                         | 359                                                                         | 359                                                                         | 359                                                                         | 359                                                                         | 359                                                                         | 359                                                                         | 359                                                                         | 359                                                                         | 359                                                                         | 359                                                                         | 359                                                                         | 359                                                                         | 359                                                                         | 359                                                                         | 359                                                                         | 359                                                                         | 359                                                                         | 359                                                                         | 359                                                                         | 359                                                                         | 359                                                                         | 359                                                                         | 359                                                                         | 359                                                                         | 359                                                                         | 359                                                                         | 359                                                                         | 359                                                                         | 359                                                                         | 359                                                                         | 359                                                                         | 359                                                                         | 359                                                                         | 359                                                                         | 359                                                                         | 359                                                                         | 359                                                                         | 359                                                                         | 359                                                                         | 359                                                                         | 359                                                                         | 359                                                                         | 359                                                                         | 359                                                                         | 359                                                                         | 359                                                                         | 359                                                                         | 359                                                                         | 359                                                                         | 359                                                                         | 359                                                                         | 359                                                                         | 359                                                                         | 359                                                                         | 359                                                                         | 359                                                                         | 359                                                                         | 359                                                                         | 359                                                                         | 359                                                                         | 359                                                                         | 359                                                                         | 359                                                                         | 359                                                                         | 359                                                                         | 359                                                                         | 359                                                                         | 359                                                                         | 359                                                                         | 359                                                                         | 359                                                                         | 359                                                                         | 359                                                                         | 359                                                                         | 359                                                                         | 359                                                                         | 359                                                                         | 359                                                                         | 359                                                                         | 359                                                                         | 359                                                                         | 359                                                                         | 359                                                                         | 359                                                                         | 359                                                                         | 359                                                                         | 359                                                                         | 359                                                                         | 359                                                                         | 359                                                                         | 359                                                                         | 359                                                                         | 359                                                                         | 359                                                                         | 359                                                                         | 359                                                                         | 359                                                                         | 359                                                                         | 359                                                                         | 359                                                                         | 359                                                                         | 359                                                                         | 359                                                                         | 359                                                                         | 359                                                                         | 359                                                                         | 359                                                                         | 359                                                                         | 359                                                                         | 359                                                                         | 359                                                                         | 359                                                                         | 359                                                                         | 359                                                                         | 359                                                                         | 359                                                                         | 359                                                                         | 359                                                                         | 359                                                                         | 359                                                                         | 359                                                                         | 359                                                                         | 359                                                                         | 359                                                                         | 359                                                                         | 359                                                                         | 359                                                                         | 359                                                                         | 359                                                                         | 359                                                                         | 359                                                                         | 359                                                                         | 359                                                                         | 359                                                                         | 359                                                                         | 359                                                                         | 359                                                                         | 359                                                                         | 359                                                                         | 359                                                                         | 359                                                                         | 359                                                                         | 359                                                                         | 359                                                                         | 359                                                                         | 359                                                                         | 359                                                                         | 359                                                                         | 359                                                                         | 359                                                                         | 359                                                                         | 359                                                                         | 359                                                                         | 359                                                                         | 359                                                                         | 359                                                                         | 359                                                                         | 359                                                                         | 359                                                                         | 359                                                                         | 359                                                                         | 359                                                                         | 359                                                                         | 359                                                                         | 359                                                                         | 359                                                                         | 359                                                                         | 359                                                                         | 359                                                                         | 359                                                                         | 359                                                                         | 359                                                                         | 359                                                                         | 359                                                                         | 359                                                                         | 359                                                                         | 359                                                                         | 359                                                                         | 359                                                                         | 359                                                                         | 359                                                                         | 359                                                                         | 359                                                                         | 359                                                                         | 359                                                                         | 359                                                                         | 359                                                                         | 359                                                                         | 359                                                                         | 359                                                                         | 359                                                                         | 359                                                                         | 359                                                                         | 359                                                                         | 359                                                                         | 359                                                                         | 359                                                                         | 359                                                                         | 359                                                                         | 359                                                                         | 359                                                                         | 359                                                                         | 359                                                                         | 359                                                                         | 359                                                                         | 359                                                                         | 359                                                                         | 359                                                                         | 359                                                                         | 359                                                                         | 359                                                                         | 359                                                                         | 359                                                                         | 359                                                                         | 359                                                                         | 359                                                                         | 359                                                                         | 359                                                                         | 359                                                                         | 359                                                                         | 359                                                                         | 359                                                                         | 359                                                                         | 359                                                                         | 359                                                                         | 359                                                                         | 359                                                                         | 359                                                                         | 359                                                                         | 359                                                                         | 359                                                                         | 359                                                                         | 359                                                                         | 359                                                                         | 359                                                                         | 359                                                                         | 359                                                                         | 359                                                                         | 359                                                                         | 359                                                                         | 359                                                                         |
| Taiwan                                                                      | Taiwan                                                                      | Taiwan                                                                      | Taiwan                                                                      | Taiwan                                                                      | Taiwan                                                                      | Taiwan                                                                      | Taiwan                                                                      | Taiwan                                                                      | Taiwan                                                                      | Taiwan                                                                      | Taiwan                                                                      | Taiwan                                                                      | Taiwan                                                                      | Taiwan                                                                      | Taiwan                                                                      | Taiwan                                                                      | Taiwan                                                                      | Taiwan                                                                      | Taiwan                                                                      | Taiwan                                                                      | Taiwan                                                                      | Taiwan                                                                      | Taiwan                                                                      | Taiwan                                                                      | Taiwan                                                                      | Taiwan                                                                      | Taiwan                                                                      | Taiwan                                                                      | Taiwan                                                                      | Taiwan                                                                      | Taiwan                                                                      | Taiwan                                                                      | Taiwan                                                                      | Taiwan                                                                      | Taiwan                                                                      | Taiwan                                                                      | Taiwan                                                                      | Taiwan                                                                      | Taiwan                                                                      | Taiwan                                                                      | Taiwan                                                                      | Taiwan                                                                      | Taiwan                                                                      | Taiwan                                                                      | Taiwan                                                                      | Taiwan                                                                      | Taiwan                                                                      | Taiwan                                                                      | Taiwan                                                                      |                                                                             |                                                                             |                                                                             | 292                                                                         | 292                                                                         | 292                                                                         | 292                                                                         | 292                                                                         | 292                                                                         | 292                                                                         | 292                                                                         | 292                                                                         | 292                                                                         | 292                                                                         | 292                                                                         | 292                                                                         | 292                                                                         | 292                                                                         | 292                                                                         | 292                                                                         | 292                                                                         | 292                                                                         | 292                                                                         | 292                                                                         | 292                                                                         | 292                                                                         | 292                                                                         | 292                                                                         | 292                                                                         | 292                                                                         | 292                                                                         | 292                                                                         | 292                                                                         | 292                                                                         | 292                                                                         | 292                                                                         | 292                                                                         | 292                                                                         | 292                                                                         | 292                                                                         | 292                                                                         | 292                                                                         | 292                                                                         | 292                                                                         | 292                                                                         | 292                                                                         | 292                                                                         | 292                                                                         | 292                                                                         | 292                                                                         | 292                                                                         | 292                                                                         | 292                                                                         | 292                                                                         | 292                                                                         | 292                                                                         | 292                                                                         | 292                                                                         | 292                                                                         | 292                                                                         | 292                                                                         | 292                                                                         | 292                                                                         | 292                                                                         | 292                                                                         | 292                                                                         | 292                                                                         | 292                                                                         | 292                                                                         | 292                                                                         | 292                                                                         | 292                                                                         | 292                                                                         | 292                                                                         | 292                                                                         | 292                                                                         | 292                                                                         | 292                                                                         | 292                                                                         | 292                                                                         | 292                                                                         | 292                                                                         | 292                                                                         | 292                                                                         | 292                                                                         | 292                                                                         | 292                                                                         | 292                                                                         | 292                                                                         | 292                                                                         | 292                                                                         | 292                                                                         | 292                                                                         | 292                                                                         | 292                                                                         | 292                                                                         | 292                                                                         | 292                                                                         | 292                                                                         | 292                                                                         | 292                                                                         | 292                                                                         | 292                                                                         | 292                                                                         | 292                                                                         | 292                                                                         | 292                                                                         | 292                                                                         | 292                                                                         | 292                                                                         | 292                                                                         | 292                                                                         | 292                                                                         | 292                                                                         | 292                                                                         | 292                                                                         | 292                                                                         | 292                                                                         | 292                                                                         | 292                                                                         | 292                                                                         | 292                                                                         | 292                                                                         | 292                                                                         | 292                                                                         | 292                                                                         | 292                                                                         | 292                                                                         | 292                                                                         | 292                                                                         | 292                                                                         | 292                                                                         | 292                                                                         | 292                                                                         | 292                                                                         | 292                                                                         | 292                                                                         | 292                                                                         | 292                                                                         | 292                                                                         | 292                                                                         | 292                                                                         | 292                                                                         | 292                                                                         | 292                                                                         | 292                                                                         | 292                                                                         | 292                                                                         | 292                                                                         | 292                                                                         | 292                                                                         | 292                                                                         | 292                                                                         | 292                                                                         | 292                                                                         | 292                                                                         | 292                                                                         | 292                                                                         | 292                                                                         | 292                                                                         | 292                                                                         | 292                                                                         | 292                                                                         | 292                                                                         | 292                                                                         | 292                                                                         | 292                                                                         | 292                                                                         | 292                                                                         | 292                                                                         | 292                                                                         | 292                                                                         | 292                                                                         | 292                                                                         | 292                                                                         | 292                                                                         | 292                                                                         | 292                                                                         | 292                                                                         | 292                                                                         | 292                                                                         | 292                                                                         | 292                                                                         | 292                                                                         | 292                                                                         | 292                                                                         | 292                                                                         | 292                                                                         | 292                                                                         | 292                                                                         | 292                                                                         | 292                                                                         | 292                                                                         | 292                                                                         | 292                                                                         | 292                                                                         | 292                                                                         | 292                                                                         | 292                                                                         | 292                                                                         | 292                                                                         | 292                                                                         | 292                                                                         | 292                                                                         | 292                                                                         | 292                                                                         | 292                                                                         | 292                                                                         | 292                                                                         | 292                                                                         | 292                                                                         | 292                                                                         | 292                                                                         | 292                                                                         | 292                                                                         | 292                                                                         | 292                                                                         | 292                                                                         | 292                                                                         | 292                                                                         | 292                                                                         | 292                                                                         | 292                                                                         | 292                                                                         | 292                                                                         | 292                                                                         | 292                                                                         | 292                                                                         | 292                                                                         | 292                                                                         | 292                                                                         | 292                                                                         | 292                                                                         | 292                                                                         | 292                                                                         | 292                                                                         | 292                                                                         | 292                                                                         | 292                                                                         | 292                                                                         | 292                                                                         | 292                                                                         | 292                                                                         | 292                                                                         | 292                                                                         | 292                                                                         | 292                                                                         | 292                                                                         | 292                                                                         | 292                                                                         | 292                                                                         | 292                                                                         | 292                                                                         | 292                                                                         | 292                                                                         | 292                                                                         | 292                                                                         | 292                                                                         | 292                                                                         | 292                                                                         | 292                                                                         | 292                                                                         | 292                                                                         | 292                                                                         | 292                                                                         | 292                                                                         | 292                                                                         | 292                                                                         | 292                                                                         | 292                                                                         | 292                                                                         | 292                                                                         | 292                                                                         | 292                                                                         | 292                                                                         | 292                                                                         | 292                                                                         | 292                                                                         | 292                                                                         | 292                                                                         | 292                                                                         | 292                                                                         | 292                                                                         | 292                                                                         | 292                                                                         | 292                                                                         | 292                                                                         | 292                                                                         | 292                                                                         | 292                                                                         | 292                                                                         | 292                                                                         | 292                                                                         | 292                                                                         | 292                                                                         | 292                                                                         | 292                                                                         | 292                                                                         | 292                                                                         | 292                                                                         |
| Vietnam                                                                     | Vietnam                                                                     | Vietnam                                                                     | Vietnam                                                                     | Vietnam                                                                     | Vietnam                                                                     | Vietnam                                                                     | Vietnam                                                                     | Vietnam                                                                     | Vietnam                                                                     | Vietnam                                                                     | Vietnam                                                                     | Vietnam                                                                     | Vietnam                                                                     | Vietnam                                                                     | Vietnam                                                                     | Vietnam                                                                     | Vietnam                                                                     | Vietnam                                                                     | Vietnam                                                                     | Vietnam                                                                     | Vietnam                                                                     | Vietnam                                                                     | Vietnam                                                                     | Vietnam                                                                     | Vietnam                                                                     | Vietnam                                                                     | Vietnam                                                                     | Vietnam                                                                     | Vietnam                                                                     | Vietnam                                                                     | Vietnam                                                                     | Vietnam                                                                     | Vietnam                                                                     | Vietnam                                                                     | Vietnam                                                                     | Vietnam                                                                     | Vietnam                                                                     | Vietnam                                                                     | Vietnam                                                                     | Vietnam                                                                     | Vietnam                                                                     | Vietnam                                                                     | Vietnam                                                                     | Vietnam                                                                     | Vietnam                                                                     | Vietnam                                                                     | Vietnam                                                                     | Vietnam                                                                     | Vietnam                                                                     |                                                                             |                                                                             | 236                                                                         | 236                                                                         | 236                                                                         | 236                                                                         | 236                                                                         | 236                                                                         | 236                                                                         | 236                                                                         | 236                                                                         | 236                                                                         | 236                                                                         | 236                                                                         | 236                                                                         | 236                                                                         | 236                                                                         | 236                                                                         | 236                                                                         | 236                                                                         | 236                                                                         | 236                                                                         | 236                                                                         | 236                                                                         | 236                                                                         | 236                                                                         | 236                                                                         | 236                                                                         | 236                                                                         | 236                                                                         | 236                                                                         | 236                                                                         | 236                                                                         | 236                                                                         | 236                                                                         | 236                                                                         | 236                                                                         | 236                                                                         | 236                                                                         | 236                                                                         | 236                                                                         | 236                                                                         | 236                                                                         | 236                                                                         | 236                                                                         | 236                                                                         | 236                                                                         | 236                                                                         | 236                                                                         | 236                                                                         | 236                                                                         | 236                                                                         | 236                                                                         | 236                                                                         | 236                                                                         | 236                                                                         | 236                                                                         | 236                                                                         | 236                                                                         | 236                                                                         | 236                                                                         | 236                                                                         | 236                                                                         | 236                                                                         | 236                                                                         | 236                                                                         | 236                                                                         | 236                                                                         | 236                                                                         | 236                                                                         | 236                                                                         | 236                                                                         | 236                                                                         | 236                                                                         | 236                                                                         | 236                                                                         | 236                                                                         | 236                                                                         | 236                                                                         | 236                                                                         | 236                                                                         | 236                                                                         | 236                                                                         | 236                                                                         | 236                                                                         | 236                                                                         | 236                                                                         | 236                                                                         | 236                                                                         | 236                                                                         | 236                                                                         | 236                                                                         | 236                                                                         | 236                                                                         | 236                                                                         | 236                                                                         | 236                                                                         | 236                                                                         | 236                                                                         | 236                                                                         | 236                                                                         | 236                                                                         | 236                                                                         | 236                                                                         | 236                                                                         | 236                                                                         | 236                                                                         | 236                                                                         | 236                                                                         | 236                                                                         | 236                                                                         | 236                                                                         | 236                                                                         | 236                                                                         | 236                                                                         | 236                                                                         | 236                                                                         | 236                                                                         | 236                                                                         | 236                                                                         | 236                                                                         | 236                                                                         | 236                                                                         | 236                                                                         | 236                                                                         | 236                                                                         | 236                                                                         | 236                                                                         | 236                                                                         | 236                                                                         | 236                                                                         | 236                                                                         | 236                                                                         | 236                                                                         | 236                                                                         | 236                                                                         | 236                                                                         | 236                                                                         | 236                                                                         | 236                                                                         | 236                                                                         | 236                                                                         | 236                                                                         | 236                                                                         | 236                                                                         | 236                                                                         | 236                                                                         | 236                                                                         | 236                                                                         | 236                                                                         | 236                                                                         | 236                                                                         | 236                                                                         | 236                                                                         | 236                                                                         | 236                                                                         | 236                                                                         | 236                                                                         | 236                                                                         | 236                                                                         | 236                                                                         | 236                                                                         | 236                                                                         | 236                                                                         | 236                                                                         | 236                                                                         | 236                                                                         | 236                                                                         | 236                                                                         | 236                                                                         | 236                                                                         | 236                                                                         | 236                                                                         | 236                                                                         | 236                                                                         | 236                                                                         | 236                                                                         | 236                                                                         | 236                                                                         | 236                                                                         | 236                                                                         | 236                                                                         | 236                                                                         | 236                                                                         | 236                                                                         | 236                                                                         | 236                                                                         | 236                                                                         | 236                                                                         | 236                                                                         | 236                                                                         | 236                                                                         | 236                                                                         | 236                                                                         | 236                                                                         | 236                                                                         | 236                                                                         | 236                                                                         | 236                                                                         | 236                                                                         | 236                                                                         | 236                                                                         | 236                                                                         | 236                                                                         | 236                                                                         | 236                                                                         | 236                                                                         | 236                                                                         | 236                                                                         | 236                                                                         | 236                                                                         | 236                                                                         | 236                                                                         | 236                                                                         | 236                                                                         | 236                                                                         | 236                                                                         | 236                                                                         | 236                                                                         | 236                                                                         | 236                                                                         | 236                                                                         | 236                                                                         | 236                                                                         | 236                                                                         | 236                                                                         | 236                                                                         | 236                                                                         | 236                                                                         | 236                                                                         | 236                                                                         | 236                                                                         | 236                                                                         | 236                                                                         | 236                                                                         | 236                                                                         | 236                                                                         | 236                                                                         | 236                                                                         | 236                                                                         | 236                                                                         | 236                                                                         | 236                                                                         | 236                                                                         | 236                                                                         | 236                                                                         | 236                                                                         | 236                                                                         | 236                                                                         | 236                                                                         | 236                                                                         | 236                                                                         | 236                                                                         | 236                                                                         | 236                                                                         | 236                                                                         | 236                                                                         | 236                                                                         | 236                                                                         | 236                                                                         | 236                                                                         | 236                                                                         | 236                                                                         | 236                                                                         | 236                                                                         | 236                                                                         | 236                                                                         | 236                                                                         | 236                                                                         | 236                                                                         | 236                                                                         | 236                                                                         | 236                                                                         | 236                                                                         | 236                                                                         | 236                                                                         | 236                                                                         | 236                                                                         | 236                                                                         | 236                                                                         | 236                                                                         | 236                                                                         | 236                                                                         | 236                                                                         | 236                                                                         | 236                                                                         | 236                                                                         | 236                                                                         | 236                                                                         | 236                                                                         | 236                                                                         | 236                                                                         | 236                                                                         | 236                                                                         | 236                                                                         | 236                                                                         | 236                                                                         | 236                                                                         | 236                                                                         | 236                                                                         |
| Pakistan                                                                    | Pakistan                                                                    | Pakistan                                                                    | Pakistan                                                                    | Pakistan                                                                    | Pakistan                                                                    | Pakistan                                                                    | Pakistan                                                                    | Pakistan                                                                    | Pakistan                                                                    | Pakistan                                                                    | Pakistan                                                                    | Pakistan                                                                    | Pakistan                                                                    | Pakistan                                                                    | Pakistan                                                                    | Pakistan                                                                    | Pakistan                                                                    | Pakistan                                                                    | Pakistan                                                                    | Pakistan                                                                    | Pakistan                                                                    | Pakistan                                                                    | Pakistan                                                                    | Pakistan                                                                    | Pakistan                                                                    | Pakistan                                                                    | Pakistan                                                                    | Pakistan                                                                    | Pakistan                                                                    | Pakistan                                                                    | Pakistan                                                                    | Pakistan                                                                    | Pakistan                                                                    | Pakistan                                                                    | Pakistan                                                                    | Pakistan                                                                    | Pakistan                                                                    | Pakistan                                                                    | Pakistan                                                                    | Pakistan                                                                    | Pakistan                                                                    | Pakistan                                                                    | Pakistan                                                                    | Pakistan                                                                    | Pakistan                                                                    | Pakistan                                                                    | Pakistan                                                                    | Pakistan                                                                    | Pakistan                                                                    |                                                                             |                                                                             | 230                                                                         | 230                                                                         | 230                                                                         | 230                                                                         | 230                                                                         | 230                                                                         | 230                                                                         | 230                                                                         | 230                                                                         | 230                                                                         | 230                                                                         | 230                                                                         | 230                                                                         | 230                                                                         | 230                                                                         | 230                                                                         | 230                                                                         | 230                                                                         | 230                                                                         | 230                                                                         | 230                                                                         | 230                                                                         | 230                                                                         | 230                                                                         | 230                                                                         | 230                                                                         | 230                                                                         | 230                                                                         | 230                                                                         | 230                                                                         | 230                                                                         | 230                                                                         | 230                                                                         | 230                                                                         | 230                                                                         | 230                                                                         | 230                                                                         | 230                                                                         | 230                                                                         | 230                                                                         | 230                                                                         | 230                                                                         | 230                                                                         | 230                                                                         | 230                                                                         | 230                                                                         | 230                                                                         | 230                                                                         | 230                                                                         | 230                                                                         | 230                                                                         | 230                                                                         | 230                                                                         | 230                                                                         | 230                                                                         | 230                                                                         | 230                                                                         | 230                                                                         | 230                                                                         | 230                                                                         | 230                                                                         | 230                                                                         | 230                                                                         | 230                                                                         | 230                                                                         | 230                                                                         | 230                                                                         | 230                                                                         | 230                                                                         | 230                                                                         | 230                                                                         | 230                                                                         | 230                                                                         | 230                                                                         | 230                                                                         | 230                                                                         | 230                                                                         | 230                                                                         | 230                                                                         | 230                                                                         | 230                                                                         | 230                                                                         | 230                                                                         | 230                                                                         | 230                                                                         | 230                                                                         | 230                                                                         | 230                                                                         | 230                                                                         | 230                                                                         | 230                                                                         | 230                                                                         | 230                                                                         | 230                                                                         | 230                                                                         | 230                                                                         | 230                                                                         | 230                                                                         | 230                                                                         | 230                                                                         | 230                                                                         | 230                                                                         | 230                                                                         | 230                                                                         | 230                                                                         | 230                                                                         | 230                                                                         | 230                                                                         | 230                                                                         | 230                                                                         | 230                                                                         | 230                                                                         | 230                                                                         | 230                                                                         | 230                                                                         | 230                                                                         | 230                                                                         | 230                                                                         | 230                                                                         | 230                                                                         | 230                                                                         | 230                                                                         | 230                                                                         | 230                                                                         | 230                                                                         | 230                                                                         | 230                                                                         | 230                                                                         | 230                                                                         | 230                                                                         | 230                                                                         | 230                                                                         | 230                                                                         | 230                                                                         | 230                                                                         | 230                                                                         | 230                                                                         | 230                                                                         | 230                                                                         | 230                                                                         | 230                                                                         | 230                                                                         | 230                                                                         | 230                                                                         | 230                                                                         | 230                                                                         | 230                                                                         | 230                                                                         | 230                                                                         | 230                                                                         | 230                                                                         | 230                                                                         | 230                                                                         | 230                                                                         | 230                                                                         | 230                                                                         | 230                                                                         | 230                                                                         | 230                                                                         | 230                                                                         | 230                                                                         | 230                                                                         | 230                                                                         | 230                                                                         | 230                                                                         | 230                                                                         | 230                                                                         | 230                                                                         | 230                                                                         | 230                                                                         | 230                                                                         | 230                                                                         | 230                                                                         | 230                                                                         | 230                                                                         | 230                                                                         | 230                                                                         | 230                                                                         | 230                                                                         | 230                                                                         | 230                                                                         | 230                                                                         | 230                                                                         | 230                                                                         | 230                                                                         | 230                                                                         | 230                                                                         | 230                                                                         | 230                                                                         | 230                                                                         | 230                                                                         | 230                                                                         | 230                                                                         | 230                                                                         | 230                                                                         | 230                                                                         | 230                                                                         | 230                                                                         | 230                                                                         | 230                                                                         | 230                                                                         | 230                                                                         | 230                                                                         | 230                                                                         | 230                                                                         | 230                                                                         | 230                                                                         | 230                                                                         | 230                                                                         | 230                                                                         | 230                                                                         | 230                                                                         | 230                                                                         | 230                                                                         | 230                                                                         | 230                                                                         | 230                                                                         | 230                                                                         | 230                                                                         | 230                                                                         | 230                                                                         | 230                                                                         | 230                                                                         | 230                                                                         | 230                                                                         | 230                                                                         | 230                                                                         | 230                                                                         | 230                                                                         | 230                                                                         | 230                                                                         | 230                                                                         | 230                                                                         | 230                                                                         | 230                                                                         | 230                                                                         | 230                                                                         | 230                                                                         | 230                                                                         | 230                                                                         | 230                                                                         | 230                                                                         | 230                                                                         | 230                                                                         | 230                                                                         | 230                                                                         | 230                                                                         | 230                                                                         | 230                                                                         | 230                                                                         | 230                                                                         | 230                                                                         | 230                                                                         | 230                                                                         | 230                                                                         | 230                                                                         | 230                                                                         | 230                                                                         | 230                                                                         | 230                                                                         | 230                                                                         | 230                                                                         | 230                                                                         | 230                                                                         | 230                                                                         | 230                                                                         | 230                                                                         | 230                                                                         | 230                                                                         | 230                                                                         | 230                                                                         | 230                                                                         | 230                                                                         | 230                                                                         | 230                                                                         | 230                                                                         | 230                                                                         | 230                                                                         | 230                                                                         | 230                                                                         | 230                                                                         | 230                                                                         | 230                                                                         | 230                                                                         | 230                                                                         | 230                                                                         | 230                                                                         | 230                                                                         | 230                                                                         | 230                                                                         | 230                                                                         | 230                                                                         | 230                                                                         | 230                                                                         | 230                                                                         | 230                                                                         | 230                                                                         | 230                                                                         |
| Schweden                                                                    | Schweden                                                                    | Schweden                                                                    | Schweden                                                                    | Schweden                                                                    | Schweden                                                                    | Schweden                                                                    | Schweden                                                                    | Schweden                                                                    | Schweden                                                                    | Schweden                                                                    | Schweden                                                                    | Schweden                                                                    | Schweden                                                                    | Schweden                                                                    | Schweden                                                                    | Schweden                                                                    | Schweden                                                                    | Schweden                                                                    | Schweden                                                                    | Schweden                                                                    | Schweden                                                                    | Schweden                                                                    | Schweden                                                                    | Schweden                                                                    | Schweden                                                                    | Schweden                                                                    | Schweden                                                                    | Schweden                                                                    | Schweden                                                                    | Schweden                                                                    | Schweden                                                                    | Schweden                                                                    | Schweden                                                                    | Schweden                                                                    | Schweden                                                                    | Schweden                                                                    | Schweden                                                                    | Schweden                                                                    | Schweden                                                                    | Schweden                                                                    | Schweden                                                                    | Schweden                                                                    | Schweden                                                                    | Schweden                                                                    | Schweden                                                                    | Schweden                                                                    | Schweden                                                                    | Schweden                                                                    | Schweden                                                                    |                                                                             |                                                                             | 226 (Zahlen von 2011; nur Pkw)                                              | 226 (Zahlen von 2011; nur Pkw)                                              | 226 (Zahlen von 2011; nur Pkw)                                              | 226 (Zahlen von 2011; nur Pkw)                                              | 226 (Zahlen von 2011; nur Pkw)                                              | 226 (Zahlen von 2011; nur Pkw)                                              | 226 (Zahlen von 2011; nur Pkw)                                              | 226 (Zahlen von 2011; nur Pkw)                                              | 226 (Zahlen von 2011; nur Pkw)                                              | 226 (Zahlen von 2011; nur Pkw)                                              | 226 (Zahlen von 2011; nur Pkw)                                              | 226 (Zahlen von 2011; nur Pkw)                                              | 226 (Zahlen von 2011; nur Pkw)                                              | 226 (Zahlen von 2011; nur Pkw)                                              | 226 (Zahlen von 2011; nur Pkw)                                              | 226 (Zahlen von 2011; nur Pkw)                                              | 226 (Zahlen von 2011; nur Pkw)                                              | 226 (Zahlen von 2011; nur Pkw)                                              | 226 (Zahlen von 2011; nur Pkw)                                              | 226 (Zahlen von 2011; nur Pkw)                                              | 226 (Zahlen von 2011; nur Pkw)                                              | 226 (Zahlen von 2011; nur Pkw)                                              | 226 (Zahlen von 2011; nur Pkw)                                              | 226 (Zahlen von 2011; nur Pkw)                                              | 226 (Zahlen von 2011; nur Pkw)                                              | 226 (Zahlen von 2011; nur Pkw)                                              | 226 (Zahlen von 2011; nur Pkw)                                              | 226 (Zahlen von 2011; nur Pkw)                                              | 226 (Zahlen von 2011; nur Pkw)                                              | 226 (Zahlen von 2011; nur Pkw)                                              | 226 (Zahlen von 2011; nur Pkw)                                              | 226 (Zahlen von 2011; nur Pkw)                                              | 226 (Zahlen von 2011; nur Pkw)                                              | 226 (Zahlen von 2011; nur Pkw)                                              | 226 (Zahlen von 2011; nur Pkw)                                              | 226 (Zahlen von 2011; nur Pkw)                                              | 226 (Zahlen von 2011; nur Pkw)                                              | 226 (Zahlen von 2011; nur Pkw)                                              | 226 (Zahlen von 2011; nur Pkw)                                              | 226 (Zahlen von 2011; nur Pkw)                                              | 226 (Zahlen von 2011; nur Pkw)                                              | 226 (Zahlen von 2011; nur Pkw)                                              | 226 (Zahlen von 2011; nur Pkw)                                              | 226 (Zahlen von 2011; nur Pkw)                                              | 226 (Zahlen von 2011; nur Pkw)                                              | 226 (Zahlen von 2011; nur Pkw)                                              | 226 (Zahlen von 2011; nur Pkw)                                              | 226 (Zahlen von 2011; nur Pkw)                                              | 226 (Zahlen von 2011; nur Pkw)                                              | 226 (Zahlen von 2011; nur Pkw)                                              | 226 (Zahlen von 2011; nur Pkw)                                              | 226 (Zahlen von 2011; nur Pkw)                                              | 226 (Zahlen von 2011; nur Pkw)                                              | 226 (Zahlen von 2011; nur Pkw)                                              | 226 (Zahlen von 2011; nur Pkw)                                              | 226 (Zahlen von 2011; nur Pkw)                                              | 226 (Zahlen von 2011; nur Pkw)                                              | 226 (Zahlen von 2011; nur Pkw)                                              | 226 (Zahlen von 2011; nur Pkw)                                              | 226 (Zahlen von 2011; nur Pkw)                                              | 226 (Zahlen von 2011; nur Pkw)                                              | 226 (Zahlen von 2011; nur Pkw)                                              | 226 (Zahlen von 2011; nur Pkw)                                              | 226 (Zahlen von 2011; nur Pkw)                                              | 226 (Zahlen von 2011; nur Pkw)                                              | 226 (Zahlen von 2011; nur Pkw)                                              | 226 (Zahlen von 2011; nur Pkw)                                              | 226 (Zahlen von 2011; nur Pkw)                                              | 226 (Zahlen von 2011; nur Pkw)                                              | 226 (Zahlen von 2011; nur Pkw)                                              | 226 (Zahlen von 2011; nur Pkw)                                              | 226 (Zahlen von 2011; nur Pkw)                                              | 226 (Zahlen von 2011; nur Pkw)                                              | 226 (Zahlen von 2011; nur Pkw)                                              | 226 (Zahlen von 2011; nur Pkw)                                              | 226 (Zahlen von 2011; nur Pkw)                                              | 226 (Zahlen von 2011; nur Pkw)                                              | 226 (Zahlen von 2011; nur Pkw)                                              | 226 (Zahlen von 2011; nur Pkw)                                              | 226 (Zahlen von 2011; nur Pkw)                                              | 226 (Zahlen von 2011; nur Pkw)                                              | 226 (Zahlen von 2011; nur Pkw)                                              | 226 (Zahlen von 2011; nur Pkw)                                              | 226 (Zahlen von 2011; nur Pkw)                                              | 226 (Zahlen von 2011; nur Pkw)                                              | 226 (Zahlen von 2011; nur Pkw)                                              | 226 (Zahlen von 2011; nur Pkw)                                              | 226 (Zahlen von 2011; nur Pkw)                                              | 226 (Zahlen von 2011; nur Pkw)                                              | 226 (Zahlen von 2011; nur Pkw)                                              | 226 (Zahlen von 2011; nur Pkw)                                              | 226 (Zahlen von 2011; nur Pkw)                                              | 226 (Zahlen von 2011; nur Pkw)                                              | 226 (Zahlen von 2011; nur Pkw)                                              | 226 (Zahlen von 2011; nur Pkw)                                              | 226 (Zahlen von 2011; nur Pkw)                                              | 226 (Zahlen von 2011; nur Pkw)                                              | 226 (Zahlen von 2011; nur Pkw)                                              | 226 (Zahlen von 2011; nur Pkw)                                              | 226 (Zahlen von 2011; nur Pkw)                                              | 226 (Zahlen von 2011; nur Pkw)                                              | 226 (Zahlen von 2011; nur Pkw)                                              | 226 (Zahlen von 2011; nur Pkw)                                              | 226 (Zahlen von 2011; nur Pkw)                                              | 226 (Zahlen von 2011; nur Pkw)                                              | 226 (Zahlen von 2011; nur Pkw)                                              | 226 (Zahlen von 2011; nur Pkw)                                              | 226 (Zahlen von 2011; nur Pkw)                                              | 226 (Zahlen von 2011; nur Pkw)                                              | 226 (Zahlen von 2011; nur Pkw)                                              | 226 (Zahlen von 2011; nur Pkw)                                              | 226 (Zahlen von 2011; nur Pkw)                                              | 226 (Zahlen von 2011; nur Pkw)                                              | 226 (Zahlen von 2011; nur Pkw)                                              | 226 (Zahlen von 2011; nur Pkw)                                              | 226 (Zahlen von 2011; nur Pkw)                                              | 226 (Zahlen von 2011; nur Pkw)                                              | 226 (Zahlen von 2011; nur Pkw)                                              | 226 (Zahlen von 2011; nur Pkw)                                              | 226 (Zahlen von 2011; nur Pkw)                                              | 226 (Zahlen von 2011; nur Pkw)                                              | 226 (Zahlen von 2011; nur Pkw)                                              | 226 (Zahlen von 2011; nur Pkw)                                              | 226 (Zahlen von 2011; nur Pkw)                                              | 226 (Zahlen von 2011; nur Pkw)                                              | 226 (Zahlen von 2011; nur Pkw)                                              | 226 (Zahlen von 2011; nur Pkw)                                              | 226 (Zahlen von 2011; nur Pkw)                                              | 226 (Zahlen von 2011; nur Pkw)                                              | 226 (Zahlen von 2011; nur Pkw)                                              | 226 (Zahlen von 2011; nur Pkw)                                              | 226 (Zahlen von 2011; nur Pkw)                                              | 226 (Zahlen von 2011; nur Pkw)                                              | 226 (Zahlen von 2011; nur Pkw)                                              | 226 (Zahlen von 2011; nur Pkw)                                              | 226 (Zahlen von 2011; nur Pkw)                                              | 226 (Zahlen von 2011; nur Pkw)                                              | 226 (Zahlen von 2011; nur Pkw)                                              | 226 (Zahlen von 2011; nur Pkw)                                              | 226 (Zahlen von 2011; nur Pkw)                                              | 226 (Zahlen von 2011; nur Pkw)                                              | 226 (Zahlen von 2011; nur Pkw)                                              | 226 (Zahlen von 2011; nur Pkw)                                              | 226 (Zahlen von 2011; nur Pkw)                                              | 226 (Zahlen von 2011; nur Pkw)                                              | 226 (Zahlen von 2011; nur Pkw)                                              | 226 (Zahlen von 2011; nur Pkw)                                              | 226 (Zahlen von 2011; nur Pkw)                                              | 226 (Zahlen von 2011; nur Pkw)                                              | 226 (Zahlen von 2011; nur Pkw)                                              | 226 (Zahlen von 2011; nur Pkw)                                              | 226 (Zahlen von 2011; nur Pkw)                                              | 226 (Zahlen von 2011; nur Pkw)                                              | 226 (Zahlen von 2011; nur Pkw)                                              | 226 (Zahlen von 2011; nur Pkw)                                              | 226 (Zahlen von 2011; nur Pkw)                                              | 226 (Zahlen von 2011; nur Pkw)                                              | 226 (Zahlen von 2011; nur Pkw)                                              | 226 (Zahlen von 2011; nur Pkw)                                              | 226 (Zahlen von 2011; nur Pkw)                                              | 226 (Zahlen von 2011; nur Pkw)                                              | 226 (Zahlen von 2011; nur Pkw)                                              | 226 (Zahlen von 2011; nur Pkw)                                              | 226 (Zahlen von 2011; nur Pkw)                                              | 226 (Zahlen von 2011; nur Pkw)                                              | 226 (Zahlen von 2011; nur Pkw)                                              | 226 (Zahlen von 2011; nur Pkw)                                              | 226 (Zahlen von 2011; nur Pkw)                                              | 226 (Zahlen von 2011; nur Pkw)                                              | 226 (Zahlen von 2011; nur Pkw)                                              | 226 (Zahlen von 2011; nur Pkw)                                              | 226 (Zahlen von 2011; nur Pkw)                                              | 226 (Zahlen von 2011; nur Pkw)                                              | 226 (Zahlen von 2011; nur Pkw)                                              | 226 (Zahlen von 2011; nur Pkw)                                              | 226 (Zahlen von 2011; nur Pkw)                                              | 226 (Zahlen von 2011; nur Pkw)                                              | 226 (Zahlen von 2011; nur Pkw)                                              | 226 (Zahlen von 2011; nur Pkw)                                              | 226 (Zahlen von 2011; nur Pkw)                                              | 226 (Zahlen von 2011; nur Pkw)                                              | 226 (Zahlen von 2011; nur Pkw)                                              | 226 (Zahlen von 2011; nur Pkw)                                              | 226 (Zahlen von 2011; nur Pkw)                                              | 226 (Zahlen von 2011; nur Pkw)                                              | 226 (Zahlen von 2011; nur Pkw)                                              | 226 (Zahlen von 2011; nur Pkw)                                              | 226 (Zahlen von 2011; nur Pkw)                                              | 226 (Zahlen von 2011; nur Pkw)                                              | 226 (Zahlen von 2011; nur Pkw)                                              | 226 (Zahlen von 2011; nur Pkw)                                              | 226 (Zahlen von 2011; nur Pkw)                                              | 226 (Zahlen von 2011; nur Pkw)                                              | 226 (Zahlen von 2011; nur Pkw)                                              | 226 (Zahlen von 2011; nur Pkw)                                              | 226 (Zahlen von 2011; nur Pkw)                                              | 226 (Zahlen von 2011; nur Pkw)                                              | 226 (Zahlen von 2011; nur Pkw)                                              | 226 (Zahlen von 2011; nur Pkw)                                              | 226 (Zahlen von 2011; nur Pkw)                                              | 226 (Zahlen von 2011; nur Pkw)                                              | 226 (Zahlen von 2011; nur Pkw)                                              | 226 (Zahlen von 2011; nur Pkw)                                              | 226 (Zahlen von 2011; nur Pkw)                                              | 226 (Zahlen von 2011; nur Pkw)                                              | 226 (Zahlen von 2011; nur Pkw)                                              | 226 (Zahlen von 2011; nur Pkw)                                              | 226 (Zahlen von 2011; nur Pkw)                                              | 226 (Zahlen von 2011; nur Pkw)                                              | 226 (Zahlen von 2011; nur Pkw)                                              | 226 (Zahlen von 2011; nur Pkw)                                              | 226 (Zahlen von 2011; nur Pkw)                                              | 226 (Zahlen von 2011; nur Pkw)                                              | 226 (Zahlen von 2011; nur Pkw)                                              | 226 (Zahlen von 2011; nur Pkw)                                              | 226 (Zahlen von 2011; nur Pkw)                                              | 226 (Zahlen von 2011; nur Pkw)                                              | 226 (Zahlen von 2011; nur Pkw)                                              | 226 (Zahlen von 2011; nur Pkw)                                              | 226 (Zahlen von 2011; nur Pkw)                                              | 226 (Zahlen von 2011; nur Pkw)                                              | 226 (Zahlen von 2011; nur Pkw)                                              | 226 (Zahlen von 2011; nur Pkw)                                              | 226 (Zahlen von 2011; nur Pkw)                                              | 226 (Zahlen von 2011; nur Pkw)                                              | 226 (Zahlen von 2011; nur Pkw)                                              | 226 (Zahlen von 2011; nur Pkw)                                              | 226 (Zahlen von 2011; nur Pkw)                                              | 226 (Zahlen von 2011; nur Pkw)                                              | 226 (Zahlen von 2011; nur Pkw)                                              | 226 (Zahlen von 2011; nur Pkw)                                              | 226 (Zahlen von 2011; nur Pkw)                                              | 226 (Zahlen von 2011; nur Pkw)                                              | 226 (Zahlen von 2011; nur Pkw)                                              | 226 (Zahlen von 2011; nur Pkw)                                              | 226 (Zahlen von 2011; nur Pkw)                                              | 226 (Zahlen von 2011; nur Pkw)                                              | 226 (Zahlen von 2011; nur Pkw)                                              | 226 (Zahlen von 2011; nur Pkw)                                              | 226 (Zahlen von 2011; nur Pkw)                                              | 226 (Zahlen von 2011; nur Pkw)                                              | 226 (Zahlen von 2011; nur Pkw)                                              | 226 (Zahlen von 2011; nur Pkw)                                              | 226 (Zahlen von 2011; nur Pkw)                                              | 226 (Zahlen von 2011; nur Pkw)                                              | 226 (Zahlen von 2011; nur Pkw)                                              | 226 (Zahlen von 2011; nur Pkw)                                              | 226 (Zahlen von 2011; nur Pkw)                                              | 226 (Zahlen von 2011; nur Pkw)                                              | 226 (Zahlen von 2011; nur Pkw)                                              | 226 (Zahlen von 2011; nur Pkw)                                              | 226 (Zahlen von 2011; nur Pkw)                                              | 226 (Zahlen von 2011; nur Pkw)                                              | 226 (Zahlen von 2011; nur Pkw)                                              | 226 (Zahlen von 2011; nur Pkw)                                              | 226 (Zahlen von 2011; nur Pkw)                                              | 226 (Zahlen von 2011; nur Pkw)                                              | 226 (Zahlen von 2011; nur Pkw)                                              | 226 (Zahlen von 2011; nur Pkw)                                              | 226 (Zahlen von 2011; nur Pkw)                                              | 226 (Zahlen von 2011; nur Pkw)                                              | 226 (Zahlen von 2011; nur Pkw)                                              | 226 (Zahlen von 2011; nur Pkw)                                              | 226 (Zahlen von 2011; nur Pkw)                                              | 226 (Zahlen von 2011; nur Pkw)                                              | 226 (Zahlen von 2011; nur Pkw)                                              | 226 (Zahlen von 2011; nur Pkw)                                              | 226 (Zahlen von 2011; nur Pkw)                                              | 226 (Zahlen von 2011; nur Pkw)                                              | 226 (Zahlen von 2011; nur Pkw)                                              | 226 (Zahlen von 2011; nur Pkw)                                              | 226 (Zahlen von 2011; nur Pkw)                                              | 226 (Zahlen von 2011; nur Pkw)                                              | 226 (Zahlen von 2011; nur Pkw)                                              | 226 (Zahlen von 2011; nur Pkw)                                              | 226 (Zahlen von 2011; nur Pkw)                                              | 226 (Zahlen von 2011; nur Pkw)                                              | 226 (Zahlen von 2011; nur Pkw)                                              | 226 (Zahlen von 2011; nur Pkw)                                              | 226 (Zahlen von 2011; nur Pkw)                                              | 226 (Zahlen von 2011; nur Pkw)                                              | 226 (Zahlen von 2011; nur Pkw)                                              | 226 (Zahlen von 2011; nur Pkw)                                              | 226 (Zahlen von 2011; nur Pkw)                                              | 226 (Zahlen von 2011; nur Pkw)                                              | 226 (Zahlen von 2011; nur Pkw)                                              | 226 (Zahlen von 2011; nur Pkw)                                              | 226 (Zahlen von 2011; nur Pkw)                                              | 226 (Zahlen von 2011; nur Pkw)                                              | 226 (Zahlen von 2011; nur Pkw)                                              | 226 (Zahlen von 2011; nur Pkw)                                              | 226 (Zahlen von 2011; nur Pkw)                                              | 226 (Zahlen von 2011; nur Pkw)                                              | 226 (Zahlen von 2011; nur Pkw)                                              | 226 (Zahlen von 2011; nur Pkw)                                              | 226 (Zahlen von 2011; nur Pkw)                                              | 226 (Zahlen von 2011; nur Pkw)                                              | 226 (Zahlen von 2011; nur Pkw)                                              |
| Slowenien                                                                   | Slowenien                                                                   | Slowenien                                                                   | Slowenien                                                                   | Slowenien                                                                   | Slowenien                                                                   | Slowenien                                                                   | Slowenien                                                                   | Slowenien                                                                   | Slowenien                                                                   | Slowenien                                                                   | Slowenien                                                                   | Slowenien                                                                   | Slowenien                                                                   | Slowenien                                                                   | Slowenien                                                                   | Slowenien                                                                   | Slowenien                                                                   | Slowenien                                                                   | Slowenien                                                                   | Slowenien                                                                   | Slowenien                                                                   | Slowenien                                                                   | Slowenien                                                                   | Slowenien                                                                   | Slowenien                                                                   | Slowenien                                                                   | Slowenien                                                                   | Slowenien                                                                   | Slowenien                                                                   | Slowenien                                                                   | Slowenien                                                                   | Slowenien                                                                   | Slowenien                                                                   | Slowenien                                                                   | Slowenien                                                                   | Slowenien                                                                   | Slowenien                                                                   | Slowenien                                                                   | Slowenien                                                                   | Slowenien                                                                   | Slowenien                                                                   | Slowenien                                                                   | Slowenien                                                                   | Slowenien                                                                   | Slowenien                                                                   | Slowenien                                                                   | Slowenien                                                                   | Slowenien                                                                   | Slowenien                                                                   |                                                                             |                                                                             | 190                                                                         | 190                                                                         | 190                                                                         | 190                                                                         | 190                                                                         | 190                                                                         | 190                                                                         | 190                                                                         | 190                                                                         | 190                                                                         | 190                                                                         | 190                                                                         | 190                                                                         | 190                                                                         | 190                                                                         | 190                                                                         | 190                                                                         | 190                                                                         | 190                                                                         | 190                                                                         | 190                                                                         | 190                                                                         | 190                                                                         | 190                                                                         | 190                                                                         | 190                                                                         | 190                                                                         | 190                                                                         | 190                                                                         | 190                                                                         | 190                                                                         | 190                                                                         | 190                                                                         | 190                                                                         | 190                                                                         | 190                                                                         | 190                                                                         | 190                                                                         | 190                                                                         | 190                                                                         | 190                                                                         | 190                                                                         | 190                                                                         | 190                                                                         | 190                                                                         | 190                                                                         | 190                                                                         | 190                                                                         | 190                                                                         | 190                                                                         | 190                                                                         | 190                                                                         | 190                                                                         | 190                                                                         | 190                                                                         | 190                                                                         | 190                                                                         | 190                                                                         | 190                                                                         | 190                                                                         | 190                                                                         | 190                                                                         | 190                                                                         | 190                                                                         | 190                                                                         | 190                                                                         | 190                                                                         | 190                                                                         | 190                                                                         | 190                                                                         | 190                                                                         | 190                                                                         | 190                                                                         | 190                                                                         | 190                                                                         | 190                                                                         | 190                                                                         | 190                                                                         | 190                                                                         | 190                                                                         | 190                                                                         | 190                                                                         | 190                                                                         | 190                                                                         | 190                                                                         | 190                                                                         | 190                                                                         | 190                                                                         | 190                                                                         | 190                                                                         | 190                                                                         | 190                                                                         | 190                                                                         | 190                                                                         | 190                                                                         | 190                                                                         | 190                                                                         | 190                                                                         | 190                                                                         | 190                                                                         | 190                                                                         | 190                                                                         | 190                                                                         | 190                                                                         | 190                                                                         | 190                                                                         | 190                                                                         | 190                                                                         | 190                                                                         | 190                                                                         | 190                                                                         | 190                                                                         | 190                                                                         | 190                                                                         | 190                                                                         | 190                                                                         | 190                                                                         | 190                                                                         | 190                                                                         | 190                                                                         | 190                                                                         | 190                                                                         | 190                                                                         | 190                                                                         | 190                                                                         | 190                                                                         | 190                                                                         | 190                                                                         | 190                                                                         | 190                                                                         | 190                                                                         | 190                                                                         | 190                                                                         | 190                                                                         | 190                                                                         | 190                                                                         | 190                                                                         | 190                                                                         | 190                                                                         | 190                                                                         | 190                                                                         | 190                                                                         | 190                                                                         | 190                                                                         | 190                                                                         | 190                                                                         | 190                                                                         | 190                                                                         | 190                                                                         | 190                                                                         | 190                                                                         | 190                                                                         | 190                                                                         | 190                                                                         | 190                                                                         | 190                                                                         | 190                                                                         | 190                                                                         | 190                                                                         | 190                                                                         | 190                                                                         | 190                                                                         | 190                                                                         | 190                                                                         | 190                                                                         | 190                                                                         | 190                                                                         | 190                                                                         | 190                                                                         | 190                                                                         | 190                                                                         | 190                                                                         | 190                                                                         | 190                                                                         | 190                                                                         | 190                                                                         | 190                                                                         | 190                                                                         | 190                                                                         | 190                                                                         | 190                                                                         | 190                                                                         | 190                                                                         | 190                                                                         | 190                                                                         | 190                                                                         | 190                                                                         | 190                                                                         | 190                                                                         | 190                                                                         | 190                                                                         | 190                                                                         | 190                                                                         | 190                                                                         | 190                                                                         | 190                                                                         | 190                                                                         | 190                                                                         | 190                                                                         | 190                                                                         | 190                                                                         | 190                                                                         | 190                                                                         | 190                                                                         | 190                                                                         | 190                                                                         | 190                                                                         | 190                                                                         | 190                                                                         | 190                                                                         | 190                                                                         | 190                                                                         | 190                                                                         | 190                                                                         | 190                                                                         | 190                                                                         | 190                                                                         | 190                                                                         | 190                                                                         | 190                                                                         | 190                                                                         | 190                                                                         | 190                                                                         | 190                                                                         | 190                                                                         | 190                                                                         | 190                                                                         | 190                                                                         | 190                                                                         | 190                                                                         | 190                                                                         | 190                                                                         | 190                                                                         | 190                                                                         | 190                                                                         | 190                                                                         | 190                                                                         | 190                                                                         | 190                                                                         | 190                                                                         | 190                                                                         | 190                                                                         | 190                                                                         | 190                                                                         | 190                                                                         | 190                                                                         | 190                                                                         | 190                                                                         | 190                                                                         | 190                                                                         | 190                                                                         | 190                                                                         | 190                                                                         | 190                                                                         | 190                                                                         | 190                                                                         | 190                                                                         | 190                                                                         | 190                                                                         | 190                                                                         | 190                                                                         | 190                                                                         | 190                                                                         | 190                                                                         | 190                                                                         | 190                                                                         | 190                                                                         | 190                                                                         | 190                                                                         | 190                                                                         | 190                                                                         | 190                                                                         | 190                                                                         | 190                                                                         | 190                                                                         | 190                                                                         | 190                                                                         | 190                                                                         | 190                                                                         | 190                                                                         | 190                                                                         | 190                                                                         | 190                                                                         | 190                                                                         | 190                                                                         | 190                                                                         | 190                                                                         | 190                                                                         | 190                                                                         | 190                                                                         | 190                                                                         | 190                                                                         | 190                                                                         | 190                                                                         | 190                                                                         | 190                                                                         | 190                                                                         | 190                                                                         |
| Portugal                                                                    | Portugal                                                                    | Portugal                                                                    | Portugal                                                                    | Portugal                                                                    | Portugal                                                                    | Portugal                                                                    | Portugal                                                                    | Portugal                                                                    | Portugal                                                                    | Portugal                                                                    | Portugal                                                                    | Portugal                                                                    | Portugal                                                                    | Portugal                                                                    | Portugal                                                                    | Portugal                                                                    | Portugal                                                                    | Portugal                                                                    | Portugal                                                                    | Portugal                                                                    | Portugal                                                                    | Portugal                                                                    | Portugal                                                                    | Portugal                                                                    | Portugal                                                                    | Portugal                                                                    | Portugal                                                                    | Portugal                                                                    | Portugal                                                                    | Portugal                                                                    | Portugal                                                                    | Portugal                                                                    | Portugal                                                                    | Portugal                                                                    | Portugal                                                                    | Portugal                                                                    | Portugal                                                                    | Portugal                                                                    | Portugal                                                                    | Portugal                                                                    | Portugal                                                                    | Portugal                                                                    | Portugal                                                                    | Portugal                                                                    | Portugal                                                                    | Portugal                                                                    | Portugal                                                                    | Portugal                                                                    | Portugal                                                                    |                                                                             |                                                                             | 176                                                                         | 176                                                                         | 176                                                                         | 176                                                                         | 176                                                                         | 176                                                                         | 176                                                                         | 176                                                                         | 176                                                                         | 176                                                                         | 176                                                                         | 176                                                                         | 176                                                                         | 176                                                                         | 176                                                                         | 176                                                                         | 176                                                                         | 176                                                                         | 176                                                                         | 176                                                                         | 176                                                                         | 176                                                                         | 176                                                                         | 176                                                                         | 176                                                                         | 176                                                                         | 176                                                                         | 176                                                                         | 176                                                                         | 176                                                                         | 176                                                                         | 176                                                                         | 176                                                                         | 176                                                                         | 176                                                                         | 176                                                                         | 176                                                                         | 176                                                                         | 176                                                                         | 176                                                                         | 176                                                                         | 176                                                                         | 176                                                                         | 176                                                                         | 176                                                                         | 176                                                                         | 176                                                                         | 176                                                                         | 176                                                                         | 176                                                                         | 176                                                                         | 176                                                                         | 176                                                                         | 176                                                                         | 176                                                                         | 176                                                                         | 176                                                                         | 176                                                                         | 176                                                                         | 176                                                                         | 176                                                                         | 176                                                                         | 176                                                                         | 176                                                                         | 176                                                                         | 176                                                                         | 176                                                                         | 176                                                                         | 176                                                                         | 176                                                                         | 176                                                                         | 176                                                                         | 176                                                                         | 176                                                                         | 176                                                                         | 176                                                                         | 176                                                                         | 176                                                                         | 176                                                                         | 176                                                                         | 176                                                                         | 176                                                                         | 176                                                                         | 176                                                                         | 176                                                                         | 176                                                                         | 176                                                                         | 176                                                                         | 176                                                                         | 176                                                                         | 176                                                                         | 176                                                                         | 176                                                                         | 176                                                                         | 176                                                                         | 176                                                                         | 176                                                                         | 176                                                                         | 176                                                                         | 176                                                                         | 176                                                                         | 176                                                                         | 176                                                                         | 176                                                                         | 176                                                                         | 176                                                                         | 176                                                                         | 176                                                                         | 176                                                                         | 176                                                                         | 176                                                                         | 176                                                                         | 176                                                                         | 176                                                                         | 176                                                                         | 176                                                                         | 176                                                                         | 176                                                                         | 176                                                                         | 176                                                                         | 176                                                                         | 176                                                                         | 176                                                                         | 176                                                                         | 176                                                                         | 176                                                                         | 176                                                                         | 176                                                                         | 176                                                                         | 176                                                                         | 176                                                                         | 176                                                                         | 176                                                                         | 176                                                                         | 176                                                                         | 176                                                                         | 176                                                                         | 176                                                                         | 176                                                                         | 176                                                                         | 176                                                                         | 176                                                                         | 176                                                                         | 176                                                                         | 176                                                                         | 176                                                                         | 176                                                                         | 176                                                                         | 176                                                                         | 176                                                                         | 176                                                                         | 176                                                                         | 176                                                                         | 176                                                                         | 176                                                                         | 176                                                                         | 176                                                                         | 176                                                                         | 176                                                                         | 176                                                                         | 176                                                                         | 176                                                                         | 176                                                                         | 176                                                                         | 176                                                                         | 176                                                                         | 176                                                                         | 176                                                                         | 176                                                                         | 176                                                                         | 176                                                                         | 176                                                                         | 176                                                                         | 176                                                                         | 176                                                                         | 176                                                                         | 176                                                                         | 176                                                                         | 176                                                                         | 176                                                                         | 176                                                                         | 176                                                                         | 176                                                                         | 176                                                                         | 176                                                                         | 176                                                                         | 176                                                                         | 176                                                                         | 176                                                                         | 176                                                                         | 176                                                                         | 176                                                                         | 176                                                                         | 176                                                                         | 176                                                                         | 176                                                                         | 176                                                                         | 176                                                                         | 176                                                                         | 176                                                                         | 176                                                                         | 176                                                                         | 176                                                                         | 176                                                                         | 176                                                                         | 176                                                                         | 176                                                                         | 176                                                                         | 176                                                                         | 176                                                                         | 176                                                                         | 176                                                                         | 176                                                                         | 176                                                                         | 176                                                                         | 176                                                                         | 176                                                                         | 176                                                                         | 176                                                                         | 176                                                                         | 176                                                                         | 176                                                                         | 176                                                                         | 176                                                                         | 176                                                                         | 176                                                                         | 176                                                                         | 176                                                                         | 176                                                                         | 176                                                                         | 176                                                                         | 176                                                                         | 176                                                                         | 176                                                                         | 176                                                                         | 176                                                                         | 176                                                                         | 176                                                                         | 176                                                                         | 176                                                                         | 176                                                                         | 176                                                                         | 176                                                                         | 176                                                                         | 176                                                                         | 176                                                                         | 176                                                                         | 176                                                                         | 176                                                                         | 176                                                                         | 176                                                                         | 176                                                                         | 176                                                                         | 176                                                                         | 176                                                                         | 176                                                                         | 176                                                                         | 176                                                                         | 176                                                                         | 176                                                                         | 176                                                                         | 176                                                                         | 176                                                                         | 176                                                                         | 176                                                                         | 176                                                                         | 176                                                                         | 176                                                                         | 176                                                                         | 176                                                                         | 176                                                                         | 176                                                                         | 176                                                                         | 176                                                                         | 176                                                                         | 176                                                                         | 176                                                                         | 176                                                                         | 176                                                                         | 176                                                                         | 176                                                                         | 176                                                                         | 176                                                                         | 176                                                                         | 176                                                                         | 176                                                                         | 176                                                                         | 176                                                                         | 176                                                                         | 176                                                                         | 176                                                                         | 176                                                                         | 176                                                                         | 176                                                                         | 176                                                                         | 176                                                                         | 176                                                                         | 176                                                                         |
| Niederlande                                                                 | Niederlande                                                                 | Niederlande                                                                 | Niederlande                                                                 | Niederlande                                                                 | Niederlande                                                                 | Niederlande                                                                 | Niederlande                                                                 | Niederlande                                                                 | Niederlande                                                                 | Niederlande                                                                 | Niederlande                                                                 | Niederlande                                                                 | Niederlande                                                                 | Niederlande                                                                 | Niederlande                                                                 | Niederlande                                                                 | Niederlande                                                                 | Niederlande                                                                 | Niederlande                                                                 | Niederlande                                                                 | Niederlande                                                                 | Niederlande                                                                 | Niederlande                                                                 | Niederlande                                                                 | Niederlande                                                                 | Niederlande                                                                 | Niederlande                                                                 | Niederlande                                                                 | Niederlande                                                                 | Niederlande                                                                 | Niederlande                                                                 | Niederlande                                                                 | Niederlande                                                                 | Niederlande                                                                 | Niederlande                                                                 | Niederlande                                                                 | Niederlande                                                                 | Niederlande                                                                 | Niederlande                                                                 | Niederlande                                                                 | Niederlande                                                                 | Niederlande                                                                 | Niederlande                                                                 | Niederlande                                                                 | Niederlande                                                                 | Niederlande                                                                 | Niederlande                                                                 | Niederlande                                                                 | Niederlande                                                                 |                                                                             |                                                                             | 157 (Zahlen von 2013)                                                       | 157 (Zahlen von 2013)                                                       | 157 (Zahlen von 2013)                                                       | 157 (Zahlen von 2013)                                                       | 157 (Zahlen von 2013)                                                       | 157 (Zahlen von 2013)                                                       | 157 (Zahlen von 2013)                                                       | 157 (Zahlen von 2013)                                                       | 157 (Zahlen von 2013)                                                       | 157 (Zahlen von 2013)                                                       | 157 (Zahlen von 2013)                                                       | 157 (Zahlen von 2013)                                                       | 157 (Zahlen von 2013)                                                       | 157 (Zahlen von 2013)                                                       | 157 (Zahlen von 2013)                                                       | 157 (Zahlen von 2013)                                                       | 157 (Zahlen von 2013)                                                       | 157 (Zahlen von 2013)                                                       | 157 (Zahlen von 2013)                                                       | 157 (Zahlen von 2013)                                                       | 157 (Zahlen von 2013)                                                       | 157 (Zahlen von 2013)                                                       | 157 (Zahlen von 2013)                                                       | 157 (Zahlen von 2013)                                                       | 157 (Zahlen von 2013)                                                       | 157 (Zahlen von 2013)                                                       | 157 (Zahlen von 2013)                                                       | 157 (Zahlen von 2013)                                                       | 157 (Zahlen von 2013)                                                       | 157 (Zahlen von 2013)                                                       | 157 (Zahlen von 2013)                                                       | 157 (Zahlen von 2013)                                                       | 157 (Zahlen von 2013)                                                       | 157 (Zahlen von 2013)                                                       | 157 (Zahlen von 2013)                                                       | 157 (Zahlen von 2013)                                                       | 157 (Zahlen von 2013)                                                       | 157 (Zahlen von 2013)                                                       | 157 (Zahlen von 2013)                                                       | 157 (Zahlen von 2013)                                                       | 157 (Zahlen von 2013)                                                       | 157 (Zahlen von 2013)                                                       | 157 (Zahlen von 2013)                                                       | 157 (Zahlen von 2013)                                                       | 157 (Zahlen von 2013)                                                       | 157 (Zahlen von 2013)                                                       | 157 (Zahlen von 2013)                                                       | 157 (Zahlen von 2013)                                                       | 157 (Zahlen von 2013)                                                       | 157 (Zahlen von 2013)                                                       | 157 (Zahlen von 2013)                                                       | 157 (Zahlen von 2013)                                                       | 157 (Zahlen von 2013)                                                       | 157 (Zahlen von 2013)                                                       | 157 (Zahlen von 2013)                                                       | 157 (Zahlen von 2013)                                                       | 157 (Zahlen von 2013)                                                       | 157 (Zahlen von 2013)                                                       | 157 (Zahlen von 2013)                                                       | 157 (Zahlen von 2013)                                                       | 157 (Zahlen von 2013)                                                       | 157 (Zahlen von 2013)                                                       | 157 (Zahlen von 2013)                                                       | 157 (Zahlen von 2013)                                                       | 157 (Zahlen von 2013)                                                       | 157 (Zahlen von 2013)                                                       | 157 (Zahlen von 2013)                                                       | 157 (Zahlen von 2013)                                                       | 157 (Zahlen von 2013)                                                       | 157 (Zahlen von 2013)                                                       | 157 (Zahlen von 2013)                                                       | 157 (Zahlen von 2013)                                                       | 157 (Zahlen von 2013)                                                       | 157 (Zahlen von 2013)                                                       | 157 (Zahlen von 2013)                                                       | 157 (Zahlen von 2013)                                                       | 157 (Zahlen von 2013)                                                       | 157 (Zahlen von 2013)                                                       | 157 (Zahlen von 2013)                                                       | 157 (Zahlen von 2013)                                                       | 157 (Zahlen von 2013)                                                       | 157 (Zahlen von 2013)                                                       | 157 (Zahlen von 2013)                                                       | 157 (Zahlen von 2013)                                                       | 157 (Zahlen von 2013)                                                       | 157 (Zahlen von 2013)                                                       | 157 (Zahlen von 2013)                                                       | 157 (Zahlen von 2013)                                                       | 157 (Zahlen von 2013)                                                       | 157 (Zahlen von 2013)                                                       | 157 (Zahlen von 2013)                                                       | 157 (Zahlen von 2013)                                                       | 157 (Zahlen von 2013)                                                       | 157 (Zahlen von 2013)                                                       | 157 (Zahlen von 2013)                                                       | 157 (Zahlen von 2013)                                                       | 157 (Zahlen von 2013)                                                       | 157 (Zahlen von 2013)                                                       | 157 (Zahlen von 2013)                                                       | 157 (Zahlen von 2013)                                                       | 157 (Zahlen von 2013)                                                       | 157 (Zahlen von 2013)                                                       | 157 (Zahlen von 2013)                                                       | 157 (Zahlen von 2013)                                                       | 157 (Zahlen von 2013)                                                       | 157 (Zahlen von 2013)                                                       | 157 (Zahlen von 2013)                                                       | 157 (Zahlen von 2013)                                                       | 157 (Zahlen von 2013)                                                       | 157 (Zahlen von 2013)                                                       | 157 (Zahlen von 2013)                                                       | 157 (Zahlen von 2013)                                                       | 157 (Zahlen von 2013)                                                       | 157 (Zahlen von 2013)                                                       | 157 (Zahlen von 2013)                                                       | 157 (Zahlen von 2013)                                                       | 157 (Zahlen von 2013)                                                       | 157 (Zahlen von 2013)                                                       | 157 (Zahlen von 2013)                                                       | 157 (Zahlen von 2013)                                                       | 157 (Zahlen von 2013)                                                       | 157 (Zahlen von 2013)                                                       | 157 (Zahlen von 2013)                                                       | 157 (Zahlen von 2013)                                                       | 157 (Zahlen von 2013)                                                       | 157 (Zahlen von 2013)                                                       | 157 (Zahlen von 2013)                                                       | 157 (Zahlen von 2013)                                                       | 157 (Zahlen von 2013)                                                       | 157 (Zahlen von 2013)                                                       | 157 (Zahlen von 2013)                                                       | 157 (Zahlen von 2013)                                                       | 157 (Zahlen von 2013)                                                       | 157 (Zahlen von 2013)                                                       | 157 (Zahlen von 2013)                                                       | 157 (Zahlen von 2013)                                                       | 157 (Zahlen von 2013)                                                       | 157 (Zahlen von 2013)                                                       | 157 (Zahlen von 2013)                                                       | 157 (Zahlen von 2013)                                                       | 157 (Zahlen von 2013)                                                       | 157 (Zahlen von 2013)                                                       | 157 (Zahlen von 2013)                                                       | 157 (Zahlen von 2013)                                                       | 157 (Zahlen von 2013)                                                       | 157 (Zahlen von 2013)                                                       | 157 (Zahlen von 2013)                                                       | 157 (Zahlen von 2013)                                                       | 157 (Zahlen von 2013)                                                       | 157 (Zahlen von 2013)                                                       | 157 (Zahlen von 2013)                                                       | 157 (Zahlen von 2013)                                                       | 157 (Zahlen von 2013)                                                       | 157 (Zahlen von 2013)                                                       | 157 (Zahlen von 2013)                                                       | 157 (Zahlen von 2013)                                                       | 157 (Zahlen von 2013)                                                       | 157 (Zahlen von 2013)                                                       | 157 (Zahlen von 2013)                                                       | 157 (Zahlen von 2013)                                                       | 157 (Zahlen von 2013)                                                       | 157 (Zahlen von 2013)                                                       | 157 (Zahlen von 2013)                                                       | 157 (Zahlen von 2013)                                                       | 157 (Zahlen von 2013)                                                       | 157 (Zahlen von 2013)                                                       | 157 (Zahlen von 2013)                                                       | 157 (Zahlen von 2013)                                                       | 157 (Zahlen von 2013)                                                       | 157 (Zahlen von 2013)                                                       | 157 (Zahlen von 2013)                                                       | 157 (Zahlen von 2013)                                                       | 157 (Zahlen von 2013)                                                       | 157 (Zahlen von 2013)                                                       | 157 (Zahlen von 2013)                                                       | 157 (Zahlen von 2013)                                                       | 157 (Zahlen von 2013)                                                       | 157 (Zahlen von 2013)                                                       | 157 (Zahlen von 2013)                                                       | 157 (Zahlen von 2013)                                                       | 157 (Zahlen von 2013)                                                       | 157 (Zahlen von 2013)                                                       | 157 (Zahlen von 2013)                                                       | 157 (Zahlen von 2013)                                                       | 157 (Zahlen von 2013)                                                       | 157 (Zahlen von 2013)                                                       | 157 (Zahlen von 2013)                                                       | 157 (Zahlen von 2013)                                                       | 157 (Zahlen von 2013)                                                       | 157 (Zahlen von 2013)                                                       | 157 (Zahlen von 2013)                                                       | 157 (Zahlen von 2013)                                                       | 157 (Zahlen von 2013)                                                       | 157 (Zahlen von 2013)                                                       | 157 (Zahlen von 2013)                                                       | 157 (Zahlen von 2013)                                                       | 157 (Zahlen von 2013)                                                       | 157 (Zahlen von 2013)                                                       | 157 (Zahlen von 2013)                                                       | 157 (Zahlen von 2013)                                                       | 157 (Zahlen von 2013)                                                       | 157 (Zahlen von 2013)                                                       | 157 (Zahlen von 2013)                                                       | 157 (Zahlen von 2013)                                                       | 157 (Zahlen von 2013)                                                       | 157 (Zahlen von 2013)                                                       | 157 (Zahlen von 2013)                                                       | 157 (Zahlen von 2013)                                                       | 157 (Zahlen von 2013)                                                       | 157 (Zahlen von 2013)                                                       | 157 (Zahlen von 2013)                                                       | 157 (Zahlen von 2013)                                                       | 157 (Zahlen von 2013)                                                       | 157 (Zahlen von 2013)                                                       | 157 (Zahlen von 2013)                                                       | 157 (Zahlen von 2013)                                                       | 157 (Zahlen von 2013)                                                       | 157 (Zahlen von 2013)                                                       | 157 (Zahlen von 2013)                                                       | 157 (Zahlen von 2013)                                                       | 157 (Zahlen von 2013)                                                       | 157 (Zahlen von 2013)                                                       | 157 (Zahlen von 2013)                                                       | 157 (Zahlen von 2013)                                                       | 157 (Zahlen von 2013)                                                       | 157 (Zahlen von 2013)                                                       | 157 (Zahlen von 2013)                                                       | 157 (Zahlen von 2013)                                                       | 157 (Zahlen von 2013)                                                       | 157 (Zahlen von 2013)                                                       | 157 (Zahlen von 2013)                                                       | 157 (Zahlen von 2013)                                                       | 157 (Zahlen von 2013)                                                       | 157 (Zahlen von 2013)                                                       | 157 (Zahlen von 2013)                                                       | 157 (Zahlen von 2013)                                                       | 157 (Zahlen von 2013)                                                       | 157 (Zahlen von 2013)                                                       | 157 (Zahlen von 2013)                                                       | 157 (Zahlen von 2013)                                                       | 157 (Zahlen von 2013)                                                       | 157 (Zahlen von 2013)                                                       | 157 (Zahlen von 2013)                                                       | 157 (Zahlen von 2013)                                                       | 157 (Zahlen von 2013)                                                       | 157 (Zahlen von 2013)                                                       | 157 (Zahlen von 2013)                                                       | 157 (Zahlen von 2013)                                                       | 157 (Zahlen von 2013)                                                       | 157 (Zahlen von 2013)                                                       | 157 (Zahlen von 2013)                                                       | 157 (Zahlen von 2013)                                                       | 157 (Zahlen von 2013)                                                       | 157 (Zahlen von 2013)                                                       | 157 (Zahlen von 2013)                                                       | 157 (Zahlen von 2013)                                                       | 157 (Zahlen von 2013)                                                       | 157 (Zahlen von 2013)                                                       | 157 (Zahlen von 2013)                                                       | 157 (Zahlen von 2013)                                                       | 157 (Zahlen von 2013)                                                       | 157 (Zahlen von 2013)                                                       | 157 (Zahlen von 2013)                                                       | 157 (Zahlen von 2013)                                                       | 157 (Zahlen von 2013)                                                       | 157 (Zahlen von 2013)                                                       | 157 (Zahlen von 2013)                                                       | 157 (Zahlen von 2013)                                                       | 157 (Zahlen von 2013)                                                       | 157 (Zahlen von 2013)                                                       | 157 (Zahlen von 2013)                                                       | 157 (Zahlen von 2013)                                                       | 157 (Zahlen von 2013)                                                       | 157 (Zahlen von 2013)                                                       | 157 (Zahlen von 2013)                                                       | 157 (Zahlen von 2013)                                                       | 157 (Zahlen von 2013)                                                       | 157 (Zahlen von 2013)                                                       | 157 (Zahlen von 2013)                                                       | 157 (Zahlen von 2013)                                                       | 157 (Zahlen von 2013)                                                       | 157 (Zahlen von 2013)                                                       | 157 (Zahlen von 2013)                                                       | 157 (Zahlen von 2013)                                                       | 157 (Zahlen von 2013)                                                       | 157 (Zahlen von 2013)                                                       | 157 (Zahlen von 2013)                                                       | 157 (Zahlen von 2013)                                                       | 157 (Zahlen von 2013)                                                       | 157 (Zahlen von 2013)                                                       | 157 (Zahlen von 2013)                                                       | 157 (Zahlen von 2013)                                                       | 157 (Zahlen von 2013)                                                       | 157 (Zahlen von 2013)                                                       | 157 (Zahlen von 2013)                                                       | 157 (Zahlen von 2013)                                                       | 157 (Zahlen von 2013)                                                       | 157 (Zahlen von 2013)                                                       |
| Usbekistan                                                                  | Usbekistan                                                                  | Usbekistan                                                                  | Usbekistan                                                                  | Usbekistan                                                                  | Usbekistan                                                                  | Usbekistan                                                                  | Usbekistan                                                                  | Usbekistan                                                                  | Usbekistan                                                                  | Usbekistan                                                                  | Usbekistan                                                                  | Usbekistan                                                                  | Usbekistan                                                                  | Usbekistan                                                                  | Usbekistan                                                                  | Usbekistan                                                                  | Usbekistan                                                                  | Usbekistan                                                                  | Usbekistan                                                                  | Usbekistan                                                                  | Usbekistan                                                                  | Usbekistan                                                                  | Usbekistan                                                                  | Usbekistan                                                                  | Usbekistan                                                                  | Usbekistan                                                                  | Usbekistan                                                                  | Usbekistan                                                                  | Usbekistan                                                                  | Usbekistan                                                                  | Usbekistan                                                                  | Usbekistan                                                                  | Usbekistan                                                                  | Usbekistan                                                                  | Usbekistan                                                                  | Usbekistan                                                                  | Usbekistan                                                                  | Usbekistan                                                                  | Usbekistan                                                                  | Usbekistan                                                                  | Usbekistan                                                                  | Usbekistan                                                                  | Usbekistan                                                                  | Usbekistan                                                                  | Usbekistan                                                                  | Usbekistan                                                                  | Usbekistan                                                                  | Usbekistan                                                                  | Usbekistan                                                                  |                                                                             | 140                                                                         | 140                                                                         | 140                                                                         | 140                                                                         | 140                                                                         | 140                                                                         | 140                                                                         | 140                                                                         | 140                                                                         | 140                                                                         | 140                                                                         | 140                                                                         | 140                                                                         | 140                                                                         | 140                                                                         | 140                                                                         | 140                                                                         | 140                                                                         | 140                                                                         | 140                                                                         | 140                                                                         | 140                                                                         | 140                                                                         | 140                                                                         | 140                                                                         | 140                                                                         | 140                                                                         | 140                                                                         | 140                                                                         | 140                                                                         | 140                                                                         | 140                                                                         | 140                                                                         | 140                                                                         | 140                                                                         | 140                                                                         | 140                                                                         | 140                                                                         | 140                                                                         | 140                                                                         | 140                                                                         | 140                                                                         | 140                                                                         | 140                                                                         | 140                                                                         | 140                                                                         | 140                                                                         | 140                                                                         | 140                                                                         | 140                                                                         | 140                                                                         | 140                                                                         | 140                                                                         | 140                                                                         | 140                                                                         | 140                                                                         | 140                                                                         | 140                                                                         | 140                                                                         | 140                                                                         | 140                                                                         | 140                                                                         | 140                                                                         | 140                                                                         | 140                                                                         | 140                                                                         | 140                                                                         | 140                                                                         | 140                                                                         | 140                                                                         | 140                                                                         | 140                                                                         | 140                                                                         | 140                                                                         | 140                                                                         | 140                                                                         | 140                                                                         | 140                                                                         | 140                                                                         | 140                                                                         | 140                                                                         | 140                                                                         | 140                                                                         | 140                                                                         | 140                                                                         | 140                                                                         | 140                                                                         | 140                                                                         | 140                                                                         | 140                                                                         | 140                                                                         | 140                                                                         | 140                                                                         | 140                                                                         | 140                                                                         | 140                                                                         | 140                                                                         | 140                                                                         | 140                                                                         | 140                                                                         | 140                                                                         | 140                                                                         | 140                                                                         | 140                                                                         | 140                                                                         | 140                                                                         | 140                                                                         | 140                                                                         | 140                                                                         | 140                                                                         | 140                                                                         | 140                                                                         | 140                                                                         | 140                                                                         | 140                                                                         | 140                                                                         | 140                                                                         | 140                                                                         | 140                                                                         | 140                                                                         | 140                                                                         | 140                                                                         | 140                                                                         | 140                                                                         | 140                                                                         | 140                                                                         | 140                                                                         | 140                                                                         | 140                                                                         | 140                                                                         | 140                                                                         | 140                                                                         | 140                                                                         | 140                                                                         | 140                                                                         | 140                                                                         | 140                                                                         | 140                                                                         | 140                                                                         | 140                                                                         | 140                                                                         | 140                                                                         | 140                                                                         | 140                                                                         | 140                                                                         | 140                                                                         | 140                                                                         | 140                                                                         | 140                                                                         | 140                                                                         | 140                                                                         | 140                                                                         | 140                                                                         | 140                                                                         | 140                                                                         | 140                                                                         | 140                                                                         | 140                                                                         | 140                                                                         | 140                                                                         | 140                                                                         | 140                                                                         | 140                                                                         | 140                                                                         | 140                                                                         | 140                                                                         | 140                                                                         | 140                                                                         | 140                                                                         | 140                                                                         | 140                                                                         | 140                                                                         | 140                                                                         | 140                                                                         | 140                                                                         | 140                                                                         | 140                                                                         | 140                                                                         | 140                                                                         | 140                                                                         | 140                                                                         | 140                                                                         | 140                                                                         | 140                                                                         | 140                                                                         | 140                                                                         | 140                                                                         | 140                                                                         | 140                                                                         | 140                                                                         | 140                                                                         | 140                                                                         | 140                                                                         | 140                                                                         | 140                                                                         | 140                                                                         | 140                                                                         | 140                                                                         | 140                                                                         | 140                                                                         | 140                                                                         | 140                                                                         | 140                                                                         | 140                                                                         | 140                                                                         | 140                                                                         | 140                                                                         | 140                                                                         | 140                                                                         | 140                                                                         | 140                                                                         | 140                                                                         | 140                                                                         | 140                                                                         | 140                                                                         | 140                                                                         | 140                                                                         | 140                                                                         | 140                                                                         | 140                                                                         | 140                                                                         | 140                                                                         | 140                                                                         | 140                                                                         | 140                                                                         | 140                                                                         | 140                                                                         | 140                                                                         | 140                                                                         | 140                                                                         | 140                                                                         | 140                                                                         | 140                                                                         | 140                                                                         | 140                                                                         | 140                                                                         | 140                                                                         | 140                                                                         | 140                                                                         | 140                                                                         | 140                                                                         | 140                                                                         | 140                                                                         | 140                                                                         | 140                                                                         | 140                                                                         | 140                                                                         | 140                                                                         | 140                                                                         | 140                                                                         | 140                                                                         | 140                                                                         | 140                                                                         | 140                                                                         | 140                                                                         | 140                                                                         | 140                                                                         | 140                                                                         | 140                                                                         | 140                                                                         | 140                                                                         | 140                                                                         | 140                                                                         | 140                                                                         | 140                                                                         | 140                                                                         | 140                                                                         | 140                                                                         | 140                                                                         | 140                                                                         | 140                                                                         | 140                                                                         | 140                                                                         | 140                                                                         | 140                                                                         | 140                                                                         | 140                                                                         | 140                                                                         | 140                                                                         | 140                                                                         | 140                                                                         | 140                                                                         | 140                                                                         | 140                                                                         | 140                                                                         | 140                                                                         | 140                                                                         | 140                                                                         | 140                                                                         | 140                                                                         | 140                                                                         | 140                                                                         | 140                                                                         | 140                                                                         | 140                                                                         | 140                                                                         | 140                                                                         | 140                                                                         | 140                                                                         |
| Philippinen                                                                 | Philippinen                                                                 | Philippinen                                                                 | Philippinen                                                                 | Philippinen                                                                 | Philippinen                                                                 | Philippinen                                                                 | Philippinen                                                                 | Philippinen                                                                 | Philippinen                                                                 | Philippinen                                                                 | Philippinen                                                                 | Philippinen                                                                 | Philippinen                                                                 | Philippinen                                                                 | Philippinen                                                                 | Philippinen                                                                 | Philippinen                                                                 | Philippinen                                                                 | Philippinen                                                                 | Philippinen                                                                 | Philippinen                                                                 | Philippinen                                                                 | Philippinen                                                                 | Philippinen                                                                 | Philippinen                                                                 | Philippinen                                                                 | Philippinen                                                                 | Philippinen                                                                 | Philippinen                                                                 | Philippinen                                                                 | Philippinen                                                                 | Philippinen                                                                 | Philippinen                                                                 | Philippinen                                                                 | Philippinen                                                                 | Philippinen                                                                 | Philippinen                                                                 | Philippinen                                                                 | Philippinen                                                                 | Philippinen                                                                 | Philippinen                                                                 | Philippinen                                                                 | Philippinen                                                                 | Philippinen                                                                 | Philippinen                                                                 | Philippinen                                                                 | Philippinen                                                                 | Philippinen                                                                 | Philippinen                                                                 |                                                                             | 117                                                                         | 117                                                                         | 117                                                                         | 117                                                                         | 117                                                                         | 117                                                                         | 117                                                                         | 117                                                                         | 117                                                                         | 117                                                                         | 117                                                                         | 117                                                                         | 117                                                                         | 117                                                                         | 117                                                                         | 117                                                                         | 117                                                                         | 117                                                                         | 117                                                                         | 117                                                                         | 117                                                                         | 117                                                                         | 117                                                                         | 117                                                                         | 117                                                                         | 117                                                                         | 117                                                                         | 117                                                                         | 117                                                                         | 117                                                                         | 117                                                                         | 117                                                                         | 117                                                                         | 117                                                                         | 117                                                                         | 117                                                                         | 117                                                                         | 117                                                                         | 117                                                                         | 117                                                                         | 117                                                                         | 117                                                                         | 117                                                                         | 117                                                                         | 117                                                                         | 117                                                                         | 117                                                                         | 117                                                                         | 117                                                                         | 117                                                                         | 117                                                                         | 117                                                                         | 117                                                                         | 117                                                                         | 117                                                                         | 117                                                                         | 117                                                                         | 117                                                                         | 117                                                                         | 117                                                                         | 117                                                                         | 117                                                                         | 117                                                                         | 117                                                                         | 117                                                                         | 117                                                                         | 117                                                                         | 117                                                                         | 117                                                                         | 117                                                                         | 117                                                                         | 117                                                                         | 117                                                                         | 117                                                                         | 117                                                                         | 117                                                                         | 117                                                                         | 117                                                                         | 117                                                                         | 117                                                                         | 117                                                                         | 117                                                                         | 117                                                                         | 117                                                                         | 117                                                                         | 117                                                                         | 117                                                                         | 117                                                                         | 117                                                                         | 117                                                                         | 117                                                                         | 117                                                                         | 117                                                                         | 117                                                                         | 117                                                                         | 117                                                                         | 117                                                                         | 117                                                                         | 117                                                                         | 117                                                                         | 117                                                                         | 117                                                                         | 117                                                                         | 117                                                                         | 117                                                                         | 117                                                                         | 117                                                                         | 117                                                                         | 117                                                                         | 117                                                                         | 117                                                                         | 117                                                                         | 117                                                                         | 117                                                                         | 117                                                                         | 117                                                                         | 117                                                                         | 117                                                                         | 117                                                                         | 117                                                                         | 117                                                                         | 117                                                                         | 117                                                                         | 117                                                                         | 117                                                                         | 117                                                                         | 117                                                                         | 117                                                                         | 117                                                                         | 117                                                                         | 117                                                                         | 117                                                                         | 117                                                                         | 117                                                                         | 117                                                                         | 117                                                                         | 117                                                                         | 117                                                                         | 117                                                                         | 117                                                                         | 117                                                                         | 117                                                                         | 117                                                                         | 117                                                                         | 117                                                                         | 117                                                                         | 117                                                                         | 117                                                                         | 117                                                                         | 117                                                                         | 117                                                                         | 117                                                                         | 117                                                                         | 117                                                                         | 117                                                                         | 117                                                                         | 117                                                                         | 117                                                                         | 117                                                                         | 117                                                                         | 117                                                                         | 117                                                                         | 117                                                                         | 117                                                                         | 117                                                                         | 117                                                                         | 117                                                                         | 117                                                                         | 117                                                                         | 117                                                                         | 117                                                                         | 117                                                                         | 117                                                                         | 117                                                                         | 117                                                                         | 117                                                                         | 117                                                                         | 117                                                                         | 117                                                                         | 117                                                                         | 117                                                                         | 117                                                                         | 117                                                                         | 117                                                                         | 117                                                                         | 117                                                                         | 117                                                                         | 117                                                                         | 117                                                                         | 117                                                                         | 117                                                                         | 117                                                                         | 117                                                                         | 117                                                                         | 117                                                                         | 117                                                                         | 117                                                                         | 117                                                                         | 117                                                                         | 117                                                                         | 117                                                                         | 117                                                                         | 117                                                                         | 117                                                                         | 117                                                                         | 117                                                                         | 117                                                                         | 117                                                                         | 117                                                                         | 117                                                                         | 117                                                                         | 117                                                                         | 117                                                                         | 117                                                                         | 117                                                                         | 117                                                                         | 117                                                                         | 117                                                                         | 117                                                                         | 117                                                                         | 117                                                                         | 117                                                                         | 117                                                                         | 117                                                                         | 117                                                                         | 117                                                                         | 117                                                                         | 117                                                                         | 117                                                                         | 117                                                                         | 117                                                                         | 117                                                                         | 117                                                                         | 117                                                                         | 117                                                                         | 117                                                                         | 117                                                                         | 117                                                                         | 117                                                                         | 117                                                                         | 117                                                                         | 117                                                                         | 117                                                                         | 117                                                                         | 117                                                                         | 117                                                                         | 117                                                                         | 117                                                                         | 117                                                                         | 117                                                                         | 117                                                                         | 117                                                                         | 117                                                                         | 117                                                                         | 117                                                                         | 117                                                                         | 117                                                                         | 117                                                                         | 117                                                                         | 117                                                                         | 117                                                                         | 117                                                                         | 117                                                                         | 117                                                                         | 117                                                                         | 117                                                                         | 117                                                                         | 117                                                                         | 117                                                                         | 117                                                                         | 117                                                                         | 117                                                                         | 117                                                                         | 117                                                                         | 117                                                                         | 117                                                                         | 117                                                                         | 117                                                                         | 117                                                                         | 117                                                                         | 117                                                                         | 117                                                                         | 117                                                                         | 117                                                                         | 117                                                                         | 117                                                                         | 117                                                                         | 117                                                                         | 117                                                                         | 117                                                                         | 117                                                                         | 117                                                                         | 117                                                                         | 117                                                                         | 117                                                                         | 117                                                                         | 117                                                                         | 117                                                                         | 117                                                                         |
| Österreich                                                                  | Österreich                                                                  | Österreich                                                                  | Österreich                                                                  | Österreich                                                                  | Österreich                                                                  | Österreich                                                                  | Österreich                                                                  | Österreich                                                                  | Österreich                                                                  | Österreich                                                                  | Österreich                                                                  | Österreich                                                                  | Österreich                                                                  | Österreich                                                                  | Österreich                                                                  | Österreich                                                                  | Österreich                                                                  | Österreich                                                                  | Österreich                                                                  | Österreich                                                                  | Österreich                                                                  | Österreich                                                                  | Österreich                                                                  | Österreich                                                                  | Österreich                                                                  | Österreich                                                                  | Österreich                                                                  | Österreich                                                                  | Österreich                                                                  | Österreich                                                                  | Österreich                                                                  | Österreich                                                                  | Österreich                                                                  | Österreich                                                                  | Österreich                                                                  | Österreich                                                                  | Österreich                                                                  | Österreich                                                                  | Österreich                                                                  | Österreich                                                                  | Österreich                                                                  | Österreich                                                                  | Österreich                                                                  | Österreich                                                                  | Österreich                                                                  | Österreich                                                                  | Österreich                                                                  | Österreich                                                                  | Österreich                                                                  |                                                                             | 100                                                                         | 100                                                                         | 100                                                                         | 100                                                                         | 100                                                                         | 100                                                                         | 100                                                                         | 100                                                                         | 100                                                                         | 100                                                                         | 100                                                                         | 100                                                                         | 100                                                                         | 100                                                                         | 100                                                                         | 100                                                                         | 100                                                                         | 100                                                                         | 100                                                                         | 100                                                                         | 100                                                                         | 100                                                                         | 100                                                                         | 100                                                                         | 100                                                                         | 100                                                                         | 100                                                                         | 100                                                                         | 100                                                                         | 100                                                                         | 100                                                                         | 100                                                                         | 100                                                                         | 100                                                                         | 100                                                                         | 100                                                                         | 100                                                                         | 100                                                                         | 100                                                                         | 100                                                                         | 100                                                                         | 100                                                                         | 100                                                                         | 100                                                                         | 100                                                                         | 100                                                                         | 100                                                                         | 100                                                                         | 100                                                                         | 100                                                                         | 100                                                                         | 100                                                                         | 100                                                                         | 100                                                                         | 100                                                                         | 100                                                                         | 100                                                                         | 100                                                                         | 100                                                                         | 100                                                                         | 100                                                                         | 100                                                                         | 100                                                                         | 100                                                                         | 100                                                                         | 100                                                                         | 100                                                                         | 100                                                                         | 100                                                                         | 100                                                                         | 100                                                                         | 100                                                                         | 100                                                                         | 100                                                                         | 100                                                                         | 100                                                                         | 100                                                                         | 100                                                                         | 100                                                                         | 100                                                                         | 100                                                                         | 100                                                                         | 100                                                                         | 100                                                                         | 100                                                                         | 100                                                                         | 100                                                                         | 100                                                                         | 100                                                                         | 100                                                                         | 100                                                                         | 100                                                                         | 100                                                                         | 100                                                                         | 100                                                                         | 100                                                                         | 100                                                                         | 100                                                                         | 100                                                                         | 100                                                                         | 100                                                                         | 100                                                                         | 100                                                                         | 100                                                                         | 100                                                                         | 100                                                                         | 100                                                                         | 100                                                                         | 100                                                                         | 100                                                                         | 100                                                                         | 100                                                                         | 100                                                                         | 100                                                                         | 100                                                                         | 100                                                                         | 100                                                                         | 100                                                                         | 100                                                                         | 100                                                                         | 100                                                                         | 100                                                                         | 100                                                                         | 100                                                                         | 100                                                                         | 100                                                                         | 100                                                                         | 100                                                                         | 100                                                                         | 100                                                                         | 100                                                                         | 100                                                                         | 100                                                                         | 100                                                                         | 100                                                                         | 100                                                                         | 100                                                                         | 100                                                                         | 100                                                                         | 100                                                                         | 100                                                                         | 100                                                                         | 100                                                                         | 100                                                                         | 100                                                                         | 100                                                                         | 100                                                                         | 100                                                                         | 100                                                                         | 100                                                                         | 100                                                                         | 100                                                                         | 100                                                                         | 100                                                                         | 100                                                                         | 100                                                                         | 100                                                                         | 100                                                                         | 100                                                                         | 100                                                                         | 100                                                                         | 100                                                                         | 100                                                                         | 100                                                                         | 100                                                                         | 100                                                                         | 100                                                                         | 100                                                                         | 100                                                                         | 100                                                                         | 100                                                                         | 100                                                                         | 100                                                                         | 100                                                                         | 100                                                                         | 100                                                                         | 100                                                                         | 100                                                                         | 100                                                                         | 100                                                                         | 100                                                                         | 100                                                                         | 100                                                                         | 100                                                                         | 100                                                                         | 100                                                                         | 100                                                                         | 100                                                                         | 100                                                                         | 100                                                                         | 100                                                                         | 100                                                                         | 100                                                                         | 100                                                                         | 100                                                                         | 100                                                                         | 100                                                                         | 100                                                                         | 100                                                                         | 100                                                                         | 100                                                                         | 100                                                                         | 100                                                                         | 100                                                                         | 100                                                                         | 100                                                                         | 100                                                                         | 100                                                                         | 100                                                                         | 100                                                                         | 100                                                                         | 100                                                                         | 100                                                                         | 100                                                                         | 100                                                                         | 100                                                                         | 100                                                                         | 100                                                                         | 100                                                                         | 100                                                                         | 100                                                                         | 100                                                                         | 100                                                                         | 100                                                                         | 100                                                                         | 100                                                                         | 100                                                                         | 100                                                                         | 100                                                                         | 100                                                                         | 100                                                                         | 100                                                                         | 100                                                                         | 100                                                                         | 100                                                                         | 100                                                                         | 100                                                                         | 100                                                                         | 100                                                                         | 100                                                                         | 100                                                                         | 100                                                                         | 100                                                                         | 100                                                                         | 100                                                                         | 100                                                                         | 100                                                                         | 100                                                                         | 100                                                                         | 100                                                                         | 100                                                                         | 100                                                                         | 100                                                                         | 100                                                                         | 100                                                                         | 100                                                                         | 100                                                                         | 100                                                                         | 100                                                                         | 100                                                                         | 100                                                                         | 100                                                                         | 100                                                                         | 100                                                                         | 100                                                                         | 100                                                                         | 100                                                                         | 100                                                                         | 100                                                                         | 100                                                                         | 100                                                                         | 100                                                                         | 100                                                                         | 100                                                                         | 100                                                                         | 100                                                                         | 100                                                                         | 100                                                                         | 100                                                                         | 100                                                                         | 100                                                                         | 100                                                                         | 100                                                                         | 100                                                                         | 100                                                                         | 100                                                                         | 100                                                                         | 100                                                                         | 100                                                                         | 100                                                                         | 100                                                                         | 100                                                                         | 100                                                                         | 100                                                                         | 100                                                                         | 100                                                                         | 100                                                                         | 100                                                                         | 100                                                                         |
| Australien                                                                  | Australien                                                                  | Australien                                                                  | Australien                                                                  | Australien                                                                  | Australien                                                                  | Australien                                                                  | Australien                                                                  | Australien                                                                  | Australien                                                                  | Australien                                                                  | Australien                                                                  | Australien                                                                  | Australien                                                                  | Australien                                                                  | Australien                                                                  | Australien                                                                  | Australien                                                                  | Australien                                                                  | Australien                                                                  | Australien                                                                  | Australien                                                                  | Australien                                                                  | Australien                                                                  | Australien                                                                  | Australien                                                                  | Australien                                                                  | Australien                                                                  | Australien                                                                  | Australien                                                                  | Australien                                                                  | Australien                                                                  | Australien                                                                  | Australien                                                                  | Australien                                                                  | Australien                                                                  | Australien                                                                  | Australien                                                                  | Australien                                                                  | Australien                                                                  | Australien                                                                  | Australien                                                                  | Australien                                                                  | Australien                                                                  | Australien                                                                  | Australien                                                                  | Australien                                                                  | Australien                                                                  | Australien                                                                  | Australien                                                                  |                                                                             | 99                                                                          | 99                                                                          | 99                                                                          | 99                                                                          | 99                                                                          | 99                                                                          | 99                                                                          | 99                                                                          | 99                                                                          | 99                                                                          | 99                                                                          | 99                                                                          | 99                                                                          | 99                                                                          | 99                                                                          | 99                                                                          | 99                                                                          | 99                                                                          | 99                                                                          | 99                                                                          | 99                                                                          | 99                                                                          | 99                                                                          | 99                                                                          | 99                                                                          | 99                                                                          | 99                                                                          | 99                                                                          | 99                                                                          | 99                                                                          | 99                                                                          | 99                                                                          | 99                                                                          | 99                                                                          | 99                                                                          | 99                                                                          | 99                                                                          | 99                                                                          | 99                                                                          | 99                                                                          | 99                                                                          | 99                                                                          | 99                                                                          | 99                                                                          | 99                                                                          | 99                                                                          | 99                                                                          | 99                                                                          | 99                                                                          | 99                                                                          | 99                                                                          | 99                                                                          | 99                                                                          | 99                                                                          | 99                                                                          | 99                                                                          | 99                                                                          | 99                                                                          | 99                                                                          | 99                                                                          | 99                                                                          | 99                                                                          | 99                                                                          | 99                                                                          | 99                                                                          | 99                                                                          | 99                                                                          | 99                                                                          | 99                                                                          | 99                                                                          | 99                                                                          | 99                                                                          | 99                                                                          | 99                                                                          | 99                                                                          | 99                                                                          | 99                                                                          | 99                                                                          | 99                                                                          | 99                                                                          | 99                                                                          | 99                                                                          | 99                                                                          | 99                                                                          | 99                                                                          | 99                                                                          | 99                                                                          | 99                                                                          | 99                                                                          | 99                                                                          | 99                                                                          | 99                                                                          | 99                                                                          | 99                                                                          | 99                                                                          | 99                                                                          | 99                                                                          | 99                                                                          | 99                                                                          | 99                                                                          | 99                                                                          | 99                                                                          | 99                                                                          | 99                                                                          | 99                                                                          | 99                                                                          | 99                                                                          | 99                                                                          | 99                                                                          | 99                                                                          | 99                                                                          | 99                                                                          | 99                                                                          | 99                                                                          | 99                                                                          | 99                                                                          | 99                                                                          | 99                                                                          | 99                                                                          | 99                                                                          | 99                                                                          | 99                                                                          | 99                                                                          | 99                                                                          | 99                                                                          | 99                                                                          | 99                                                                          | 99                                                                          | 99                                                                          | 99                                                                          | 99                                                                          | 99                                                                          | 99                                                                          | 99                                                                          | 99                                                                          | 99                                                                          | 99                                                                          | 99                                                                          | 99                                                                          | 99                                                                          | 99                                                                          | 99                                                                          | 99                                                                          | 99                                                                          | 99                                                                          | 99                                                                          | 99                                                                          | 99                                                                          | 99                                                                          | 99                                                                          | 99                                                                          | 99                                                                          | 99                                                                          | 99                                                                          | 99                                                                          | 99                                                                          | 99                                                                          | 99                                                                          | 99                                                                          | 99                                                                          | 99                                                                          | 99                                                                          | 99                                                                          | 99                                                                          | 99                                                                          | 99                                                                          | 99                                                                          | 99                                                                          | 99                                                                          | 99                                                                          | 99                                                                          | 99                                                                          | 99                                                                          | 99                                                                          | 99                                                                          | 99                                                                          | 99                                                                          | 99                                                                          | 99                                                                          | 99                                                                          | 99                                                                          | 99                                                                          | 99                                                                          | 99                                                                          | 99                                                                          | 99                                                                          | 99                                                                          | 99                                                                          | 99                                                                          | 99                                                                          | 99                                                                          | 99                                                                          | 99                                                                          | 99                                                                          | 99                                                                          | 99                                                                          | 99                                                                          | 99                                                                          | 99                                                                          | 99                                                                          | 99                                                                          | 99                                                                          | 99                                                                          | 99                                                                          | 99                                                                          | 99                                                                          | 99                                                                          | 99                                                                          | 99                                                                          | 99                                                                          | 99                                                                          | 99                                                                          | 99                                                                          | 99                                                                          | 99                                                                          | 99                                                                          | 99                                                                          | 99                                                                          | 99                                                                          | 99                                                                          | 99                                                                          | 99                                                                          | 99                                                                          | 99                                                                          | 99                                                                          | 99                                                                          | 99                                                                          | 99                                                                          | 99                                                                          | 99                                                                          | 99                                                                          | 99                                                                          | 99                                                                          | 99                                                                          | 99                                                                          | 99                                                                          | 99                                                                          | 99                                                                          | 99                                                                          | 99                                                                          | 99                                                                          | 99                                                                          | 99                                                                          | 99                                                                          | 99                                                                          | 99                                                                          | 99                                                                          | 99                                                                          | 99                                                                          | 99                                                                          | 99                                                                          | 99                                                                          | 99                                                                          | 99                                                                          | 99                                                                          | 99                                                                          | 99                                                                          | 99                                                                          | 99                                                                          | 99                                                                          | 99                                                                          | 99                                                                          | 99                                                                          | 99                                                                          | 99                                                                          | 99                                                                          | 99                                                                          | 99                                                                          | 99                                                                          | 99                                                                          | 99                                                                          | 99                                                                          | 99                                                                          | 99                                                                          | 99                                                                          | 99                                                                          | 99                                                                          | 99                                                                          | 99                                                                          | 99                                                                          | 99                                                                          | 99                                                                          | 99                                                                          | 99                                                                          | 99                                                                          | 99                                                                          | 99                                                                          | 99                                                                          | 99                                                                          | 99                                                                          | 99                                                                          | 99                                                                          | 99                                                                          | 99                                                                          | 99                                                                          | 99                                                                          | 99                                                                          | 99                                                                          | 99                                                                          |
| Finnland                                                                    | Finnland                                                                    | Finnland                                                                    | Finnland                                                                    | Finnland                                                                    | Finnland                                                                    | Finnland                                                                    | Finnland                                                                    | Finnland                                                                    | Finnland                                                                    | Finnland                                                                    | Finnland                                                                    | Finnland                                                                    | Finnland                                                                    | Finnland                                                                    | Finnland                                                                    | Finnland                                                                    | Finnland                                                                    | Finnland                                                                    | Finnland                                                                    | Finnland                                                                    | Finnland                                                                    | Finnland                                                                    | Finnland                                                                    | Finnland                                                                    | Finnland                                                                    | Finnland                                                                    | Finnland                                                                    | Finnland                                                                    | Finnland                                                                    | Finnland                                                                    | Finnland                                                                    | Finnland                                                                    | Finnland                                                                    | Finnland                                                                    | Finnland                                                                    | Finnland                                                                    | Finnland                                                                    | Finnland                                                                    | Finnland                                                                    | Finnland                                                                    | Finnland                                                                    | Finnland                                                                    | Finnland                                                                    | Finnland                                                                    | Finnland                                                                    | Finnland                                                                    | Finnland                                                                    | Finnland                                                                    | Finnland                                                                    |                                                                             | 92                                                                          | 92                                                                          | 92                                                                          | 92                                                                          | 92                                                                          | 92                                                                          | 92                                                                          | 92                                                                          | 92                                                                          | 92                                                                          | 92                                                                          | 92                                                                          | 92                                                                          | 92                                                                          | 92                                                                          | 92                                                                          | 92                                                                          | 92                                                                          | 92                                                                          | 92                                                                          | 92                                                                          | 92                                                                          | 92                                                                          | 92                                                                          | 92                                                                          | 92                                                                          | 92                                                                          | 92                                                                          | 92                                                                          | 92                                                                          | 92                                                                          | 92                                                                          | 92                                                                          | 92                                                                          | 92                                                                          | 92                                                                          | 92                                                                          | 92                                                                          | 92                                                                          | 92                                                                          | 92                                                                          | 92                                                                          | 92                                                                          | 92                                                                          | 92                                                                          | 92                                                                          | 92                                                                          | 92                                                                          | 92                                                                          | 92                                                                          | 92                                                                          | 92                                                                          | 92                                                                          | 92                                                                          | 92                                                                          | 92                                                                          | 92                                                                          | 92                                                                          | 92                                                                          | 92                                                                          | 92                                                                          | 92                                                                          | 92                                                                          | 92                                                                          | 92                                                                          | 92                                                                          | 92                                                                          | 92                                                                          | 92                                                                          | 92                                                                          | 92                                                                          | 92                                                                          | 92                                                                          | 92                                                                          | 92                                                                          | 92                                                                          | 92                                                                          | 92                                                                          | 92                                                                          | 92                                                                          | 92                                                                          | 92                                                                          | 92                                                                          | 92                                                                          | 92                                                                          | 92                                                                          | 92                                                                          | 92                                                                          | 92                                                                          | 92                                                                          | 92                                                                          | 92                                                                          | 92                                                                          | 92                                                                          | 92                                                                          | 92                                                                          | 92                                                                          | 92                                                                          | 92                                                                          | 92                                                                          | 92                                                                          | 92                                                                          | 92                                                                          | 92                                                                          | 92                                                                          | 92                                                                          | 92                                                                          | 92                                                                          | 92                                                                          | 92                                                                          | 92                                                                          | 92                                                                          | 92                                                                          | 92                                                                          | 92                                                                          | 92                                                                          | 92                                                                          | 92                                                                          | 92                                                                          | 92                                                                          | 92                                                                          | 92                                                                          | 92                                                                          | 92                                                                          | 92                                                                          | 92                                                                          | 92                                                                          | 92                                                                          | 92                                                                          | 92                                                                          | 92                                                                          | 92                                                                          | 92                                                                          | 92                                                                          | 92                                                                          | 92                                                                          | 92                                                                          | 92                                                                          | 92                                                                          | 92                                                                          | 92                                                                          | 92                                                                          | 92                                                                          | 92                                                                          | 92                                                                          | 92                                                                          | 92                                                                          | 92                                                                          | 92                                                                          | 92                                                                          | 92                                                                          | 92                                                                          | 92                                                                          | 92                                                                          | 92                                                                          | 92                                                                          | 92                                                                          | 92                                                                          | 92                                                                          | 92                                                                          | 92                                                                          | 92                                                                          | 92                                                                          | 92                                                                          | 92                                                                          | 92                                                                          | 92                                                                          | 92                                                                          | 92                                                                          | 92                                                                          | 92                                                                          | 92                                                                          | 92                                                                          | 92                                                                          | 92                                                                          | 92                                                                          | 92                                                                          | 92                                                                          | 92                                                                          | 92                                                                          | 92                                                                          | 92                                                                          | 92                                                                          | 92                                                                          | 92                                                                          | 92                                                                          | 92                                                                          | 92                                                                          | 92                                                                          | 92                                                                          | 92                                                                          | 92                                                                          | 92                                                                          | 92                                                                          | 92                                                                          | 92                                                                          | 92                                                                          | 92                                                                          | 92                                                                          | 92                                                                          | 92                                                                          | 92                                                                          | 92                                                                          | 92                                                                          | 92                                                                          | 92                                                                          | 92                                                                          | 92                                                                          | 92                                                                          | 92                                                                          | 92                                                                          | 92                                                                          | 92                                                                          | 92                                                                          | 92                                                                          | 92                                                                          | 92                                                                          | 92                                                                          | 92                                                                          | 92                                                                          | 92                                                                          | 92                                                                          | 92                                                                          | 92                                                                          | 92                                                                          | 92                                                                          | 92                                                                          | 92                                                                          | 92                                                                          | 92                                                                          | 92                                                                          | 92                                                                          | 92                                                                          | 92                                                                          | 92                                                                          | 92                                                                          | 92                                                                          | 92                                                                          | 92                                                                          | 92                                                                          | 92                                                                          | 92                                                                          | 92                                                                          | 92                                                                          | 92                                                                          | 92                                                                          | 92                                                                          | 92                                                                          | 92                                                                          | 92                                                                          | 92                                                                          | 92                                                                          | 92                                                                          | 92                                                                          | 92                                                                          | 92                                                                          | 92                                                                          | 92                                                                          | 92                                                                          | 92                                                                          | 92                                                                          | 92                                                                          | 92                                                                          | 92                                                                          | 92                                                                          | 92                                                                          | 92                                                                          | 92                                                                          | 92                                                                          | 92                                                                          | 92                                                                          | 92                                                                          | 92                                                                          | 92                                                                          | 92                                                                          | 92                                                                          | 92                                                                          | 92                                                                          | 92                                                                          | 92                                                                          | 92                                                                          | 92                                                                          | 92                                                                          | 92                                                                          | 92                                                                          | 92                                                                          | 92                                                                          | 92                                                                          | 92                                                                          | 92                                                                          | 92                                                                          | 92                                                                          | 92                                                                          | 92                                                                          | 92                                                                          | 92                                                                          | 92                                                                          | 92                                                                          | 92                                                                          |

Quelle: World Motor Vehicle Production by Country: 2017. (Excel; 36,6 kB) International Organization of Motor Vehicle Manufacturers (OICA), abgerufen am 24. August 2018.

## Die 37 Länder mit der größten Fahrzeugproduktion im Jahr 2007
Die weltweite Fahrzeugproduktion im Jahr 2007 betrug 73.266.061 Einheiten. Das Diagramm listet alle Länder mit mehr als 100.000 Einheiten auf.
| Japan                  | Japan                  | Japan                  | Japan                  | Japan                  | Japan                  | Japan                  | Japan                  | Japan                  | Japan                  | Japan                  | Japan                  | Japan                  | Japan                  | Japan                  | Japan                  | Japan                  | Japan                  | Japan                  | Japan                  |  |     |     |     |     |     |     |     |     |     |     |                                        |                                        |                                        |                                        |                                        |                                        |                                        |                                        |                                        |                                        |                                        |                                        |                                        |                                        |                                        |                                        |                                        |                                        |                                        |                                        |                                        |                                        |                                        |                                        |                                        |                                        |                                        |                                        |                                        |                                        |                                        |                                        |                                        |                                        |                                        |                                        |                                        |                                        |                                        |                                        |                                        |                                        |                                        |                                        |                                        |                                        |                                        |                                        |                                        |                                        |                                        |                                        |                                        |                                        |                                        |                                        |                                        |                                        |                                        |                                        |                                        |                                        |                                        |                                        |                                        |                                        |                                        |                                        |                                        |                                        |                                        |                                        |                                        |                                        |                                        |                                        |                                        |                                        |                                        |                                        |                                        |                                        |                                        |                                        |                                        |                                        |                                        |                                        |                                        |                                        |                                        |                                        |                                        |                                        |                                        |                                        |                                        |                                        |                                        |                                        |                                        |                                        |                                        |                                        |                                        | 11.596                                 | 11.596                                 | 11.596                                 | 11.596                                 | 11.596                                 | 11.596                                 | 11.596                                 | 11.596                                 | 11.596                                 | 11.596                                 | 11.596                                 | 11.596                                 | 11.596                                 | 11.596                                 | 11.596                                 | 11.596                                 | 11.596                                 | 11.596                                 | 11.596                                 | 11.596                                 | 11.596                                 | 11.596                                 | 11.596                                 | 11.596                                 |       |
| Vereinigte Staaten     | Vereinigte Staaten     | Vereinigte Staaten     | Vereinigte Staaten     | Vereinigte Staaten     | Vereinigte Staaten     | Vereinigte Staaten     | Vereinigte Staaten     | Vereinigte Staaten     | Vereinigte Staaten     | Vereinigte Staaten     | Vereinigte Staaten     | Vereinigte Staaten     | Vereinigte Staaten     | Vereinigte Staaten     | Vereinigte Staaten     | Vereinigte Staaten     | Vereinigte Staaten     | Vereinigte Staaten     | Vereinigte Staaten     |  |     |     |     |     |     |     |     |     |     |     |                                        |                                        |                                        |                                        |                                        |                                        |                                        |                                        |                                        |                                        |                                        |                                        |                                        |                                        |                                        |                                        |                                        |                                        |                                        |                                        |                                        |                                        |                                        |                                        |                                        |                                        |                                        |                                        |                                        |                                        |                                        |                                        |                                        |                                        |                                        |                                        |                                        |                                        |                                        |                                        |                                        |                                        |                                        |                                        |                                        |                                        |                                        |                                        |                                        |                                        |                                        |                                        |                                        |                                        |                                        |                                        |                                        |                                        |                                        |                                        |                                        |                                        |                                        |                                        |                                        |                                        |                                        |                                        |                                        |                                        |                                        |                                        |                                        |                                        |                                        |                                        |                                        |                                        |                                        |                                        |                                        |                                        |                                        |                                        |                                        |                                        |                                        |                                        |                                        |                                        |                                        |                                        |                                        |                                        |                                        |                                        |                                        | 10.781                                 | 10.781                                 | 10.781                                 | 10.781                                 | 10.781                                 | 10.781                                 | 10.781                                 | 10.781                                 | 10.781                                 | 10.781                                 | 10.781                                 | 10.781                                 | 10.781                                 | 10.781                                 | 10.781                                 | 10.781                                 | 10.781                                 | 10.781                                 | 10.781                                 | 10.781                                 | 10.781                                 | 10.781                                 | 10.781                                 | 10.781                                 | 10.781                                 | 10.781                                 | 10.781                                 | 10.781                                 | 10.781                                 | 10.781                                 | 10.781                                 | 10.781                                 |       |
| Volksrepublik China    | Volksrepublik China    | Volksrepublik China    | Volksrepublik China    | Volksrepublik China    | Volksrepublik China    | Volksrepublik China    | Volksrepublik China    | Volksrepublik China    | Volksrepublik China    | Volksrepublik China    | Volksrepublik China    | Volksrepublik China    | Volksrepublik China    | Volksrepublik China    | Volksrepublik China    | Volksrepublik China    | Volksrepublik China    | Volksrepublik China    | Volksrepublik China    |  |     |     |     |     |     |     |     |     |     |     |                                        |                                        |                                        |                                        |                                        |                                        |                                        |                                        |                                        |                                        |                                        |                                        |                                        |                                        |                                        |                                        |                                        |                                        |                                        |                                        |                                        |                                        |                                        |                                        |                                        |                                        |                                        |                                        |                                        |                                        |                                        |                                        |                                        |                                        |                                        |                                        |                                        |                                        |                                        |                                        |                                        |                                        |                                        |                                        |                                        |                                        |                                        |                                        |                                        |                                        |                                        |                                        |                                        |                                        |                                        |                                        |                                        |                                        |                                        |                                        |                                        |                                        |                                        |                                        |                                        |                                        |                                        |                                        |                                        |                                        |                                        |                                        |                                        |                                        |                                        |                                        |                                        |                                        | 8.882                                  | 8.882                                  | 8.882                                  | 8.882                                  | 8.882                                  | 8.882                                  | 8.882                                  | 8.882                                  | 8.882                                  | 8.882                                  | 8.882                                  | 8.882                                  | 8.882                                  | 8.882                                  | 8.882                                  | 8.882                                  | 8.882                                  | 8.882                                  | 8.882                                  | 8.882                                  | 8.882                                  | 8.882                                  | 8.882                                  | 8.882                                  | 8.882                                  | 8.882                                  | 8.882                                  | 8.882                                  | 8.882                                  | 8.882                                  | 8.882                                  | 8.882                                  | 8.882                                  | 8.882                                  | 8.882                                  | 8.882                                  | 8.882                                  | 8.882                                  | 8.882                                  | 8.882                                  | 8.882                                  | 8.882                                  | 8.882                                  | 8.882                                  | 8.882                                  | 8.882                                  | 8.882                                  | 8.882                                  | 8.882                                  | 8.882                                  | 8.882                                  |       |
| Deutschland            | Deutschland            | Deutschland            | Deutschland            | Deutschland            | Deutschland            | Deutschland            | Deutschland            | Deutschland            | Deutschland            | Deutschland            | Deutschland            | Deutschland            | Deutschland            | Deutschland            | Deutschland            | Deutschland            | Deutschland            | Deutschland            | Deutschland            |  |     |     |     |     |     |     |     |     |     |     |                                        |                                        |                                        |                                        |                                        |                                        |                                        |                                        |                                        |                                        |                                        |                                        |                                        |                                        |                                        |                                        |                                        |                                        |                                        |                                        |                                        |                                        |                                        |                                        |                                        |                                        |                                        |                                        |                                        |                                        |                                        |                                        |                                        |                                        |                                        |                                        |                                        |                                        |                                        |                                        |                                        |                                        |                                        |                                        |                                        |                                        |                                        |                                        |                                        |                                        |                                        | 6.213 (inkl. GM Belgien)               | 6.213 (inkl. GM Belgien)               | 6.213 (inkl. GM Belgien)               | 6.213 (inkl. GM Belgien)               | 6.213 (inkl. GM Belgien)               | 6.213 (inkl. GM Belgien)               | 6.213 (inkl. GM Belgien)               | 6.213 (inkl. GM Belgien)               | 6.213 (inkl. GM Belgien)               | 6.213 (inkl. GM Belgien)               | 6.213 (inkl. GM Belgien)               | 6.213 (inkl. GM Belgien)               | 6.213 (inkl. GM Belgien)               | 6.213 (inkl. GM Belgien)               | 6.213 (inkl. GM Belgien)               | 6.213 (inkl. GM Belgien)               | 6.213 (inkl. GM Belgien)               | 6.213 (inkl. GM Belgien)               | 6.213 (inkl. GM Belgien)               | 6.213 (inkl. GM Belgien)               | 6.213 (inkl. GM Belgien)               | 6.213 (inkl. GM Belgien)               | 6.213 (inkl. GM Belgien)               | 6.213 (inkl. GM Belgien)               | 6.213 (inkl. GM Belgien)               | 6.213 (inkl. GM Belgien)               | 6.213 (inkl. GM Belgien)               | 6.213 (inkl. GM Belgien)               | 6.213 (inkl. GM Belgien)               | 6.213 (inkl. GM Belgien)               | 6.213 (inkl. GM Belgien)               | 6.213 (inkl. GM Belgien)               | 6.213 (inkl. GM Belgien)               | 6.213 (inkl. GM Belgien)               | 6.213 (inkl. GM Belgien)               | 6.213 (inkl. GM Belgien)               | 6.213 (inkl. GM Belgien)               | 6.213 (inkl. GM Belgien)               | 6.213 (inkl. GM Belgien)               | 6.213 (inkl. GM Belgien)               | 6.213 (inkl. GM Belgien)               | 6.213 (inkl. GM Belgien)               | 6.213 (inkl. GM Belgien)               | 6.213 (inkl. GM Belgien)               | 6.213 (inkl. GM Belgien)               | 6.213 (inkl. GM Belgien)               | 6.213 (inkl. GM Belgien)               | 6.213 (inkl. GM Belgien)               | 6.213 (inkl. GM Belgien)               | 6.213 (inkl. GM Belgien)               | 6.213 (inkl. GM Belgien)               | 6.213 (inkl. GM Belgien)               | 6.213 (inkl. GM Belgien)               | 6.213 (inkl. GM Belgien)               | 6.213 (inkl. GM Belgien)               | 6.213 (inkl. GM Belgien)               | 6.213 (inkl. GM Belgien)               | 6.213 (inkl. GM Belgien)               | 6.213 (inkl. GM Belgien)               | 6.213 (inkl. GM Belgien)               | 6.213 (inkl. GM Belgien)               | 6.213 (inkl. GM Belgien)               | 6.213 (inkl. GM Belgien)               | 6.213 (inkl. GM Belgien)               | 6.213 (inkl. GM Belgien)               | 6.213 (inkl. GM Belgien)               | 6.213 (inkl. GM Belgien)               | 6.213 (inkl. GM Belgien)               | 6.213 (inkl. GM Belgien)               | 6.213 (inkl. GM Belgien)               | 6.213 (inkl. GM Belgien)               | 6.213 (inkl. GM Belgien)               | 6.213 (inkl. GM Belgien)               | 6.213 (inkl. GM Belgien)               | 6.213 (inkl. GM Belgien)               | 6.213 (inkl. GM Belgien)               | 6.213 (inkl. GM Belgien)               | 6.213 (inkl. GM Belgien)               |       |
| Südkorea               | Südkorea               | Südkorea               | Südkorea               | Südkorea               | Südkorea               | Südkorea               | Südkorea               | Südkorea               | Südkorea               | Südkorea               | Südkorea               | Südkorea               | Südkorea               | Südkorea               | Südkorea               | Südkorea               | Südkorea               | Südkorea               | Südkorea               |  |     |     |     |     |     |     |     |     |     |     |                                        |                                        |                                        |                                        |                                        |                                        |                                        |                                        |                                        |                                        |                                        |                                        |                                        |                                        |                                        |                                        |                                        |                                        |                                        |                                        |                                        |                                        |                                        |                                        |                                        |                                        |                                        |                                        |                                        |                                        | 4.086                                  | 4.086                                  | 4.086                                  | 4.086                                  | 4.086                                  | 4.086                                  | 4.086                                  | 4.086                                  | 4.086                                  | 4.086                                  | 4.086                                  | 4.086                                  | 4.086                                  | 4.086                                  | 4.086                                  | 4.086                                  | 4.086                                  | 4.086                                  | 4.086                                  | 4.086                                  | 4.086                                  | 4.086                                  | 4.086                                  | 4.086                                  | 4.086                                  | 4.086                                  | 4.086                                  | 4.086                                  | 4.086                                  | 4.086                                  | 4.086                                  | 4.086                                  | 4.086                                  | 4.086                                  | 4.086                                  | 4.086                                  | 4.086                                  | 4.086                                  | 4.086                                  | 4.086                                  | 4.086                                  | 4.086                                  | 4.086                                  | 4.086                                  | 4.086                                  | 4.086                                  | 4.086                                  | 4.086                                  | 4.086                                  | 4.086                                  | 4.086                                  | 4.086                                  | 4.086                                  | 4.086                                  | 4.086                                  | 4.086                                  | 4.086                                  | 4.086                                  | 4.086                                  | 4.086                                  | 4.086                                  | 4.086                                  | 4.086                                  | 4.086                                  | 4.086                                  | 4.086                                  | 4.086                                  | 4.086                                  | 4.086                                  | 4.086                                  | 4.086                                  | 4.086                                  | 4.086                                  | 4.086                                  | 4.086                                  | 4.086                                  | 4.086                                  | 4.086                                  | 4.086                                  | 4.086                                  | 4.086                                  | 4.086                                  | 4.086                                  | 4.086                                  | 4.086                                  | 4.086                                  | 4.086                                  | 4.086                                  | 4.086                                  | 4.086                                  | 4.086                                  | 4.086                                  | 4.086                                  | 4.086                                  | 4.086                                  | 4.086                                  | 4.086                                  | 4.086                                  | 4.086                                  | 4.086 |
| Frankreich             | Frankreich             | Frankreich             | Frankreich             | Frankreich             | Frankreich             | Frankreich             | Frankreich             | Frankreich             | Frankreich             | Frankreich             | Frankreich             | Frankreich             | Frankreich             | Frankreich             | Frankreich             | Frankreich             | Frankreich             | Frankreich             | Frankreich             |  |     |     |     |     |     |     |     |     |     |     |                                        |                                        |                                        |                                        |                                        |                                        |                                        |                                        |                                        |                                        |                                        |                                        |                                        |                                        |                                        |                                        |                                        |                                        |                                        | 3.016                                  | 3.016                                  | 3.016                                  | 3.016                                  | 3.016                                  | 3.016                                  | 3.016                                  | 3.016                                  | 3.016                                  | 3.016                                  | 3.016                                  | 3.016                                  | 3.016                                  | 3.016                                  | 3.016                                  | 3.016                                  | 3.016                                  | 3.016                                  | 3.016                                  | 3.016                                  | 3.016                                  | 3.016                                  | 3.016                                  | 3.016                                  | 3.016                                  | 3.016                                  | 3.016                                  | 3.016                                  | 3.016                                  | 3.016                                  | 3.016                                  | 3.016                                  | 3.016                                  | 3.016                                  | 3.016                                  | 3.016                                  | 3.016                                  | 3.016                                  | 3.016                                  | 3.016                                  | 3.016                                  | 3.016                                  | 3.016                                  | 3.016                                  | 3.016                                  | 3.016                                  | 3.016                                  | 3.016                                  | 3.016                                  | 3.016                                  | 3.016                                  | 3.016                                  | 3.016                                  | 3.016                                  | 3.016                                  | 3.016                                  | 3.016                                  | 3.016                                  | 3.016                                  | 3.016                                  | 3.016                                  | 3.016                                  | 3.016                                  | 3.016                                  | 3.016                                  | 3.016                                  | 3.016                                  | 3.016                                  | 3.016                                  | 3.016                                  | 3.016                                  | 3.016                                  | 3.016                                  | 3.016                                  | 3.016                                  | 3.016                                  | 3.016                                  | 3.016                                  | 3.016                                  | 3.016                                  | 3.016                                  | 3.016                                  | 3.016                                  | 3.016                                  | 3.016                                  | 3.016                                  | 3.016                                  | 3.016                                  | 3.016                                  | 3.016                                  | 3.016                                  | 3.016                                  | 3.016                                  | 3.016                                  | 3.016                                  | 3.016                                  | 3.016                                  | 3.016                                  | 3.016                                  | 3.016                                  | 3.016                                  | 3.016                                  | 3.016                                  | 3.016                                  | 3.016                                  | 3.016                                  | 3.016                                  | 3.016                                  | 3.016                                  | 3.016                                  |       |
| Brasilien              | Brasilien              | Brasilien              | Brasilien              | Brasilien              | Brasilien              | Brasilien              | Brasilien              | Brasilien              | Brasilien              | Brasilien              | Brasilien              | Brasilien              | Brasilien              | Brasilien              | Brasilien              | Brasilien              | Brasilien              | Brasilien              | Brasilien              |  |     |     |     |     |     |     |     |     |     |     |                                        |                                        |                                        |                                        |                                        |                                        |                                        |                                        |                                        |                                        |                                        |                                        |                                        |                                        |                                        |                                        |                                        |                                        |                                        | 2.977                                  | 2.977                                  | 2.977                                  | 2.977                                  | 2.977                                  | 2.977                                  | 2.977                                  | 2.977                                  | 2.977                                  | 2.977                                  | 2.977                                  | 2.977                                  | 2.977                                  | 2.977                                  | 2.977                                  | 2.977                                  | 2.977                                  | 2.977                                  | 2.977                                  | 2.977                                  | 2.977                                  | 2.977                                  | 2.977                                  | 2.977                                  | 2.977                                  | 2.977                                  | 2.977                                  | 2.977                                  | 2.977                                  | 2.977                                  | 2.977                                  | 2.977                                  | 2.977                                  | 2.977                                  | 2.977                                  | 2.977                                  | 2.977                                  | 2.977                                  | 2.977                                  | 2.977                                  | 2.977                                  | 2.977                                  | 2.977                                  | 2.977                                  | 2.977                                  | 2.977                                  | 2.977                                  | 2.977                                  | 2.977                                  | 2.977                                  | 2.977                                  | 2.977                                  | 2.977                                  | 2.977                                  | 2.977                                  | 2.977                                  | 2.977                                  | 2.977                                  | 2.977                                  | 2.977                                  | 2.977                                  | 2.977                                  | 2.977                                  | 2.977                                  | 2.977                                  | 2.977                                  | 2.977                                  | 2.977                                  | 2.977                                  | 2.977                                  | 2.977                                  | 2.977                                  | 2.977                                  | 2.977                                  | 2.977                                  | 2.977                                  | 2.977                                  | 2.977                                  | 2.977                                  | 2.977                                  | 2.977                                  | 2.977                                  | 2.977                                  | 2.977                                  | 2.977                                  | 2.977                                  | 2.977                                  | 2.977                                  | 2.977                                  | 2.977                                  | 2.977                                  | 2.977                                  | 2.977                                  | 2.977                                  | 2.977                                  | 2.977                                  | 2.977                                  | 2.977                                  | 2.977                                  | 2.977                                  | 2.977                                  | 2.977                                  | 2.977                                  | 2.977                                  | 2.977                                  | 2.977                                  | 2.977                                  | 2.977                                  | 2.977                                  | 2.977                                  |       |
| Spanien                | Spanien                | Spanien                | Spanien                | Spanien                | Spanien                | Spanien                | Spanien                | Spanien                | Spanien                | Spanien                | Spanien                | Spanien                | Spanien                | Spanien                | Spanien                | Spanien                | Spanien                | Spanien                | Spanien                |  |     |     |     |     |     |     |     |     |     |     |                                        |                                        |                                        |                                        |                                        |                                        |                                        |                                        |                                        |                                        |                                        |                                        |                                        |                                        |                                        |                                        |                                        |                                        | 2.890                                  | 2.890                                  | 2.890                                  | 2.890                                  | 2.890                                  | 2.890                                  | 2.890                                  | 2.890                                  | 2.890                                  | 2.890                                  | 2.890                                  | 2.890                                  | 2.890                                  | 2.890                                  | 2.890                                  | 2.890                                  | 2.890                                  | 2.890                                  | 2.890                                  | 2.890                                  | 2.890                                  | 2.890                                  | 2.890                                  | 2.890                                  | 2.890                                  | 2.890                                  | 2.890                                  | 2.890                                  | 2.890                                  | 2.890                                  | 2.890                                  | 2.890                                  | 2.890                                  | 2.890                                  | 2.890                                  | 2.890                                  | 2.890                                  | 2.890                                  | 2.890                                  | 2.890                                  | 2.890                                  | 2.890                                  | 2.890                                  | 2.890                                  | 2.890                                  | 2.890                                  | 2.890                                  | 2.890                                  | 2.890                                  | 2.890                                  | 2.890                                  | 2.890                                  | 2.890                                  | 2.890                                  | 2.890                                  | 2.890                                  | 2.890                                  | 2.890                                  | 2.890                                  | 2.890                                  | 2.890                                  | 2.890                                  | 2.890                                  | 2.890                                  | 2.890                                  | 2.890                                  | 2.890                                  | 2.890                                  | 2.890                                  | 2.890                                  | 2.890                                  | 2.890                                  | 2.890                                  | 2.890                                  | 2.890                                  | 2.890                                  | 2.890                                  | 2.890                                  | 2.890                                  | 2.890                                  | 2.890                                  | 2.890                                  | 2.890                                  | 2.890                                  | 2.890                                  | 2.890                                  | 2.890                                  | 2.890                                  | 2.890                                  | 2.890                                  | 2.890                                  | 2.890                                  | 2.890                                  | 2.890                                  | 2.890                                  | 2.890                                  | 2.890                                  | 2.890                                  | 2.890                                  | 2.890                                  | 2.890                                  | 2.890                                  | 2.890                                  | 2.890                                  | 2.890                                  | 2.890                                  | 2.890                                  | 2.890                                  | 2.890                                  | 2.890                                  | 2.890                                  |       |
| Kanada                 | Kanada                 | Kanada                 | Kanada                 | Kanada                 | Kanada                 | Kanada                 | Kanada                 | Kanada                 | Kanada                 | Kanada                 | Kanada                 | Kanada                 | Kanada                 | Kanada                 | Kanada                 | Kanada                 | Kanada                 | Kanada                 | Kanada                 |  |     |     |     |     |     |     |     |     |     |     |                                        |                                        |                                        |                                        |                                        |                                        |                                        |                                        |                                        |                                        |                                        |                                        |                                        |                                        |                                        | 2.579                                  | 2.579                                  | 2.579                                  | 2.579                                  | 2.579                                  | 2.579                                  | 2.579                                  | 2.579                                  | 2.579                                  | 2.579                                  | 2.579                                  | 2.579                                  | 2.579                                  | 2.579                                  | 2.579                                  | 2.579                                  | 2.579                                  | 2.579                                  | 2.579                                  | 2.579                                  | 2.579                                  | 2.579                                  | 2.579                                  | 2.579                                  | 2.579                                  | 2.579                                  | 2.579                                  | 2.579                                  | 2.579                                  | 2.579                                  | 2.579                                  | 2.579                                  | 2.579                                  | 2.579                                  | 2.579                                  | 2.579                                  | 2.579                                  | 2.579                                  | 2.579                                  | 2.579                                  | 2.579                                  | 2.579                                  | 2.579                                  | 2.579                                  | 2.579                                  | 2.579                                  | 2.579                                  | 2.579                                  | 2.579                                  | 2.579                                  | 2.579                                  | 2.579                                  | 2.579                                  | 2.579                                  | 2.579                                  | 2.579                                  | 2.579                                  | 2.579                                  | 2.579                                  | 2.579                                  | 2.579                                  | 2.579                                  | 2.579                                  | 2.579                                  | 2.579                                  | 2.579                                  | 2.579                                  | 2.579                                  | 2.579                                  | 2.579                                  | 2.579                                  | 2.579                                  | 2.579                                  | 2.579                                  | 2.579                                  | 2.579                                  | 2.579                                  | 2.579                                  | 2.579                                  | 2.579                                  | 2.579                                  | 2.579                                  | 2.579                                  | 2.579                                  | 2.579                                  | 2.579                                  | 2.579                                  | 2.579                                  | 2.579                                  | 2.579                                  | 2.579                                  | 2.579                                  | 2.579                                  | 2.579                                  | 2.579                                  | 2.579                                  | 2.579                                  | 2.579                                  | 2.579                                  | 2.579                                  | 2.579                                  | 2.579                                  | 2.579                                  | 2.579                                  | 2.579                                  | 2.579                                  | 2.579                                  | 2.579                                  | 2.579                                  | 2.579                                  | 2.579                                  | 2.579                                  | 2.579                                  | 2.579                                  |       |
| Indien                 | Indien                 | Indien                 | Indien                 | Indien                 | Indien                 | Indien                 | Indien                 | Indien                 | Indien                 | Indien                 | Indien                 | Indien                 | Indien                 | Indien                 | Indien                 | Indien                 | Indien                 | Indien                 | Indien                 |  |     |     |     |     |     |     |     |     |     |     |                                        |                                        |                                        |                                        |                                        |                                        |                                        |                                        |                                        |                                        |                                        |                                        | 2.254                                  | 2.254                                  | 2.254                                  | 2.254                                  | 2.254                                  | 2.254                                  | 2.254                                  | 2.254                                  | 2.254                                  | 2.254                                  | 2.254                                  | 2.254                                  | 2.254                                  | 2.254                                  | 2.254                                  | 2.254                                  | 2.254                                  | 2.254                                  | 2.254                                  | 2.254                                  | 2.254                                  | 2.254                                  | 2.254                                  | 2.254                                  | 2.254                                  | 2.254                                  | 2.254                                  | 2.254                                  | 2.254                                  | 2.254                                  | 2.254                                  | 2.254                                  | 2.254                                  | 2.254                                  | 2.254                                  | 2.254                                  | 2.254                                  | 2.254                                  | 2.254                                  | 2.254                                  | 2.254                                  | 2.254                                  | 2.254                                  | 2.254                                  | 2.254                                  | 2.254                                  | 2.254                                  | 2.254                                  | 2.254                                  | 2.254                                  | 2.254                                  | 2.254                                  | 2.254                                  | 2.254                                  | 2.254                                  | 2.254                                  | 2.254                                  | 2.254                                  | 2.254                                  | 2.254                                  | 2.254                                  | 2.254                                  | 2.254                                  | 2.254                                  | 2.254                                  | 2.254                                  | 2.254                                  | 2.254                                  | 2.254                                  | 2.254                                  | 2.254                                  | 2.254                                  | 2.254                                  | 2.254                                  | 2.254                                  | 2.254                                  | 2.254                                  | 2.254                                  | 2.254                                  | 2.254                                  | 2.254                                  | 2.254                                  | 2.254                                  | 2.254                                  | 2.254                                  | 2.254                                  | 2.254                                  | 2.254                                  | 2.254                                  | 2.254                                  | 2.254                                  | 2.254                                  | 2.254                                  | 2.254                                  | 2.254                                  | 2.254                                  | 2.254                                  | 2.254                                  | 2.254                                  | 2.254                                  | 2.254                                  | 2.254                                  | 2.254                                  | 2.254                                  | 2.254                                  | 2.254                                  | 2.254                                  | 2.254                                  | 2.254                                  | 2.254                                  | 2.254                                  | 2.254                                  | 2.254                                  | 2.254                                  | 2.254                                  | 2.254                                  | 2.254                                  |       |
| Mexiko                 | Mexiko                 | Mexiko                 | Mexiko                 | Mexiko                 | Mexiko                 | Mexiko                 | Mexiko                 | Mexiko                 | Mexiko                 | Mexiko                 | Mexiko                 | Mexiko                 | Mexiko                 | Mexiko                 | Mexiko                 | Mexiko                 | Mexiko                 | Mexiko                 | Mexiko                 |  |     |     |     |     |     |     |     |     |     |     |                                        |                                        |                                        |                                        |                                        |                                        |                                        |                                        |                                        |                                        | 2.095                                  | 2.095                                  | 2.095                                  | 2.095                                  | 2.095                                  | 2.095                                  | 2.095                                  | 2.095                                  | 2.095                                  | 2.095                                  | 2.095                                  | 2.095                                  | 2.095                                  | 2.095                                  | 2.095                                  | 2.095                                  | 2.095                                  | 2.095                                  | 2.095                                  | 2.095                                  | 2.095                                  | 2.095                                  | 2.095                                  | 2.095                                  | 2.095                                  | 2.095                                  | 2.095                                  | 2.095                                  | 2.095                                  | 2.095                                  | 2.095                                  | 2.095                                  | 2.095                                  | 2.095                                  | 2.095                                  | 2.095                                  | 2.095                                  | 2.095                                  | 2.095                                  | 2.095                                  | 2.095                                  | 2.095                                  | 2.095                                  | 2.095                                  | 2.095                                  | 2.095                                  | 2.095                                  | 2.095                                  | 2.095                                  | 2.095                                  | 2.095                                  | 2.095                                  | 2.095                                  | 2.095                                  | 2.095                                  | 2.095                                  | 2.095                                  | 2.095                                  | 2.095                                  | 2.095                                  | 2.095                                  | 2.095                                  | 2.095                                  | 2.095                                  | 2.095                                  | 2.095                                  | 2.095                                  | 2.095                                  | 2.095                                  | 2.095                                  | 2.095                                  | 2.095                                  | 2.095                                  | 2.095                                  | 2.095                                  | 2.095                                  | 2.095                                  | 2.095                                  | 2.095                                  | 2.095                                  | 2.095                                  | 2.095                                  | 2.095                                  | 2.095                                  | 2.095                                  | 2.095                                  | 2.095                                  | 2.095                                  | 2.095                                  | 2.095                                  | 2.095                                  | 2.095                                  | 2.095                                  | 2.095                                  | 2.095                                  | 2.095                                  | 2.095                                  | 2.095                                  | 2.095                                  | 2.095                                  | 2.095                                  | 2.095                                  | 2.095                                  | 2.095                                  | 2.095                                  | 2.095                                  | 2.095                                  | 2.095                                  | 2.095                                  | 2.095                                  | 2.095                                  | 2.095                                  | 2.095                                  | 2.095                                  | 2.095                                  | 2.095                                  | 2.095                                  | 2.095                                  | 2.095                                  |       |
| Vereinigtes Königreich | Vereinigtes Königreich | Vereinigtes Königreich | Vereinigtes Königreich | Vereinigtes Königreich | Vereinigtes Königreich | Vereinigtes Königreich | Vereinigtes Königreich | Vereinigtes Königreich | Vereinigtes Königreich | Vereinigtes Königreich | Vereinigtes Königreich | Vereinigtes Königreich | Vereinigtes Königreich | Vereinigtes Königreich | Vereinigtes Königreich | Vereinigtes Königreich | Vereinigtes Königreich | Vereinigtes Königreich | Vereinigtes Königreich |  |     |     |     |     |     |     |     |     |     |     |                                        |                                        |                                        |                                        |                                        |                                        |                                        | 1.750                                  | 1.750                                  | 1.750                                  | 1.750                                  | 1.750                                  | 1.750                                  | 1.750                                  | 1.750                                  | 1.750                                  | 1.750                                  | 1.750                                  | 1.750                                  | 1.750                                  | 1.750                                  | 1.750                                  | 1.750                                  | 1.750                                  | 1.750                                  | 1.750                                  | 1.750                                  | 1.750                                  | 1.750                                  | 1.750                                  | 1.750                                  | 1.750                                  | 1.750                                  | 1.750                                  | 1.750                                  | 1.750                                  | 1.750                                  | 1.750                                  | 1.750                                  | 1.750                                  | 1.750                                  | 1.750                                  | 1.750                                  | 1.750                                  | 1.750                                  | 1.750                                  | 1.750                                  | 1.750                                  | 1.750                                  | 1.750                                  | 1.750                                  | 1.750                                  | 1.750                                  | 1.750                                  | 1.750                                  | 1.750                                  | 1.750                                  | 1.750                                  | 1.750                                  | 1.750                                  | 1.750                                  | 1.750                                  | 1.750                                  | 1.750                                  | 1.750                                  | 1.750                                  | 1.750                                  | 1.750                                  | 1.750                                  | 1.750                                  | 1.750                                  | 1.750                                  | 1.750                                  | 1.750                                  | 1.750                                  | 1.750                                  | 1.750                                  | 1.750                                  | 1.750                                  | 1.750                                  | 1.750                                  | 1.750                                  | 1.750                                  | 1.750                                  | 1.750                                  | 1.750                                  | 1.750                                  | 1.750                                  | 1.750                                  | 1.750                                  | 1.750                                  | 1.750                                  | 1.750                                  | 1.750                                  | 1.750                                  | 1.750                                  | 1.750                                  | 1.750                                  | 1.750                                  | 1.750                                  | 1.750                                  | 1.750                                  | 1.750                                  | 1.750                                  | 1.750                                  | 1.750                                  | 1.750                                  | 1.750                                  | 1.750                                  | 1.750                                  | 1.750                                  | 1.750                                  | 1.750                                  | 1.750                                  | 1.750                                  | 1.750                                  | 1.750                                  | 1.750                                  | 1.750                                  | 1.750                                  | 1.750                                  | 1.750                                  | 1.750                                  | 1.750                                  | 1.750                                  | 1.750                                  | 1.750                                  | 1.750                                  | 1.750                                  |       |
| Russland               | Russland               | Russland               | Russland               | Russland               | Russland               | Russland               | Russland               | Russland               | Russland               | Russland               | Russland               | Russland               | Russland               | Russland               | Russland               | Russland               | Russland               | Russland               | Russland               |  |     |     |     |     |     |     |     |     |     |     |                                        |                                        |                                        |                                        |                                        |                                        | 1.660                                  | 1.660                                  | 1.660                                  | 1.660                                  | 1.660                                  | 1.660                                  | 1.660                                  | 1.660                                  | 1.660                                  | 1.660                                  | 1.660                                  | 1.660                                  | 1.660                                  | 1.660                                  | 1.660                                  | 1.660                                  | 1.660                                  | 1.660                                  | 1.660                                  | 1.660                                  | 1.660                                  | 1.660                                  | 1.660                                  | 1.660                                  | 1.660                                  | 1.660                                  | 1.660                                  | 1.660                                  | 1.660                                  | 1.660                                  | 1.660                                  | 1.660                                  | 1.660                                  | 1.660                                  | 1.660                                  | 1.660                                  | 1.660                                  | 1.660                                  | 1.660                                  | 1.660                                  | 1.660                                  | 1.660                                  | 1.660                                  | 1.660                                  | 1.660                                  | 1.660                                  | 1.660                                  | 1.660                                  | 1.660                                  | 1.660                                  | 1.660                                  | 1.660                                  | 1.660                                  | 1.660                                  | 1.660                                  | 1.660                                  | 1.660                                  | 1.660                                  | 1.660                                  | 1.660                                  | 1.660                                  | 1.660                                  | 1.660                                  | 1.660                                  | 1.660                                  | 1.660                                  | 1.660                                  | 1.660                                  | 1.660                                  | 1.660                                  | 1.660                                  | 1.660                                  | 1.660                                  | 1.660                                  | 1.660                                  | 1.660                                  | 1.660                                  | 1.660                                  | 1.660                                  | 1.660                                  | 1.660                                  | 1.660                                  | 1.660                                  | 1.660                                  | 1.660                                  | 1.660                                  | 1.660                                  | 1.660                                  | 1.660                                  | 1.660                                  | 1.660                                  | 1.660                                  | 1.660                                  | 1.660                                  | 1.660                                  | 1.660                                  | 1.660                                  | 1.660                                  | 1.660                                  | 1.660                                  | 1.660                                  | 1.660                                  | 1.660                                  | 1.660                                  | 1.660                                  | 1.660                                  | 1.660                                  | 1.660                                  | 1.660                                  | 1.660                                  | 1.660                                  | 1.660                                  | 1.660                                  | 1.660                                  | 1.660                                  | 1.660                                  | 1.660                                  | 1.660                                  | 1.660                                  | 1.660                                  | 1.660                                  | 1.660                                  | 1.660                                  |       |
| Thailand               | Thailand               | Thailand               | Thailand               | Thailand               | Thailand               | Thailand               | Thailand               | Thailand               | Thailand               | Thailand               | Thailand               | Thailand               | Thailand               | Thailand               | Thailand               | Thailand               | Thailand               | Thailand               | Thailand               |  |     |     |     |     |     |     |     |     |     |     |                                        |                                        | 1.287                                  | 1.287                                  | 1.287                                  | 1.287                                  | 1.287                                  | 1.287                                  | 1.287                                  | 1.287                                  | 1.287                                  | 1.287                                  | 1.287                                  | 1.287                                  | 1.287                                  | 1.287                                  | 1.287                                  | 1.287                                  | 1.287                                  | 1.287                                  | 1.287                                  | 1.287                                  | 1.287                                  | 1.287                                  | 1.287                                  | 1.287                                  | 1.287                                  | 1.287                                  | 1.287                                  | 1.287                                  | 1.287                                  | 1.287                                  | 1.287                                  | 1.287                                  | 1.287                                  | 1.287                                  | 1.287                                  | 1.287                                  | 1.287                                  | 1.287                                  | 1.287                                  | 1.287                                  | 1.287                                  | 1.287                                  | 1.287                                  | 1.287                                  | 1.287                                  | 1.287                                  | 1.287                                  | 1.287                                  | 1.287                                  | 1.287                                  | 1.287                                  | 1.287                                  | 1.287                                  | 1.287                                  | 1.287                                  | 1.287                                  | 1.287                                  | 1.287                                  | 1.287                                  | 1.287                                  | 1.287                                  | 1.287                                  | 1.287                                  | 1.287                                  | 1.287                                  | 1.287                                  | 1.287                                  | 1.287                                  | 1.287                                  | 1.287                                  | 1.287                                  | 1.287                                  | 1.287                                  | 1.287                                  | 1.287                                  | 1.287                                  | 1.287                                  | 1.287                                  | 1.287                                  | 1.287                                  | 1.287                                  | 1.287                                  | 1.287                                  | 1.287                                  | 1.287                                  | 1.287                                  | 1.287                                  | 1.287                                  | 1.287                                  | 1.287                                  | 1.287                                  | 1.287                                  | 1.287                                  | 1.287                                  | 1.287                                  | 1.287                                  | 1.287                                  | 1.287                                  | 1.287                                  | 1.287                                  | 1.287                                  | 1.287                                  | 1.287                                  | 1.287                                  | 1.287                                  | 1.287                                  | 1.287                                  | 1.287                                  | 1.287                                  | 1.287                                  | 1.287                                  | 1.287                                  | 1.287                                  | 1.287                                  | 1.287                                  | 1.287                                  | 1.287                                  | 1.287                                  | 1.287                                  | 1.287                                  | 1.287                                  | 1.287                                  | 1.287                                  | 1.287                                  | 1.287                                  | 1.287                                  | 1.287                                  | 1.287 |
| Italien                | Italien                | Italien                | Italien                | Italien                | Italien                | Italien                | Italien                | Italien                | Italien                | Italien                | Italien                | Italien                | Italien                | Italien                | Italien                | Italien                | Italien                | Italien                | Italien                |  |     |     |     |     |     |     |     |     |     |     |                                        |                                        | 1.284                                  | 1.284                                  | 1.284                                  | 1.284                                  | 1.284                                  | 1.284                                  | 1.284                                  | 1.284                                  | 1.284                                  | 1.284                                  | 1.284                                  | 1.284                                  | 1.284                                  | 1.284                                  | 1.284                                  | 1.284                                  | 1.284                                  | 1.284                                  | 1.284                                  | 1.284                                  | 1.284                                  | 1.284                                  | 1.284                                  | 1.284                                  | 1.284                                  | 1.284                                  | 1.284                                  | 1.284                                  | 1.284                                  | 1.284                                  | 1.284                                  | 1.284                                  | 1.284                                  | 1.284                                  | 1.284                                  | 1.284                                  | 1.284                                  | 1.284                                  | 1.284                                  | 1.284                                  | 1.284                                  | 1.284                                  | 1.284                                  | 1.284                                  | 1.284                                  | 1.284                                  | 1.284                                  | 1.284                                  | 1.284                                  | 1.284                                  | 1.284                                  | 1.284                                  | 1.284                                  | 1.284                                  | 1.284                                  | 1.284                                  | 1.284                                  | 1.284                                  | 1.284                                  | 1.284                                  | 1.284                                  | 1.284                                  | 1.284                                  | 1.284                                  | 1.284                                  | 1.284                                  | 1.284                                  | 1.284                                  | 1.284                                  | 1.284                                  | 1.284                                  | 1.284                                  | 1.284                                  | 1.284                                  | 1.284                                  | 1.284                                  | 1.284                                  | 1.284                                  | 1.284                                  | 1.284                                  | 1.284                                  | 1.284                                  | 1.284                                  | 1.284                                  | 1.284                                  | 1.284                                  | 1.284                                  | 1.284                                  | 1.284                                  | 1.284                                  | 1.284                                  | 1.284                                  | 1.284                                  | 1.284                                  | 1.284                                  | 1.284                                  | 1.284                                  | 1.284                                  | 1.284                                  | 1.284                                  | 1.284                                  | 1.284                                  | 1.284                                  | 1.284                                  | 1.284                                  | 1.284                                  | 1.284                                  | 1.284                                  | 1.284                                  | 1.284                                  | 1.284                                  | 1.284                                  | 1.284                                  | 1.284                                  | 1.284                                  | 1.284                                  | 1.284                                  | 1.284                                  | 1.284                                  | 1.284                                  | 1.284                                  | 1.284                                  | 1.284                                  | 1.284                                  | 1.284                                  | 1.284                                  | 1.284                                  |       |
| Türkei                 | Türkei                 | Türkei                 | Türkei                 | Türkei                 | Türkei                 | Türkei                 | Türkei                 | Türkei                 | Türkei                 | Türkei                 | Türkei                 | Türkei                 | Türkei                 | Türkei                 | Türkei                 | Türkei                 | Türkei                 | Türkei                 | Türkei                 |  |     |     |     |     |     |     |     |     |     |     | 1.099 (inkl. Toyota Werk in Adapazarı) | 1.099 (inkl. Toyota Werk in Adapazarı) | 1.099 (inkl. Toyota Werk in Adapazarı) | 1.099 (inkl. Toyota Werk in Adapazarı) | 1.099 (inkl. Toyota Werk in Adapazarı) | 1.099 (inkl. Toyota Werk in Adapazarı) | 1.099 (inkl. Toyota Werk in Adapazarı) | 1.099 (inkl. Toyota Werk in Adapazarı) | 1.099 (inkl. Toyota Werk in Adapazarı) | 1.099 (inkl. Toyota Werk in Adapazarı) | 1.099 (inkl. Toyota Werk in Adapazarı) | 1.099 (inkl. Toyota Werk in Adapazarı) | 1.099 (inkl. Toyota Werk in Adapazarı) | 1.099 (inkl. Toyota Werk in Adapazarı) | 1.099 (inkl. Toyota Werk in Adapazarı) | 1.099 (inkl. Toyota Werk in Adapazarı) | 1.099 (inkl. Toyota Werk in Adapazarı) | 1.099 (inkl. Toyota Werk in Adapazarı) | 1.099 (inkl. Toyota Werk in Adapazarı) | 1.099 (inkl. Toyota Werk in Adapazarı) | 1.099 (inkl. Toyota Werk in Adapazarı) | 1.099 (inkl. Toyota Werk in Adapazarı) | 1.099 (inkl. Toyota Werk in Adapazarı) | 1.099 (inkl. Toyota Werk in Adapazarı) | 1.099 (inkl. Toyota Werk in Adapazarı) | 1.099 (inkl. Toyota Werk in Adapazarı) | 1.099 (inkl. Toyota Werk in Adapazarı) | 1.099 (inkl. Toyota Werk in Adapazarı) | 1.099 (inkl. Toyota Werk in Adapazarı) | 1.099 (inkl. Toyota Werk in Adapazarı) | 1.099 (inkl. Toyota Werk in Adapazarı) | 1.099 (inkl. Toyota Werk in Adapazarı) | 1.099 (inkl. Toyota Werk in Adapazarı) | 1.099 (inkl. Toyota Werk in Adapazarı) | 1.099 (inkl. Toyota Werk in Adapazarı) | 1.099 (inkl. Toyota Werk in Adapazarı) | 1.099 (inkl. Toyota Werk in Adapazarı) | 1.099 (inkl. Toyota Werk in Adapazarı) | 1.099 (inkl. Toyota Werk in Adapazarı) | 1.099 (inkl. Toyota Werk in Adapazarı) | 1.099 (inkl. Toyota Werk in Adapazarı) | 1.099 (inkl. Toyota Werk in Adapazarı) | 1.099 (inkl. Toyota Werk in Adapazarı) | 1.099 (inkl. Toyota Werk in Adapazarı) | 1.099 (inkl. Toyota Werk in Adapazarı) | 1.099 (inkl. Toyota Werk in Adapazarı) | 1.099 (inkl. Toyota Werk in Adapazarı) | 1.099 (inkl. Toyota Werk in Adapazarı) | 1.099 (inkl. Toyota Werk in Adapazarı) | 1.099 (inkl. Toyota Werk in Adapazarı) | 1.099 (inkl. Toyota Werk in Adapazarı) | 1.099 (inkl. Toyota Werk in Adapazarı) | 1.099 (inkl. Toyota Werk in Adapazarı) | 1.099 (inkl. Toyota Werk in Adapazarı) | 1.099 (inkl. Toyota Werk in Adapazarı) | 1.099 (inkl. Toyota Werk in Adapazarı) | 1.099 (inkl. Toyota Werk in Adapazarı) | 1.099 (inkl. Toyota Werk in Adapazarı) | 1.099 (inkl. Toyota Werk in Adapazarı) | 1.099 (inkl. Toyota Werk in Adapazarı) | 1.099 (inkl. Toyota Werk in Adapazarı) | 1.099 (inkl. Toyota Werk in Adapazarı) | 1.099 (inkl. Toyota Werk in Adapazarı) | 1.099 (inkl. Toyota Werk in Adapazarı) | 1.099 (inkl. Toyota Werk in Adapazarı) | 1.099 (inkl. Toyota Werk in Adapazarı) | 1.099 (inkl. Toyota Werk in Adapazarı) | 1.099 (inkl. Toyota Werk in Adapazarı) | 1.099 (inkl. Toyota Werk in Adapazarı) | 1.099 (inkl. Toyota Werk in Adapazarı) | 1.099 (inkl. Toyota Werk in Adapazarı) | 1.099 (inkl. Toyota Werk in Adapazarı) | 1.099 (inkl. Toyota Werk in Adapazarı) | 1.099 (inkl. Toyota Werk in Adapazarı) | 1.099 (inkl. Toyota Werk in Adapazarı) | 1.099 (inkl. Toyota Werk in Adapazarı) | 1.099 (inkl. Toyota Werk in Adapazarı) | 1.099 (inkl. Toyota Werk in Adapazarı) | 1.099 (inkl. Toyota Werk in Adapazarı) | 1.099 (inkl. Toyota Werk in Adapazarı) | 1.099 (inkl. Toyota Werk in Adapazarı) | 1.099 (inkl. Toyota Werk in Adapazarı) | 1.099 (inkl. Toyota Werk in Adapazarı) | 1.099 (inkl. Toyota Werk in Adapazarı) | 1.099 (inkl. Toyota Werk in Adapazarı) | 1.099 (inkl. Toyota Werk in Adapazarı) | 1.099 (inkl. Toyota Werk in Adapazarı) | 1.099 (inkl. Toyota Werk in Adapazarı) | 1.099 (inkl. Toyota Werk in Adapazarı) | 1.099 (inkl. Toyota Werk in Adapazarı) | 1.099 (inkl. Toyota Werk in Adapazarı) | 1.099 (inkl. Toyota Werk in Adapazarı) | 1.099 (inkl. Toyota Werk in Adapazarı) | 1.099 (inkl. Toyota Werk in Adapazarı) | 1.099 (inkl. Toyota Werk in Adapazarı) | 1.099 (inkl. Toyota Werk in Adapazarı) | 1.099 (inkl. Toyota Werk in Adapazarı) | 1.099 (inkl. Toyota Werk in Adapazarı) | 1.099 (inkl. Toyota Werk in Adapazarı) | 1.099 (inkl. Toyota Werk in Adapazarı) | 1.099 (inkl. Toyota Werk in Adapazarı) | 1.099 (inkl. Toyota Werk in Adapazarı) | 1.099 (inkl. Toyota Werk in Adapazarı) | 1.099 (inkl. Toyota Werk in Adapazarı) | 1.099 (inkl. Toyota Werk in Adapazarı) | 1.099 (inkl. Toyota Werk in Adapazarı) | 1.099 (inkl. Toyota Werk in Adapazarı) | 1.099 (inkl. Toyota Werk in Adapazarı) | 1.099 (inkl. Toyota Werk in Adapazarı) | 1.099 (inkl. Toyota Werk in Adapazarı) | 1.099 (inkl. Toyota Werk in Adapazarı) | 1.099 (inkl. Toyota Werk in Adapazarı) | 1.099 (inkl. Toyota Werk in Adapazarı) | 1.099 (inkl. Toyota Werk in Adapazarı) | 1.099 (inkl. Toyota Werk in Adapazarı) | 1.099 (inkl. Toyota Werk in Adapazarı) | 1.099 (inkl. Toyota Werk in Adapazarı) | 1.099 (inkl. Toyota Werk in Adapazarı) | 1.099 (inkl. Toyota Werk in Adapazarı) | 1.099 (inkl. Toyota Werk in Adapazarı) | 1.099 (inkl. Toyota Werk in Adapazarı) | 1.099 (inkl. Toyota Werk in Adapazarı) | 1.099 (inkl. Toyota Werk in Adapazarı) | 1.099 (inkl. Toyota Werk in Adapazarı) | 1.099 (inkl. Toyota Werk in Adapazarı) | 1.099 (inkl. Toyota Werk in Adapazarı) | 1.099 (inkl. Toyota Werk in Adapazarı) | 1.099 (inkl. Toyota Werk in Adapazarı) | 1.099 (inkl. Toyota Werk in Adapazarı) |       |
| Iran                   | Iran                   | Iran                   | Iran                   | Iran                   | Iran                   | Iran                   | Iran                   | Iran                   | Iran                   | Iran                   | Iran                   | Iran                   | Iran                   | Iran                   | Iran                   | Iran                   | Iran                   | Iran                   | Iran                   |  |     |     |     |     |     |     |     |     |     | 997 | 997                                    | 997                                    | 997                                    | 997                                    | 997                                    | 997                                    | 997                                    | 997                                    | 997                                    | 997                                    | 997                                    | 997                                    | 997                                    | 997                                    | 997                                    | 997                                    | 997                                    | 997                                    | 997                                    | 997                                    | 997                                    | 997                                    | 997                                    | 997                                    | 997                                    | 997                                    | 997                                    | 997                                    | 997                                    | 997                                    | 997                                    | 997                                    | 997                                    | 997                                    | 997                                    | 997                                    | 997                                    | 997                                    | 997                                    | 997                                    | 997                                    | 997                                    | 997                                    | 997                                    | 997                                    | 997                                    | 997                                    | 997                                    | 997                                    | 997                                    | 997                                    | 997                                    | 997                                    | 997                                    | 997                                    | 997                                    | 997                                    | 997                                    | 997                                    | 997                                    | 997                                    | 997                                    | 997                                    | 997                                    | 997                                    | 997                                    | 997                                    | 997                                    | 997                                    | 997                                    | 997                                    | 997                                    | 997                                    | 997                                    | 997                                    | 997                                    | 997                                    | 997                                    | 997                                    | 997                                    | 997                                    | 997                                    | 997                                    | 997                                    | 997                                    | 997                                    | 997                                    | 997                                    | 997                                    | 997                                    | 997                                    | 997                                    | 997                                    | 997                                    | 997                                    | 997                                    | 997                                    | 997                                    | 997                                    | 997                                    | 997                                    | 997                                    | 997                                    | 997                                    | 997                                    | 997                                    | 997                                    | 997                                    | 997                                    | 997                                    | 997                                    | 997                                    | 997                                    | 997                                    | 997                                    | 997                                    | 997                                    | 997                                    | 997                                    | 997                                    | 997                                    | 997                                    | 997                                    | 997                                    | 997                                    | 997                                    | 997                                    | 997                                    | 997                                    |       |
| Tschechien             | Tschechien             | Tschechien             | Tschechien             | Tschechien             | Tschechien             | Tschechien             | Tschechien             | Tschechien             | Tschechien             | Tschechien             | Tschechien             | Tschechien             | Tschechien             | Tschechien             | Tschechien             | Tschechien             | Tschechien             | Tschechien             | Tschechien             |  |     |     |     |     |     |     |     |     | 938 | 938 | 938                                    | 938                                    | 938                                    | 938                                    | 938                                    | 938                                    | 938                                    | 938                                    | 938                                    | 938                                    | 938                                    | 938                                    | 938                                    | 938                                    | 938                                    | 938                                    | 938                                    | 938                                    | 938                                    | 938                                    | 938                                    | 938                                    | 938                                    | 938                                    | 938                                    | 938                                    | 938                                    | 938                                    | 938                                    | 938                                    | 938                                    | 938                                    | 938                                    | 938                                    | 938                                    | 938                                    | 938                                    | 938                                    | 938                                    | 938                                    | 938                                    | 938                                    | 938                                    | 938                                    | 938                                    | 938                                    | 938                                    | 938                                    | 938                                    | 938                                    | 938                                    | 938                                    | 938                                    | 938                                    | 938                                    | 938                                    | 938                                    | 938                                    | 938                                    | 938                                    | 938                                    | 938                                    | 938                                    | 938                                    | 938                                    | 938                                    | 938                                    | 938                                    | 938                                    | 938                                    | 938                                    | 938                                    | 938                                    | 938                                    | 938                                    | 938                                    | 938                                    | 938                                    | 938                                    | 938                                    | 938                                    | 938                                    | 938                                    | 938                                    | 938                                    | 938                                    | 938                                    | 938                                    | 938                                    | 938                                    | 938                                    | 938                                    | 938                                    | 938                                    | 938                                    | 938                                    | 938                                    | 938                                    | 938                                    | 938                                    | 938                                    | 938                                    | 938                                    | 938                                    | 938                                    | 938                                    | 938                                    | 938                                    | 938                                    | 938                                    | 938                                    | 938                                    | 938                                    | 938                                    | 938                                    | 938                                    | 938                                    | 938                                    | 938                                    | 938                                    | 938                                    | 938                                    | 938                                    | 938                                    | 938                                    | 938                                    | 938                                    | 938                                    | 938                                    |       |
| Belgien                | Belgien                | Belgien                | Belgien                | Belgien                | Belgien                | Belgien                | Belgien                | Belgien                | Belgien                | Belgien                | Belgien                | Belgien                | Belgien                | Belgien                | Belgien                | Belgien                | Belgien                | Belgien                | Belgien                |  |     |     |     |     |     |     |     | 834 | 834 | 834 | 834                                    | 834                                    | 834                                    | 834                                    | 834                                    | 834                                    | 834                                    | 834                                    | 834                                    | 834                                    | 834                                    | 834                                    | 834                                    | 834                                    | 834                                    | 834                                    | 834                                    | 834                                    | 834                                    | 834                                    | 834                                    | 834                                    | 834                                    | 834                                    | 834                                    | 834                                    | 834                                    | 834                                    | 834                                    | 834                                    | 834                                    | 834                                    | 834                                    | 834                                    | 834                                    | 834                                    | 834                                    | 834                                    | 834                                    | 834                                    | 834                                    | 834                                    | 834                                    | 834                                    | 834                                    | 834                                    | 834                                    | 834                                    | 834                                    | 834                                    | 834                                    | 834                                    | 834                                    | 834                                    | 834                                    | 834                                    | 834                                    | 834                                    | 834                                    | 834                                    | 834                                    | 834                                    | 834                                    | 834                                    | 834                                    | 834                                    | 834                                    | 834                                    | 834                                    | 834                                    | 834                                    | 834                                    | 834                                    | 834                                    | 834                                    | 834                                    | 834                                    | 834                                    | 834                                    | 834                                    | 834                                    | 834                                    | 834                                    | 834                                    | 834                                    | 834                                    | 834                                    | 834                                    | 834                                    | 834                                    | 834                                    | 834                                    | 834                                    | 834                                    | 834                                    | 834                                    | 834                                    | 834                                    | 834                                    | 834                                    | 834                                    | 834                                    | 834                                    | 834                                    | 834                                    | 834                                    | 834                                    | 834                                    | 834                                    | 834                                    | 834                                    | 834                                    | 834                                    | 834                                    | 834                                    | 834                                    | 834                                    | 834                                    | 834                                    | 834                                    | 834                                    | 834                                    | 834                                    | 834                                    | 834                                    | 834                                    | 834                                    | 834                                    | 834                                    |       |
| Polen                  | Polen                  | Polen                  | Polen                  | Polen                  | Polen                  | Polen                  | Polen                  | Polen                  | Polen                  | Polen                  | Polen                  | Polen                  | Polen                  | Polen                  | Polen                  | Polen                  | Polen                  | Polen                  | Polen                  |  |     |     |     |     |     |     |     | 793 | 793 | 793 | 793                                    | 793                                    | 793                                    | 793                                    | 793                                    | 793                                    | 793                                    | 793                                    | 793                                    | 793                                    | 793                                    | 793                                    | 793                                    | 793                                    | 793                                    | 793                                    | 793                                    | 793                                    | 793                                    | 793                                    | 793                                    | 793                                    | 793                                    | 793                                    | 793                                    | 793                                    | 793                                    | 793                                    | 793                                    | 793                                    | 793                                    | 793                                    | 793                                    | 793                                    | 793                                    | 793                                    | 793                                    | 793                                    | 793                                    | 793                                    | 793                                    | 793                                    | 793                                    | 793                                    | 793                                    | 793                                    | 793                                    | 793                                    | 793                                    | 793                                    | 793                                    | 793                                    | 793                                    | 793                                    | 793                                    | 793                                    | 793                                    | 793                                    | 793                                    | 793                                    | 793                                    | 793                                    | 793                                    | 793                                    | 793                                    | 793                                    | 793                                    | 793                                    | 793                                    | 793                                    | 793                                    | 793                                    | 793                                    | 793                                    | 793                                    | 793                                    | 793                                    | 793                                    | 793                                    | 793                                    | 793                                    | 793                                    | 793                                    | 793                                    | 793                                    | 793                                    | 793                                    | 793                                    | 793                                    | 793                                    | 793                                    | 793                                    | 793                                    | 793                                    | 793                                    | 793                                    | 793                                    | 793                                    | 793                                    | 793                                    | 793                                    | 793                                    | 793                                    | 793                                    | 793                                    | 793                                    | 793                                    | 793                                    | 793                                    | 793                                    | 793                                    | 793                                    | 793                                    | 793                                    | 793                                    | 793                                    | 793                                    | 793                                    | 793                                    | 793                                    | 793                                    | 793                                    | 793                                    | 793                                    | 793                                    | 793                                    | 793                                    | 793                                    | 793                                    |       |
| Slowakei               | Slowakei               | Slowakei               | Slowakei               | Slowakei               | Slowakei               | Slowakei               | Slowakei               | Slowakei               | Slowakei               | Slowakei               | Slowakei               | Slowakei               | Slowakei               | Slowakei               | Slowakei               | Slowakei               | Slowakei               | Slowakei               | Slowakei               |  |     |     |     |     |     | 571 | 571 | 571 | 571 | 571 | 571                                    | 571                                    | 571                                    | 571                                    | 571                                    | 571                                    | 571                                    | 571                                    | 571                                    | 571                                    | 571                                    | 571                                    | 571                                    | 571                                    | 571                                    | 571                                    | 571                                    | 571                                    | 571                                    | 571                                    | 571                                    | 571                                    | 571                                    | 571                                    | 571                                    | 571                                    | 571                                    | 571                                    | 571                                    | 571                                    | 571                                    | 571                                    | 571                                    | 571                                    | 571                                    | 571                                    | 571                                    | 571                                    | 571                                    | 571                                    | 571                                    | 571                                    | 571                                    | 571                                    | 571                                    | 571                                    | 571                                    | 571                                    | 571                                    | 571                                    | 571                                    | 571                                    | 571                                    | 571                                    | 571                                    | 571                                    | 571                                    | 571                                    | 571                                    | 571                                    | 571                                    | 571                                    | 571                                    | 571                                    | 571                                    | 571                                    | 571                                    | 571                                    | 571                                    | 571                                    | 571                                    | 571                                    | 571                                    | 571                                    | 571                                    | 571                                    | 571                                    | 571                                    | 571                                    | 571                                    | 571                                    | 571                                    | 571                                    | 571                                    | 571                                    | 571                                    | 571                                    | 571                                    | 571                                    | 571                                    | 571                                    | 571                                    | 571                                    | 571                                    | 571                                    | 571                                    | 571                                    | 571                                    | 571                                    | 571                                    | 571                                    | 571                                    | 571                                    | 571                                    | 571                                    | 571                                    | 571                                    | 571                                    | 571                                    | 571                                    | 571                                    | 571                                    | 571                                    | 571                                    | 571                                    | 571                                    | 571                                    | 571                                    | 571                                    | 571                                    | 571                                    | 571                                    | 571                                    | 571                                    | 571                                    | 571                                    | 571                                    | 571                                    | 571                                    |       |
| Argentinien            | Argentinien            | Argentinien            | Argentinien            | Argentinien            | Argentinien            | Argentinien            | Argentinien            | Argentinien            | Argentinien            | Argentinien            | Argentinien            | Argentinien            | Argentinien            | Argentinien            | Argentinien            | Argentinien            | Argentinien            | Argentinien            | Argentinien            |  |     |     |     |     | 545 | 545 | 545 | 545 | 545 | 545 | 545                                    | 545                                    | 545                                    | 545                                    | 545                                    | 545                                    | 545                                    | 545                                    | 545                                    | 545                                    | 545                                    | 545                                    | 545                                    | 545                                    | 545                                    | 545                                    | 545                                    | 545                                    | 545                                    | 545                                    | 545                                    | 545                                    | 545                                    | 545                                    | 545                                    | 545                                    | 545                                    | 545                                    | 545                                    | 545                                    | 545                                    | 545                                    | 545                                    | 545                                    | 545                                    | 545                                    | 545                                    | 545                                    | 545                                    | 545                                    | 545                                    | 545                                    | 545                                    | 545                                    | 545                                    | 545                                    | 545                                    | 545                                    | 545                                    | 545                                    | 545                                    | 545                                    | 545                                    | 545                                    | 545                                    | 545                                    | 545                                    | 545                                    | 545                                    | 545                                    | 545                                    | 545                                    | 545                                    | 545                                    | 545                                    | 545                                    | 545                                    | 545                                    | 545                                    | 545                                    | 545                                    | 545                                    | 545                                    | 545                                    | 545                                    | 545                                    | 545                                    | 545                                    | 545                                    | 545                                    | 545                                    | 545                                    | 545                                    | 545                                    | 545                                    | 545                                    | 545                                    | 545                                    | 545                                    | 545                                    | 545                                    | 545                                    | 545                                    | 545                                    | 545                                    | 545                                    | 545                                    | 545                                    | 545                                    | 545                                    | 545                                    | 545                                    | 545                                    | 545                                    | 545                                    | 545                                    | 545                                    | 545                                    | 545                                    | 545                                    | 545                                    | 545                                    | 545                                    | 545                                    | 545                                    | 545                                    | 545                                    | 545                                    | 545                                    | 545                                    | 545                                    | 545                                    | 545                                    | 545                                    | 545                                    | 545                                    | 545                                    | 545                                    | 545                                    |       |
| Südafrika              | Südafrika              | Südafrika              | Südafrika              | Südafrika              | Südafrika              | Südafrika              | Südafrika              | Südafrika              | Südafrika              | Südafrika              | Südafrika              | Südafrika              | Südafrika              | Südafrika              | Südafrika              | Südafrika              | Südafrika              | Südafrika              | Südafrika              |  |     |     |     |     | 534 | 534 | 534 | 534 | 534 | 534 | 534                                    | 534                                    | 534                                    | 534                                    | 534                                    | 534                                    | 534                                    | 534                                    | 534                                    | 534                                    | 534                                    | 534                                    | 534                                    | 534                                    | 534                                    | 534                                    | 534                                    | 534                                    | 534                                    | 534                                    | 534                                    | 534                                    | 534                                    | 534                                    | 534                                    | 534                                    | 534                                    | 534                                    | 534                                    | 534                                    | 534                                    | 534                                    | 534                                    | 534                                    | 534                                    | 534                                    | 534                                    | 534                                    | 534                                    | 534                                    | 534                                    | 534                                    | 534                                    | 534                                    | 534                                    | 534                                    | 534                                    | 534                                    | 534                                    | 534                                    | 534                                    | 534                                    | 534                                    | 534                                    | 534                                    | 534                                    | 534                                    | 534                                    | 534                                    | 534                                    | 534                                    | 534                                    | 534                                    | 534                                    | 534                                    | 534                                    | 534                                    | 534                                    | 534                                    | 534                                    | 534                                    | 534                                    | 534                                    | 534                                    | 534                                    | 534                                    | 534                                    | 534                                    | 534                                    | 534                                    | 534                                    | 534                                    | 534                                    | 534                                    | 534                                    | 534                                    | 534                                    | 534                                    | 534                                    | 534                                    | 534                                    | 534                                    | 534                                    | 534                                    | 534                                    | 534                                    | 534                                    | 534                                    | 534                                    | 534                                    | 534                                    | 534                                    | 534                                    | 534                                    | 534                                    | 534                                    | 534                                    | 534                                    | 534                                    | 534                                    | 534                                    | 534                                    | 534                                    | 534                                    | 534                                    | 534                                    | 534                                    | 534                                    | 534                                    | 534                                    | 534                                    | 534                                    | 534                                    | 534                                    | 534                                    | 534                                    | 534                                    | 534                                    | 534                                    |       |
| Malaysia               | Malaysia               | Malaysia               | Malaysia               | Malaysia               | Malaysia               | Malaysia               | Malaysia               | Malaysia               | Malaysia               | Malaysia               | Malaysia               | Malaysia               | Malaysia               | Malaysia               | Malaysia               | Malaysia               | Malaysia               | Malaysia               | Malaysia               |  |     |     |     | 442 | 442 | 442 | 442 | 442 | 442 | 442 | 442                                    | 442                                    | 442                                    | 442                                    | 442                                    | 442                                    | 442                                    | 442                                    | 442                                    | 442                                    | 442                                    | 442                                    | 442                                    | 442                                    | 442                                    | 442                                    | 442                                    | 442                                    | 442                                    | 442                                    | 442                                    | 442                                    | 442                                    | 442                                    | 442                                    | 442                                    | 442                                    | 442                                    | 442                                    | 442                                    | 442                                    | 442                                    | 442                                    | 442                                    | 442                                    | 442                                    | 442                                    | 442                                    | 442                                    | 442                                    | 442                                    | 442                                    | 442                                    | 442                                    | 442                                    | 442                                    | 442                                    | 442                                    | 442                                    | 442                                    | 442                                    | 442                                    | 442                                    | 442                                    | 442                                    | 442                                    | 442                                    | 442                                    | 442                                    | 442                                    | 442                                    | 442                                    | 442                                    | 442                                    | 442                                    | 442                                    | 442                                    | 442                                    | 442                                    | 442                                    | 442                                    | 442                                    | 442                                    | 442                                    | 442                                    | 442                                    | 442                                    | 442                                    | 442                                    | 442                                    | 442                                    | 442                                    | 442                                    | 442                                    | 442                                    | 442                                    | 442                                    | 442                                    | 442                                    | 442                                    | 442                                    | 442                                    | 442                                    | 442                                    | 442                                    | 442                                    | 442                                    | 442                                    | 442                                    | 442                                    | 442                                    | 442                                    | 442                                    | 442                                    | 442                                    | 442                                    | 442                                    | 442                                    | 442                                    | 442                                    | 442                                    | 442                                    | 442                                    | 442                                    | 442                                    | 442                                    | 442                                    | 442                                    | 442                                    | 442                                    | 442                                    | 442                                    | 442                                    | 442                                    | 442                                    | 442                                    | 442                                    | 442                                    | 442                                    |       |
| Indonesien             | Indonesien             | Indonesien             | Indonesien             | Indonesien             | Indonesien             | Indonesien             | Indonesien             | Indonesien             | Indonesien             | Indonesien             | Indonesien             | Indonesien             | Indonesien             | Indonesien             | Indonesien             | Indonesien             | Indonesien             | Indonesien             | Indonesien             |  |     |     |     | 412 | 412 | 412 | 412 | 412 | 412 | 412 | 412                                    | 412                                    | 412                                    | 412                                    | 412                                    | 412                                    | 412                                    | 412                                    | 412                                    | 412                                    | 412                                    | 412                                    | 412                                    | 412                                    | 412                                    | 412                                    | 412                                    | 412                                    | 412                                    | 412                                    | 412                                    | 412                                    | 412                                    | 412                                    | 412                                    | 412                                    | 412                                    | 412                                    | 412                                    | 412                                    | 412                                    | 412                                    | 412                                    | 412                                    | 412                                    | 412                                    | 412                                    | 412                                    | 412                                    | 412                                    | 412                                    | 412                                    | 412                                    | 412                                    | 412                                    | 412                                    | 412                                    | 412                                    | 412                                    | 412                                    | 412                                    | 412                                    | 412                                    | 412                                    | 412                                    | 412                                    | 412                                    | 412                                    | 412                                    | 412                                    | 412                                    | 412                                    | 412                                    | 412                                    | 412                                    | 412                                    | 412                                    | 412                                    | 412                                    | 412                                    | 412                                    | 412                                    | 412                                    | 412                                    | 412                                    | 412                                    | 412                                    | 412                                    | 412                                    | 412                                    | 412                                    | 412                                    | 412                                    | 412                                    | 412                                    | 412                                    | 412                                    | 412                                    | 412                                    | 412                                    | 412                                    | 412                                    | 412                                    | 412                                    | 412                                    | 412                                    | 412                                    | 412                                    | 412                                    | 412                                    | 412                                    | 412                                    | 412                                    | 412                                    | 412                                    | 412                                    | 412                                    | 412                                    | 412                                    | 412                                    | 412                                    | 412                                    | 412                                    | 412                                    | 412                                    | 412                                    | 412                                    | 412                                    | 412                                    | 412                                    | 412                                    | 412                                    | 412                                    | 412                                    | 412                                    | 412                                    | 412                                    | 412                                    | 412                                    |       |
| Ukraine                | Ukraine                | Ukraine                | Ukraine                | Ukraine                | Ukraine                | Ukraine                | Ukraine                | Ukraine                | Ukraine                | Ukraine                | Ukraine                | Ukraine                | Ukraine                | Ukraine                | Ukraine                | Ukraine                | Ukraine                | Ukraine                | Ukraine                |  |     |     |     | 403 | 403 | 403 | 403 | 403 | 403 | 403 | 403                                    | 403                                    | 403                                    | 403                                    | 403                                    | 403                                    | 403                                    | 403                                    | 403                                    | 403                                    | 403                                    | 403                                    | 403                                    | 403                                    | 403                                    | 403                                    | 403                                    | 403                                    | 403                                    | 403                                    | 403                                    | 403                                    | 403                                    | 403                                    | 403                                    | 403                                    | 403                                    | 403                                    | 403                                    | 403                                    | 403                                    | 403                                    | 403                                    | 403                                    | 403                                    | 403                                    | 403                                    | 403                                    | 403                                    | 403                                    | 403                                    | 403                                    | 403                                    | 403                                    | 403                                    | 403                                    | 403                                    | 403                                    | 403                                    | 403                                    | 403                                    | 403                                    | 403                                    | 403                                    | 403                                    | 403                                    | 403                                    | 403                                    | 403                                    | 403                                    | 403                                    | 403                                    | 403                                    | 403                                    | 403                                    | 403                                    | 403                                    | 403                                    | 403                                    | 403                                    | 403                                    | 403                                    | 403                                    | 403                                    | 403                                    | 403                                    | 403                                    | 403                                    | 403                                    | 403                                    | 403                                    | 403                                    | 403                                    | 403                                    | 403                                    | 403                                    | 403                                    | 403                                    | 403                                    | 403                                    | 403                                    | 403                                    | 403                                    | 403                                    | 403                                    | 403                                    | 403                                    | 403                                    | 403                                    | 403                                    | 403                                    | 403                                    | 403                                    | 403                                    | 403                                    | 403                                    | 403                                    | 403                                    | 403                                    | 403                                    | 403                                    | 403                                    | 403                                    | 403                                    | 403                                    | 403                                    | 403                                    | 403                                    | 403                                    | 403                                    | 403                                    | 403                                    | 403                                    | 403                                    | 403                                    | 403                                    | 403                                    | 403                                    | 403                                    |       |
| Schweden               | Schweden               | Schweden               | Schweden               | Schweden               | Schweden               | Schweden               | Schweden               | Schweden               | Schweden               | Schweden               | Schweden               | Schweden               | Schweden               | Schweden               | Schweden               | Schweden               | Schweden               | Schweden               | Schweden               |  |     |     |     | 366 | 366 | 366 | 366 | 366 | 366 | 366 | 366                                    | 366                                    | 366                                    | 366                                    | 366                                    | 366                                    | 366                                    | 366                                    | 366                                    | 366                                    | 366                                    | 366                                    | 366                                    | 366                                    | 366                                    | 366                                    | 366                                    | 366                                    | 366                                    | 366                                    | 366                                    | 366                                    | 366                                    | 366                                    | 366                                    | 366                                    | 366                                    | 366                                    | 366                                    | 366                                    | 366                                    | 366                                    | 366                                    | 366                                    | 366                                    | 366                                    | 366                                    | 366                                    | 366                                    | 366                                    | 366                                    | 366                                    | 366                                    | 366                                    | 366                                    | 366                                    | 366                                    | 366                                    | 366                                    | 366                                    | 366                                    | 366                                    | 366                                    | 366                                    | 366                                    | 366                                    | 366                                    | 366                                    | 366                                    | 366                                    | 366                                    | 366                                    | 366                                    | 366                                    | 366                                    | 366                                    | 366                                    | 366                                    | 366                                    | 366                                    | 366                                    | 366                                    | 366                                    | 366                                    | 366                                    | 366                                    | 366                                    | 366                                    | 366                                    | 366                                    | 366                                    | 366                                    | 366                                    | 366                                    | 366                                    | 366                                    | 366                                    | 366                                    | 366                                    | 366                                    | 366                                    | 366                                    | 366                                    | 366                                    | 366                                    | 366                                    | 366                                    | 366                                    | 366                                    | 366                                    | 366                                    | 366                                    | 366                                    | 366                                    | 366                                    | 366                                    | 366                                    | 366                                    | 366                                    | 366                                    | 366                                    | 366                                    | 366                                    | 366                                    | 366                                    | 366                                    | 366                                    | 366                                    | 366                                    | 366                                    | 366                                    | 366                                    | 366                                    | 366                                    | 366                                    | 366                                    | 366                                    | 366                                    | 366                                    |       |
| Australien             | Australien             | Australien             | Australien             | Australien             | Australien             | Australien             | Australien             | Australien             | Australien             | Australien             | Australien             | Australien             | Australien             | Australien             | Australien             | Australien             | Australien             | Australien             | Australien             |  |     |     | 335 | 335 | 335 | 335 | 335 | 335 | 335 | 335 | 335                                    | 335                                    | 335                                    | 335                                    | 335                                    | 335                                    | 335                                    | 335                                    | 335                                    | 335                                    | 335                                    | 335                                    | 335                                    | 335                                    | 335                                    | 335                                    | 335                                    | 335                                    | 335                                    | 335                                    | 335                                    | 335                                    | 335                                    | 335                                    | 335                                    | 335                                    | 335                                    | 335                                    | 335                                    | 335                                    | 335                                    | 335                                    | 335                                    | 335                                    | 335                                    | 335                                    | 335                                    | 335                                    | 335                                    | 335                                    | 335                                    | 335                                    | 335                                    | 335                                    | 335                                    | 335                                    | 335                                    | 335                                    | 335                                    | 335                                    | 335                                    | 335                                    | 335                                    | 335                                    | 335                                    | 335                                    | 335                                    | 335                                    | 335                                    | 335                                    | 335                                    | 335                                    | 335                                    | 335                                    | 335                                    | 335                                    | 335                                    | 335                                    | 335                                    | 335                                    | 335                                    | 335                                    | 335                                    | 335                                    | 335                                    | 335                                    | 335                                    | 335                                    | 335                                    | 335                                    | 335                                    | 335                                    | 335                                    | 335                                    | 335                                    | 335                                    | 335                                    | 335                                    | 335                                    | 335                                    | 335                                    | 335                                    | 335                                    | 335                                    | 335                                    | 335                                    | 335                                    | 335                                    | 335                                    | 335                                    | 335                                    | 335                                    | 335                                    | 335                                    | 335                                    | 335                                    | 335                                    | 335                                    | 335                                    | 335                                    | 335                                    | 335                                    | 335                                    | 335                                    | 335                                    | 335                                    | 335                                    | 335                                    | 335                                    | 335                                    | 335                                    | 335                                    | 335                                    | 335                                    | 335                                    | 335                                    | 335                                    | 335                                    | 335                                    |       |
| Ungarn                 | Ungarn                 | Ungarn                 | Ungarn                 | Ungarn                 | Ungarn                 | Ungarn                 | Ungarn                 | Ungarn                 | Ungarn                 | Ungarn                 | Ungarn                 | Ungarn                 | Ungarn                 | Ungarn                 | Ungarn                 | Ungarn                 | Ungarn                 | Ungarn                 | Ungarn                 |  |     |     | 292 | 292 | 292 | 292 | 292 | 292 | 292 | 292 | 292                                    | 292                                    | 292                                    | 292                                    | 292                                    | 292                                    | 292                                    | 292                                    | 292                                    | 292                                    | 292                                    | 292                                    | 292                                    | 292                                    | 292                                    | 292                                    | 292                                    | 292                                    | 292                                    | 292                                    | 292                                    | 292                                    | 292                                    | 292                                    | 292                                    | 292                                    | 292                                    | 292                                    | 292                                    | 292                                    | 292                                    | 292                                    | 292                                    | 292                                    | 292                                    | 292                                    | 292                                    | 292                                    | 292                                    | 292                                    | 292                                    | 292                                    | 292                                    | 292                                    | 292                                    | 292                                    | 292                                    | 292                                    | 292                                    | 292                                    | 292                                    | 292                                    | 292                                    | 292                                    | 292                                    | 292                                    | 292                                    | 292                                    | 292                                    | 292                                    | 292                                    | 292                                    | 292                                    | 292                                    | 292                                    | 292                                    | 292                                    | 292                                    | 292                                    | 292                                    | 292                                    | 292                                    | 292                                    | 292                                    | 292                                    | 292                                    | 292                                    | 292                                    | 292                                    | 292                                    | 292                                    | 292                                    | 292                                    | 292                                    | 292                                    | 292                                    | 292                                    | 292                                    | 292                                    | 292                                    | 292                                    | 292                                    | 292                                    | 292                                    | 292                                    | 292                                    | 292                                    | 292                                    | 292                                    | 292                                    | 292                                    | 292                                    | 292                                    | 292                                    | 292                                    | 292                                    | 292                                    | 292                                    | 292                                    | 292                                    | 292                                    | 292                                    | 292                                    | 292                                    | 292                                    | 292                                    | 292                                    | 292                                    | 292                                    | 292                                    | 292                                    | 292                                    | 292                                    | 292                                    | 292                                    | 292                                    | 292                                    | 292                                    | 292                                    |       |
| Taiwan                 | Taiwan                 | Taiwan                 | Taiwan                 | Taiwan                 | Taiwan                 | Taiwan                 | Taiwan                 | Taiwan                 | Taiwan                 | Taiwan                 | Taiwan                 | Taiwan                 | Taiwan                 | Taiwan                 | Taiwan                 | Taiwan                 | Taiwan                 | Taiwan                 | Taiwan                 |  |     |     | 283 | 283 | 283 | 283 | 283 | 283 | 283 | 283 | 283                                    | 283                                    | 283                                    | 283                                    | 283                                    | 283                                    | 283                                    | 283                                    | 283                                    | 283                                    | 283                                    | 283                                    | 283                                    | 283                                    | 283                                    | 283                                    | 283                                    | 283                                    | 283                                    | 283                                    | 283                                    | 283                                    | 283                                    | 283                                    | 283                                    | 283                                    | 283                                    | 283                                    | 283                                    | 283                                    | 283                                    | 283                                    | 283                                    | 283                                    | 283                                    | 283                                    | 283                                    | 283                                    | 283                                    | 283                                    | 283                                    | 283                                    | 283                                    | 283                                    | 283                                    | 283                                    | 283                                    | 283                                    | 283                                    | 283                                    | 283                                    | 283                                    | 283                                    | 283                                    | 283                                    | 283                                    | 283                                    | 283                                    | 283                                    | 283                                    | 283                                    | 283                                    | 283                                    | 283                                    | 283                                    | 283                                    | 283                                    | 283                                    | 283                                    | 283                                    | 283                                    | 283                                    | 283                                    | 283                                    | 283                                    | 283                                    | 283                                    | 283                                    | 283                                    | 283                                    | 283                                    | 283                                    | 283                                    | 283                                    | 283                                    | 283                                    | 283                                    | 283                                    | 283                                    | 283                                    | 283                                    | 283                                    | 283                                    | 283                                    | 283                                    | 283                                    | 283                                    | 283                                    | 283                                    | 283                                    | 283                                    | 283                                    | 283                                    | 283                                    | 283                                    | 283                                    | 283                                    | 283                                    | 283                                    | 283                                    | 283                                    | 283                                    | 283                                    | 283                                    | 283                                    | 283                                    | 283                                    | 283                                    | 283                                    | 283                                    | 283                                    | 283                                    | 283                                    | 283                                    | 283                                    | 283                                    | 283                                    | 283                                    | 283                                    |       |
| Rumänien               | Rumänien               | Rumänien               | Rumänien               | Rumänien               | Rumänien               | Rumänien               | Rumänien               | Rumänien               | Rumänien               | Rumänien               | Rumänien               | Rumänien               | Rumänien               | Rumänien               | Rumänien               | Rumänien               | Rumänien               | Rumänien               | Rumänien               |  |     | 242 | 242 | 242 | 242 | 242 | 242 | 242 | 242 | 242 | 242                                    | 242                                    | 242                                    | 242                                    | 242                                    | 242                                    | 242                                    | 242                                    | 242                                    | 242                                    | 242                                    | 242                                    | 242                                    | 242                                    | 242                                    | 242                                    | 242                                    | 242                                    | 242                                    | 242                                    | 242                                    | 242                                    | 242                                    | 242                                    | 242                                    | 242                                    | 242                                    | 242                                    | 242                                    | 242                                    | 242                                    | 242                                    | 242                                    | 242                                    | 242                                    | 242                                    | 242                                    | 242                                    | 242                                    | 242                                    | 242                                    | 242                                    | 242                                    | 242                                    | 242                                    | 242                                    | 242                                    | 242                                    | 242                                    | 242                                    | 242                                    | 242                                    | 242                                    | 242                                    | 242                                    | 242                                    | 242                                    | 242                                    | 242                                    | 242                                    | 242                                    | 242                                    | 242                                    | 242                                    | 242                                    | 242                                    | 242                                    | 242                                    | 242                                    | 242                                    | 242                                    | 242                                    | 242                                    | 242                                    | 242                                    | 242                                    | 242                                    | 242                                    | 242                                    | 242                                    | 242                                    | 242                                    | 242                                    | 242                                    | 242                                    | 242                                    | 242                                    | 242                                    | 242                                    | 242                                    | 242                                    | 242                                    | 242                                    | 242                                    | 242                                    | 242                                    | 242                                    | 242                                    | 242                                    | 242                                    | 242                                    | 242                                    | 242                                    | 242                                    | 242                                    | 242                                    | 242                                    | 242                                    | 242                                    | 242                                    | 242                                    | 242                                    | 242                                    | 242                                    | 242                                    | 242                                    | 242                                    | 242                                    | 242                                    | 242                                    | 242                                    | 242                                    | 242                                    | 242                                    | 242                                    | 242                                    | 242                                    | 242                                    | 242                                    |       |
| Österreich             | Österreich             | Österreich             | Österreich             | Österreich             | Österreich             | Österreich             | Österreich             | Österreich             | Österreich             | Österreich             | Österreich             | Österreich             | Österreich             | Österreich             | Österreich             | Österreich             | Österreich             | Österreich             | Österreich             |  |     | 228 | 228 | 228 | 228 | 228 | 228 | 228 | 228 | 228 | 228                                    | 228                                    | 228                                    | 228                                    | 228                                    | 228                                    | 228                                    | 228                                    | 228                                    | 228                                    | 228                                    | 228                                    | 228                                    | 228                                    | 228                                    | 228                                    | 228                                    | 228                                    | 228                                    | 228                                    | 228                                    | 228                                    | 228                                    | 228                                    | 228                                    | 228                                    | 228                                    | 228                                    | 228                                    | 228                                    | 228                                    | 228                                    | 228                                    | 228                                    | 228                                    | 228                                    | 228                                    | 228                                    | 228                                    | 228                                    | 228                                    | 228                                    | 228                                    | 228                                    | 228                                    | 228                                    | 228                                    | 228                                    | 228                                    | 228                                    | 228                                    | 228                                    | 228                                    | 228                                    | 228                                    | 228                                    | 228                                    | 228                                    | 228                                    | 228                                    | 228                                    | 228                                    | 228                                    | 228                                    | 228                                    | 228                                    | 228                                    | 228                                    | 228                                    | 228                                    | 228                                    | 228                                    | 228                                    | 228                                    | 228                                    | 228                                    | 228                                    | 228                                    | 228                                    | 228                                    | 228                                    | 228                                    | 228                                    | 228                                    | 228                                    | 228                                    | 228                                    | 228                                    | 228                                    | 228                                    | 228                                    | 228                                    | 228                                    | 228                                    | 228                                    | 228                                    | 228                                    | 228                                    | 228                                    | 228                                    | 228                                    | 228                                    | 228                                    | 228                                    | 228                                    | 228                                    | 228                                    | 228                                    | 228                                    | 228                                    | 228                                    | 228                                    | 228                                    | 228                                    | 228                                    | 228                                    | 228                                    | 228                                    | 228                                    | 228                                    | 228                                    | 228                                    | 228                                    | 228                                    | 228                                    | 228                                    | 228                                    | 228                                    | 228                                    |       |
| Slowenien              | Slowenien              | Slowenien              | Slowenien              | Slowenien              | Slowenien              | Slowenien              | Slowenien              | Slowenien              | Slowenien              | Slowenien              | Slowenien              | Slowenien              | Slowenien              | Slowenien              | Slowenien              | Slowenien              | Slowenien              | Slowenien              | Slowenien              |  |     | 198 | 198 | 198 | 198 | 198 | 198 | 198 | 198 | 198 | 198                                    | 198                                    | 198                                    | 198                                    | 198                                    | 198                                    | 198                                    | 198                                    | 198                                    | 198                                    | 198                                    | 198                                    | 198                                    | 198                                    | 198                                    | 198                                    | 198                                    | 198                                    | 198                                    | 198                                    | 198                                    | 198                                    | 198                                    | 198                                    | 198                                    | 198                                    | 198                                    | 198                                    | 198                                    | 198                                    | 198                                    | 198                                    | 198                                    | 198                                    | 198                                    | 198                                    | 198                                    | 198                                    | 198                                    | 198                                    | 198                                    | 198                                    | 198                                    | 198                                    | 198                                    | 198                                    | 198                                    | 198                                    | 198                                    | 198                                    | 198                                    | 198                                    | 198                                    | 198                                    | 198                                    | 198                                    | 198                                    | 198                                    | 198                                    | 198                                    | 198                                    | 198                                    | 198                                    | 198                                    | 198                                    | 198                                    | 198                                    | 198                                    | 198                                    | 198                                    | 198                                    | 198                                    | 198                                    | 198                                    | 198                                    | 198                                    | 198                                    | 198                                    | 198                                    | 198                                    | 198                                    | 198                                    | 198                                    | 198                                    | 198                                    | 198                                    | 198                                    | 198                                    | 198                                    | 198                                    | 198                                    | 198                                    | 198                                    | 198                                    | 198                                    | 198                                    | 198                                    | 198                                    | 198                                    | 198                                    | 198                                    | 198                                    | 198                                    | 198                                    | 198                                    | 198                                    | 198                                    | 198                                    | 198                                    | 198                                    | 198                                    | 198                                    | 198                                    | 198                                    | 198                                    | 198                                    | 198                                    | 198                                    | 198                                    | 198                                    | 198                                    | 198                                    | 198                                    | 198                                    | 198                                    | 198                                    | 198                                    | 198                                    | 198                                    |       |
| Usbekistan             | Usbekistan             | Usbekistan             | Usbekistan             | Usbekistan             | Usbekistan             | Usbekistan             | Usbekistan             | Usbekistan             | Usbekistan             | Usbekistan             | Usbekistan             | Usbekistan             | Usbekistan             | Usbekistan             | Usbekistan             | Usbekistan             | Usbekistan             | Usbekistan             | Usbekistan             |  |     | 185 | 185 | 185 | 185 | 185 | 185 | 185 | 185 | 185 | 185                                    | 185                                    | 185                                    | 185                                    | 185                                    | 185                                    | 185                                    | 185                                    | 185                                    | 185                                    | 185                                    | 185                                    | 185                                    | 185                                    | 185                                    | 185                                    | 185                                    | 185                                    | 185                                    | 185                                    | 185                                    | 185                                    | 185                                    | 185                                    | 185                                    | 185                                    | 185                                    | 185                                    | 185                                    | 185                                    | 185                                    | 185                                    | 185                                    | 185                                    | 185                                    | 185                                    | 185                                    | 185                                    | 185                                    | 185                                    | 185                                    | 185                                    | 185                                    | 185                                    | 185                                    | 185                                    | 185                                    | 185                                    | 185                                    | 185                                    | 185                                    | 185                                    | 185                                    | 185                                    | 185                                    | 185                                    | 185                                    | 185                                    | 185                                    | 185                                    | 185                                    | 185                                    | 185                                    | 185                                    | 185                                    | 185                                    | 185                                    | 185                                    | 185                                    | 185                                    | 185                                    | 185                                    | 185                                    | 185                                    | 185                                    | 185                                    | 185                                    | 185                                    | 185                                    | 185                                    | 185                                    | 185                                    | 185                                    | 185                                    | 185                                    | 185                                    | 185                                    | 185                                    | 185                                    | 185                                    | 185                                    | 185                                    | 185                                    | 185                                    | 185                                    | 185                                    | 185                                    | 185                                    | 185                                    | 185                                    | 185                                    | 185                                    | 185                                    | 185                                    | 185                                    | 185                                    | 185                                    | 185                                    | 185                                    | 185                                    | 185                                    | 185                                    | 185                                    | 185                                    | 185                                    | 185                                    | 185                                    | 185                                    | 185                                    | 185                                    | 185                                    | 185                                    | 185                                    | 185                                    | 185                                    | 185                                    | 185                                    | 185                                    | 185                                    |       |
| Portugal               | Portugal               | Portugal               | Portugal               | Portugal               | Portugal               | Portugal               | Portugal               | Portugal               | Portugal               | Portugal               | Portugal               | Portugal               | Portugal               | Portugal               | Portugal               | Portugal               | Portugal               | Portugal               | Portugal               |  |     | 176 | 176 | 176 | 176 | 176 | 176 | 176 | 176 | 176 | 176                                    | 176                                    | 176                                    | 176                                    | 176                                    | 176                                    | 176                                    | 176                                    | 176                                    | 176                                    | 176                                    | 176                                    | 176                                    | 176                                    | 176                                    | 176                                    | 176                                    | 176                                    | 176                                    | 176                                    | 176                                    | 176                                    | 176                                    | 176                                    | 176                                    | 176                                    | 176                                    | 176                                    | 176                                    | 176                                    | 176                                    | 176                                    | 176                                    | 176                                    | 176                                    | 176                                    | 176                                    | 176                                    | 176                                    | 176                                    | 176                                    | 176                                    | 176                                    | 176                                    | 176                                    | 176                                    | 176                                    | 176                                    | 176                                    | 176                                    | 176                                    | 176                                    | 176                                    | 176                                    | 176                                    | 176                                    | 176                                    | 176                                    | 176                                    | 176                                    | 176                                    | 176                                    | 176                                    | 176                                    | 176                                    | 176                                    | 176                                    | 176                                    | 176                                    | 176                                    | 176                                    | 176                                    | 176                                    | 176                                    | 176                                    | 176                                    | 176                                    | 176                                    | 176                                    | 176                                    | 176                                    | 176                                    | 176                                    | 176                                    | 176                                    | 176                                    | 176                                    | 176                                    | 176                                    | 176                                    | 176                                    | 176                                    | 176                                    | 176                                    | 176                                    | 176                                    | 176                                    | 176                                    | 176                                    | 176                                    | 176                                    | 176                                    | 176                                    | 176                                    | 176                                    | 176                                    | 176                                    | 176                                    | 176                                    | 176                                    | 176                                    | 176                                    | 176                                    | 176                                    | 176                                    | 176                                    | 176                                    | 176                                    | 176                                    | 176                                    | 176                                    | 176                                    | 176                                    | 176                                    | 176                                    | 176                                    | 176                                    | 176                                    | 176                                    |       |
| Niederlande            | Niederlande            | Niederlande            | Niederlande            | Niederlande            | Niederlande            | Niederlande            | Niederlande            | Niederlande            | Niederlande            | Niederlande            | Niederlande            | Niederlande            | Niederlande            | Niederlande            | Niederlande            | Niederlande            | Niederlande            | Niederlande            | Niederlande            |  | 138 | 138 | 138 | 138 | 138 | 138 | 138 | 138 | 138 | 138 | 138                                    | 138                                    | 138                                    | 138                                    | 138                                    | 138                                    | 138                                    | 138                                    | 138                                    | 138                                    | 138                                    | 138                                    | 138                                    | 138                                    | 138                                    | 138                                    | 138                                    | 138                                    | 138                                    | 138                                    | 138                                    | 138                                    | 138                                    | 138                                    | 138                                    | 138                                    | 138                                    | 138                                    | 138                                    | 138                                    | 138                                    | 138                                    | 138                                    | 138                                    | 138                                    | 138                                    | 138                                    | 138                                    | 138                                    | 138                                    | 138                                    | 138                                    | 138                                    | 138                                    | 138                                    | 138                                    | 138                                    | 138                                    | 138                                    | 138                                    | 138                                    | 138                                    | 138                                    | 138                                    | 138                                    | 138                                    | 138                                    | 138                                    | 138                                    | 138                                    | 138                                    | 138                                    | 138                                    | 138                                    | 138                                    | 138                                    | 138                                    | 138                                    | 138                                    | 138                                    | 138                                    | 138                                    | 138                                    | 138                                    | 138                                    | 138                                    | 138                                    | 138                                    | 138                                    | 138                                    | 138                                    | 138                                    | 138                                    | 138                                    | 138                                    | 138                                    | 138                                    | 138                                    | 138                                    | 138                                    | 138                                    | 138                                    | 138                                    | 138                                    | 138                                    | 138                                    | 138                                    | 138                                    | 138                                    | 138                                    | 138                                    | 138                                    | 138                                    | 138                                    | 138                                    | 138                                    | 138                                    | 138                                    | 138                                    | 138                                    | 138                                    | 138                                    | 138                                    | 138                                    | 138                                    | 138                                    | 138                                    | 138                                    | 138                                    | 138                                    | 138                                    | 138                                    | 138                                    | 138                                    | 138                                    | 138                                    | 138                                    | 138                                    | 138                                    |       |
| Ägypten                | Ägypten                | Ägypten                | Ägypten                | Ägypten                | Ägypten                | Ägypten                | Ägypten                | Ägypten                | Ägypten                | Ägypten                | Ägypten                | Ägypten                | Ägypten                | Ägypten                | Ägypten                | Ägypten                | Ägypten                | Ägypten                | Ägypten                |  | 104 | 104 | 104 | 104 | 104 | 104 | 104 | 104 | 104 | 104 | 104                                    | 104                                    | 104                                    | 104                                    | 104                                    | 104                                    | 104                                    | 104                                    | 104                                    | 104                                    | 104                                    | 104                                    | 104                                    | 104                                    | 104                                    | 104                                    | 104                                    | 104                                    | 104                                    | 104                                    | 104                                    | 104                                    | 104                                    | 104                                    | 104                                    | 104                                    | 104                                    | 104                                    | 104                                    | 104                                    | 104                                    | 104                                    | 104                                    | 104                                    | 104                                    | 104                                    | 104                                    | 104                                    | 104                                    | 104                                    | 104                                    | 104                                    | 104                                    | 104                                    | 104                                    | 104                                    | 104                                    | 104                                    | 104                                    | 104                                    | 104                                    | 104                                    | 104                                    | 104                                    | 104                                    | 104                                    | 104                                    | 104                                    | 104                                    | 104                                    | 104                                    | 104                                    | 104                                    | 104                                    | 104                                    | 104                                    | 104                                    | 104                                    | 104                                    | 104                                    | 104                                    | 104                                    | 104                                    | 104                                    | 104                                    | 104                                    | 104                                    | 104                                    | 104                                    | 104                                    | 104                                    | 104                                    | 104                                    | 104                                    | 104                                    | 104                                    | 104                                    | 104                                    | 104                                    | 104                                    | 104                                    | 104                                    | 104                                    | 104                                    | 104                                    | 104                                    | 104                                    | 104                                    | 104                                    | 104                                    | 104                                    | 104                                    | 104                                    | 104                                    | 104                                    | 104                                    | 104                                    | 104                                    | 104                                    | 104                                    | 104                                    | 104                                    | 104                                    | 104                                    | 104                                    | 104                                    | 104                                    | 104                                    | 104                                    | 104                                    | 104                                    | 104                                    | 104                                    | 104                                    | 104                                    | 104                                    | 104                                    | 104                                    | 104                                    |       |

Quelle: World Motor Vehicle Production by Country: 2006–2007. (PDF; 27 kB) International Organization of Motor Vehicle Manufacturers (OICA), abgerufen am 24. August 2018.